# Historia del desnudo artístico

David (1501-1504), de Miguel Ángel, Galería de la Academia de Florencia.

La evolución histórica del desnudo artístico transcurre en paralelo a la historia del arte en general, salvo pequeñas particularidades derivadas de la distinta aceptación de la desnudez por parte de las diversas sociedades y culturas que se han sucedido en el mundo a lo largo del tiempo. El desnudo es un género artístico que consiste en la representación en diversos medios artísticos (pintura, escultura o, más recientemente, cine y fotografía) del cuerpo humano desnudo. Es considerado una de las clasificaciones académicas de las obras de arte. La desnudez en el arte ha reflejado por lo general los estándares sociales para la estética y la moralidad de la época en que se realizó la obra. Muchas culturas toleran la desnudez en el arte en mayor medida que la desnudez en la vida real, con diferentes parámetros sobre qué es aceptable: por ejemplo, aun en un museo en el cual se muestran obras con desnudos, en general no se acepta la desnudez del visitante. Como género, el desnudo resulta un tema complejo de abordar por sus múltiples variantes, tanto formales como estéticas e iconográficas, y hay historiadores del arte que lo consideran el tema más importante de la historia del arte occidental.
Aunque se suele asociar al erotismo, el desnudo puede tener diversas interpretaciones y significados, desde la mitología hasta la religión, pasando por el estudio anatómico, o bien como representación de la belleza e ideal estético de perfección, como en la Antigua Grecia. Su representación ha variado conforme a los valores sociales y culturales de cada época y cada pueblo, y así como para los griegos el cuerpo era un motivo de orgullo, para los judíos —y, por ende, para el cristianismo— era motivo de vergüenza, era la condición de los esclavos y los miserables.
El estudio y representación artística del cuerpo humano ha sido una constante en toda la historia del arte, desde la prehistoria (Venus de Willendorf) hasta nuestros días. Una de las culturas donde más proliferó la representación artística del desnudo fue la Antigua Grecia, donde era concebido como un ideal de perfección y belleza absoluta, concepto que ha perdurado en el arte clasicista llegando hasta nuestros días, y condicionando en buena medida la percepción de la sociedad occidental hacia el desnudo y el arte en general. En la Edad Media su representación se circunscribió a temas religiosos, siempre basados en pasajes bíblicos que así lo justificasen. En el Renacimiento, la nueva cultura humanista, de signo más antropocéntrico, propició el retorno del desnudo al arte, generalmente basado en temas mitológicos o históricos, perdurando igualmente los religiosos. Fue en el siglo XIX, especialmente con el impresionismo, cuando el desnudo empezó a perder su carácter iconográfico y a ser representado simplemente por sus cualidades estéticas, el desnudo como imagen sensual y plenamente autorreferencial. En tiempos más recientes, los estudios en torno al desnudo como género artístico se han centrado en los análisis semióticos, especialmente en la relación entre obra y espectador, así como en el estudio de las relaciones de género. El feminismo ha criticado el desnudo como utilización objetual del cuerpo femenino y signo del dominio patriarcal de la sociedad occidental. Artistas como Lucian Freud y Jenny Saville han elaborado un tipo de desnudo no idealizado para eliminar el concepto tradicional de desnudo y buscar su esencia más allá de los conceptos de belleza y género.

## Prehistoria

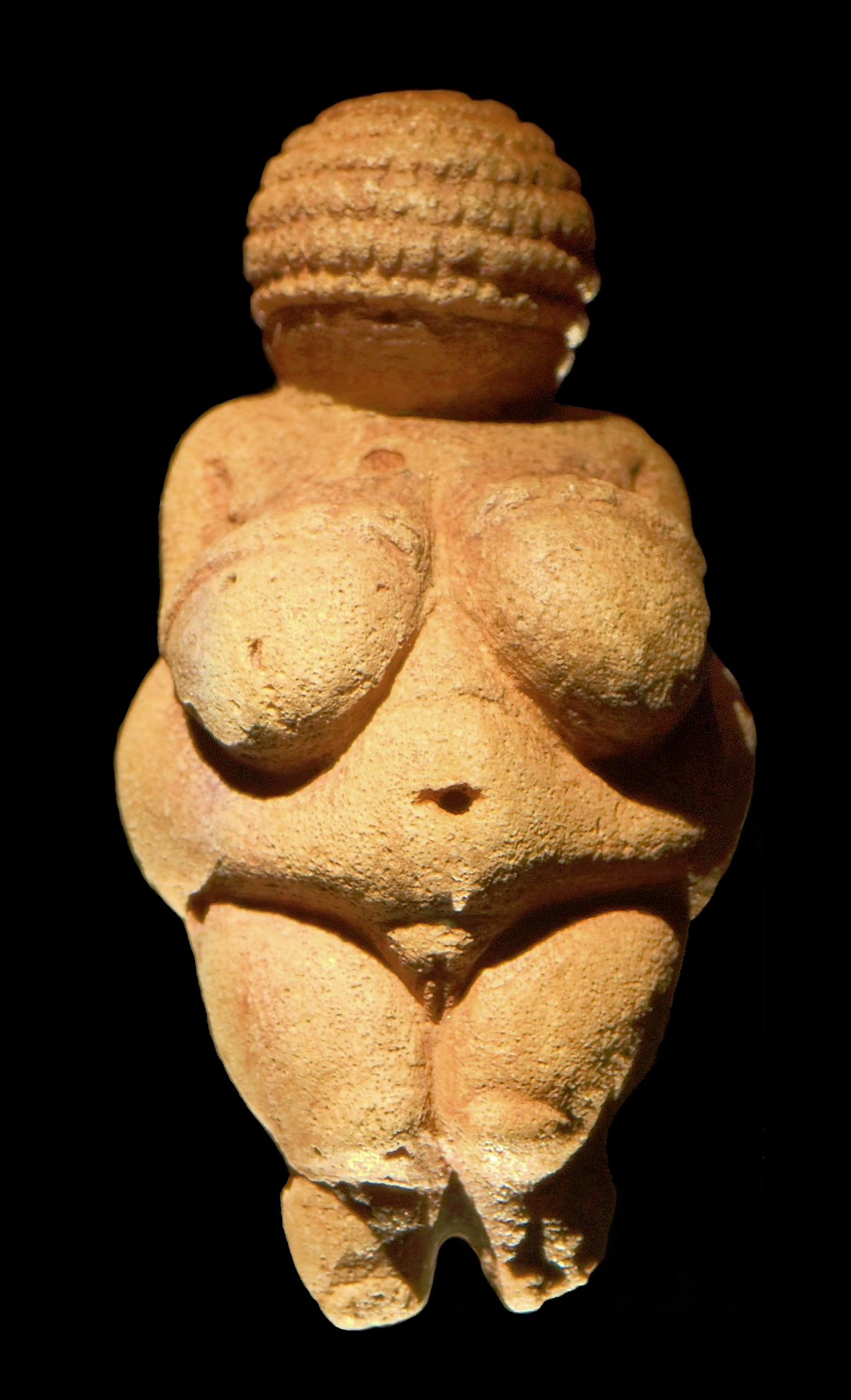
Venus de Willendorf, Museo de Historia Natural de Viena (circa 20000 a. C.).

El arte prehistórico es el desarrollado desde la Edad de Piedra (paleolítico superior, mesolítico y neolítico) hasta la Edad de los Metales, periodos donde surgieron las primeras manifestaciones que se pueden considerar como artísticas por parte del ser humano. En el paleolítico (25000  a. C.-8000  a. C.), el hombre se dedicaba a la caza y vivía en cuevas, elaborando la llamada pintura rupestre. Tras un periodo de transición (mesolítico, 8000 a. C.-6000 a. C.), en el neolítico (6000 a. C.-3000 a. C.) se volvió sedentario y se dedicó a la agricultura, con sociedades cada vez más complejas donde va cobrando importancia la religión, y comienza la producción de piezas de artesanía. Por último, en la llamada Edad de los Metales (3000 a. C.-1000 a. C.), surgen las primeras civilizaciones protohistóricas.
En el arte paleolítico el desnudo estaba fuertemente vinculado al culto a la fertilidad, como se puede apreciar en la representación del cuerpo humano femenino —las llamadas «venus»—, generalmente de formas algo obesas, con pechos generosos y abultadas caderas. La mayoría proceden del período auriñaciense, y están generalmente talladas en caliza, marfil o esteatita. Destacan las venus de Willendorf, Lespugue, Menton, Laussel, etc. A nivel masculino, la representación del falo —generalmente erecto—, en forma aislada o en cuerpo completo, era igualmente signo de fertilidad, como en el llamado Gigante de Cerne Abbas (Dorset, Inglaterra). En la pintura rupestre —sobre todo la desarrollada en la zona franco-cantábrica y levantina— son comunes las escenas de caza, o bien de ritos y danzas, donde la figura humana, reducida a trazos esquemáticos, es representada en ocasiones destacando los órganos sexuales —pechos en mujeres y el falo en los hombres—, seguramente asociado a ritos apareatorios. Algunos ejemplos se hallan en las cuevas de El Cogul, Valltorta y Alpera.

## Arte antiguo
Puede llamarse así a las creaciones artísticas de la primera etapa de la historia, destacando las grandes civilizaciones del Próximo Oriente: Egipto y Mesopotamia. También englobaría las primeras manifestaciones artísticas de la mayoría de pueblos y civilizaciones de todos los continentes. Uno de los grandes avances en esta época fue la invención de la escritura, generada en primer lugar por la necesidad de llevar registros de índole económica y comercial.

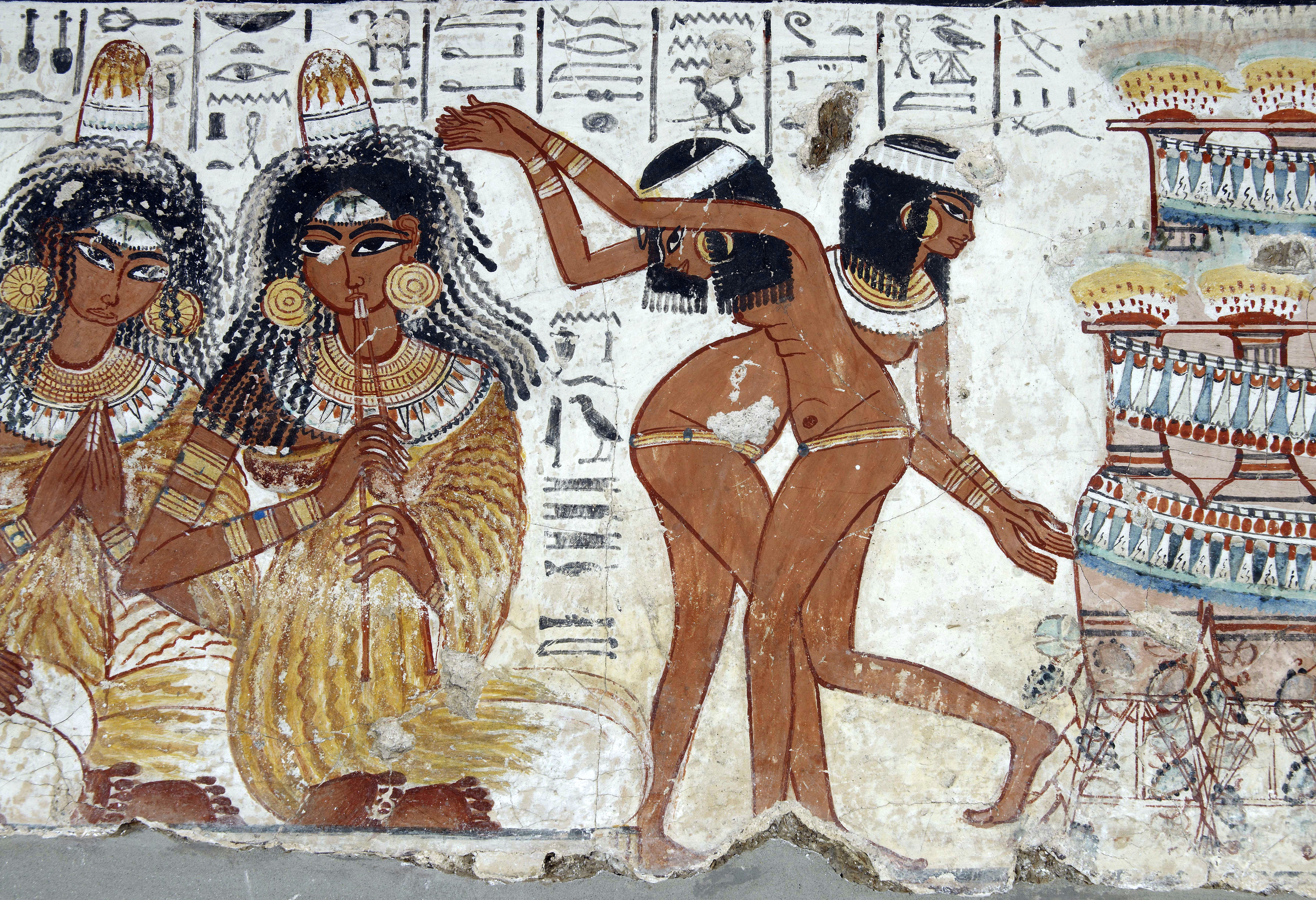
Bailarinas (circa 1420-1375 a. C.), British Museum.

En las primeras religiones, desde la sumeria hasta la egipcia, se relacionó el antiguo culto a la Madre Tierra con las nuevas deidades de tipo antropomórfico, vinculando la forma femenina con la naturaleza, en cuanto ambas son generadoras de vida. Así, los dioses gemelos egipcios Geb y Nut representaban la tierra y el cielo, de cuya unión nacían todos los elementos. En otros casos, los dioses se relacionan con elementos cosmológicos, como la diosa Ishtar con el planeta Venus, representada generalmente desnuda y alada, con una luna creciente en la cabeza. Otras representaciones de la Diosa Madre suelen ser figuras más o menos vestidas, pero con los pechos desnudos, como la famosa Diosa de las serpientes (Museo Arqueológico de Iraklion), una estatuilla minoica de alrededor del 1550 a. C. Estas representaciones fueron el punto de partida para la iconografía de diosas griegas y romanas como Ártemis, Diana, Deméter y Ceres.
En Egipto la desnudez era vista con naturalidad, y abunda en representaciones de escenas cortesanas, especialmente en danzas y escenas de fiestas y celebraciones. Pero también está presente en los temas religiosos, y muchos de sus dioses representados en forma antropomórfica aparecen desnudos o semidesnudos en estatuas y pinturas murales. Igualmente aparece en la representación del propio ser humano, sea faraón o esclavo, militar o funcionario, como el famoso Escriba sentado del Louvre. Sin duda debido al clima, los egipcios solían llevar poca ropa, taparrabos y faldellines los hombres, vestidos de lino transparente las mujeres. Así se refleja en el arte, desde las escenas que muestran las fiestas y ceremonias de la corte hasta las escenas más populares, que muestran el trabajo diario de campesinos, artesanos, pastores, pescadores y demás oficios. Asimismo, en las escenas de guerra aparecen los lastimosos cuerpos desnudos de los esclavos y cautivos, tratados con el mismo estilo hierático y falto de dinamismo propio del arte egipcio, donde prepondera la ley de la frontalidad, del cuerpo constreñido a rígidas posturas estáticas y faltas de realismo. La pintura se caracteriza principalmente por presentar figuras yuxtapuestas en planos superpuestos, con un criterio jerárquico. Predominaba el canon de perfil, que consistía en representar la cabeza y las extremidades de perfil, pero los hombros y los ojos de frente. Entre las obras que nos han llegado del Antiguo Egipto, el desnudo, parcial o completo, es perceptible tanto en pintura como en escultura, sea monumental o en pequeñas estatuillas, como la Oferante del Louvre o la Muchacha tocando el arpa del British Museum; tenemos estatuas como las de Rahotep y Nefrit, la de Micerino con su esposa o la Dama Tui del Louvre que, aunque vestida de lino, la transparencia de la tela nos muestra su desnudez; en pintura, los murales de la tumba de Nath, contable de Tuthmosis IV, o la Tumba de los Médicos en Saqqarah. En la tumba de Tutankamón se halló una estatua del faraón desnudo, representando a Ihy, hijo de la diosa Hathor.
Por contrapartida, en Mesopotamia, cercana geográfica y cronológicamente al Antiguo Egipto, el desnudo es prácticamente desconocido, excepto algún relieve asirio como Asurbanípal cazando leones (British Museum), donde el rey aparece con el torso desnudo, o algunas escenas de tortura de prisioneros, mientras que en la vertiente femenina solo hallamos los pechos desnudos de un bronce caldeo representando una joven canéfora, presente en el Louvre. Tampoco encontramos desnudos en el arte fenicio o judío, donde la ley mosaica prohibía la representación humana.

## Arte clásico

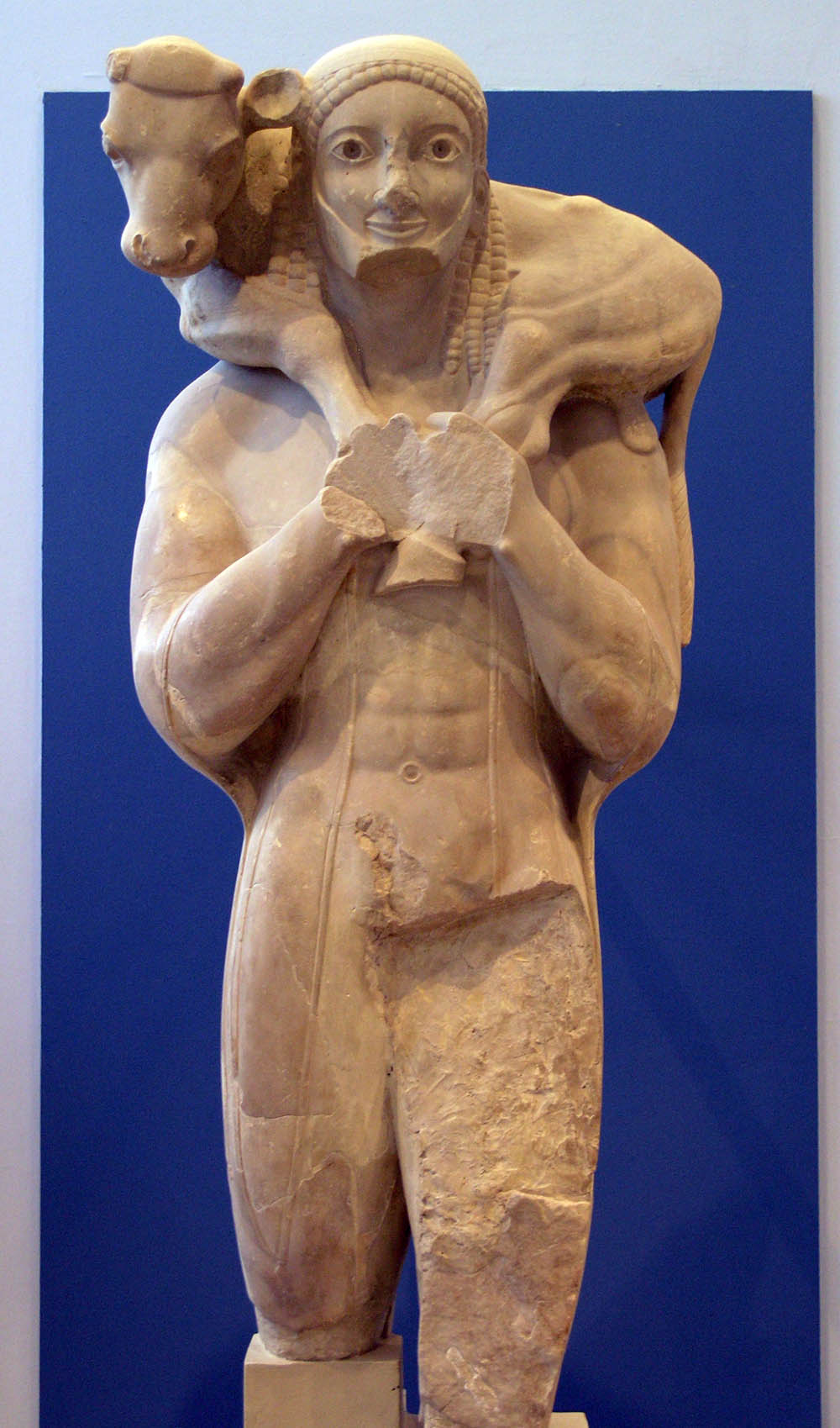
El Moscóforo de la Acrópolis, hacia 570 a. C. Un joven portando un becerro hacia el sacrificio es mostrado en un desnudo completo frontal, sin embargo, se encuentra parcialmente vestido con una tela ceremonial que le cubre la espalda, zona superior de los brazos y zona frontal de los muslos.

Se denomina arte clásico al desarrollado en las antiguas Grecia y Roma, cuyos adelantos tanto científicos como materiales y de orden estético aportaron a la historia del arte un estilo basado en la naturaleza y en el ser humano, donde preponderaba la armonía y el equilibrio, la racionalidad de las formas y los volúmenes, y un sentido de imitación («mímesis») de la naturaleza que sentaron las bases del arte occidental, de tal forma que la recurrencia a las formas clásicas ha sido constante a lo largo de la historia en la civilización occidental.

### Grecia
En Grecia se desarrollaron las principales manifestaciones artísticas que han marcado la evolución del arte occidental. Tras unos inicios donde destacaron las culturas minoica y micénica, el arte griego se desarrolló en tres periodos: arcaico, clásico y helenístico. Caracterizado por el naturalismo y el uso de la razón en medidas y proporciones, y con un sentido estético inspirado en la naturaleza, el arte griego fue el punto de partida del arte desarrollado en el continente europeo. El punto álgido del arte griego se produjo en la llamada era de Pericles, donde el arte gozó de un gran esplendor, generando un estilo de interpretar la realidad: los artistas se basaban en la naturaleza según unas proporciones y unas reglas (κανών, canon) que permitían la captación de esa realidad por parte del espectador, recurriendo si era necesario al escorzo. Se perseguía un concepto de belleza basado en la imitación del natural, pero idealizado con la incorporación de una visión subjetiva que reflejaba la armonía de cuerpo y alma, equiparando belleza con bondad (καλοκαγαθία, kalokagathía).

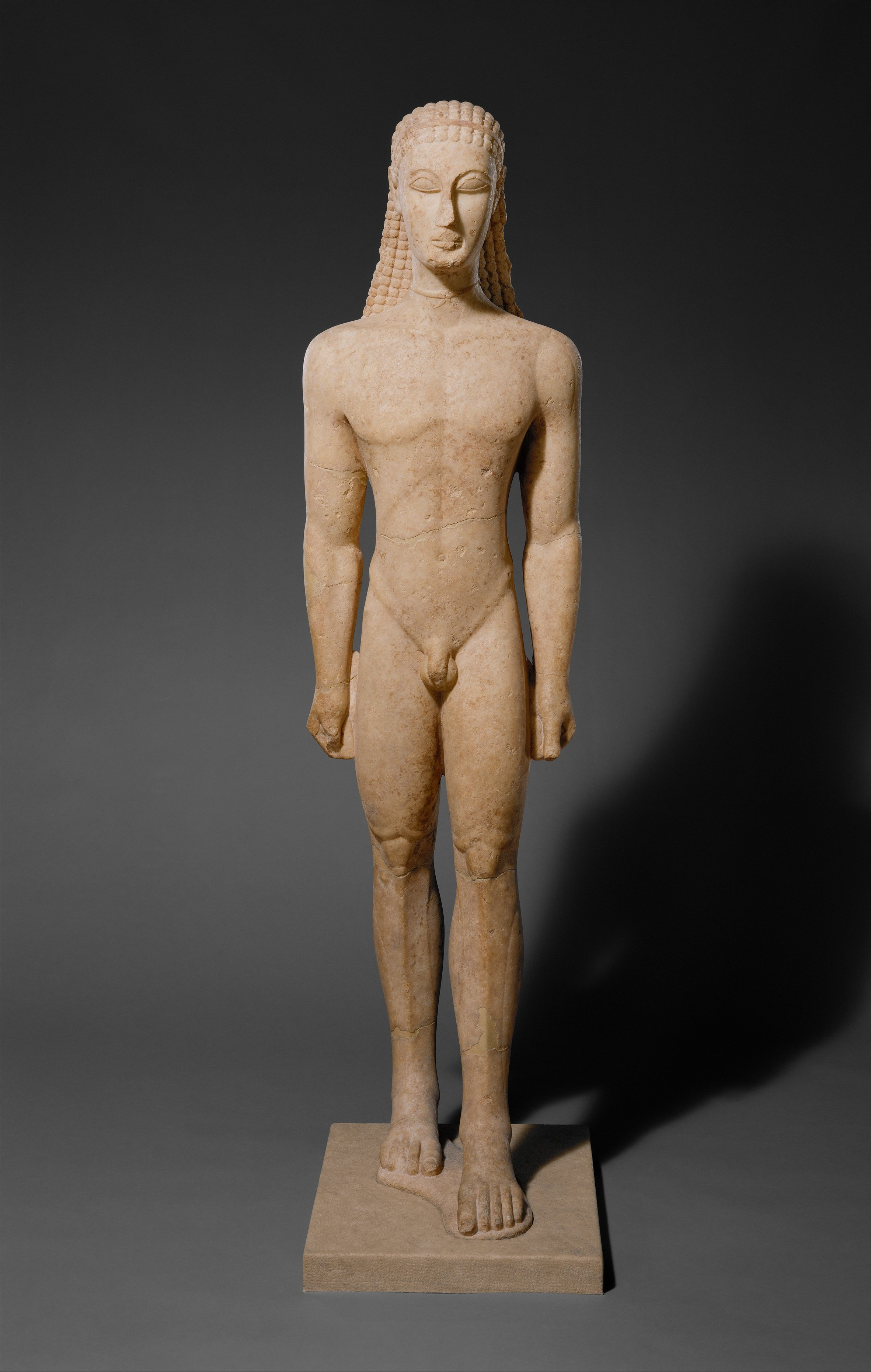
Estatua de mármol de kouros (circa 590 a. C.–580 a. C.), Metropolitan Museum of Art, Nueva York.

Grecia fue el primer lugar donde se representó el cuerpo humano de una forma naturalista, lejos del hieratismo y la esquematización de las culturas precedentes. La cultura griega era humanista, el ser humano era el principal objeto de estudio de su filosofía y su arte, ya que su religión era más mitológica que objeto de culto. Para los griegos el ideal de belleza era el cuerpo masculino desnudo, que simbolizaba la juventud y la virilidad, como los atletas de los Juegos Olímpicos, que competían desnudos. El desnudo griego era a la vez naturalista e idealizado: naturalista en cuanto a la representación fidedigna de las partes del cuerpo, pero idealizado en cuanto a la búsqueda de unas proporciones armoniosas y equilibradas, desechando un tipo de representación más real que mostrase las imperfecciones del cuerpo o las arrugas de la edad. Desde una composición más esquemática en la época arcaica, el estudio del cuerpo fue evolucionando hacia una descripción más pormenorizada del esqueleto y los músculos, así como del movimiento y las distintas posiciones y torsiones que puede realizar el cuerpo humano. También se fue perfeccionando la descripción del rostro y la representación de estados anímicos.
Los griegos concedieron gran relevancia al cuerpo desnudo, del que se sentían orgullosos, ya que no solo era el reflejo de una buena salud física, sino que era el recipiente de la virtud y la honestidad, así como le otorgaban un componente de avance social, en contraposición a las inhibiciones de otros pueblos menos civilizados. Para los griegos el desnudo era expresión de integridad, nada relacionado con el ser humano en su conjunto podía eludirse o aislarse. Relacionaban cuerpo y espíritu, que para ellos estaban unidos indisolublemente, de tal manera que incluso su religiosidad se materializó en unos dioses antropomórficos. Relacionaban elementos aparentemente antagónicos, y así como algo tan abstracto como las matemáticas podía llegar a proporcionarles placer sensorial, algo material como el cuerpo podía convertirse en símbolo de algo etéreo e inmortal. Así, el desnudo tenía un componente moral que evitaba el simple sensualismo, por lo que no les resultaba obsceno ni decadente, como en cambio les parecía a los romanos. Esta interrelación entre cuerpo y espíritu es inherente al arte griego, y cuando artistas de épocas posteriores imitaron el desnudo griego —como en el caso del neoclasicismo y el academicismo—, despojado de este componente, realizaron obras sin vida, centradas en la perfección física, pero sin la virtud moral.
En el desnudo griego masculino es esencial la captación de la energía, de la fuerza vital, que transcribieron mediante dos tipologías de desnudo viril: el atleta y el héroe. En los Juegos Olímpicos era costumbre regalar al ganador un vaso de cerámica —las llamadas «ánforas panatenaicas»— con representaciones de la disciplina atlética ejercida por el laureado, excelente ejemplo de representaciones de desnudos en movimiento, en escenas de acción de gran dinamismo.
El primer exponente del desnudo masculino lo constituyen un tipo de figuras que representan a atletas, dioses o héroes mitológicos, llamadas kouros (kouroi en plural), pertenecientes al periodo arcaico (siglos siglo VII a. C.-siglo V a. C.) —su variante femenina es la koré (korai en plural), que, sin embargo, solían representar vestida—. Si bien en origen estas figuras denotan una cierta influencia egipcia, pronto los escultores griegos siguieron su propio camino, buscando la mejor forma de representar el cuerpo humano en aras de traslucir su ideal de belleza. El kouros se caracteriza por la postura hierática, donde predomina la frontalidad, con los pies en el suelo y la pierna izquierda adelantada, los brazos pegados al cuerpo y las manos cerradas, y la cabeza de forma cúbica, con una larga melena y rasgos faciales básicos, destacando su característica sonrisa, denominada «sonrisa arcaica». Los primeros ejemplos datan del siglo VII a. C., procedentes de lugares como Delos, Naxos y Samos, apareciendo generalmente en tumbas y lugares de culto. Posteriormente se extendieron por el Ática y el Peloponeso, donde van ganando en naturalismo, con rasgos descriptivos y mayor interés por el modelado. Algunas obras que han llegado hasta nuestros días son: el Kouros de Sounion (600 a. C.), los Gemelos Cleobis y Bitón (600 a. C.-590 a. C.), el Moscóforo (570 a. C.), el Jinete Rampin (550 a. C.), el Kouros de Tenea (550 a. C.), el Kouros de Anafi (530 a. C.), el Kouros de Aristódikos (500 a. C.), etc.

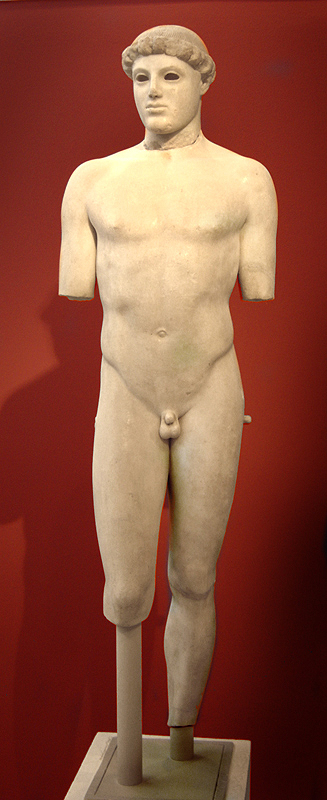
Efebo de Critio (circa 480 a. C.), Museo de la Acrópolis, Atenas.

Posteriormente, el desnudo tuvo una lenta, pero constante evolución desde las formas rígidas y geométricas de los kouroi hasta las líneas suaves y naturalistas del periodo clásico (el llamado estilo severo, desarrollado entre 490 a. C. y 450 a. C.). El principal factor de esta innovación fue un nuevo concepto a la hora de concebir la escultura, pasando de la idealización a la imitación. Este cambio se empezó a notar en los primeros lustros del siglo V a. C., con obras como el Apolo de Piombino (circa 490 a. C.), el Efebo de Critio (circa 480 a. C.) o el llamado Grupo de los Tiranicidas, que representa a Aristogitón y Harmodio, obra de Critio y Nesiotes (circa 477 a. C.). En estas obras se denota el culto a la perfección física, que se expresaba principalmente en el atletismo, que conjugaba el vigor físico con la virtud moral y la religiosidad. El nuevo estilo clásico aportó mayor naturalidad no solo formal, sino vital, al proporcionar movimiento a la figura humana, especialmente con la introducción del contrapposto —atribuido por lo general a Critio—, donde las diversas partes del cuerpo se contraponen armónicamente, y que proporciona ritmo y equilibrio a la figura. Con estas premisas surgieron las principales figuras de la escultura clásica griega: Mirón, Fidias, Policleto, Praxíteles, Escopas, Lisipo, etc.
Mirón realizó con su Discóbolo (450 a. C.) un magnífico ejemplo de figura en movimiento, logrando por primera vez un efecto dinámico coordinado para el conjunto de la figura, ya que hasta entonces las figuras en movimiento estaban realizadas por partes, sin una visión global que proporcionase coherencia a la acción dinámica —como en el caso del Poseidón del Cabo Artemision, figura en bronce de origen ático de alrededor del 470 a. C., en el que el torso es estático, no sigue el movimiento de los brazos—.
Fidias se dedicó especialmente a esculturas de dioses —era llamado el «hacedor de dioses»—, especialmente Apolo, a los que trataba con una mezcla de naturalismo y ciertos vestigios de la arcaica frontalidad hierática, que otorgaban a sus figuras un aura de majestuosidad, con una equilibrada sintonía entre la fuerza y la gracia, la forma y el ideal, como en el llamado Apolo de Kassel (circa 450 a. C.). Sin embargo, también realizó obras de personajes corrientes, con un tratamiento más humano, menos idealizado, como su figura de Anacreonte (circa 450 a. C.).

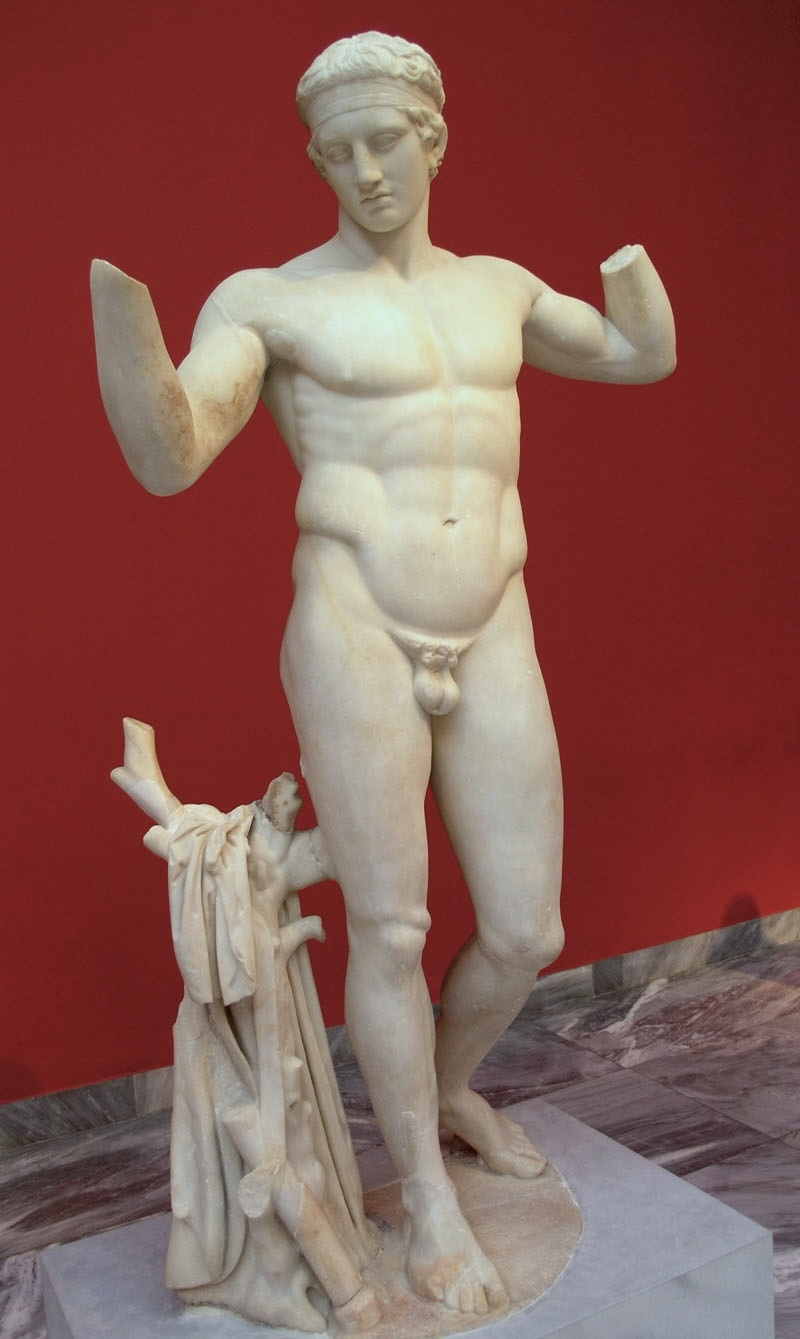
El Diadumeno (430 a. C.), de Policleto, Museo Arqueológico Nacional de Atenas.

La obra de Policleto tuvo una especial relevancia en la estandarización de un canon de proporciones geométricas en el que se basaban sus figuras, junto a la búsqueda del equilibrio dentro del movimiento, como se vislumbra en sus dos principales obras, el Doríforo (440 a. C.) y el Diadumeno (430 a. C.) —lamentablemente, solo nos han llegado copias romanas de sus obras—. Otra importante contribución de Policleto fue el estudio anatómico (la diarthrosis o articulación de las diversas partes del cuerpo), especialmente de la musculación: la perfección de sus torsos ha llevado a que sean apodados en francés cuirasse esthétique («coraza estética»), y han servido durante mucho tiempo para el diseño de armaduras.
Praxíteles diseñó figuras más humanas (Apolo Sauróctono, 360 a. C.; Sátiro escanciador, 365 a. C.; Hermes y Dioniso niño, 340 a. C.), de gráciles movimientos, con una sensualidad latente, conjugando la potencia física con un cierto aire de gracia, casi de dulzura, con un diseño fluido y delicado.
Con posterioridad, la escultura griega perdió en cierta forma esa unión entre lo físico y lo ideal, encaminándose a figuras más esbeltas y musculosas, donde predominaba la acción por sobre la expresión moral. Así se percibe en obras como el Efebo de Anticitera (340 a. C.), el Atleta con estrígil de Éfeso y el Efebo de Maratón. Entre los artistas que descollaron en esta época sobresale Escopas, autor del friso del Mausoleo de Halicarnaso, pleno de figuras en movimiento, como sus Griegos y amazonas (circa 350 a. C.), donde es característica la utilización de los ropajes —especialmente las capas de los griegos, que por lo demás llevan el resto del cuerpo desnudo— para dar sensación de movimiento. También trabajó en el Mausoleo Leócares, autor del famoso Apolo de Belvedere (circa 330 a. C.-300 a. C.), considerada la mejor escultura antigua por los neoclásicos, que inspiró a numerosos artistas modernos, como el Adán de Durero (1504), el Apolo y Dafne de Bernini (1622-1625), el Perseo de Canova (1801) y el Orfeo de Thomas Crawford (1838). En el Mausoleo se introdujo la llamada «diagonal heroica», una postura en que la acción recorre todo el cuerpo desde los pies hasta las manos siguiendo una pronunciada diagonal, y que sería reproducida con asiduidad en el futuro —como en el Gladiador Borghese de Agasio de Éfeso (siglo III a. C.) o los Dióscuros del Quirinal, llegando hasta el Hércules y el Teseo de Canova—.
Lisipo, quizá el último gran nombre de la escultura griega, introdujo un nuevo canon de proporciones, con la cabeza más pequeña, un cuerpo más esbelto y largas piernas, como en su principal obra, el Apoxiómeno (325 a. C.), o en el Agias (337 a. C.), en Eros tensando el arco (335 a. C.) y Heracles en reposo (320 a. C.). También introdujo una nueva concepción de la figura humana, menos idealista, más centrada en lo cotidiano y anecdótico, como su figura de atleta rascándose, el Hermes descansando (330 a. C.-320 a. C.) de Nápoles, o el Joven orante de Berlín. Lisipo fue el retratista de Alejandro Magno, del que hizo diversas estatuas, varias de ellas desnudo, como en el Alejandro con la lanza del Louvre (330 a. C.).

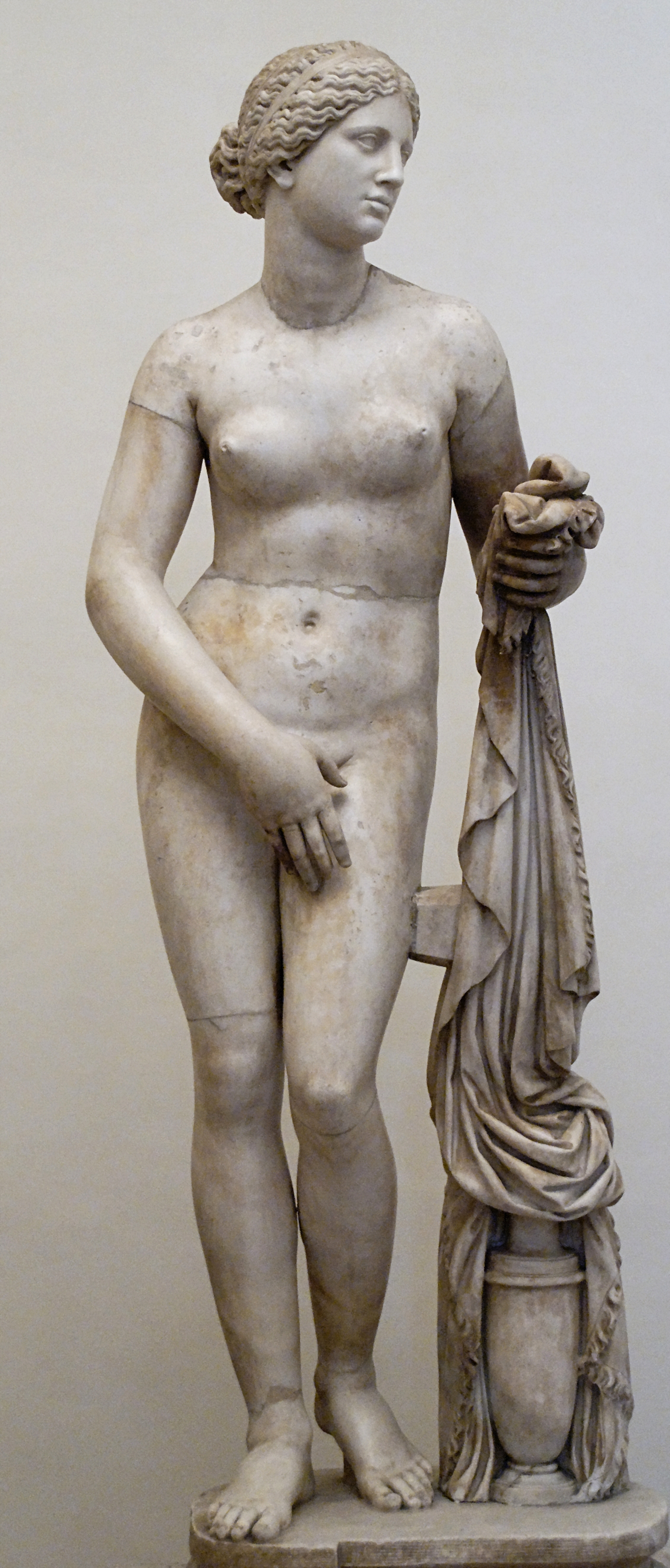
Afrodita de Cnido (circa 350 a. C.), de Praxíteles, copia llamada de Altemps o Ludovisi, Museo Nacional Romano-Palacio Altemps.

El desnudo femenino fue menos frecuente, sobre todo en época arcaica, donde frente a la desnudez de los kouroi contrastaban las figuras vestidas de las korai. Así como el arte occidental ha considerado —preferentemente desde el Renacimiento— el desnudo femenino como un tema más normal y agradable que el masculino, en Grecia ciertos aspectos religiosos y morales prohibían la desnudez femenina —como se constata en el célebre juicio a Friné, la modelo de Praxíteles—. Socialmente, en Grecia la mujer estaba relegada a sus labores domésticas, y frente a la desnudez del atletismo masculino, las mujeres debían ir vestidas de pies a cabeza. Tan solo en Esparta las mujeres participaban en alguna competición atlética, llevando entonces una túnica corta que enseñaba los muslos, hecho que resultaba escandaloso en el resto de Grecia. Los primeros vestigios de desnudo femenino se encuentran en el siglo VI a. C., en escenas cotidianas pintadas en vasos de cerámica. En el siglo V a. C. aparecieron los primeros vestigios escultóricos, como la Venus del Esquilino, que probablemente representaba una sacerdotisa de Isis. Presenta una anatomía tosca y poco elaborada, robusta y de baja estatura, pero ya contiene unas proporciones matemáticas, basadas en el canon de la estatura de siete cabezas.
La posterior evolución del desnudo femenino fue esporádica, sin apenas figuras de desnudo completo, sino parcial o con la técnica de draperie mouillée («paños mojados»), vestidos ligeros y adheridos al cuerpo, como la Afrodita del Trono Ludovisi, la Niké de Paionios (425 a. C.), o la Venus Genetrix del Museo Nacional de las Termas de Roma. Hacia el año 400 a. C. se esculpió una figura de bronce de una muchacha (Museo de Múnich), de autor anónimo, que presenta el contrapposto clásico, dando a la figura femenina una sinuosidad —especialmente en el arco de la cadera, que en francés se llama déhanchement («balanceo»)— que realzaba más su figura y que quedaría como modelo casi arquetípico de representación de la figura femenina.
El principal escultor clásico que trató el desnudo femenino fue Praxíteles, autor de la famosa Afrodita de Cnido (circa 350 a. C.), representada en el momento de adentrarse en el baño, con el vestido aún en una mano. Es una imagen que conjuga sensualidad con misticismo, placer físico con evocación espiritual, y que supuso una realización material del ideal de belleza femenina griega. Fue también autor de otra famosa imagen, la de la diosa Afrodita con las piernas envueltas en ropajes y los pechos desnudos, que nos ha llegado por varias copias, la más completa la llamada Venus de Arles del Louvre, pero que es más famosa por la copia de un artista anónimo de alrededor del año 100 a. C., la Venus de Milo. La posterior evolución del desnudo femenino llevó a tipologías como la «Venus púdica», que cubre su desnudez con sus brazos, como se aprecia en la Venus Capitolina —a veces atribuida al propio Praxíteles—, o la Venus Calipigia («de bellas nalgas»), que se levanta su peplo para descubrir sus caderas y nalgas, de la que nos ha llegado una copia romana de un original helenístico, actualmente en el Museo Arqueológico Nacional de Nápoles.
Un género donde abundó un poco más el desnudo femenino fue en la representación de bacanales y ritos dionisíacos, donde junto a los sátiros y silenos aparecía todo un coro de ménades y nereidas en sensuales y desenfrenadas posturas, cuyas escenas fueron muy representadas en los sarcófagos funerarios, y fue un tema frecuente en el taller escultórico de Escopas, autor de varias figuras relacionadas con el culto a Dioniso, como la Ménade de Dresde. En especial, las figuras de nereidas ganaron una gran popularidad e influenciaron al arte producido con posterioridad a todo lo largo del Mediterráneo. Como símbolo del alma liberada, su representación pasó a ser un motivo ornamental frecuente en diversas técnicas artísticas, desde la pintura y la escultura hasta las joyas, camafeos, vasos y copas cerámicos, cofres, sarcófagos, etc. En el Imperio Romano tardío tuvo una gran difusión, encontrándose desde Irlanda hasta Arabia, y llegó hasta la India, donde vemos sus formas en las figuras de gandharvas voladoras. Incluso en la Edad Media, su tipología fue identificada con el personaje de Eva.
|                                                                                  |
| Poseidón del Cabo Artemision (470 a. C.), Museo Arqueológico Nacional de Atenas. |

|                                                             |
| El Discóbolo de Mirón (455 a. C.), British Museum, Londres. |

|                                                                       |
| Apolo Sauróctono (360 a. C.), de Praxíteles, Museo del Louvre, París. |

|                                                                                        |
| Apolo de Belvedere (circa 350-325 a. C.), de Leócares, Museo Pío-Clementino, Vaticano. |

|                                                                              |
| Apoxiómeno (circa 340-330 a. C.), de Lisipo, Museo Pío-Clementino, Vaticano. |

Durante el período helenístico —iniciado con el fallecimiento de Alejandro Magno, en que la cultura griega se expandió por todo el Mediterráneo oriental—, las figuras adquirieron un mayor dinamismo y torsión del movimiento, que denotaba sentimientos exacerbados y expresiones trágicas, rompiendo el sereno equilibrio de la época clásica. Frente a la energía vital y triunfadora de los héroes y atletas surgió el pathos, la expresión de la derrota, del dramatismo, el sufrimiento, de los cuerpos maltrechos y deformados, enfermos o mutilados. Si los héroes y atletas eran vencedores, ahora el hombre está sometido por el hado, padece la ira de los dioses, lo divino prevalece sobre lo material, el espíritu sobre el cuerpo. Así se observa en mitos como la matanza de los hijos de Níobe, la agonía de Marsias, la muerte del héroe (como Héctor o Meleagro) o el destino de Laocoonte, temas frecuentes en el arte de la época.

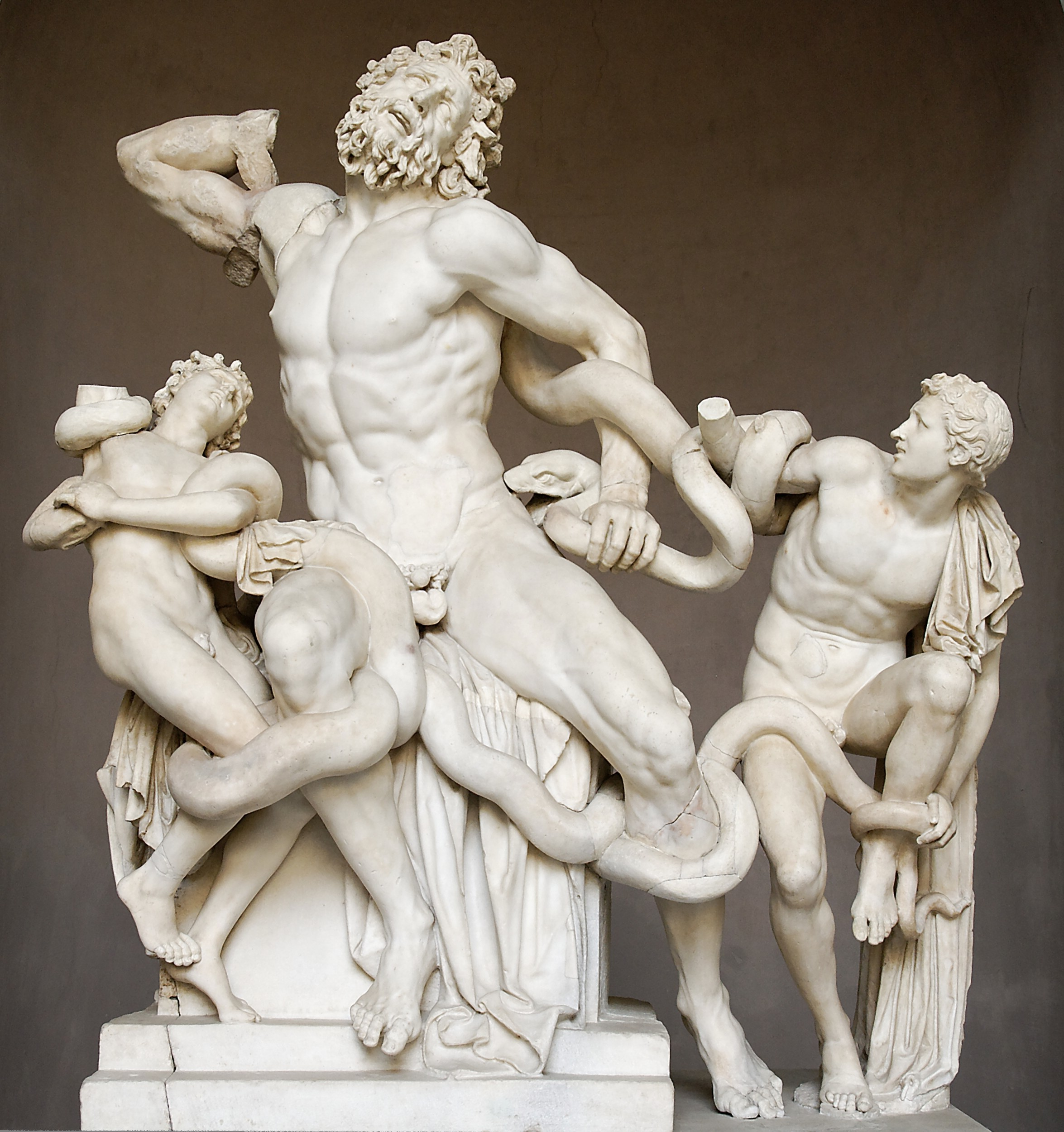
Laocoonte y sus hijos, de Agesandro, Atenodoro y Polidoro de Rodas (siglo II a. C.), Museo Pío-Clementino, Vaticano.

Uno de los primeros centros productores de la escultura helenística fue Pérgamo, cuyo taller de escultores procedentes de toda Grecia estableció un estilo que, partiendo de una clara influencia lisipiana, imprimió un dramatismo a sus figuras que, primordialmente a través de la torsión del cuerpo, expresaba de una forma efectista el dolor de los personajes, como se aprecia en el Galo moribundo del Museo Capitolino (230 a. C.), el Galo Ludovisi del Museo de las Termas (230 a. C.), Menelao y el cuerpo de Patroclo de la Loggia dei Lanzi (230 a. C.-200 a. C., también llamado Grupo de Pasquino) o en el Marsias del Conservatorio de Roma (230 a. C.-200). Su obra cumbre es el Laocoonte y sus hijos, de Agesandro, Atenodoro y Polidoro de Rodas (siglo II a. C.), quizá la mejor expresión del patetismo en toda la historia, donde el movimiento abigarrado, la torsión de las figuras entrelazadas (padre, hijos y serpientes), la emoción exacerbada, los marcados músculos del torso y los muslos de la figura central, la expresión dramática de los rostros, confieren un sentido general de tragedia latente, que sin duda provoca en el espectador un sentimiento de terror y desesperación, de piedad para esas figuras que sufren. Según Plinio, el Laocoonte es «la mejor de todas las obras tanto de pintura como de escultura».
De época helenística es también el Toro Farnesio, de Apolonio y Taurisco de Tralles, copia de una obra anterior titulada El suplicio de Dirce (130 a. C.). Es un grupo dinámico, de gran efecto expresivo, donde sobre una base paisajística figuran los animales, de gran realismo, los jóvenes, en actitud algo rígida, y la figura de Dirce, con una compleja torsión en espiral de gran efecto dramático. Otra obra famosa de la época es la Venus agachada de Doidalsas de Bitinia (siglo III a. C.), muy valorada en la antigüedad y de la que se hicieron numerosas copias que decoraban palacios, jardines y edificios públicos. Actualmente existen varias copias en museos de todo el mundo, y se han efectuado diversas copias o versiones en el arte moderno —principalmente el Renacimiento—, como las de Giambologna, Antoine Coysevox y Jean-Baptiste Carpeaux, o incluso en dibujo o grabado, como las de Marcantonio Raimondi y Martin Heemskerck. Rubens también se inspiró en esta figura para varias obras suyas. Igual relevancia tuvo el Hermafrodita dormido de Policles (siglo II a. C.), cuyo original en bronce se perdió, existiendo varias copias realizadas en época romana, de las cuales una de las más famosas es el Hermafrodita Borghese, hallado en las Termas de Diocleciano a principios del siglo XVII y restaurado por Bernini. Existen varias copias, algunas realizadas en época moderna, como la encargada por Felipe IV de España, actualmente en el Prado, que seguramente influyó en la Venus del espejo de Velázquez.
| |
| Venus agachada (siglo III a. C.), de Doidalsas de Bitinia, Museo Nazionale Romano di Palazzo Altemps. |

|                                                                       |
| Sátiro durmiendo o Fauno Barberini (200 a. C.), Gliptoteca de Múnich. |

|                                                                               |
| Hermafrodita Borghese (siglo II a. C.), de Policles, Museo del Louvre, París. |

| |
| Toro Farnesio (130 a. C.), de Apolonio y Taurisco de Tralles, Museo Arqueológico Nacional de Nápoles. |

|                                                         |
| Venus de Milo (130-100 a. C.), Museo del Louvre, París. |

### Roma

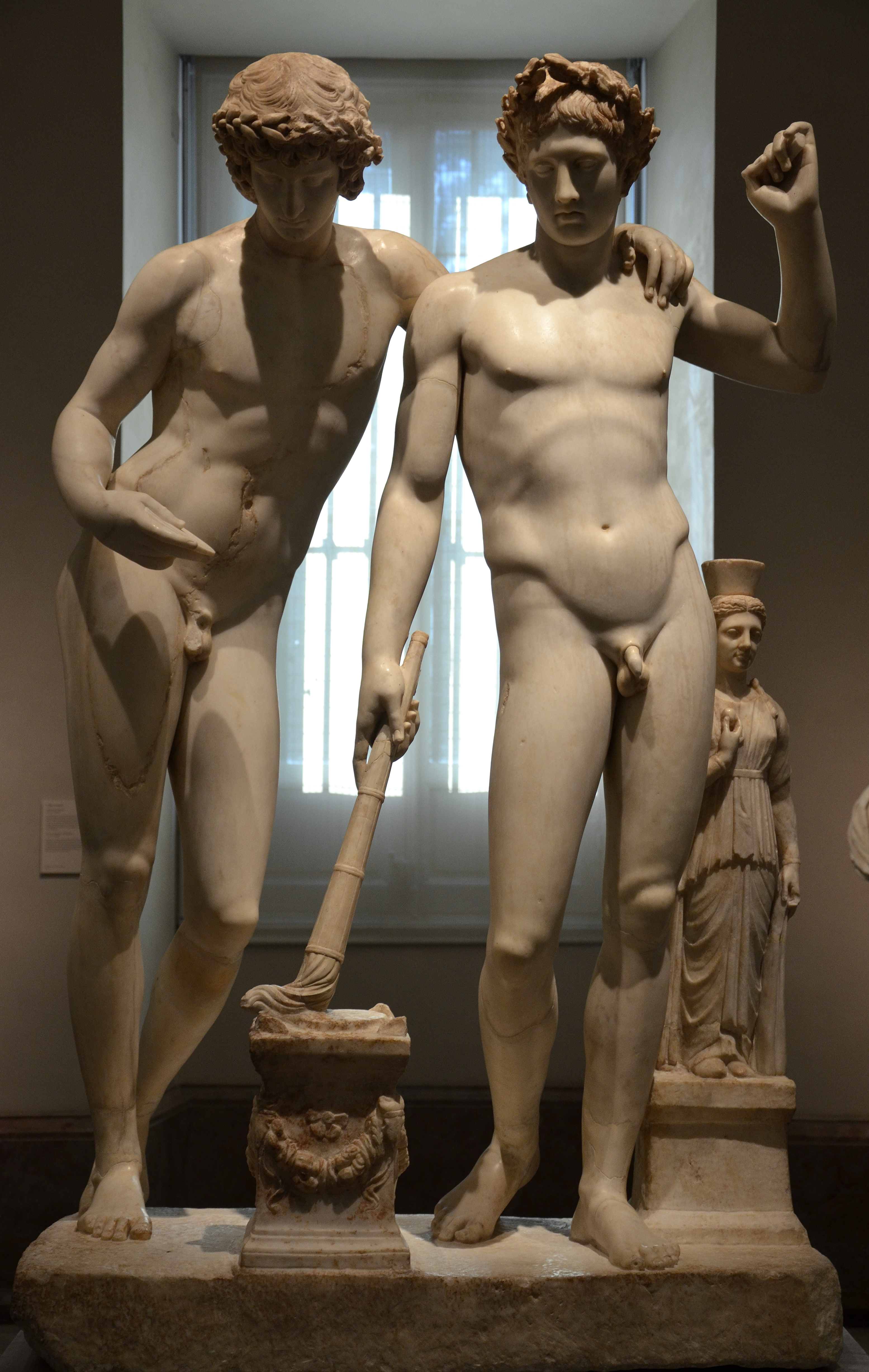
Grupo de San Ildefonso (10 a. C.), anónimo, Museo del Prado, Madrid.

Con un claro precedente en el arte etrusco, el arte romano recibió una gran influencia del arte griego. Gracias a la expansión del Imperio Romano, el arte clásico grecorromano llegó a casi todos los rincones de Europa, norte de África y Próximo Oriente, sentando la base evolutiva del futuro arte desarrollado en estas zonas. Si bien los romanos estaban muy avanzados en arquitectura e ingeniería, en artes plásticas fueron poco innovadores. La mayor parte de estatuas romanas son copias de obras griegas, o están inspiradas en ellas. Muchos de los artistas del mundo helenístico se trasladaron a trabajar a Roma, manteniendo vivo el espíritu del arte griego. Los historiadores romanos despreciaban las obras de arte producidas con posterioridad al período clásico griego, llegando a afirmar que tras esta edad dorada griega «se detuvo el arte».
Las primeras producciones en escultura fueron obra de artistas griegos instalados en Roma, entre los que figuran: Apolonio de Atenas, autor del Torso del Belvedere (50 a. C.); Cleómenes, autor de la Venus de Médici (siglo I a. C.); y Pasíteles, autor de El niño de la espina. Stephanos, un discípulo de Pasíteles, fue autor del Atleta de Villa Albani (50 a. C.), figura que tuvo un enorme éxito, hecho corroborado porque nos han llegado 18 copias, y que originó una variante con otra figura, creando un grupo a veces identificado con Mercurio y Vulcano, y otras con Orestes y Pílades, del que una copia, llamada Grupo de San Ildefonso (10 a. C.), se conserva en el Prado, donde las dos figuras recuerdan una al Doríforo de Policleto y otra al Apolo Sauróctono de Praxíteles. Otras obras anónimas que guardan relación estilística con el arte griego helenístico son el Púgil en reposo del Museo de las Termas de Roma (100 a. C.-50 a. C.) y el Príncipe helenístico del mismo museo (100 a. C.-50 a. C.) 

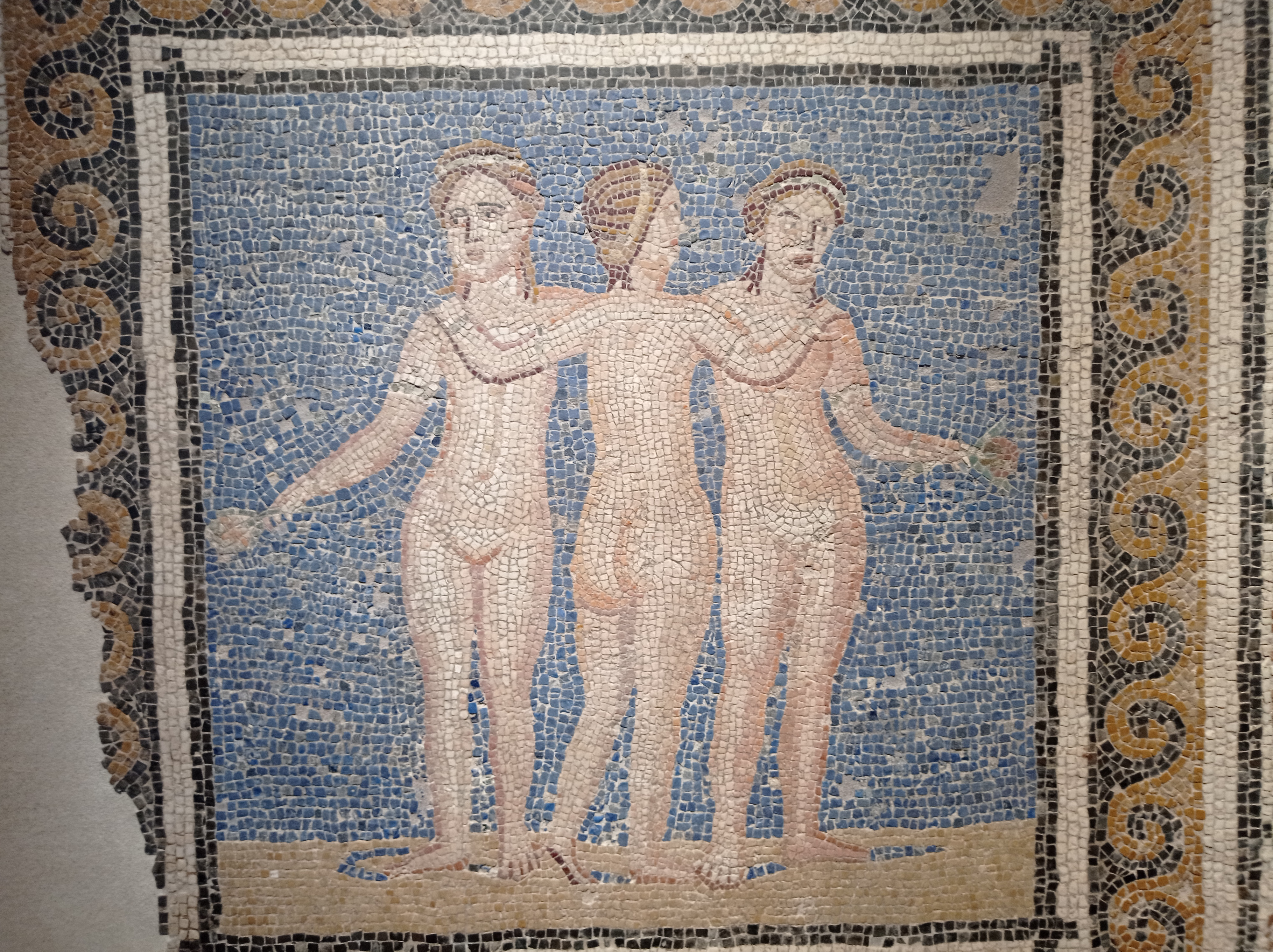
Mosaico de las Tres Gracias (c. finales siglo iii-inicios siglo iv), opus tessellatum de mármol y pasta vítrea, Museo de Arqueología de Cataluña (Barcelona)

En cuanto a la producción propiamente romana, aun manteniendo la influencia griega, son características las estatuas de emperadores romanos divinizados, desnudos como los dioses griegos, que si bien mantienen un cierto idealismo muestran un mayor estudio del natural en cuanto a las facciones de sus retratos. En pocas obras se percibe algún sello estilístico diferenciado respecto a las griegas, como en la Venus de Cirene (Museo de las Termas, Roma), que muestra un mayor naturalismo anatómico que las figuras griegas, si bien manteniendo la elegancia y sensualidad del desnudo femenino griego. Una original innovación temática fue la de Las Tres Gracias, de la que existen diversas copias (Siena, Louvre), casi todas datables en el siglo I. Es un tema iconográfico proveniente del grupo de cárites (divinidades de la belleza) que acompañaba a Afrodita, generalmente representado con tres hermanas (Eufrósine, Talía y Áglae), cogidas por los brazos y dispuestas dos de ellas en forma frontal y la del centro vuelta hacia atrás. Este tema tuvo mucho éxito en época renacentista y barroca.
En época imperial el interés por el desnudo decayó, en paralelo al concepto idealizante de la escultura, cobrando mayor relevancia el realismo y la descripción pormenorizada de los detalles, aun los más feos y desagradables, estilo que tuvo su mayor cristalización en el retrato. Aun así, se facturaron magníficas piezas, como las estatuas de Marte y Mercurio que decoran la Villa Adriana (125), o la Apoteosis de Antonino y Faustina que figura en la basa de la Columna de Antonino —actualmente en el Museo Vaticano— (161), o aun los Dióscuros de Montecavallo, de las Termas de Constantino, en la Plaza del Quirinal de Roma (330).
En cuanto a la pintura, de la que nos han llegado numerosas muestras gracias sobre todo a las excavaciones en Pompeya y Herculano, pese a su carácter eminentemente decorativo ofrecen gran variedad estilística y riqueza temática, con una iconografía que va desde la mitología hasta las escenas más cotidianas, pasando por fiestas, danzas y espectáculos circenses. En estas escenas abunda el desnudo, con clara tendencia al erotismo, que se muestra sin tapujos, como una faceta más de la vida. Entre las múltiples escenas que decoran los muros de Pompeya y en las que está presente el desnudo conviene recordar: Las tres Gracias, Venus Anadiómena, Invocación a Príapo, Casandra raptada por Áyax, El beso del fauno, Bacante sorprendida por un sátiro, La violación de la ninfa Iftima, Hércules reconociendo a Télefo en Arcadia, El centauro Quirón instruyendo al joven Aquiles, Perseo liberando a Andrómeda, Las bodas aldobrandinas, etc.
|                                                               |
| Afrodita de Menofanto (siglo I a. C.), Museo Nacional Romano. |

|                                                                                             |
| Torso del Belvedere (siglo I a. C.), de Apolonio de Atenas, Museo Pío-Clementino, Vaticano. |

| |
| Mural de Pompeya (Casa de Venus), de Venus Anadiómena (siglo I). Copia de un original griego, se cree un retrato de Kampaspe, concubina de Alejandro Magno. |

| |
| Hermes Ludovisi (siglo I), copia de un original del siglo V a. C. atribuido a Fidias, Museo Nacional Romano. |

|                                                                              |
| Antínoo Capitolino (siglo II), Sala del Gladiador de los Museos Capitolinos. |

## Arte medieval

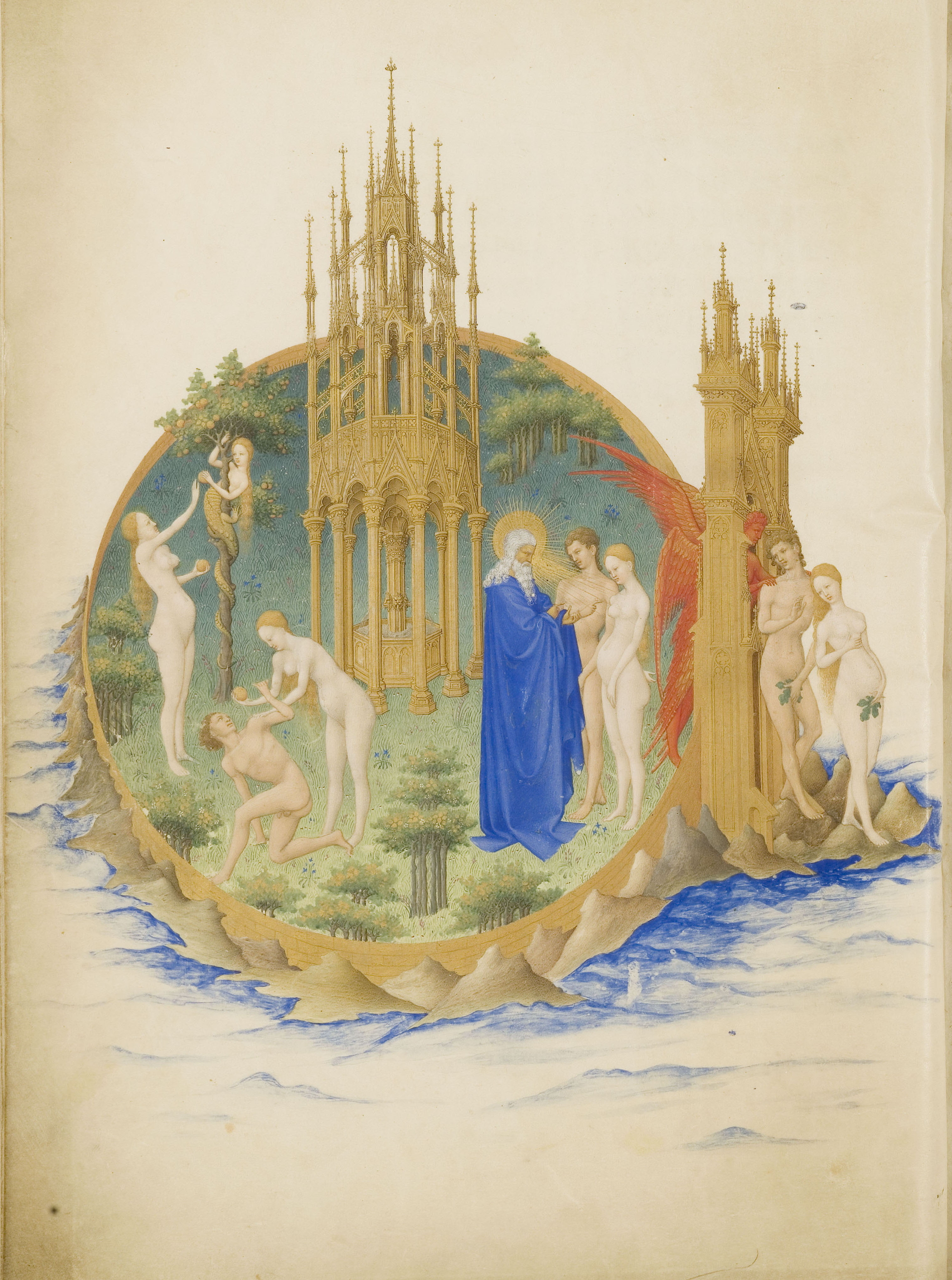
El Pecado y la Expulsión del Paraíso, de Las muy ricas horas del Duque de Berry (1416), Hermanos Limbourg, Museo Condé, Chantilly.

La caída del Imperio Romano de Occidente marcó el inicio en Europa de la Edad Media, etapa de cierta decadencia política y social, pues la fragmentación del imperio en pequeños estados y la dominación social de la nueva aristocracia militar supuso la feudalización de todos los territorios anteriormente administrados por la burocracia imperial. El arte clásico fue reinterpretado por las nuevas culturas dominantes, de origen germánico, mientras que la nueva religión, el cristianismo, impregnó la mayor parte de la producción artística medieval. En el arte medieval se sucedieron diversas fases, desde el arte paleocristiano, pasando por el prerrománico, hasta el románico y el gótico, incluyendo el bizantino y el de los pueblos germánicos.
En el medievo, la teología moral distinguía cuatro tipos de desnudo: nuditas naturalis, el estado natural del ser humano; nuditas temporalis, un estado artificial impuesto por la transitoriedad, generalmente vinculado a la pobreza; nuditas virtualis, como símbolo de virtud e inocencia; y nuditas criminalis, el ligado con la lujuria y la vanidad. Otro elemento frecuente de desnudo en el arte medieval —sobre todo en los Apocalipsis de los Beatos— era la representación de los muertos, como símbolo de despojamiento de todo lo terreno.
La teología cristiana dividía al ser humano en cuerpo perecedero y alma inmortal, siendo esta última la única que tenía consideración como algo precioso que había que conservar. Con la desaparición de las religiones paganas se perdió la mayor parte del contenido iconográfico relacionado con el desnudo, que quedó circunscrito a los escasos pasajes de las Sagradas Escrituras que lo justificaban. En los pocos casos de representación del desnudo son figuras angulosas y deformadas, alejadas del armonioso equilibrio del desnudo clásico, cuando no son formas deliberadamente feas y maltrechas, como señal del desprecio que se sentía por el cuerpo, que era considerado un simple apéndice del alma. En las escasas representaciones de desnudo femenino —generalmente figuras de Eva— son figuras de vientre abultado, hombros estrechos y piernas rectilíneas, aunque en cambio se suele trabajar el rostro de forma personalizada, cosa que no ocurría en la antigüedad.
La figura humana fue sometida a un proceso de estilización, en que se pierde la descripción naturalista para enfatizar el carácter trascendente y el lenguaje simbólico de la religión cristiana, en paralelo a la pérdida de perspectiva y la geometrización del espacio, dando como resultado un tipo de representación donde importa más el contenido simbólico, el mensaje inherente a la imagen, que no la descripción de la realidad. La religión cristiana, influida por la idea platónica del cuerpo como cárcel del alma, perdió el interés en el estudio de las formas anatómicas naturalistas, centrando la representación del ser humano en la expresividad.

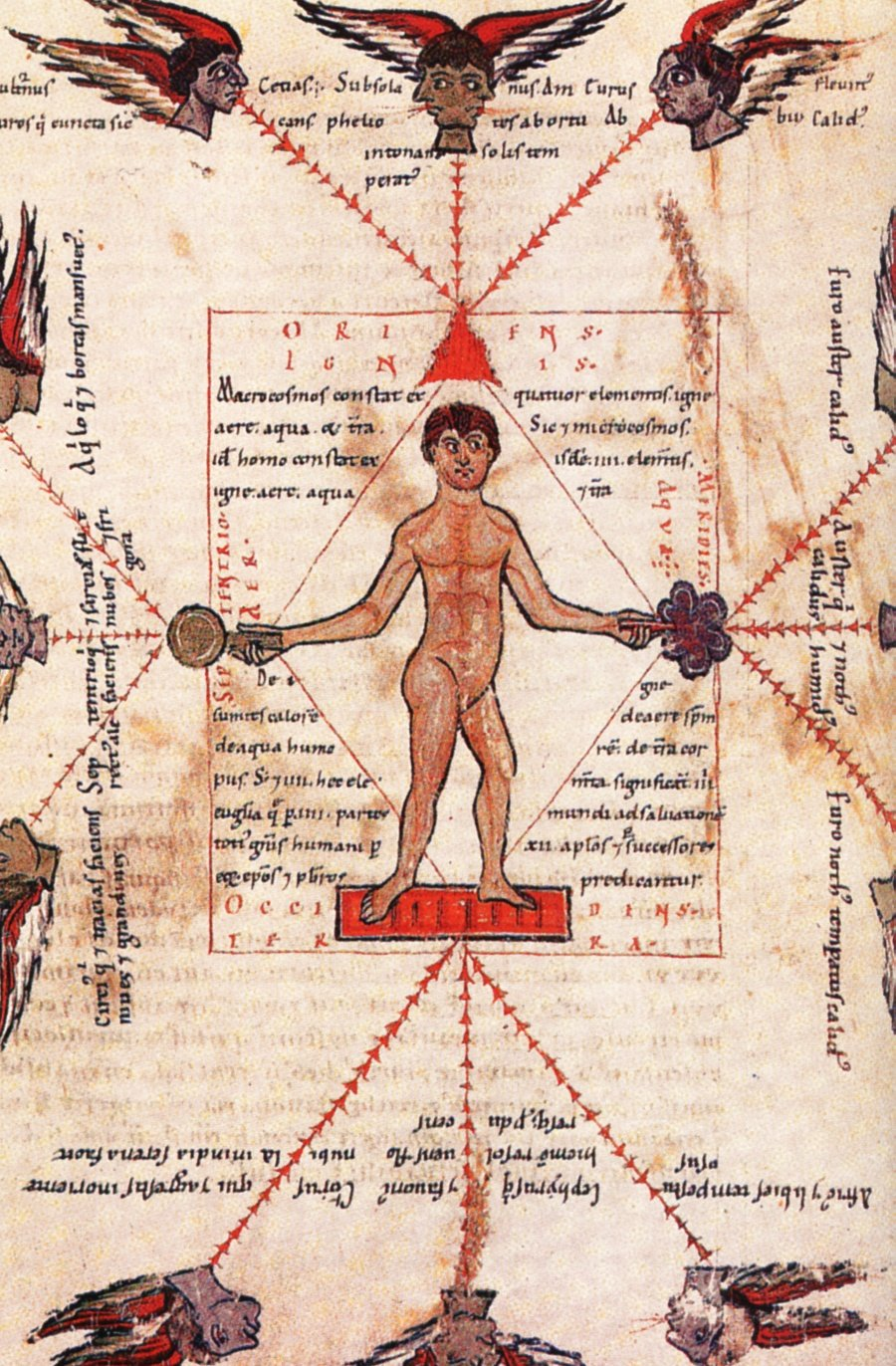
Representación del homo quadratus: Vientos, elementos, temperamentos, miniatura del Manuscrito astronómico, Baviera,.

Aunque durante la Edad Media se perdió el estudio de la proporción en el cuerpo humano, este fue objeto de una simbología cosmogónica de aplicaciones matemáticas y estéticas: el homo quadratus. Partiendo del corpus platónico, la cultura medieval consideraba el mundo como un gran animal —y, por tanto, como un ser humano—, mientras que el hombre era concebido como un mundo, un microcosmos dentro del gran cosmos de la Creación. Esta teoría relacionaba la simbología del número cuatro con la naturaleza, que a su vez se aplicaba al arte: existen cuatro puntos cardinales, cuatro estaciones, cuatro fases de la luna, cuatro vientos principales; y cuatro es el número del hombre, teoría que se retrotrae a Vitruvio y su concepción del hombre como cuadrado ideal, correspondiendo la anchura de sus brazos extendidos a su altura.
En sus inicios, el cristianismo —todavía bajo una fuerte influencia judía— había prohibido no solo el desnudo, sino casi cualquier imagen de figura humana, ya que suponía una transgresión del segundo mandamiento, y condenaba los ídolos paganos como morada de demonios. El hecho de que muchos dioses paganos estuviesen representados en pintura y escultura de forma humana, y en muchas ocasiones desnudos, hizo que los primitivos cristianos identificasen el desnudo con la idolatría pagana, sino veían directamente una vinculación diabólica. Sin embargo, el fin del paganismo y la asimilación de la filosofía neoplatónica por la moral cristiana hizo que se aceptase el cuerpo como receptáculo del espíritu, y la desnudez como un estado degradado del ser humano, pero natural y aceptable. Aun así, el arte medieval perdió por completo el concepto de belleza corporal inherente al arte clásico, y cuando era representado —en los pasajes bíblicos que lo requerían, como el de Adán y Eva—, eran cuerpos deformes, reducidos a líneas básicas, con los atributos sexuales minimizados, cuerpos poco atractivos, exentos de cualidades estéticas. El período gótico supuso un tímido intento de rehacer la figura humana, más elaborada y partiendo de unas premisas más naturalistas, pero bajo un cierto convencionalismo que sujetaba las formas a una rigidez y una estructura geometrizante que supeditaba el cuerpo al aspecto simbólico de la imagen, siempre bajo premisas de la iconografía cristiana.
Las pocas representaciones del desnudo en el arte medieval estaban circunscritas a pasajes bíblicos que lo justificaban, como Adán y Eva en el Paraíso o el martirio y crucifixión de Jesucristo. La imagen de Jesús en la cruz tuvo dos principales transcripciones iconográficas: la de Cristo desvestido, llamada «de Antioquía», y la del Redentor con una túnica, llamada «de Jerusalén». Sin embargo, pese al carácter puritano y contrario a la desnudez del cristianismo primitivo, fue la versión desnuda la que triunfó y se aceptó como versión canónica del tema, sobre todo desde época carolingia. El sufrimiento de Cristo en la cruz ha sido siempre un tema de gran dramatismo, por lo que en cierta forma enlazó con el pathos helenístico, con imágenes donde el desnudo es vehículo de una intensa expresión de sufrimiento, por lo que la anatomía se muestra deformada, desestructurada, sometida a la expresión emocional del dolor. Una postura típica es la de Jesús con la cabeza caída hacia un lado y el cuerpo inclinado para compensar la posición del cuerpo, apreciable por vez primera en el libro de oraciones de Carlos el Calvo y en la Cruz de Gero de la Catedral de Colonia (siglo X), y que posteriormente incluiría alguna pequeña modificación, con el cuerpo más curvado y las rodillas dobladas, como en las cruces pintadas de Cimabue. En el norte de Europa, sin embargo, se impuso una imagen aún más dramática de la crucifixión, donde la angustia llega a auténticos niveles de paroxismo, como en el Retablo de Isenheim de Matthias Grünewald.
El arte paleocristiano transformó numerosos motivos clásicos en escenas cristianas: así, el antiguo Hermes Moscóforo pasó a ser la imagen de Jesús como Buen Pastor, y Orfeo se convirtió en Cristo bienhechor. Del repertorio bíblico, aparte de Adán y Eva, se solía representar desnudo al profeta Daniel entre los leones, imagen conservada en una pintura mural del Cementerio de los Giordano en Roma (siglo IV), y en un sarcófago de la Basílica de San Juan de Letrán.

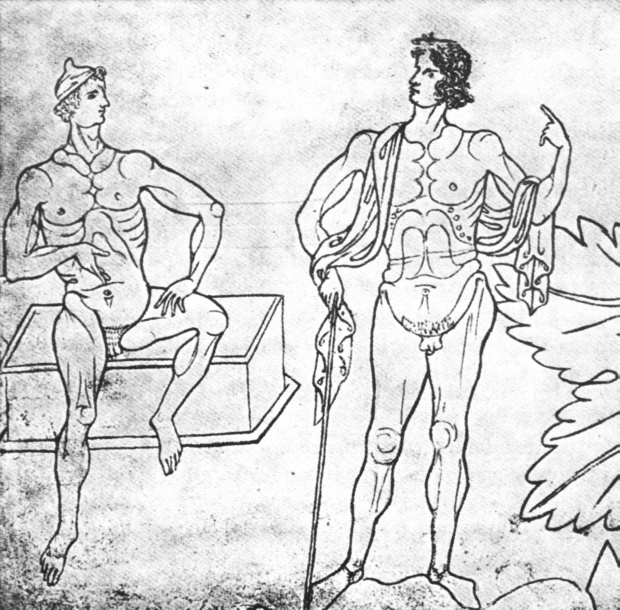
Dibujo de figuras antiguas, del Livre de portraiture (siglo XIII), de Villard de Honnecourt, Bibliothèque Nationale de París, copia de unos bronces galorromanos representando a Dionisos y Hermes.

En el arte románico, las pocas representaciones de desnudo —generalmente circunscritas a los pasajes del Génesis sobre Adán y Eva— eran de líneas básicas, donde la figura de la mujer apenas se distinguía de la del hombre por los senos, reducidos a dos protuberancias informes. Eran figuras toscas y esquemáticas, que mostraban preferentemente una actitud de vergüenza, cubriéndose sus partes íntimas con decoro. Así se muestra en ejemplos como los relieves de la Creación, la Caída y la Expulsión de las puertas de bronce de la Catedral de Hildesheim (circa 1010), en el Adán y Eva de la fachada de la Catedral de Módena, obra de Wiligelmus (circa 1105), o en la Creación de Adán y Adán y Eva en el Paraíso del Maestro de Maderuelo (Museo del Prado). En otros casos se perciben desnudos totales o parciales en escenas de martirio de santos, como el de San Gabino y San Cipriano en Saint-Savin-sur-Gartempe (Poitou). Los mismos temas iconográficos, tratados quizá con mayor libertad, se perciben en la miniatura ilustrada, como el Adán y Eva del Códice Vigilano (Monasterio de El Escorial), o El bautismo de Cristo del Evangeliario de Vyšehrad (1085, Universidad de Praga).
En el arte gótico el desnudo empezó a forjarse principalmente en el entorno germánico, a inicios del siglo XIII. Las primeras figuras independientes y de tamaño natural representando un desnudo son el Adán y Eva de la Catedral de Bamberg (circa 1235), que aún parecen dos columnas de formas rígidas e hieráticas, pero tratadas con cierto aire de nobleza. En esta época se amplió un poco el repertorio iconográfico, especialmente con la incorporación del Juicio Final, proveniente de los capítulos 24 y 25 de San Mateo —hasta entonces la mayoría de escenas de la historia bíblica representada en los relieves catedralicios terminaban con el Apocalipsis—. La escena de la resurrección de la carne contemplaba que los cuerpos estuviesen desnudos, al tiempo que al ser almas renacidas debían representarse según parámetros de una belleza perfecta, por lo que los artistas se fijaron nuevamente en las obras del arte clásico grecorromano, surgiendo tratados como el Speculum de Vincent de Beauvais, que contenía instrucciones para los artistas basadas en antiguos tratados clásicos. Comenzaron nuevamente los estudios del natural, existiendo datos que indican que algunos artistas acudían a los baños públicos para estudiar el cuerpo de forma más detallada, como se comprueba en el Juicio Final de la Catedral de Bourges, con formas más naturalistas, que recuerdan las figuras de los sarcófagos de la antigüedad. En esta obra, la mujer del centro tiene formas más femeninas, y su postura en contrapposto tiene un cierto aire policletiano, aunque sus formas son estilizadas y poco sensuales, con pechos pequeños y separados, vientre plano y caderas reducidas.
Poco a poco el desnudo gótico fue ganando en naturalidad y en precisión anatómica, al tiempo que se ampliaba el repertorio temático y se extendía el uso de la figura desnuda en todos los ámbitos del arte, no ya solo en escultura y miniatura, sino en retablos, vitrales, sillerías corales, orfebrería, etc. Algunos de los nuevos temas representados fueron San Jerónimo y demás ascetas, despojados de todo lo material en virtud de su renuncia de los bienes terrenales, o figuras femeninas como María Magdalena y María Egipcíaca. En ocasiones también se representa en forma humana desnuda a la serpiente que tentó a Eva en el Paraíso o al dragón vencido por San Jorge. Mayor sensualidad se otorgó a ciertas figuras femeninas del Antiguo Testamento, como Betsabé, Susana, Judit, Dalila y Salomé. Incluso en ocasiones a la Virgen María se le permitía enseñar un pecho en virtud de la lactancia del niño Jesús, como en La Virgen y el Niño (1450, también llamada Madonna de los ángeles rojos) de Jean Fouquet.

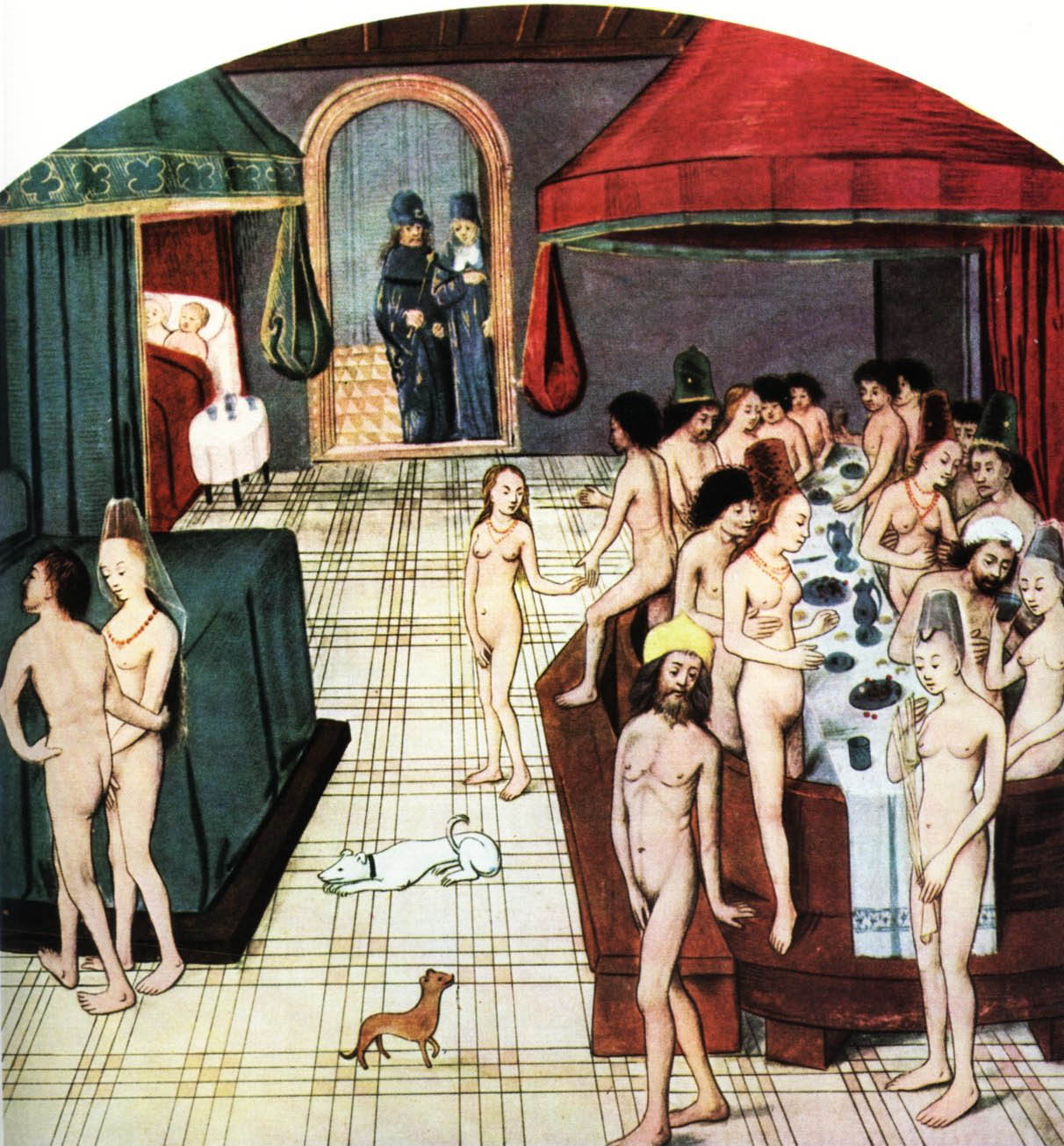
Escena en una casa de baños, miniatura del.

A principios del siglo XIV se realizó la fachada de la Catedral de Orvieto, obra de Lorenzo Maitani, donde desplegó una gran serie de desnudos que parece mostrar un interés personal del artista en el tema, ya que eligió todos los temas que lo justifican: la Creación, la Caída del Hombre, el Juicio Final. Su Eva alzándose del costado de Adán está indudablemente inspirada en los antiguos sarcófagos de nereidas, y muestra por vez primera un cierto idealismo, una concepción del cuerpo como receptáculo del alma y, como tal, digno de consideración. En cambio, el Juicio Final parece de inspiración nórdica, en una abigarrada escena que recuerda los sarcófagos de batallas o las antiguas escenas de galos moribundos.
En el siglo XV el desnudo tuvo una mayor difusión, enmarcado en la corriente de moda en aquel entonces, el llamado «gótico internacional», surgido entre Francia, Borgoña y Países Bajos alrededor del año 1400. Uno de sus primeros exponentes fue Las muy ricas horas del Duque de Berry de los hermanos Limbourg (1416), donde una escena de El Pecado y la Expulsión del Paraíso muestra la evolución de Eva desde la naturalidad de la vida en el Edén hasta la vergüenza del pecado y la expulsión del Paraíso, donde toma la forma de una Venus Púdica que se cubre con una hoja de higuera. Su forma alargada, bulbosa, de pechos pequeños y vientre abultado, se convirtió en el prototipo del desnudo femenino gótico, que perduraría durante doscientos años. Así se aprecia en figuras como la Eva del Políptico de Gante de Jan van Eyck, en el Adán y Eva de Hugo van der Goes y en el de Rogier van der Weyden, o en otras figuras femeninas como la Vanidad de Hans Memling o la Judit de Conrad Meit, donde la pudorosa actitud medieval que relacionaba el desnudo como algo vergonzante va cediendo paso a unas figuras más sensuales, más provocativas, más carnalmente humanas. En España, surgieron unos primeros tímidos intentos de desnudo alejados de cualquier sensualidad, serios, contenidos, como el Descendimiento de Cristo al Limbo de Bartolomé Bermejo, el Martirio de Santa Catalina del círculo Fernando Gallego, la figura de Santa Tecla en el Retablo Mayor de la Catedral de Tarragona, de Pere Johan (1429), o La degollación de San Cucufate (1504-1507), de Aine Bru.
El desnudo más o menos naturalista empezó a aparecer con timidez en la Italia prerrenacentista, generalmente en forma de alegorías, como la imagen de Fortitudo en el Baptisterio de Pisa, obra de Nicola Pisano, que evoca ligeramente un atleta policletiano; o la figura de la Templanza en un púlpito de la Catedral de Pisa (1300-1310), de Giovanni Pisano, en forma de Venus púdica que cubre con sus brazos sus partes íntimas. También se percibe en la obra de Giotto, especialmente en su Juicio Final de la Capilla de los Scrovegni de Padua.
| |
| Adán y Eva y el Árbol del Bien y el Mal, miniatura del Codex Vigilanus (970-992), RBME d-I-2, fol. 17r, Real Biblioteca de San Lorenzo de El Escorial. |

| |
| La Creación con el Universo y el Hombre cósmico, miniatura del Liber Divinorum Operum (1230), de Hildegarda de Bingen, Biblioteca Estatal, Lucca. |

| |
| Martirio de Santa Catalina (segunda mitad del siglo XV), círculo de Fernando Gallego, Museo del Prado, Madrid. |

|                                                                                      |
| Descendimiento de la cruz (1436), de Rogier van der Weyden, Museo del Prado, Madrid. |

|                                                                        |
| Vanidad (1485), de Hans Memling, Museo de Bellas Artes de Estrasburgo. |

## Arte de la Edad Moderna

El nacimiento de Venus (1485), de Sandro Botticelli, Uffizi, Florencia.

El arte de la Edad Moderna —no confundir con arte moderno, que se suele emplear como sinónimo de arte contemporáneo— se desarrolló entre los siglos XV y XVIII. La Edad Moderna supuso cambios radicales a nivel político, económico, social y cultural: la consolidación de los estados centralizados supuso la instauración del absolutismo; los nuevos descubrimientos geográficos —especialmente el continente americano— abrieron una época de expansión territorial y comercial, suponiendo el inicio del colonialismo; la invención de la imprenta conllevó una mayor difusión de la cultura, que se abrió a todo tipo de público; la religión perdió la preponderancia que tenía en la época medieval, a lo que coadyuvó el surgimiento del protestantismo; a la vez, el humanismo surgió como nueva tendencia cultural, dejando paso a una concepción más científica del hombre y del universo.

### Renacimiento

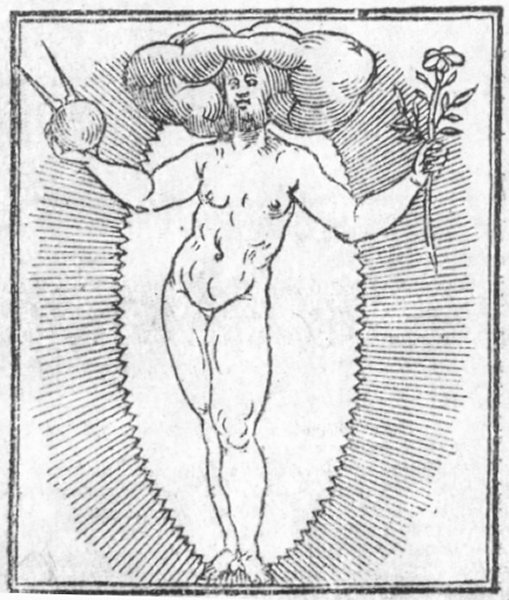
Alegoría de la Belleza, de Cesare Ripa. La Belleza es una mujer desnuda con la cabeza oculta entre nubes (símbolo de lo subjetivo de la belleza); en la mano derecha lleva un globo y un compás (la belleza como medida y proporción), y en la izquierda una flor de lis (la belleza como tentadora del alma, igual que el perfume de una flor).

Surgido en Italia en el siglo XV (Quattrocento), se expandió por el resto de Europa desde finales de ese siglo e inicios del XVI. Los artistas se inspiraron en el arte clásico grecorromano, por lo que se habló de «renacimiento» artístico tras el oscurantismo medieval. Estilo inspirado en la naturaleza, surgieron nuevos modelos de representación, como el uso de la perspectiva. Sin renunciar a la temática religiosa, cobró mayor relevancia la representación del ser humano y su entorno, apareciendo nuevas temáticas como la mitológica o la histórica, o nuevos géneros como el paisaje o el bodegón, lo que influyó en la revitalización del desnudo. La belleza dejó de ser simbólica, como en la era medieval, para tener un componente más racional y mesurado, basado en la armonía y la proporción.
El arte renacentista, en paralelo al antropocentrismo de la filosofía humanista, que hacía del ser humano el centro de la nueva cosmovisión de la recién inaugurada Edad Moderna, se basó en el estudio de la anatomía para articular mejor la representación del cuerpo humano. En 1543 se publicó De humani corporis fabrica de Andrés Vesalio, un estudio anatómico del cuerpo basado en disecciones, donde junto al texto destacaban múltiples láminas ilustrativas del cuerpo humano, atribuidos a Jan van Calcar, que sirvieron de base a otros artistas para sus imágenes, basadas cada vez más en el realismo objetivo. Cabe destacar que las láminas del libro estaban concebidas con criterios artísticos, apareciendo esqueletos y figuras desolladas en poses artísticas o en actitudes gesticulantes, casi teatrales.

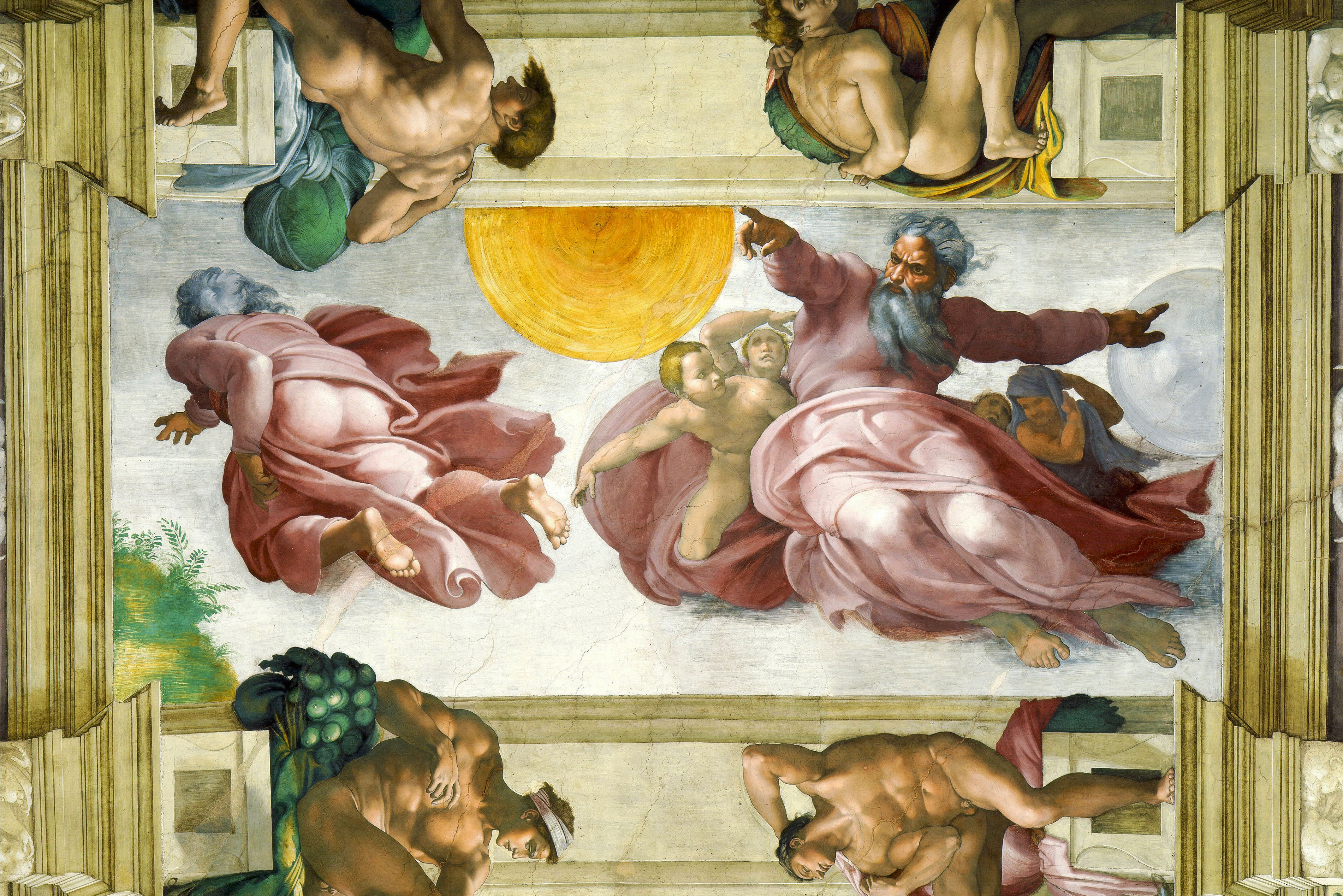
Creación de los astros y las plantas (1511), de Miguel Ángel, Capilla Sixtina, Vaticano. Presenta un polémico desnudo de Dios, referenciado en el libro del Éxodo (Ex 33, 18-23).

El desnudo renacentista se inspiró en modelos clásicos grecorromanos, aunque con una función diferente de la que tenía en la antigüedad: si en Grecia el desnudo masculino ejemplificaba la figura del héroe, en la Italia renacentista el desnudo tiene un carácter más estético, más vinculado a una nueva forma de entender el mundo alejada de preceptos religiosos, el ser humano nuevamente como centro del universo. Destacó entonces principalmente el desnudo femenino, debido al mecenazgo de nobles y ricos comerciantes que demostraban de esa forma su posición privilegiada en la sociedad. Así, se fue forjando la secularización del desnudo, pasando de los temas religiosos medievales a los profanos, a veces con intentos algo forzados de justificar este tipo de representaciones fuera del ámbito religioso: las principales obras de Botticelli, La primavera y El nacimiento de Venus, representan el concepto neoplatónico que Marsilio Ficino extrapoló del mito de Venus como ideal de la mujer virtuosa, donde a pesar de su desnudez tras su nacimiento en edad adulta su primera reacción es la de cubrirse, siguiendo el antiguo concepto de la «Venus Púdica».
El arte renacentista recuperó el desnudo clásico como ejemplificación de belleza ideal, tanto física como moral. El desnudo era el pretexto perfecto para cualquier composición, desde la más naturalista hasta la más simbólica, expresada esta última a través de múltiples alegorías y personificaciones. En ocasiones, la representación renacentista del cuerpo humano era la del desnudo por el desnudo, una especie de arte por el arte que a menudo desnaturalizaba el propio tema del cuadro, fuese religioso o mitológico. En el Renacimiento el desnudo dejó de ser motivo de vergüenza y, en contraposición, adquirió un nuevo carácter heroico o incluso sagrado (sacra nuditas). Según Louis Réau (Iconografía del arte cristiano, 1955), «los artistas del Renacimiento consideraban la representación del cuerpo humano en su desnudez triunfante como el objeto primordial de las artes plásticas».
De igual manera, el desnudo estaba presente tanto en las artes mayores como en un sinfín de artes menores y objetos, desde candelabros hasta cuchillos y picaportes. Tal abundancia de representaciones desnudistas fue excusada por Benvenuto Cellini alegando que «el cuerpo humano es la más perfecta de las formas», por lo que no es de extrañar que se represente frecuentemente. Por otro lado, a nivel iconográfico, si bien empezaron a ejecutarse cada vez mayor número de obras de tema mitológico, la mayor parte de la producción artística seguía siendo religiosa, produciéndose una curiosa simbiosis entre las figuras míticas del desnudo clásico y los personajes cristianos más justificados para aparecer desnudos; así, vemos cómo la figura de Isaac de El sacrificio de Isaac de Ghiberti presenta la tipología clásica de Los hijos de Níobe, cómo la figura de Cristo yacente en el Entierro de Donatello recuerda al Meleagro clásico, o la postura de Eva de La expulsión del paraíso de Masaccio es la de la Venus Púdica.
Durante el siglo XV todavía pervivieron en Italia ciertas formas heredadas del arte gótico, si bien poco a poco fueron ganando en naturalismo y veracidad. Así se percibe en la obra de artistas como: Masaccio (El castigo de Adán y Eva, 1425-1428); Masolino da Panicale (Tentación de Adán y Eva, 1426-1427); Antonello da Messina (San Sebastián, 1476; Cristo muerto sostenido por un ángel, 1476-1479); y Andrea Mantegna (Calvario, 1458; Bacanal con tonel, 1470; Lamentación sobre Cristo muerto, hacia 1475-1490; El Parnaso, 1497; Venus, Marte y Diana, no datado; San Sebastián, tres versiones en 1459, 1480 y 1490), etc. Igual ocurrió en el terreno escultórico con Lorenzo Ghiberti, autor de la Puerta del Paraíso del Baptisterio de Florencia (1425-1452), con sus escenas de La creación de Adán y Eva, El pecado original y La expulsión del Paraíso.

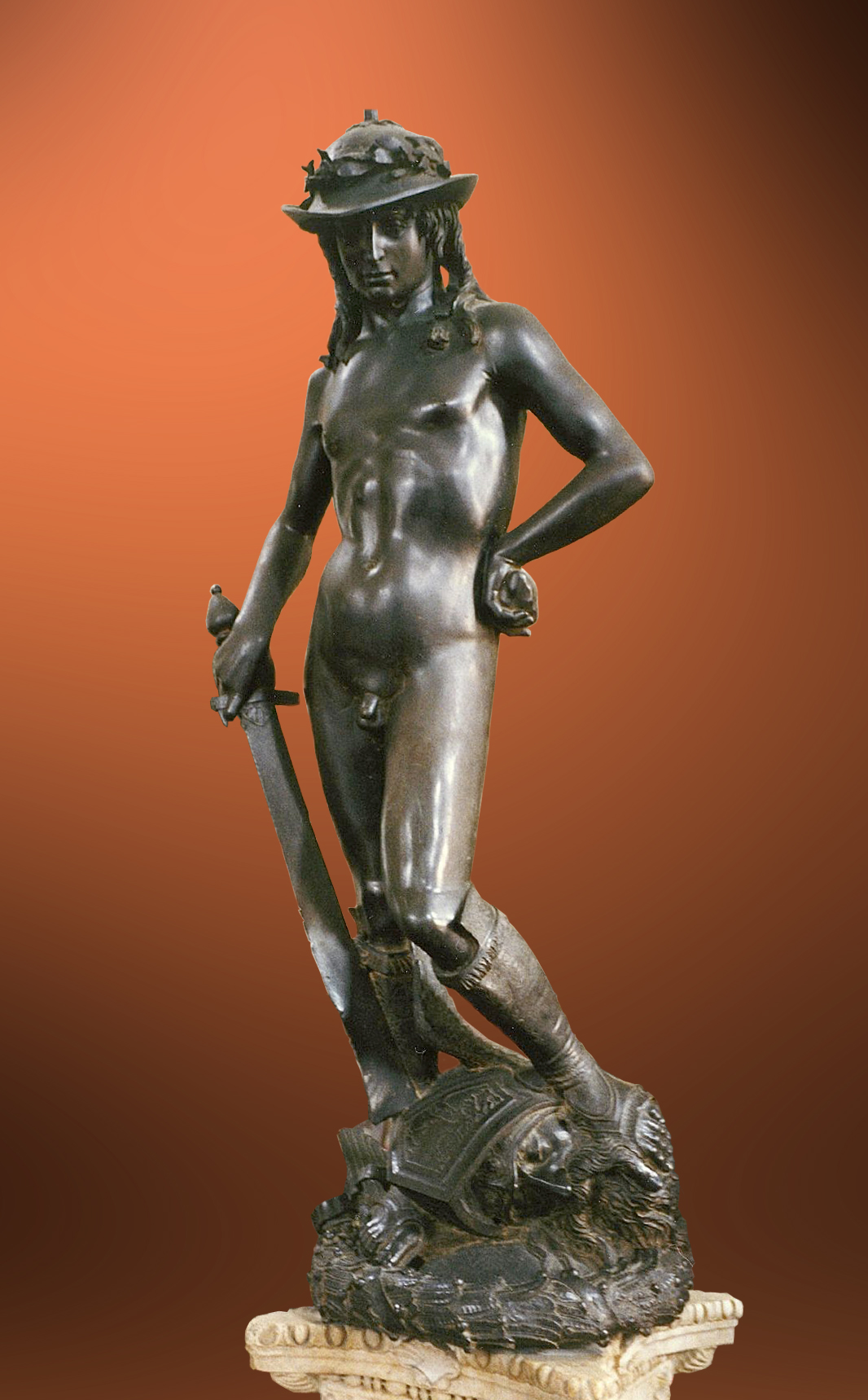
David (circa 1440), de Donatello, Museo Nazionale del Bargello, Florencia.

Una de las primeras obras que rompían con el pasado y suponían un retorno a los cánones clásicos fue el David de Donatello (circa 1440), obra de gran originalidad que se adelantó a su tiempo, ya que durante los siguientes cincuenta años no hubo realizaciones con las que se la pudiese comparar. Sin embargo, el modelo de Donatello no era tan atlético como las obras griegas, presentando las formas gráciles y esbeltas de un muchacho en plena adolescencia. De igual forma, en vez de la serenidad de la belleza apolínea se percibe la sensualidad de la belleza dionisíaca, y la cabeza de Goliat a los pies del rey judío recuerda la de un sátiro que solía adornar la base de las estatuas del dios del vino griego. Donatello también se desvió de las proporciones clásicas, especialmente en el torso, donde frente a la cuirasse esthétique policletiana es la cintura la que vertebra el eje central del cuerpo.
Con posterioridad a Donatello, el desnudo cobró mayor dinamismo, sobre todo en Florencia con la obra de Antonio Pollaiuolo y Botticelli, y en Umbría con Luca Signorelli, preocupados por la representación del movimiento, de la energía, del sentimiento extático. En sus cuadros de Los trabajos de Hércules del Palacio de los Médicis (1460), Pollaiuolo recuperó la «diagonal heroica» de la escultura griega, mostrando un gran virtuosismo en la representación del desnudo en acción —según Vasari, su tratamiento del desnudo «es más moderno que el de cualquiera de los maestros que le han precedido»—. Pollaiuolo realizó profundos estudios de anatomía, confesando Vasari que diseccionaba cadáveres, estudiando especialmente los músculos. De esta forma, se alejó del clasicismo grecorromano, que si bien estaba basado en el naturalismo de las formas, éstas eran idealizadas, alejadas del realismo anatómico que introdujo Pollaiuolo, como se demuestra en su Hércules y Anteo (1470), cuya tensión al aplastar el héroe el cuerpo del gigante denota el detallismo del estudio anatómico efectuado por el autor. Con su hermano Piero realizó El martirio de san Sebastián (1475), que muestra nuevamente sus estudios de anatomía, especialmente en el arquero con la cara roja por el esfuerzo de tensar el arco.

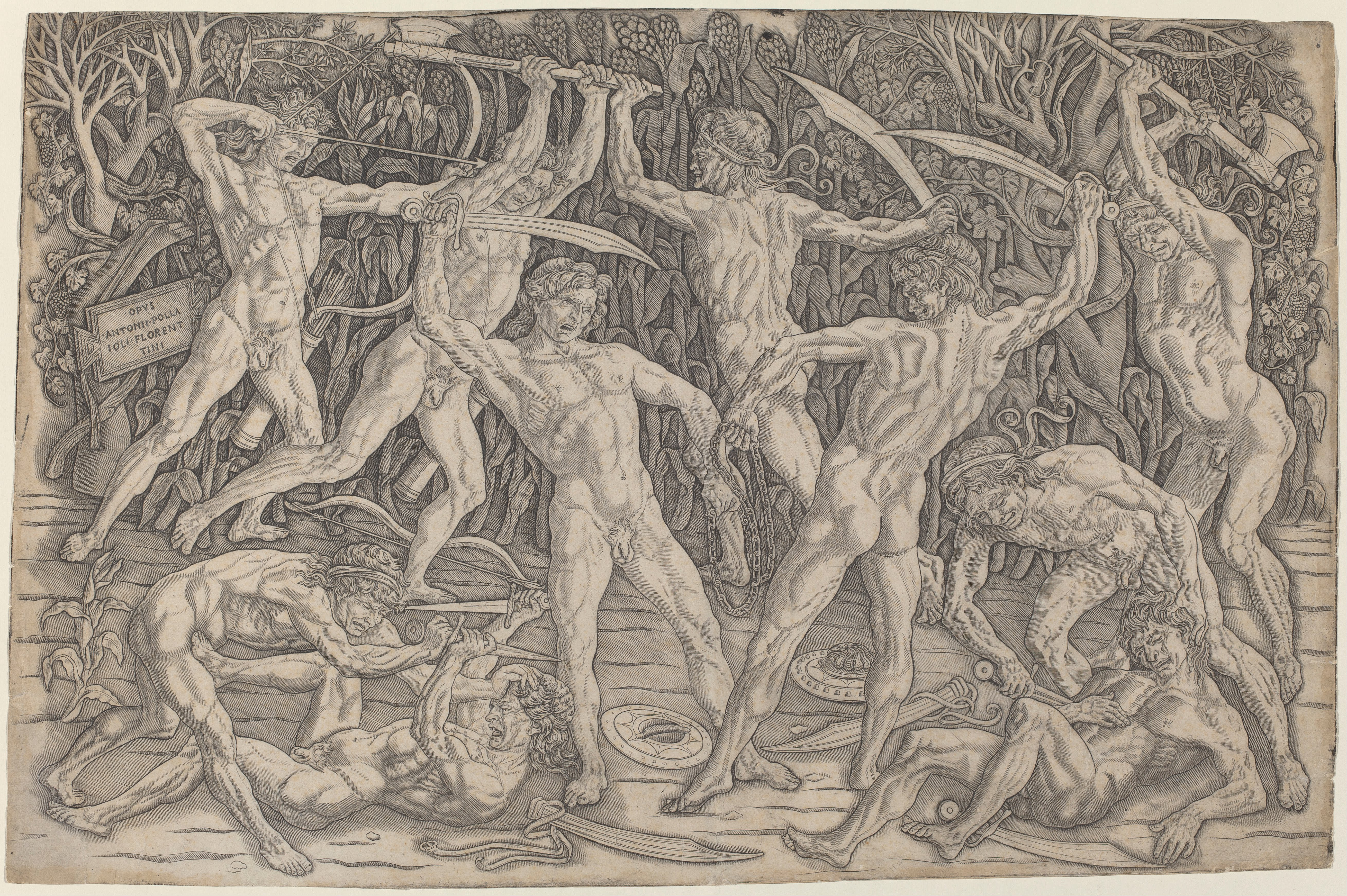
El combate de los hombres desnudos (1470-1480), famoso grabado de Pollaiuolo, colección Rothschild.

Luca Signorelli fue otro exponente del desnudo dinámico, anatómico, especialmente por sus hombros angulosos, anchos y firmes, que denotan energía contenida, así como la simplificación de determinadas partes del cuerpo con volúmenes contrapuestos —hombros y nalgas, pecho y estómago—, que proporciona a sus figuras una densa plasticidad, una cierta cualidad táctil. En sus frescos de la Catedral de Orvieto (1499-1505) presentó figuras musculosas, de marcados contornos, con una tensión dinámica latente, como en sus figuras de Los bienaventurados y Los condenados. Los desnudos tensos y dinámicos de Pollaiuolo y Signorelli iniciaron una moda por las «batallas de hombres desnudos» que se prolongaría desde 1480 hasta 1505, sin especial justificación iconográfica, simplemente por su esteticidad —lo que en Florencia llamaban el bel corpo ignudo—, y que se denota en obras como la Batalla de Bertoldo di Giovanni (1480), los Hombres luchando de Rafael o La batalla de los centauros (1492) y La batalla de Cascina (1504) de Miguel Ángel.

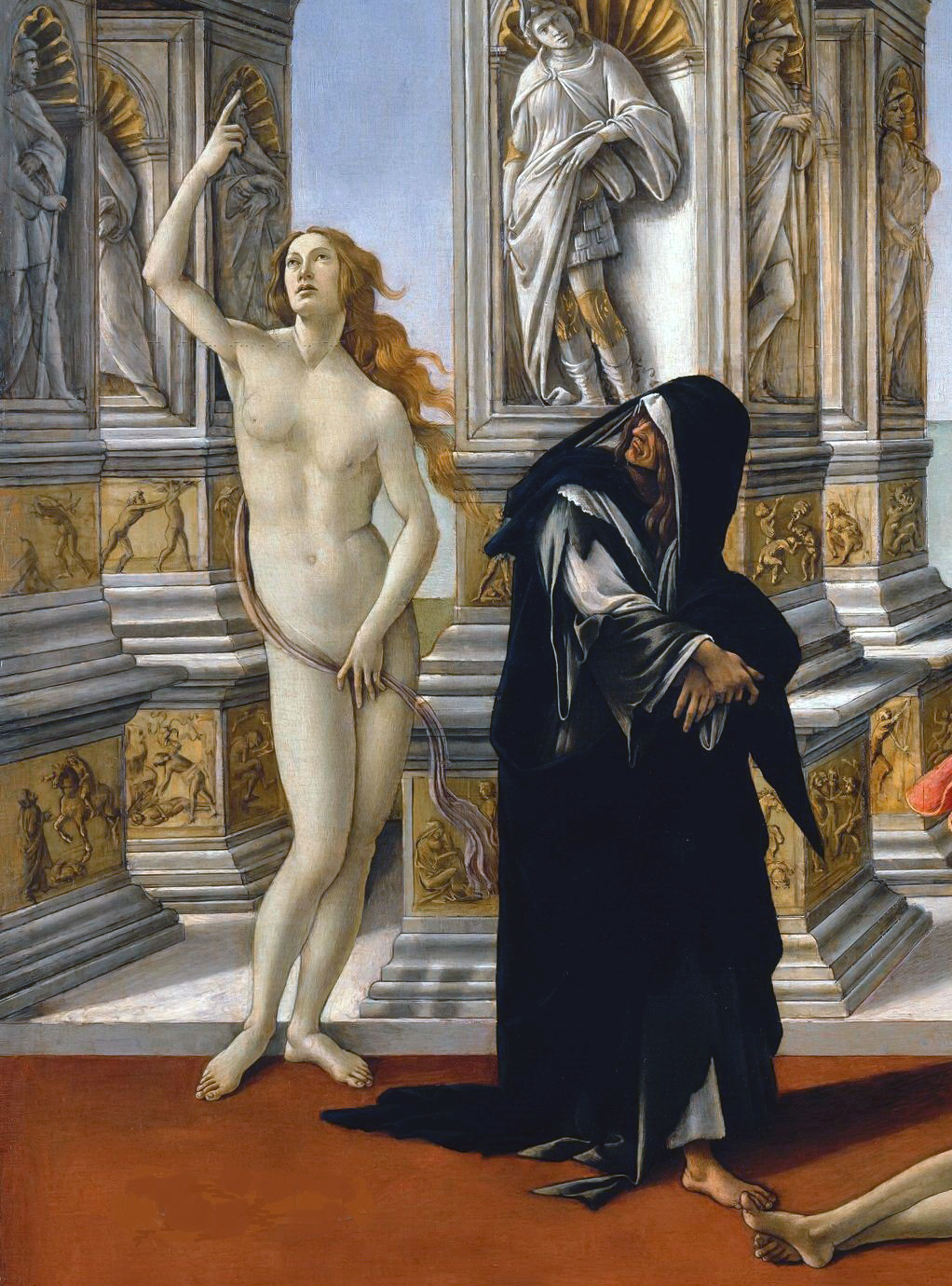
La Verdad, detalle de La Calumnia de Apeles (1490-1495), de Botticelli, Galleria degli Uffizi, Florencia.

Botticelli realizó desnudos muy intelectualizados, de fuerte carga simbólica, relacionado con la escuela neoplatónica de Florencia, que fue la principal responsable de la recuperación del desnudo femenino tras el periodo moralista medieval. Marsilio Ficino, uno de los principales teóricos de la escuela, recuperó la figura de Venus como modelo de virtudes y de exaltación mística, oponiendo dos figuras provenientes de El banquete de Platón, la Venus celestial (Venus Coelestis) y la mundana (Venus Naturalis), que simbolizan lo que hay de divino y de terrenal en la mujer. Este simbolismo fue excelentemente tratado por Botticelli en sus dos principales obras: La primavera (1481-1482) y El nacimiento de Venus (1484). Para ello se inspiró en los pocos restos de obras clásicas que tenía a su alcance, algunos sarcófagos, joyas, relieves, cerámicas y dibujos, y creó un arquetipo de belleza que sería identificado como el ideal clásico de belleza desde el Renacimiento. En La primavera recuperó el género del draperie mouillée, con unas finas telas semitransparentes que dejan entrever el contorno del cuerpo, con un sentido del clasicismo procedente de las pinturas de Pompeya y Herculano o los estucos de Prima Porta y la Villa de Adriano. Sin embargo, Botticelli se alejó del carácter volumétrico del desnudo clásico, con unas figuras frágiles y esbeltas que respondían más al concepto moderno del cuerpo humano, al tiempo que sus rostros son más personales y humanizados que los ideales prototipos clásicos. En El nacimiento de Venus, pintado tras su estancia en Roma, donde realizó sus frescos de la Capilla Sixtina, mostró un más puro clasicismo, gracias a su contacto con las antigüedades romanas presentes en la ciudad de los papas. Así, su Venus está despojada ya de todo ropaje y de cualquier tipo de cortapisa moralista, abandonando definitivamente el arte medieval para entrar de lleno en la modernidad. El tema iconográfico lo tomó de unos versos de la Giostra de Angelo Poliziano, inspirados en un pasaje homérico que, según Plinio, había sido ya pintado por Apeles en su obra Afrodita Anadyomene. Le sirvió de modelo la bella aristócrata Simonetta Vespucci, cuya figura, pese al clasicismo de la composición, responde más a criterios góticos, no tanto en cuanto a proporciones, sino en ritmo y estructura: su forma curva hace que la figura no esté distribuida equitativamente, sino que el peso cae más a la derecha, y el movimiento ondulado de su contorno y sus cabellos da la sensación de estar flotando en el aire. El tipo iconográfico es el de la Venus Púdica, que cubre sus partes íntimas con sus brazos, esquema que repitió parcialmente en la figura de la Verdad de La Calumnia de Apeles, alejada en cambio de todo componente clásico. Otras obras de Botticelli en que aparecen desnudos son: San Sebastián (1474), La historia de Nastagio degli Onesti (1482-1483), Venus y Marte (1483), Piedad con san Jerónimo, san Pablo y san Pedro (1490-1492) y Lamento por Cristo muerto (1492-1495).
Piero di Cosimo, que también retrató a Simonetta Vespucci como Cleopatra (1480), fue un artista original dotado de gran fantasía, con obras inspiradas en la mitología, con un aire algo excéntrico, pero dotadas de gran sentimiento y ternura, donde las figuras —junto a una gran variedad de animales— se hallan inmersas en amplios paisajes: Vulcano y Eolo como maestros de la Humanidad (1490), Venus, Marte y el Amor (1490), Las desgracias de Sileno (1500), La muerte de Procris (1500), El descubrimiento de la miel (1505-1510), Batalla de Lapitas y Centauros (1515), El mito de Prometeo (1515), etc.
Un clasicismo más sereno se percibe en la Italia central, como en la Muerte de Adán (1452-1466) de Piero della Francesca, cuyas figuras desnudas tienen la gravedad de la escultura de Fidias o Policleto, o el Apolo y Marsias (1495) de Perugino, de un claro aire praxiteliano. Este clasicismo tuvo su culminación en el Parnaso (1511) de Rafael, sin duda inspirado en el Apolo de Belvedere —que había sido descubierto en 1479—, del que recuperó no solo su esbelta anatomía, sino también su ritmo, su gracia y armonía, que se vislumbra en los santos, poetas y filósofos de las Stanze. Sin embargo, no recreó sin más las figuras clásicas, sino que las interpretó de acuerdo a su sentido del diseño, a una concepción dulce y armoniosa del ideal estético del artista. Por otro lado, Rafael, cuya obra presenta una visión sinóptica de la belleza ideal, fue capaz de extraer la más idealista perfección del más sensual de los sentidos. En Las Tres Gracias (1505), elaboró unas formas sencillas, no tan etéreas como la grácil Venus botticelliana, pero de un clasicismo que más que copiado de la antigüedad parece innato al artista, un clasicismo algo ingenuo, pero de fresca vitalidad. En su Adán y Eva (1508) de las estancias papales, Rafael reprodujo la forma femenina de la primera mujer influido por la Leda de Leonardo, con una volumetría algo nudosa. Posteriormente, de su obra en La Farnesina, la villa de recreo de Agostino Chigi, destaca su Triunfo de Galatea (1511), inspirada en las pinturas de la Domus Aurea de Nerón, y para cuya realización Rafael reconoció que había utilizado diferentes partes de diversas modelos, pues ninguna le parecía suficientemente perfecta —como según cuenta la leyenda hacía también Apeles—.

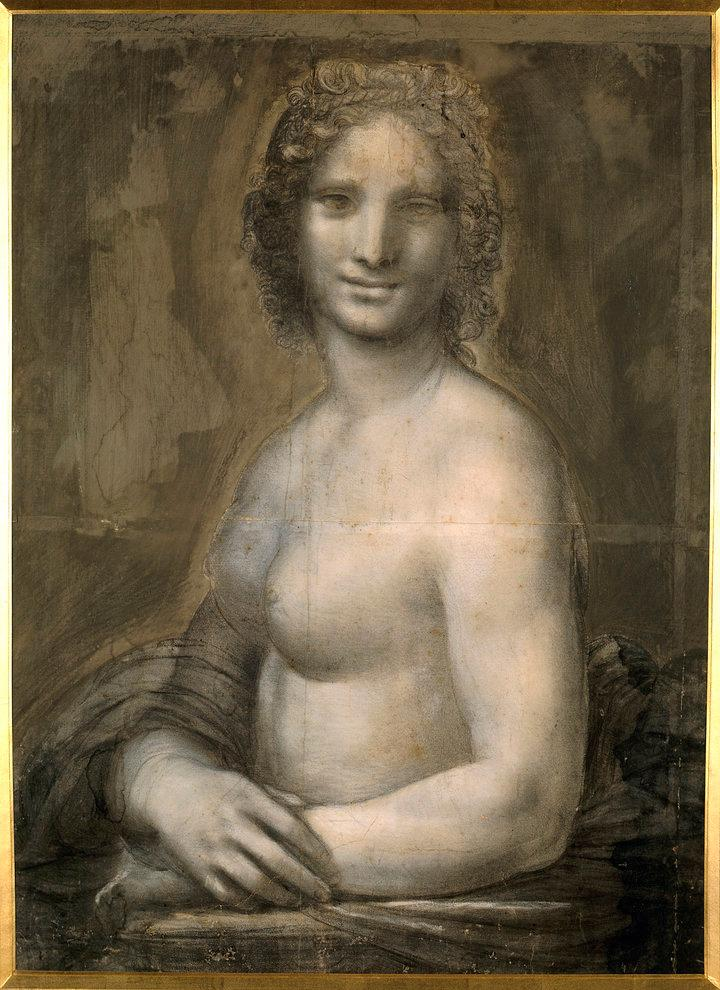
Estudio de desnudo para La Gioconda (circa 1503), de Leonardo Da Vinci, Museo Condé, Chantilly.

En cambio, Leonardo Da Vinci se alejó de los cánones clásicos, con figuras naturalistas diseñadas según sus amplios estudios de anatomía. En sus inicios se inspiró en las formas enérgicas de Pollaiuolo, y La batalla de Anghiari está influida por La batalla de Cascina de Miguel Ángel. Con posterioridad, su profundización en la anatomía proporcionó a sus figuras un rotundo realismo, donde se vislumbra el interés cientificista, pero al tiempo denotan una cierta actitud heroica, de dignidad moral y humana, que les proporcionaba una serena intensidad vital. Sin embargo, pese a este interés por la anatomía que plasmó en centenares —quizá miles— de dibujos, que se encuentran hoy día esparcidos por múltiples museos y colecciones particulares, en sus cuadros apenas realizó unas pocas representaciones de desnudo, como el Baco (o San Juan Bautista, 1510-1515), o su Leda y el cisne, de la que realizó al menos tres versiones entre 1504 y 1506, y que es la vindicación de la mujer desnuda como símbolo de la vida creadora, y no ya como un ideal inasequible. Para Leonardo, el estudio de la anatomía le servía más para conocer las proporciones de la figura a representar —aunque luego estuviese vestida—, que no como fin en sí mismo; así, por ejemplo, existe un dibujo medio desnuda de la famosa Mona Lisa, La Gioconda (1503), actualmente en el Museo Condé de Chantilly.

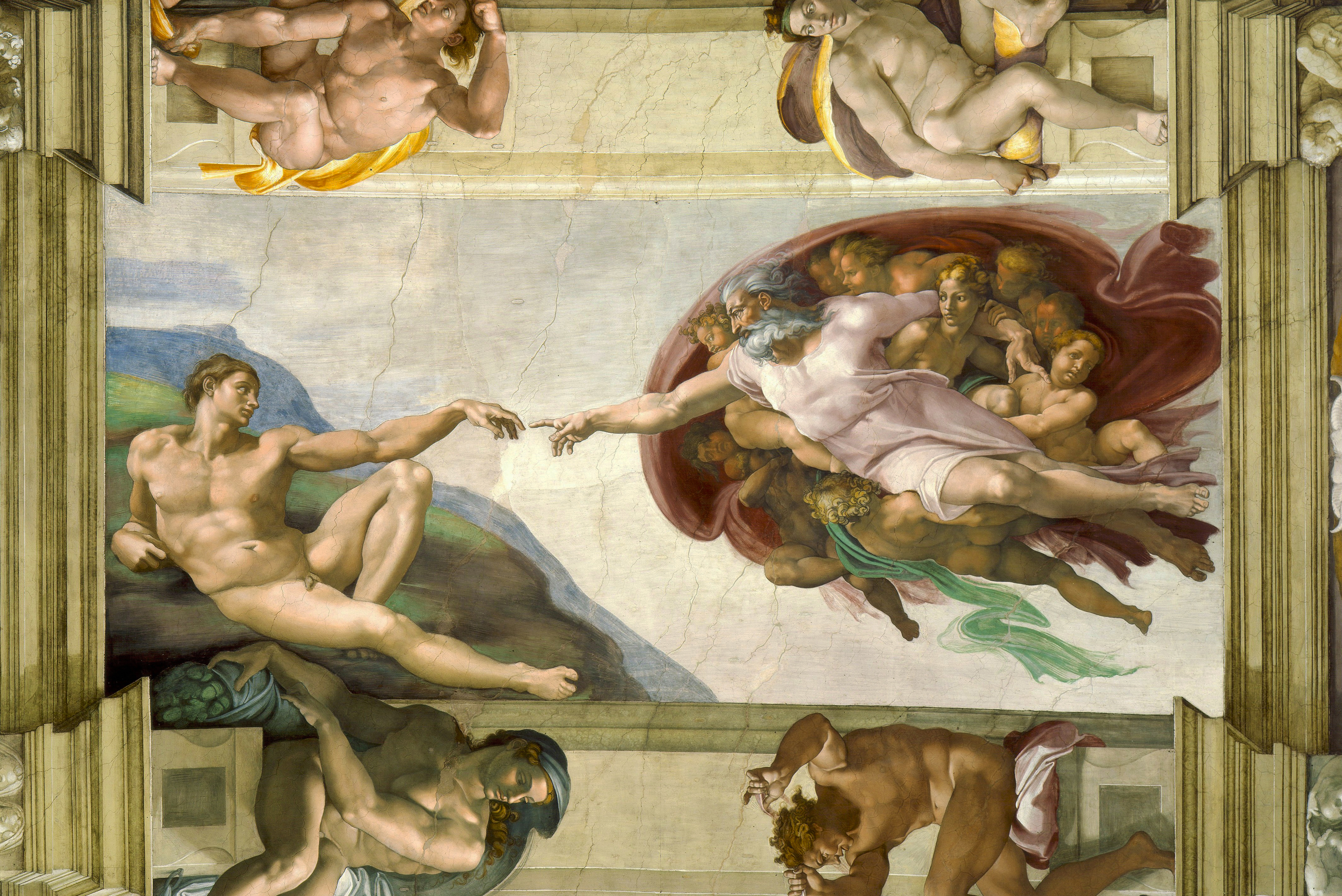
La Creación de Adán (1508-1512), de Miguel Ángel, Capilla Sixtina, Vaticano.

La culminación del desnudo renacentista se produjo en la obra de Miguel Ángel, para el que el cuerpo humano desnudo tenía un carácter divino que le otorgaba una dignidad inigualable en cualquier otro desnudo contemporáneo. A causa de sus convicciones neoplatónicas, idealizó de manera extrema la emoción que sentía ante la belleza masculina, por lo que la sensualidad de sus desnudos se convierte en algo trascendental, en la expresión de algo superior e inmaterial, inasible, excelso, puro, infinito. Sus figuras son a la vez dominantes y conmovedoras, de una gran potencia y una gran pasión, de una rotunda vitalidad y una intensa energía espiritual. Incluso sus obras religiosas han perdido el patetismo del sufrimiento inherente a la figura de Cristo crucificado para mostrar al Salvador con una serenidad espiritual que genera compasión más por su belleza que por su dolor, como en la Piedad del Vaticano (1498-1499). Sus primeros dibujos de desnudo muestran la vivacidad de sus articulaciones nerviosas, alejadas ya de los suaves contornos clásicos, con un rico modelado alejado de cualquier proporción o esquema geométrico. Su anatomía es nudosa y apretada, dinámica, donde destaca el espesor del torso, con músculos marcados y contornos macizos, exagerando los efectos de torsión y las figuras en escorzo, como en el Baco ebrio (1496-1497), una de sus primeras grandes esculturas. El David (1501-1504) de Florencia conserva todavía el aire apolíneo de un clasicismo equilibrado, pero interpretado de forma personal, donde el torso puede parecer el de una estatua griega, pero la desproporción de cabeza y miembros denota tensión, y su expresión desafiante se aleja del ethos clásico. Igualmente sucede con la expresión dramática de sus Esclavos del Louvre (Esclavo moribundo y Esclavo heroico, 1513), que recuerdan las figuras de nióbidas del arte helenístico, y denotan la influencia del Laocoonte (Miguel Ángel fue uno de los primeros en ver el grupo escultórico, desenterrado en 1506 cerca de San Pietro in Vincoli). De igual manera, sus figuras para las tumbas de los Médicis (1524) recuerdan a obras griegas: las masculinas (El Día y El Crepúsculo) al Torso del Belvedere, y las femeninas (La Aurora y La Noche) a la Ariadna del Vaticano.
Posteriormente, su idea de una anatomía rotunda y vibrante, pero cargada de intensidad emocional, se plasmó en su Adán de la Capilla Sixtina (1508-1512), que recuerda al Dioniso del frontón del Partenón, pero con una carga vital muy alejada de la armoniosa escultura fidiana. De igual manera, las figuras de los atletas (llamados por lo general simplemente ignudi, «desnudos») en el techo de la Sixtina tienen el equilibrio de la energía atlética junto a la trascendencia de su misión sagrada —representan las almas de los profetas bíblicos—, ejerciendo de forma armoniosa su papel mediador entre el mundo físico y el espiritual, por lo que su belleza física es reflejo de la perfección divina. En otras escenas como el Diluvio universal (1509) también muestra unas figuras vigorosas cuya potencia física trasluce la fortaleza espiritual. La Creación de Eva (1509-1510) presenta una figura femenina rotunda, vigorosa, de contornos muy marcados. Por otro lado, el Cristo del Juicio Final (1536-1541) tiene la solemnidad de un Apolo entendido como sol justitiae, pero con una rotundidad —patente en su torso casi cuadrado— ya plenamente alejada de los cánones clásicos. Su representación de Jesús no es ya la típica figura barbada de tradición bizantina, sino la efigie de un dios olímpico o de un rey helenístico, más cercana a Alejandro Magno que a un carpintero judío, con una complexión más atlética que la que cabría esperar del místico asceta cristiano. En sus últimas obras, las tres piedades (la de Palestrina, la del Duomo y la Piedad Rondanini), abandonó por completo el ideal de belleza física, con figuras distorsionadas (Palestrina), angulosas (Duomo) o de un esquematismo cercano al gótico (Rondanini).

El primero en comprender plenamente, desde la gran época de la escultura griega, la identidad del desnudo con el gran arte figurativo, fue Miguel Ángel. Antes de él había sido estudiado con miras científicas, como un recurso para plasmar la figura envuelta en ropajes. Miguel Ángel vio que entrañaba un fin en sí mismo e hizo del desnudo la suprema finalidad de su arte. Para él, arte y desnudo eran sinónimos.
Bernard Berenson, Los pintores italianos del Renacimiento (1954).

|                                                                                                |
| El martirio de San Sebastián (1475), de Antonio y Piero Pollaiuolo, National Gallery, Londres. |

|                                                                                   |
| Retrato de Simonetta Vespucci (1480), de Piero di Cosimo, Museo Condé, Chantilly. |

|                                                                                              |
| Lamentación sobre Cristo muerto (1480-1490), de Andrea Mantegna, Pinacoteca de Brera, Milán. |

| |
| La resurrección de la carne (1499), de Luca Signorelli, Capilla de San Brizio, Catedral de Orvieto. |

|                                                                              |
| La Fornarina (1518-1519), de Rafael, Galería Nacional de Arte Antiguo, Roma. |

En el siglo XVI el desnudo tuvo una amplia difusión gracias a los grabados publicados sobre obras clásicas grecorromanas, especialmente los producidos por Marcantonio Raimondi. Surgió entonces la escuela veneciana, que realizó importantes contribuciones al desnudo, no solo en la continuidad de ciertos planteamientos clasicistas, sino también en la innovación y experimentación de nuevas vías técnicas y estilísticas. Los venecianos consiguieron armonizar el desnudo dentro de composiciones más elaboradas, ya fuesen de interior o en el marco de un paisaje natural, a la vez que sus innovaciones cromáticas y lumínicas otorgaron mayor realismo y sensualidad al desnudo, con figuras amplias y exuberantes que empiezan a alejarse del canon clásico. Se aprecia así en la Dama en su tocador de Giovanni Bellini (1515), aunque el principal iniciador de este estilo fue Giorgione, que fue el primero en estructurar el desnudo femenino dentro de un esquema decorativo general, como en sus frescos del Fondaco dei Tedeschi (1507-1508, hoy desaparecidos), en su Concierto campestre (1510) o en su Venus dormida (1507-1510), cuya postura reclinada ha sido copiada hasta la saciedad. Cabe remarcar que la tipología física de los desnudos de Giorgione, de proporciones generosas y ancha cintura, dominaría el desnudo femenino veneciano durante mucho tiempo, y que pasó, a través de Durero, a Alemania y los Países Bajos, perdurando en el barroco en la obra de artistas como Rubens.

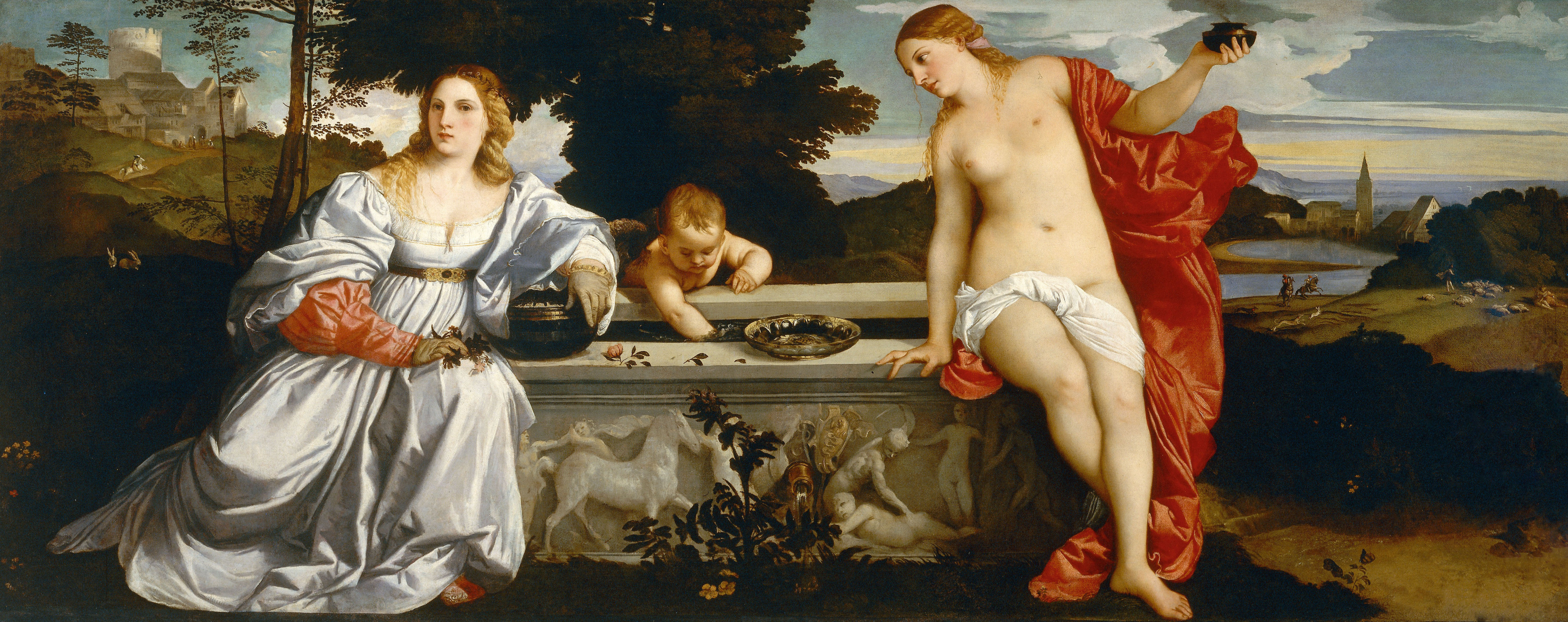
Amor sacro y amor profano (1514-1515), de Tiziano, Galería Borghese, Roma. La mujer vestida representa la Venus Pandemos o «Venus mundana», mientras que la desnuda es la Venus Urania o «Venus celeste», siguiendo la interpretación neoplatónica realizada por Ficino.

Un temprano imitador de Giorgione fue Tiziano, cuyas Venus de Urbino (1538) y Venus del Pardo (o Júpiter y Antíope, 1534-1540) reproducen la misma postura que la Venus dormida, adquiriendo, sin embargo, mayor fama. En Amor sacro y amor profano (1514-1515) plasmó el mito de El banquete de Platón de la Venus celestial y la mundana recuperado por Ficino y la escuela neoplatónica florentina. La Venus celestial es la que está desnuda, siguiendo el ideal del desnudo clásico, dada la pureza de su virtud moral, mientras que la mundana aparece vestida, por la vergüenza de su inmoralidad. En otras obras continuó con su prototipo de mujer de formas exuberantes y carnosas, como en Baco y Ariadna (1520-1523), Magdalena penitente (1531-1533), Venus recreándose en la música (1547), Venus con organista, amorcillo y perrito (1550), Dánae recibiendo la lluvia de oro (1553), Venus tratando de detener a Adonis (1553), El rapto de Europa (1559-1562), Diana y Acteón (1559), Diana descubriendo la preñez de Calisto (1559), las dos Bacanales pintadas para Alfonso I de Este (1518-1526), o su Venus Anadiomene (1520) de la colección Ellesmere, cuya sensualidad sin tapujos es el punto de partida del desnudo como tema en sí mismo, que sería recuperado en el impresionismo.
Discípulos de Tiziano fueron Paris Bordone (Venus durmiente con Cupido, 1540; El baño de Betsabé, 1549; Venus, Marte y Cupido, 1560) y Tintoretto, cuya pretensión —no del todo conseguida— fue reunir el dibujo de Miguel Ángel con el colorido de Tiziano. Las obras de este último son de gran tamaño, con multitud de figuras, con luces fulgurantes que reflejan la calidad lumínica de su adorada Venecia. En su decoración del Palacio Ducal véneto (1560-1578) efectuó una auténtica apoteosis del desnudo, con múltiples figuras procedentes de la mitología clásica (Marte, Minerva, Mercurio, Baco, Ariadna, Vulcano, las Tres Gracias), en posiciones donde suele abundar el escorzo, en una gran variedad de posturas y perspectivas. Otras obras suyas de desnudo son: José y la mujer de Putifar (1544), Adán y Eva (1550-1552), Venus, Vulcano y Marte (1555), La liberación de Arsínoe (1555-1556), Susana y los viejos (1560-1565), Origen de la Vía Láctea (1575-1582), Judit y Holofernes (1579), etc. Su hija, Marietta Robusti, siguió sus pasos, al tiempo que sirvió de modelo a su padre en numerosas ocasiones.

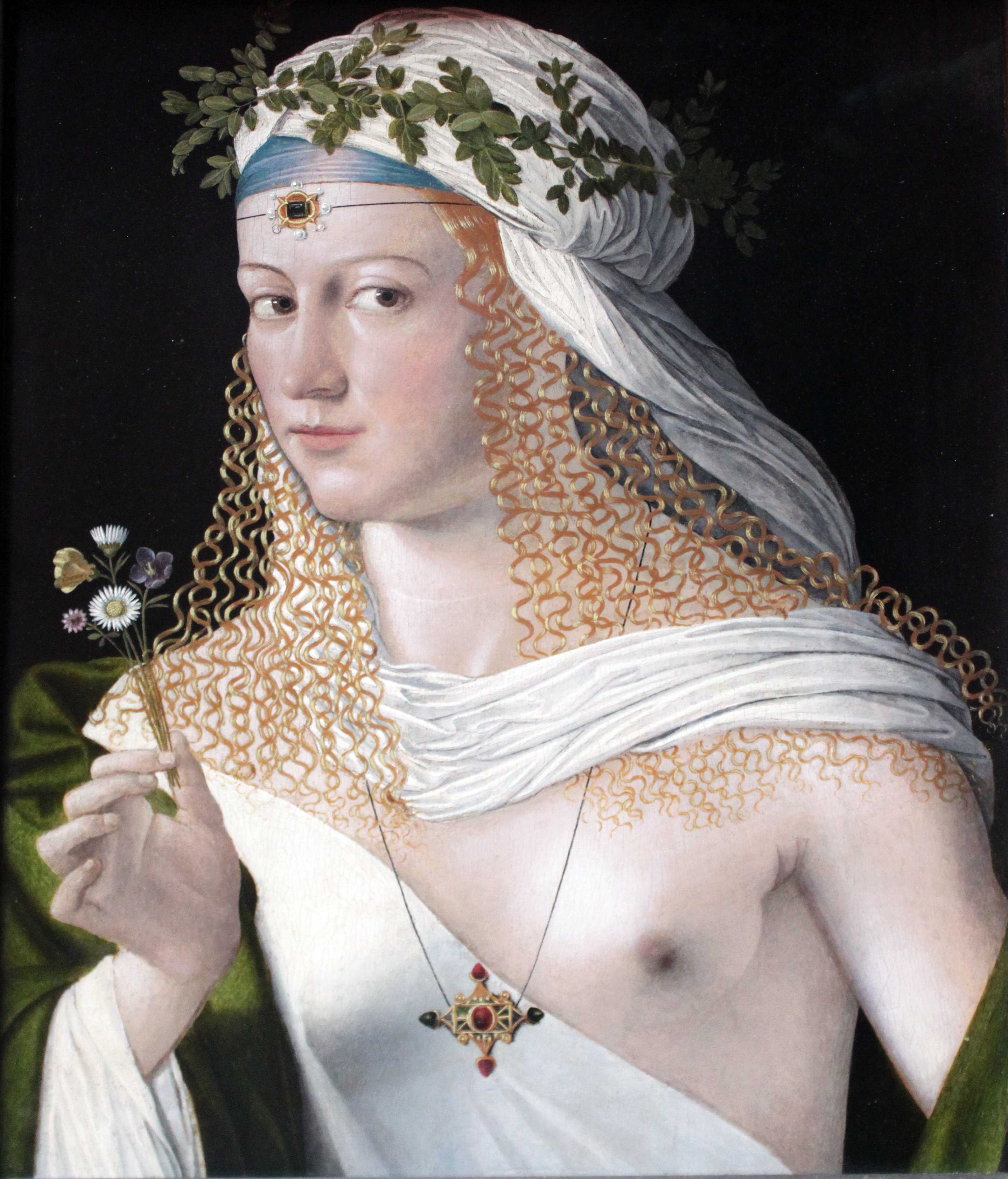
Supuesto retrato de Lucrecia Borgia, de Bartolommeo Veneto, Instituto Städel, Fráncfort del Meno.

Paolo Veronese también dominó a la perfección el colorido, combinado sabiamente en infinitos matices, así como la composición, dedicada a recrear escenas fastuosas, lúdicas, ornamentales, enfatizando el boato de la Venecia del Dux. Incluso sus escenas religiosas tienen un carácter festivo, alegre, mundano, a veces algo irreverente. Sin embargo, sus desnudos eran recatados, contenidos, pudorosos, sin mostrar nada explícito, apenas alguna zona desnuda entre túnicas o pliegues de ropa, como en La infidelidad (1575-1580), Creación de Eva (1575-1580), Marte y Venus (1580), Susana y los viejos (1580) y Venus y Adonis (1580).
Por su parte, Correggio se alejó de todo clasicismo para elaborar composiciones originales tan solo subordinadas a la desbordante imaginación del artista, no solo en cuanto a formas y figuras, sino también en los juegos cromáticos y los efectos lumínicos, influidos por el sfumato de Leonardo. En obras como Venus y Amor descubiertos por un sátiro (o Júpiter y Antíope, 1524-1525), La educación de Cupido (1528), Dánae (1530), Leda con el cisne (1531-1532) y Júpiter e Ío (1531-1532), muestra figuras en posiciones caprichosas, dinámicas, que destacan lumínicamente del resto del cuadro, más oscuro, focalizando así el principal punto de interés para el artista.
En la segunda mitad del siglo XVI surgió el manierismo, con el que en cierta forma comienza el arte moderno: las cosas no se representan tal como son, sino tal como las ve el artista. La belleza se relativiza, se pasa de la belleza única renacentista, basada en la ciencia, a las múltiples bellezas del manierismo, derivadas de la naturaleza. Para los manieristas, la belleza clásica es vacía, sin alma, contraponiendo una belleza espiritual, onírica, subjetiva, no reglamentada —resumida en la fórmula non so ché («no sé qué») de Petrarca—. El desnudo manierista será de formas alargadas, exageradas, esbeltas, de una elegancia casi amanerada. Parte, por un lado, de la distorsión formal de Miguel Ángel y, por otro, de la elegancia de Parmigianino. Un buen ejemplo es la Alegoría del triunfo de Venus (o Alegoría de la Pasión, 1540-1545) de Bronzino, cuya Venus, tan esbelta y de una actitud casi lasciva, procede, sin embargo, por su postura en zigzag del Cristo muerto de la Pietà miguelangelesca. Estas figuras esbeltas y de una gracia refinada abundaron igualmente en la escultura, preferentemente en bronce, desarrollada por artistas como Baccio Bandinelli (Hércules y Caco, 1534, situado junto al David de Miguel Ángel en la Piazza della Signoria de Florencia), Bartolomeo Ammannati (Leda y el cisne, 1535; Venus, 1558; Fuente de Neptuno, 1563-1565), Benvenuto Cellini (Crucifijo de El Escorial, 1539; Salero de Francisco I, 1540-1543; Ganímedes, 1547; Perseo con la cabeza de Medusa, 1554) o Giambologna (Sansón y un filisteo, 1562; Mercurio,  1564; Fuente de Neptuno, 1565; Florencia vencedora de Pisa, 1570; Rapto de las Sabinas, 1582; Hércules y el centauro Neso, 1599). Por otro lado, la vertiente trágica del desnudo —la del pathos helenístico— fue cultivada por Pontormo y Rosso Fiorentino, generalmente con temas religiosos, que podían expresar mejor el emocionalismo manierista, como el Moisés y las hijas de Jetró de Rosso (1523), cuyos cuerpos planos y angulosos son la antítesis del clasicismo.

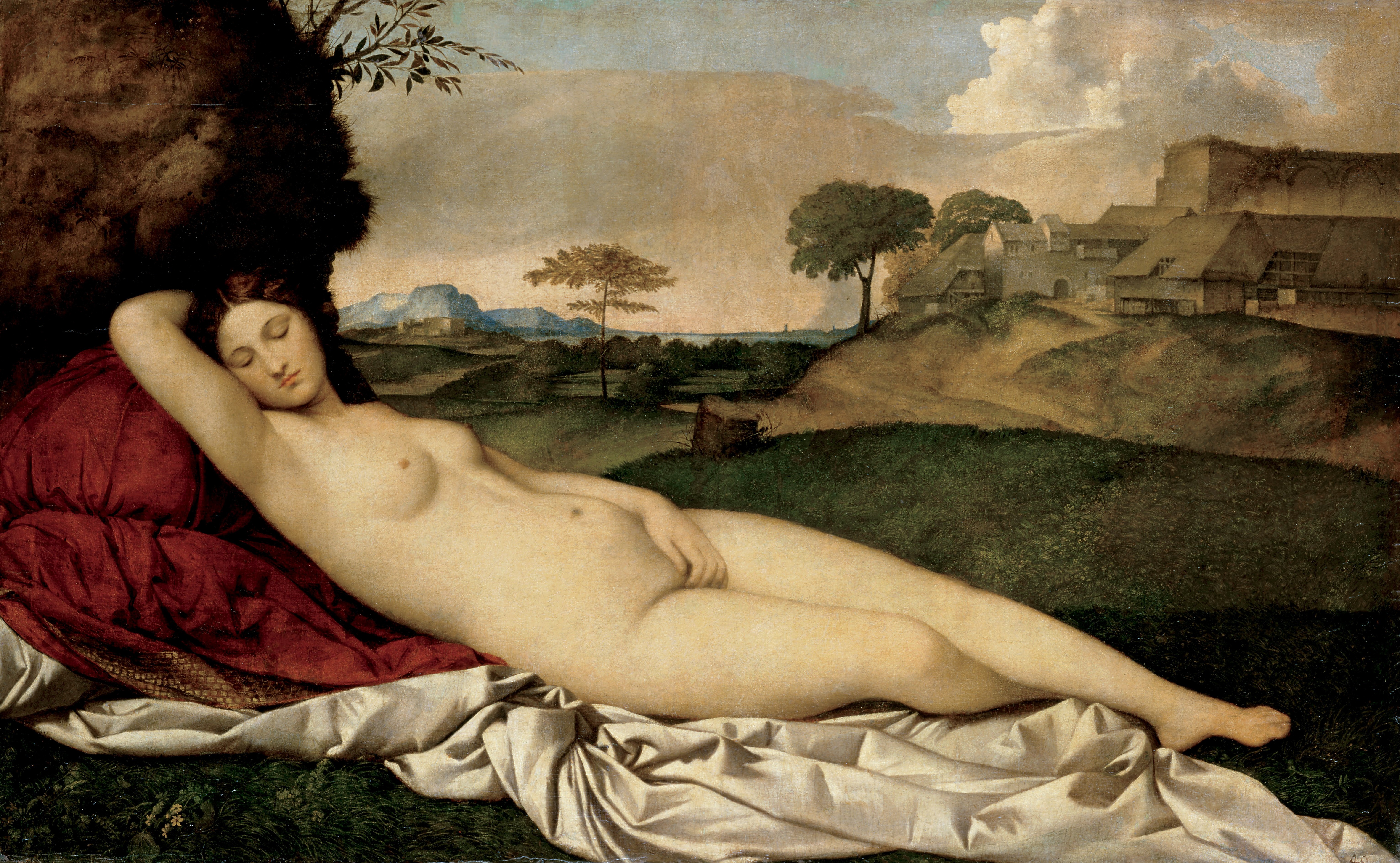
Venus dormida (1507-1510), de Giorgione, Gemäldegalerie Alte Meister, Dresde.
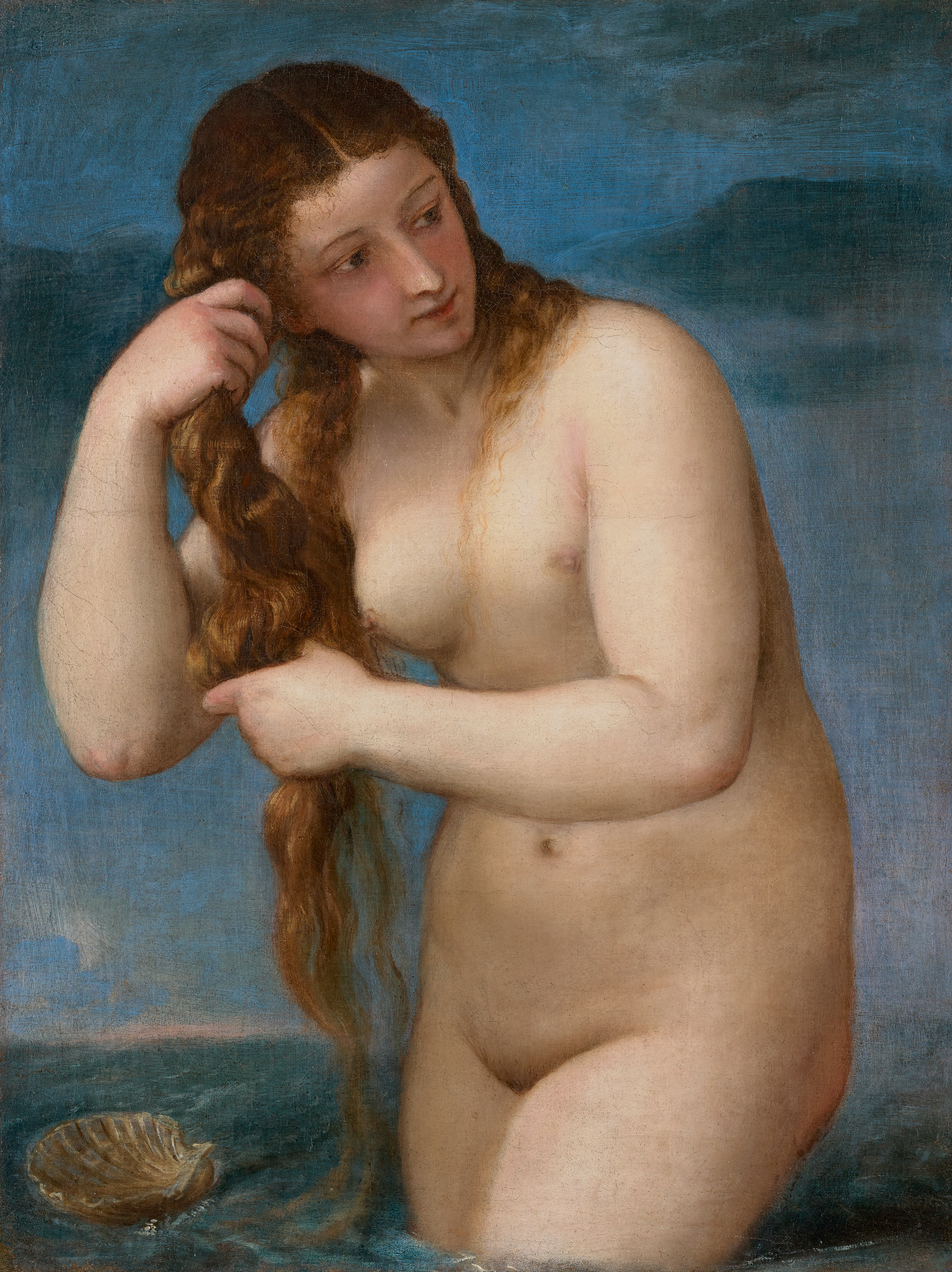
Venus Anadiómena  (1520), de Tiziano, Galería Nacional de Escocia, Edimburgo.
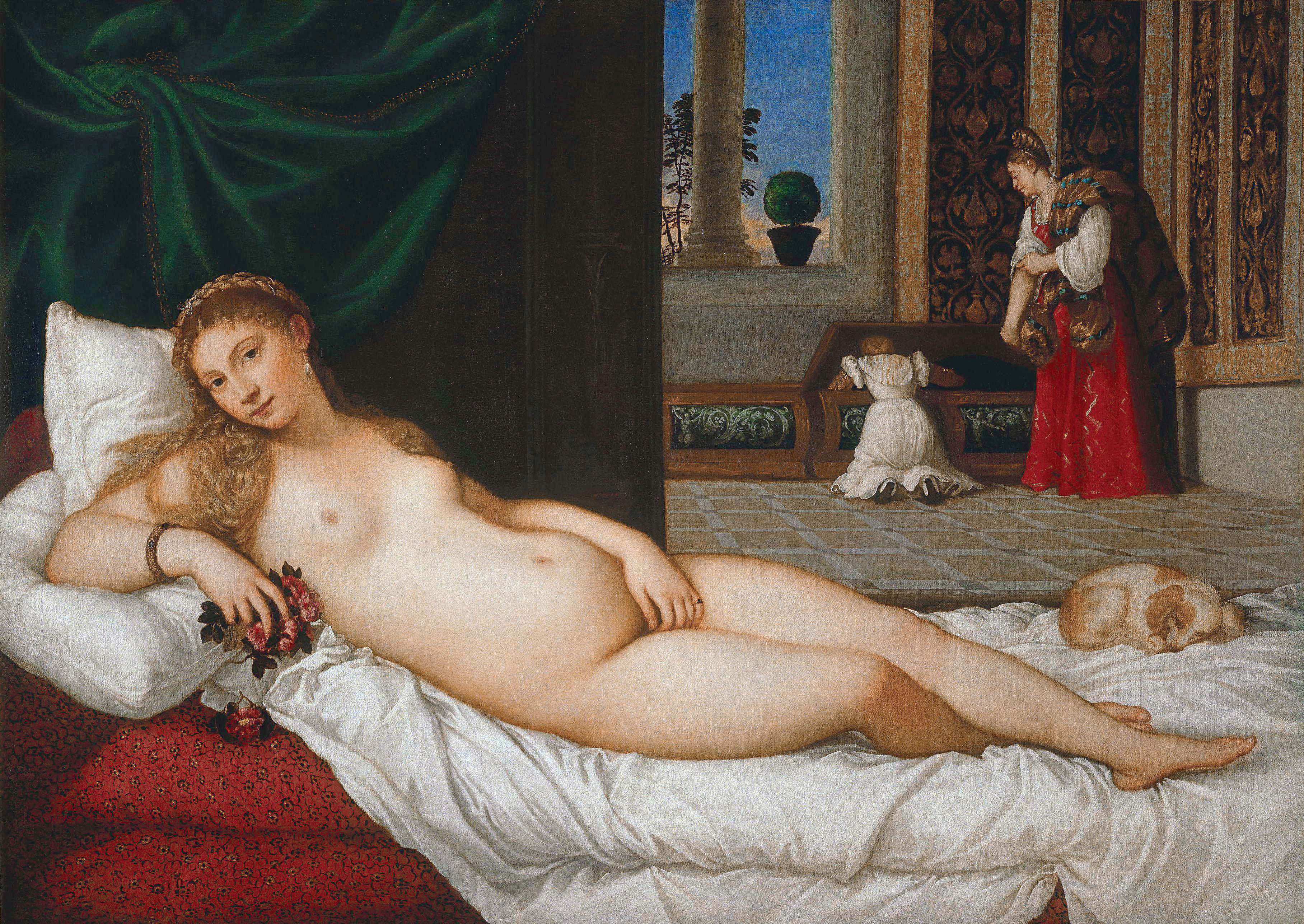
Venus de Urbino  (1538), de Tiziano, Galería Uffizi, Florencia.
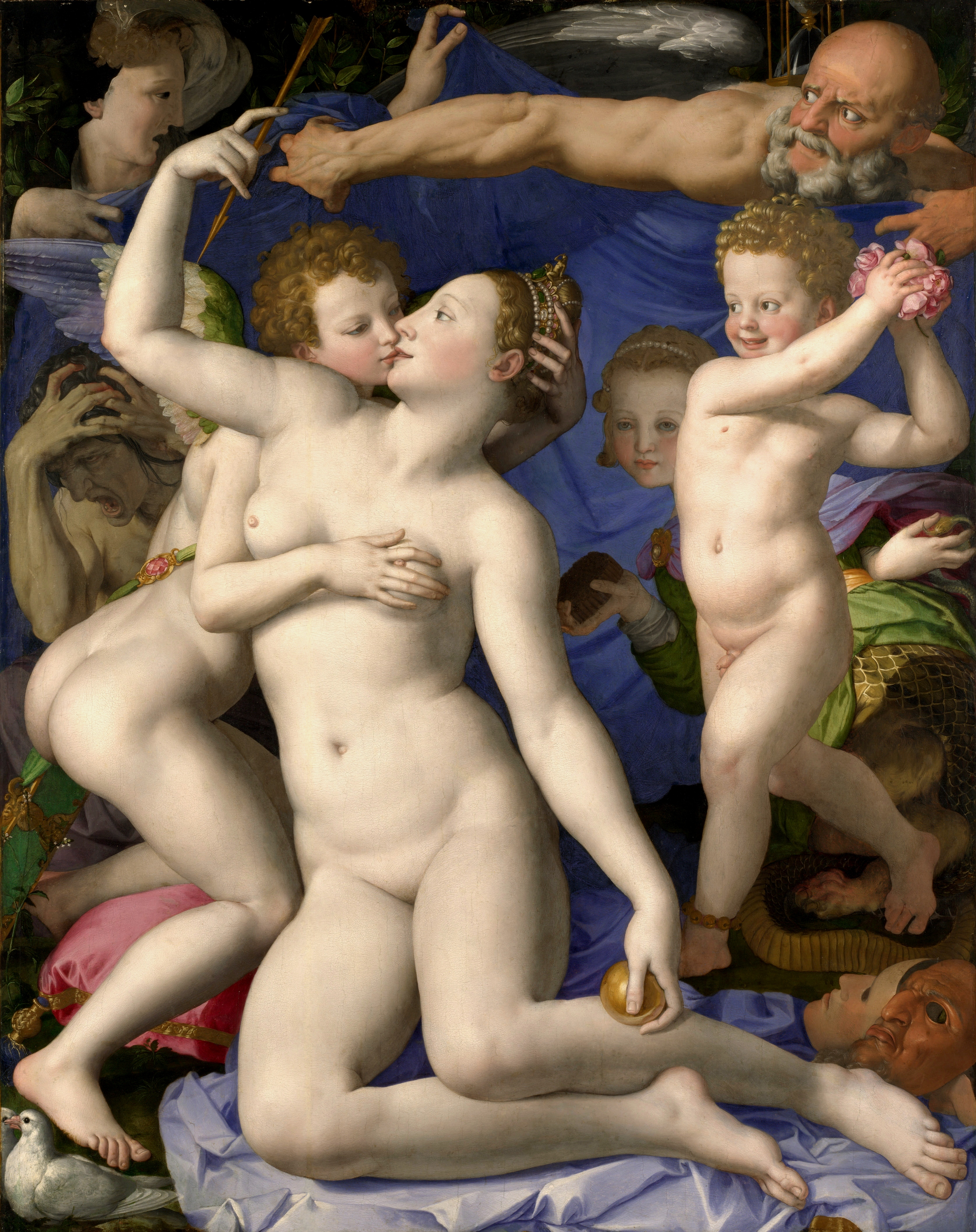
Alegoría del triunfo de Venus (1540-1545), de Bronzino, National Gallery, Londres.
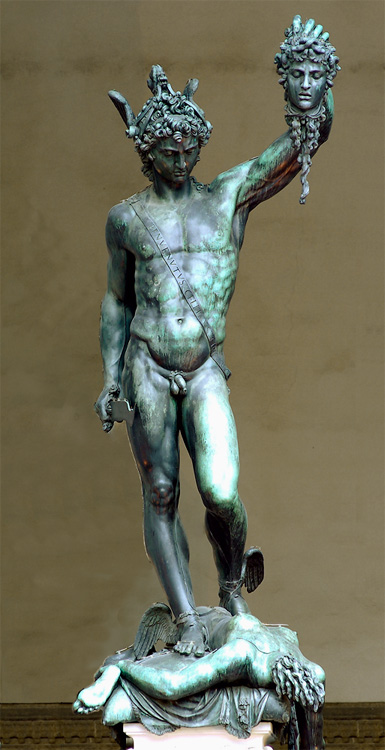
Perseo con la cabeza de Medusa (1554), de Benvenuto Cellini, Loggia dei Lanzi, Florencia.
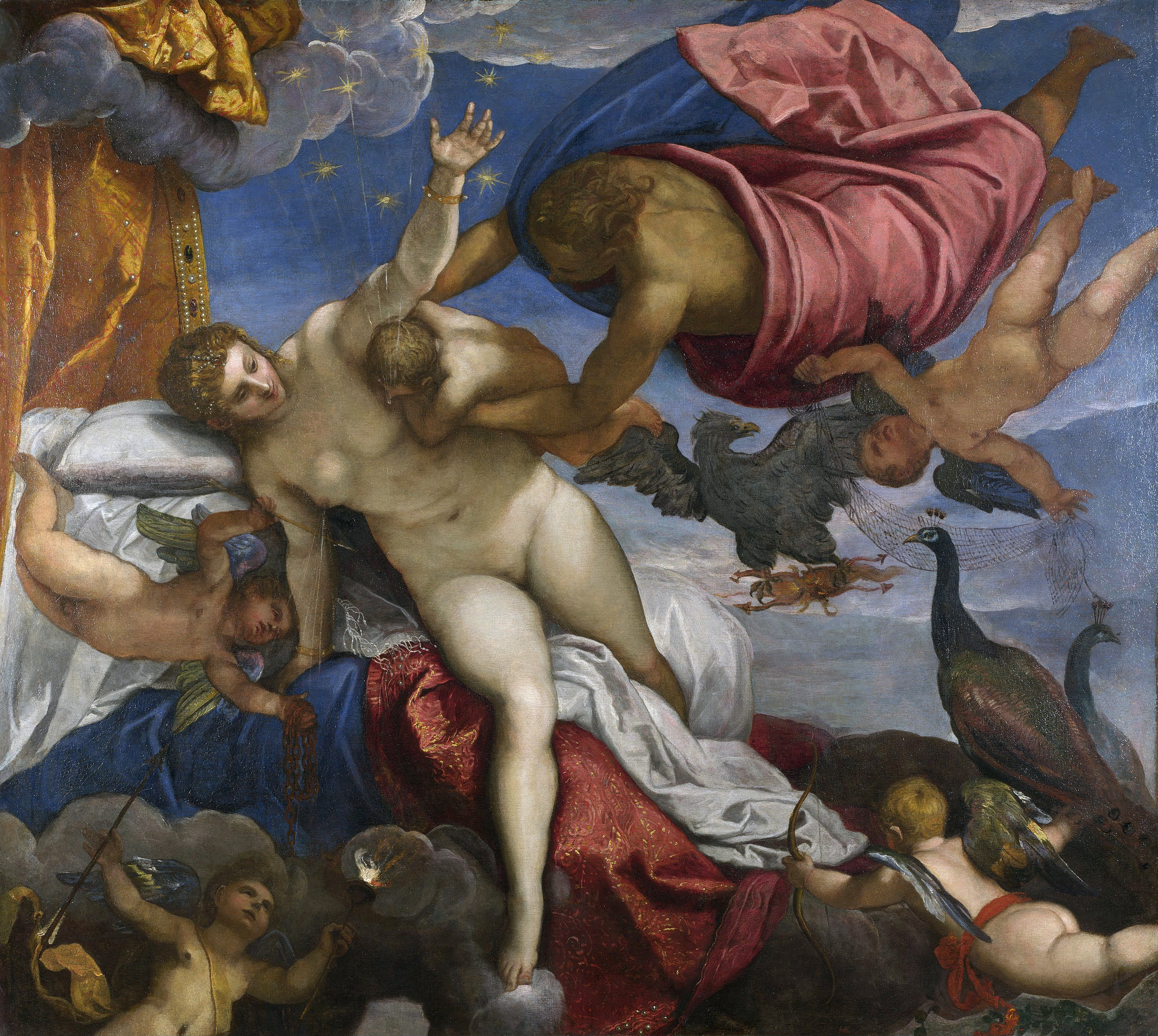
El origen de la Vía Láctea (1575), de Tintoretto, National Gallery, Londres.

Durante el siglo XVI, la aceptación del desnudo como tema artístico, que se trasladó de Italia al resto de Europa, generó una gran demanda de estas obras, especialmente en Alemania y los Países Bajos, por parte de un público de clase burguesa que consumía con avidez este tipo de obras. Hasta tal punto llegó la representación del desnudo que figuró incluso en la portada del Nuevo Testamento de Erasmo de Róterdam. Uno de los artistas que gozó de más popularidad en este terreno fue Lucas Cranach el Viejo, que a lo largo de su obra elaboró una versión más personal del desnudo nórdico de origen gótico que, pese a conservar sus formas redondeadas, éstas se muestran más estilizadas y sometidas a cánones clásicos, con piernas largas y esbeltas, fina cintura y silueta suavemente ondulada, como en Venus y Cupido (1509), La ninfa de la fuente (1518), Lucrecia (1525), El juicio de Paris (1527), Adán y Eva (1528), Apolo y Diana (1530), Las Tres Gracias (1530), La Edad de Oro (1530), Venus (1532), Venus y Cupido con el panal de miel (1534), Alegoría de la justicia (1537), La fuente de la juventud (1546), Diana y Acteón (1550-1553), etc. Sus figuras se presentan con múltiples atrezzos (sombreros, cinturones, velos, collares), lo que realza el erotismo de sus modelos, estableciendo una imaginería que se repetiría a menudo en el futuro.

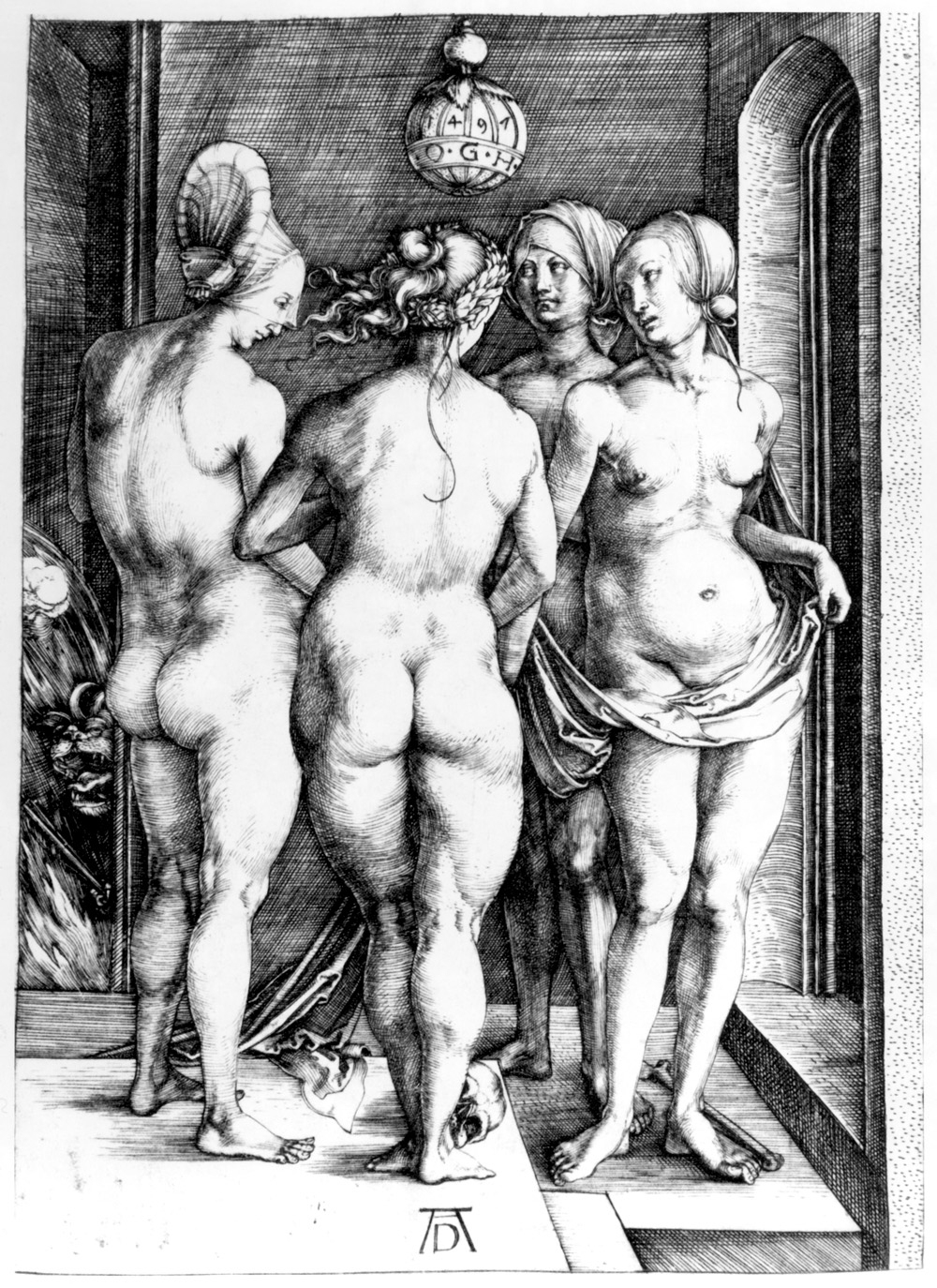
Las cuatro brujas (1497), de Alberto Durero, Germanisches Nationalmuseum, Nürnberg.

Alberto Durero heredó las formas del arte gótico tan arraigado en su país, pero evolucionó gracias al estudio del clasicismo renacentista italiano. Algunas de sus primeras obras muestran el prototipo femenino gótico de figuras alargadas con pechos pequeños y vientres abultados, como en Hausfrau (1493), Baño de mujeres (1496) y Las cuatro brujas (1497). Posteriormente, se entregó al estudio de las proporciones en el cuerpo humano, intentando hallar la clave de la perfección anatómica, aunque sin resultados favorables. Sin embargo, de esta manera se aproximó a un cierto estilo clasicista, como se denota en su Adán y Eva de 1504, que demuestra que la armonía clásica era más un estado de ánimo que no un canon de reglas geométricas. Aun así no quedó satisfecho, y en sus últimas obras volvió a las formas bulbosas del arte gótico, como en La muerte de Lucrecia (1518). Excelente grabador además de pintor, algunos de sus mejores desnudos son grabados, como Berenice, El sueño del pensador y El monstruo marino, o bien alegorías y la serie de Triunfos Imperiales, o sus estampas sobre la pasión y muerte de Jesús y la vida de santos como San Jerónimo, Santa Genoveva y Santa María Magdalena. La obra de Durero influyó en numerosos artistas del mundo germánico, en obras donde se entremezclan las formas góticas con los ideales clásicos, como se percibe en la obra de Urs Graf (El ejército furioso, 1520) y Niklaus Manuel Deutsch (Juicio de Paris, 1516-1528).
También fue discípulo de Durero Hans Baldung, autor de obras alegóricas de fuerte contenido moralizante, generalmente con personificaciones de la muerte o sobre las edades del hombre, recordando lo efímero de la vida: Tríptico de San Sebastián (1507), Los dos amantes y la Muerte (1509-1511), Las tres edades de la mujer y la Muerte (1510), Eva, la Serpiente y la Muerte (1512), Tres brujas (1514), La Muerte y una mujer (1518-1520), Vanidad (1529), Hércules y Anteo (1530), Adán y Eva (1535), Las siete edades de la mujer (1544), etc. Por su parte, Hans Holbein el Joven fue autor preferentemente de cuadros religiosos y retratos, tratando poco el desnudo, del que, sin embargo, hay que resaltar su magnífico El cadáver de Cristo en el sepulcro (1521).

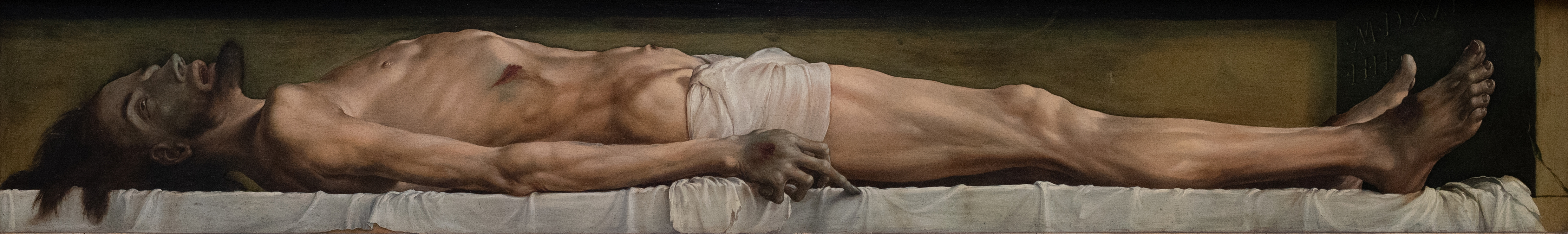
El cadáver de Cristo en el sepulcro (1521), de Hans Holbein el Joven, Kunstmuseum, Basilea.

En los Países Bajos, El Bosco supuso una cierta continuidad de las formas góticas, aunque tratadas con mayor naturalismo y con una fantasía desbordante que haría de su obra un portento de creatividad e imaginación. En El jardín de las delicias (1480-1490), El juicio final (1482), la Mesa de los pecados capitales (1485) y El carro de heno (1500-1502), prolifera la forma desnuda, humana o infrahumana (demonios, sátiros, animales mitológicos, monstruos y criaturas de corte fantástico), en un paroxismo de lujuria que trasciende cualquier significado iconográfico y obedece únicamente a la febril imaginación del artista. Pieter Brueghel el Viejo también realizó obras de amplia panorámica y multitud de figuras, con predilección por el paisajismo y el retrato costumbrista, aunque sus desnudos son escasos. Se encuentran en cambio más patentes en la obra de su hijo, Jan Brueghel de Velours, autor de paisajes donde proliferan pequeñas figuras desnudas, en escenas mitológicas o bíblicas. En Flandes, Jan Gossaert recibió la influencia rafaelesca, siendo el introductor en su país de la fábula mitológica, como en Neptuno y Anfítrite (1516), La metamorfosis de Hermafrodito y Salmacis (1520) y Dánae recibiendo la lluvia de oro (1527).

Retrato de Gabrielle d'Estrées y de su hermana la duquesa de Villars (1594), autor anónimo de la Escuela de Fontainebleau, Museo del Louvre, París.

En Francia, el arte evolucionó rápidamente desde el gótico hasta el manierismo, sin sentirse apenas el influjo clasicista del primer Renacimiento, debido sobre todo a la estancia en las obras del Palacio de Fontainebleau de varios artistas manieristas italianos (Rosso Fiorentino, Francesco Primaticcio, Benvenuto Cellini), que dieron origen a la llamada Escuela de Fontainebleau, caracterizada por un gusto cortesano y sensualista, decorativo, voluptuoso, de una elegancia lánguida, predominando la pintura mural y el relieve en estuco. Se pusieron de moda las figuras elegantes y angulosas de Primaticcio, de miembros largos y cabezas pequeñas, que perduraron en el arte francés hasta finales del siglo XVI. Algunas obras de esta escuela son de artista desconocido, como la Diana cazadora (hacia 1550) y el Retrato de Gabrielle d'Estrées y de su hermana la duquesa de Villars (1594), de un fino erotismo de corte galante. De artistas conocidos son: Eva Prima Pandora (1550), de Jean Cousin el Viejo; El baño de Diana (1550), de François Clouet; El despertar de una dama, de Toussaint Dubreuil; y, en escultura, Diana cazadora (1550) de Jean Goujon, y Las Tres Gracias (1560) de Germain Pilon. El desnudo se reflejó también en este mismo ambiente en todo género de artes menores, desde la tapicería hasta la cerámica y la orfebrería, como el célebre plato esmaltado con la Historia de Adán y Eva en seis pasajes, de Pierre Rémond.
En España el influjo renacentista llegó tarde, subsistiendo hasta casi mediados del siglo XVI las formas góticas. Por lo demás, las innovaciones fueron más estilísticas que temáticas, predominando como en época medieval la temática religiosa. El Greco fue uno de los principales innovadores de la pintura española de la época: formado en la escuela veneciana, de esta procede el intenso colorido de sus obras, aunque sus figuras largas y desproporcionadas muestran más un cierto expresionismo formal que no el naturalismo clasicista italiano. Aunque la mayor parte de sus obras son religiosas, en ellas no deja de exponer figuras desnudas más o menos justificadas por el tema, pudiendo llegar a contarse en toda su producción más de un centenar de desnudos. Así se aprecia en obras como El martirio de San Sebastián (1577-1578), San Juan Bautista (1577-1579), La Trinidad (1577-1580), Martirio de San Mauricio (1580-1582), Cristo crucificado con dos donantes (1590), El bautismo de Cristo (1596-1600), La crucifixión (1597-1600), San Martín y el mendigo (1597-1600), La expulsión de los mercaderes (1609), Visión del Apocalipsis (1609-1614), Laocoonte y sus hijos (1614), etc. También como escultor dejó obras como su Epimeteo y Pandora (1600-1610) del Museo del Prado, donde es de resaltar el realismo de los órganos sexuales de ambos personajes, tratados sin tapujos.
En el resto de la producción artística renacentista española predominó el decoro y el recato, reglas de oro del arte español que fueron elevadas a teoría del arte en tratados como Diálogos de la Pintura de Vicente Carducho, el Arte de la Pintura de Francisco Pacheco, o los Discursos practicables de Jusepe Martínez. En este contexto, la figura humana desnuda solo se encuentra en el ámbito religioso, especialmente el de la imaginería escultórica, como el San Sebastián (1526-1532) de Alonso Berruguete, El entierro de Cristo de Juan de Juni (1541-1545) o el San Jerónimo penitente (1598) de Juan Martínez Montañés. Las excepciones a esta regla son muy contadas, como el fresco de la Historia de Dánae del Palacio del Pardo (1563), de Gaspar Becerra, de influencia miguelangelesca.

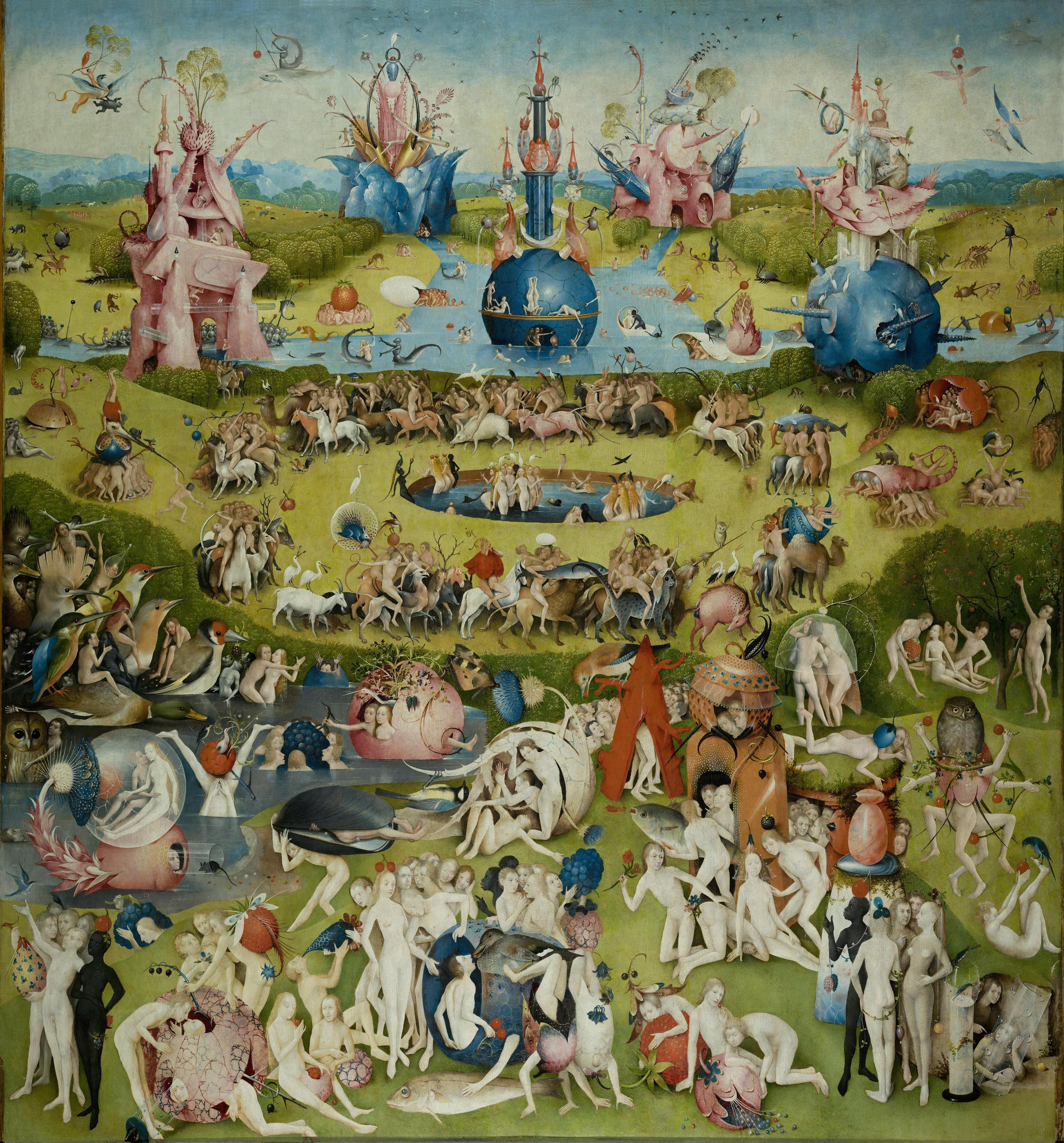
El jardín de las delicias (1480-1490), El Bosco, Museo del Prado, Madrid.
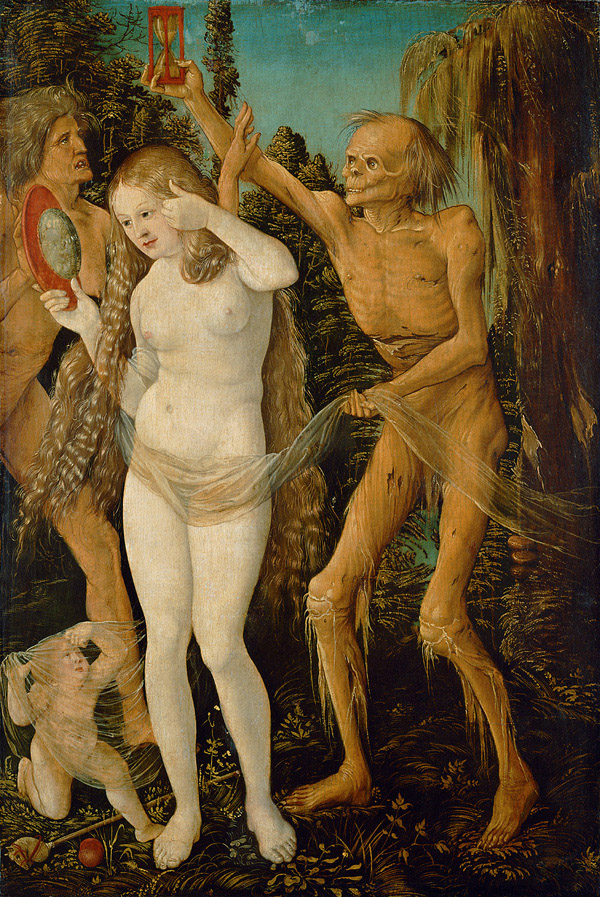
Las tres edades de la mujer y la muerte (1510), de Hans Baldung, Kunsthistorisches Museum, Viena.
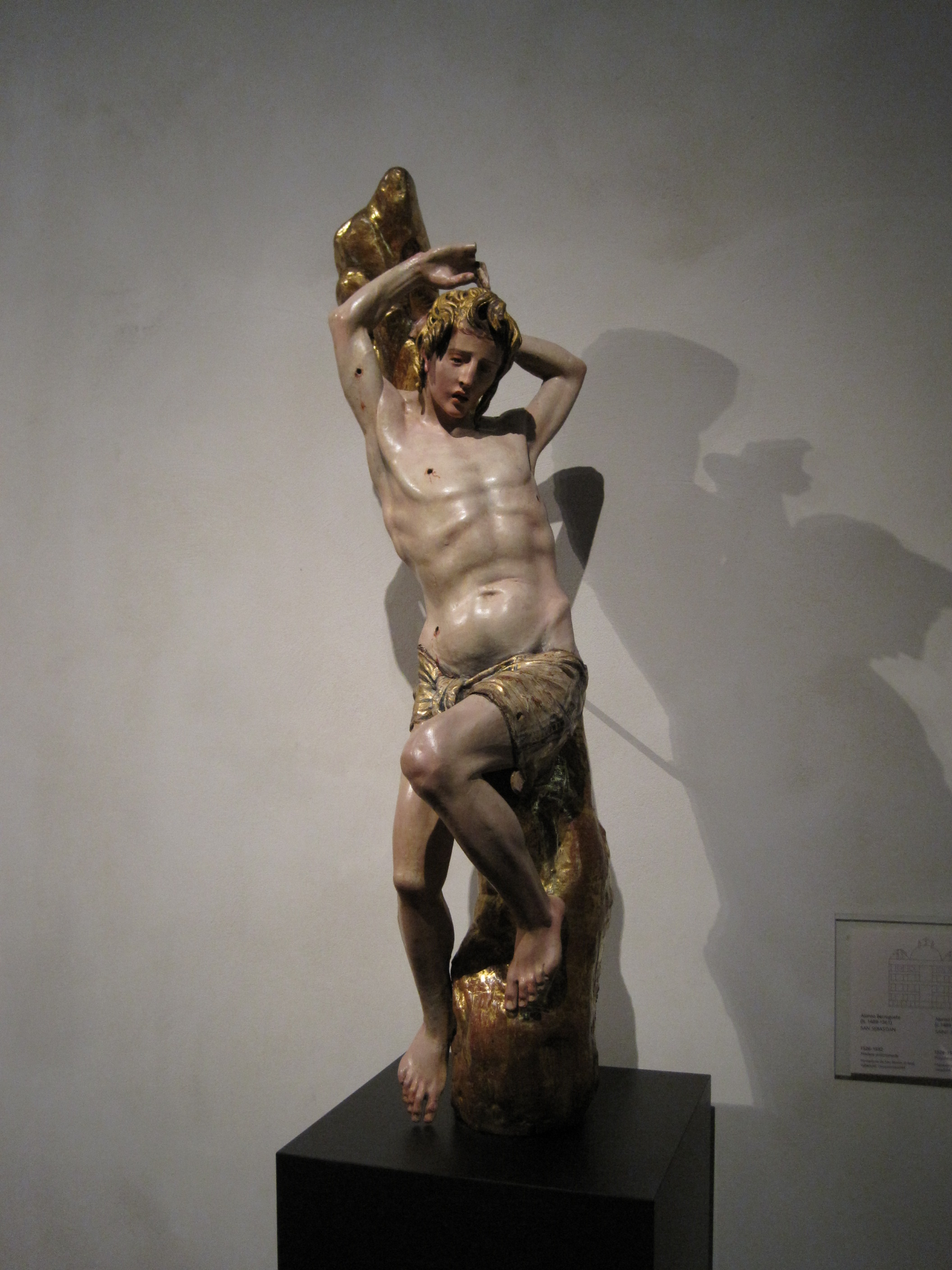
San Sebastián (1526-1532), de Alonso Berruguete, Museo Nacional Colegio de San Gregorio, Valladolid.
La fuente de la juventud (1546), de Lucas Cranach el Viejo, Gemäldegalerie de Berlín.
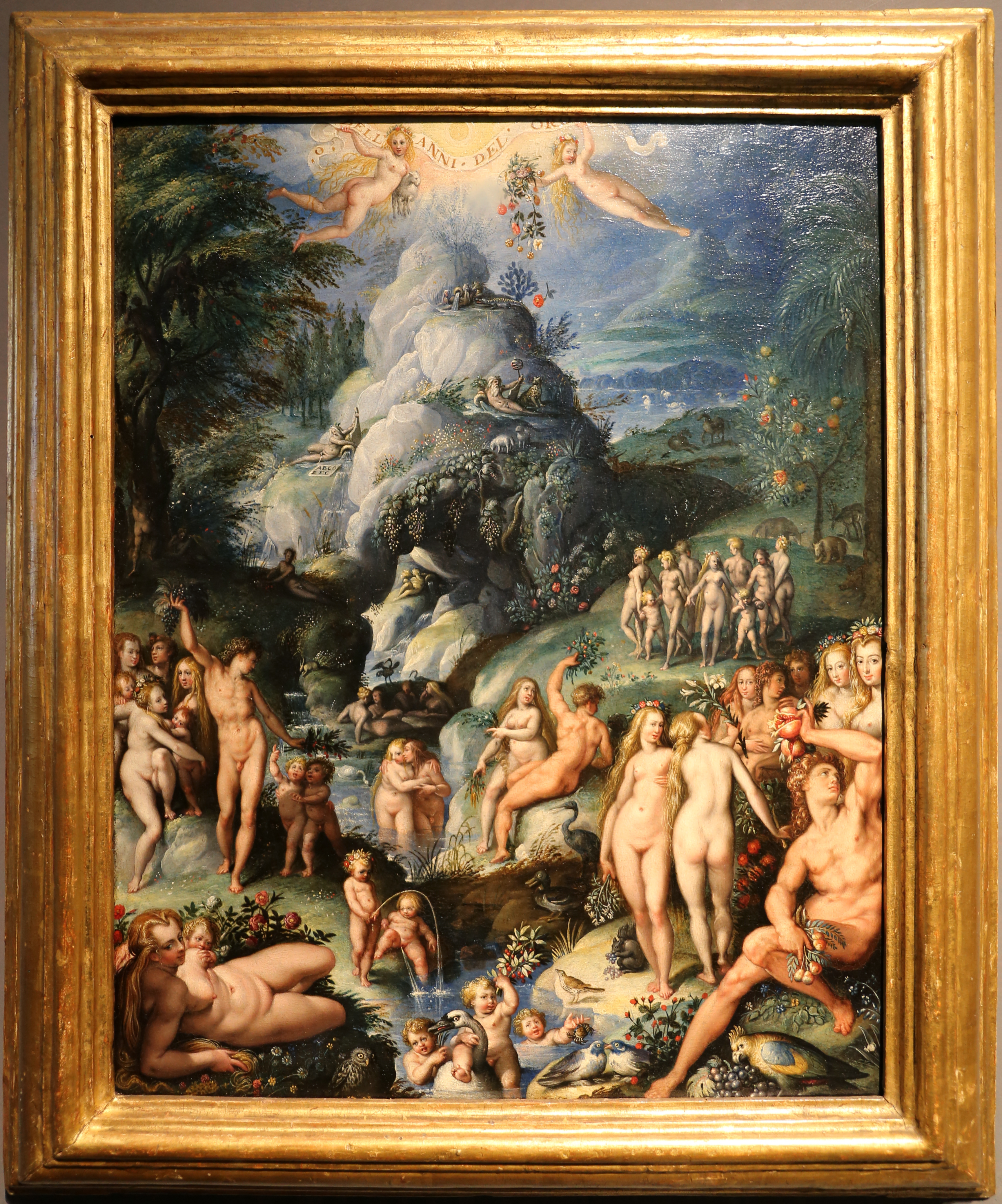
La Edad de Oro (c. 1570), de Jacopo Zucchi, Galería Uffizi, Florencia.
Laocoonte y sus hijos (1610-1614), El Greco, National Gallery of Art, Washington D. C.

### Barroco

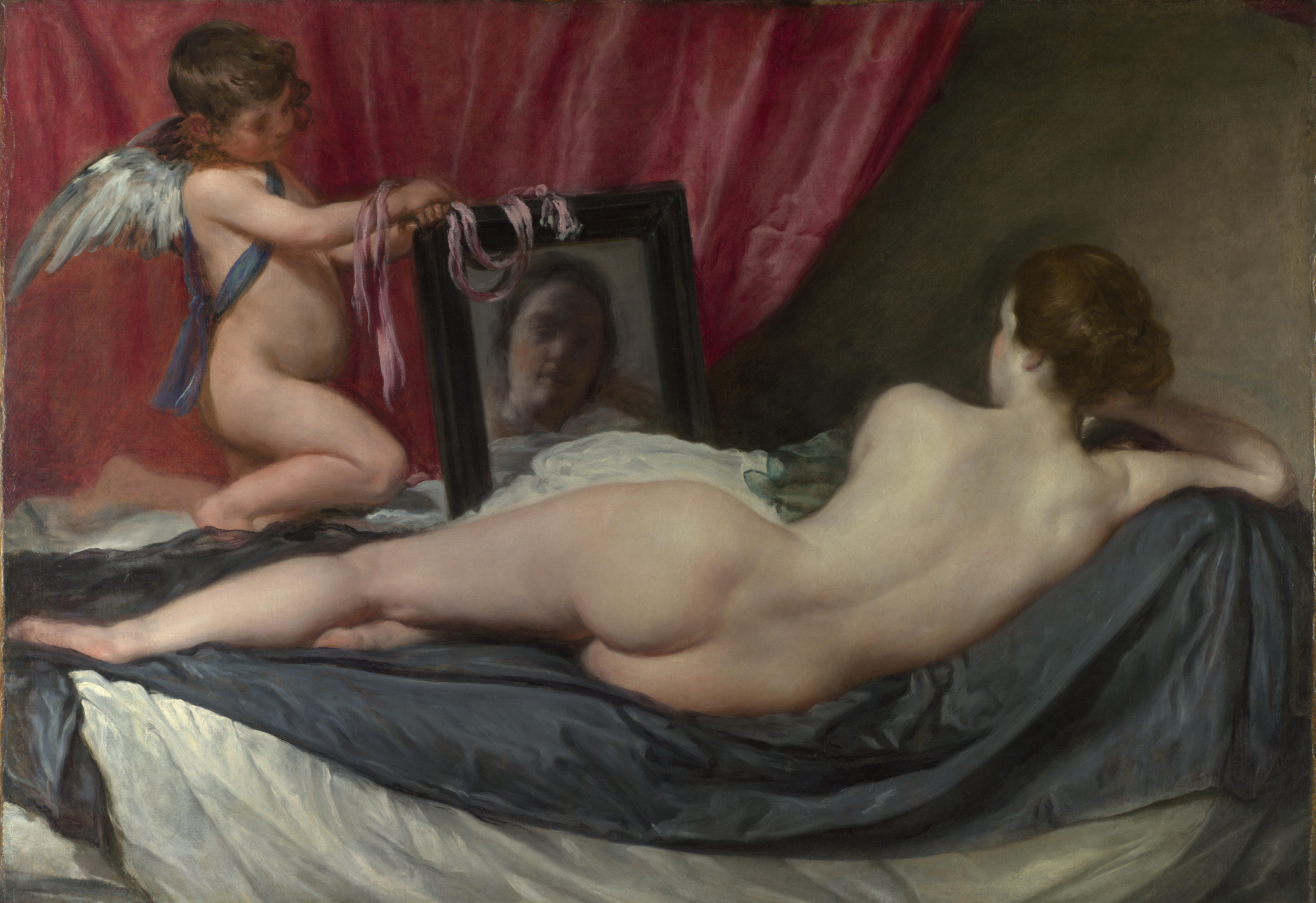
Venus del espejo (1647-1651), de Diego Velázquez, National Gallery, Londres.

El barroco se desarrolló entre el siglo XVII y principios del XVIII. Fue una época de grandes disputas en el terreno político y religioso, surgiendo una división entre los países católicos contrarreformistas, donde se afianzó el estado absolutista, y los países protestantes, de signo más parlamentario. El arte se volvió más refinado y ornamentado, con pervivencia de un cierto racionalismo clasicista, pero con formas más dinámicas y efectistas, con gusto por lo sorprendente y anecdótico, por las ilusiones ópticas y los golpes de efecto.
Durante el barroco siguió predominando el desnudo femenino, como objeto de placer del mecenas aristocrático, que se recreaba en este tipo de composiciones, donde generalmente la mujer tenía un papel subordinado al hombre. Junto a la temática mitológica, comenzó la costumbre de hacer retratos alegóricos donde mujeres desnudas representaban conceptos como la Justicia, la Verdad, la Generosidad, etc. El desnudo barroco acentuó los efectos de torsión y dinamismo presentes en el manierismo y en la obra de Miguel Ángel, del cual tomaron la composición en forma de espiral —que Miguel Ángel introdujo en su Alegoría de la Victoria del Palazzo Vecchio de Florencia, y que permitía una base más sólida para sostener el peso del torso—; así, la «diagonal heroica» clásica pasó a ser la «espiral heroica», la forma en que un movimiento violento y forzado podía expresar de forma verosímil el dramatismo y el efectismo propios del arte barroco.

Las tres Gracias (1636-1639), de Peter Paul Rubens, Museo del Prado, Madrid.

El barroco tuvo como principal heraldo del desnudo a Peter Paul Rubens, cuyas figuras femeninas robustas y de una carnal sensualidad marcaron época en el concepto estético de belleza de su tiempo. Sin embargo, pese a esa exuberancia carnal, la obra de Rubens —autor también de numerosas obras de tema religioso— no deja de tener cierto idealismo, cierto sentimiento de pureza natural que proporciona a sus lienzos una especie de candidez ensoñadora, una visión optimista e integradora de la relación del hombre con la naturaleza. Rubens concedía mucha importancia al diseño de sus figuras, y para ello estudió en profundidad la obra de artistas anteriores, de los que tomó sus mejores recursos, especialmente —en lo concerniente al desnudo— de Miguel Ángel, Tiziano y Marcantonio Raimondi. Fue un maestro en encontrar la tonalidad precisa para las carnaciones de la piel —tan solo igualado por Tiziano y Renoir—, así como sus diferentes texturas y las múltiples variantes de los efectos del brillo y los reflejos de la luz sobre la carne. También se preocupó por el movimiento del cuerpo, y por dar peso y solidez a sus figuras. Sin embargo, no descuidó el aspecto psicológico y la expresión facial, y en los rostros de sus figuras se aprecia una despreocupada felicidad, un cierto orgullo de saberse hermosas, pero sin engreimiento, y una cierta gratitud vital que el mismo artista sentía ante los dones de la vida. Entre sus obras relacionadas con el desnudo merecen destacarse: Muerte de Séneca (1611-1615), Venus, Cupido, Baco y Ceres (1612-1613), Eros y Psique (1612-1615), El tocado de Venus (1615), Daniel y los leones (1615), Perseo y Andrómeda (1622), El desembarco de María de Médicis en el puerto de Marsella (1622-1625), El triunfo de la Verdad (1622-1625), Minerva protege a Pax de Marte (1629), Venus y Adonis (1635), Las tres Gracias (1636-1639, donde están retratadas las dos mujeres de su vida, Isabella Brandt y Hélène Fourment), Rapto de las hijas de Leucipo (1636), El nacimiento de la Vía Láctea (1636-1638), Diana y Calisto (1637-1638), Diana y sus ninfas sorprendidas por sátiros (1639-1640), Juicio de Paris (1639), etc. Autor de más de dos mil cuadros, quizá sea el artista que más desnudos ha representado en la historia.
En cuanto a la temática religiosa, Rubens demostró la misma capacidad sintetizadora que en sus otros desnudos, otorgando a sus figuras una entidad física que potenciaba su aspecto espiritual, como en sus dos obras para la Catedral de Amberes, La Elevación de la Cruz (1611) y El Descendimiento de la Cruz (1613), que nuevamente muestran la influencia miguelangelesca, así como la asimilación del movimiento ondulado del Laocoonte. En estas imágenes tiene un protagonismo esencial el color de la carne, contrastando la palidez mortecina de la figura de Cristo del colorido intenso del resto de las figuras, lo que proporciona mayor efectismo al dramatismo de la escena. Igual efecto figura en la Crucifixión (1620) del Museo Boymans Van Beuningen, donde al diferente cromatismo de las figuras de Cristo y los ladrones se añade el efecto de la luz tormentosa, al tiempo que la diferenciación en las anatomías de las distintas figuras hace resaltar el físico ideal de Jesús frente a la cruda materialidad de los ladrones.
Discípulos de Rubens fueron Anton van Dyck y Jacob Jordaens: el primero, gran retratista, evolucionó a un estilo más personal, de fuerte influencia italiana, como en su Piedad del Prado (1618-1620) y el San Sebastián de la Alte Pinakothek de Múnich, o en Diana y Endimión sorprendidos por un sátiro (1622-1627) y El duque y la duquesa de Buckingham como Venus y Adonis (1620). Jordaens fue más fiel a su maestro —sin llegar a su altura—, como se demuestra en una proliferación de desnudos casi comparable al genio de Amberes: El sátiro y el campesino (no datado), El rapto de Europa (1615-1616), La fecundidad (1623), Pan y Siringa (1625), Apolo y Marsias (1625), Prometeo encadenado (1640), Las hijas de Cécrope hallando a Erictonio (1640), Triunfo de Baco (1645), El reposo de Diana (1645-1655), La Abundancia de la Tierra (1649), etc.

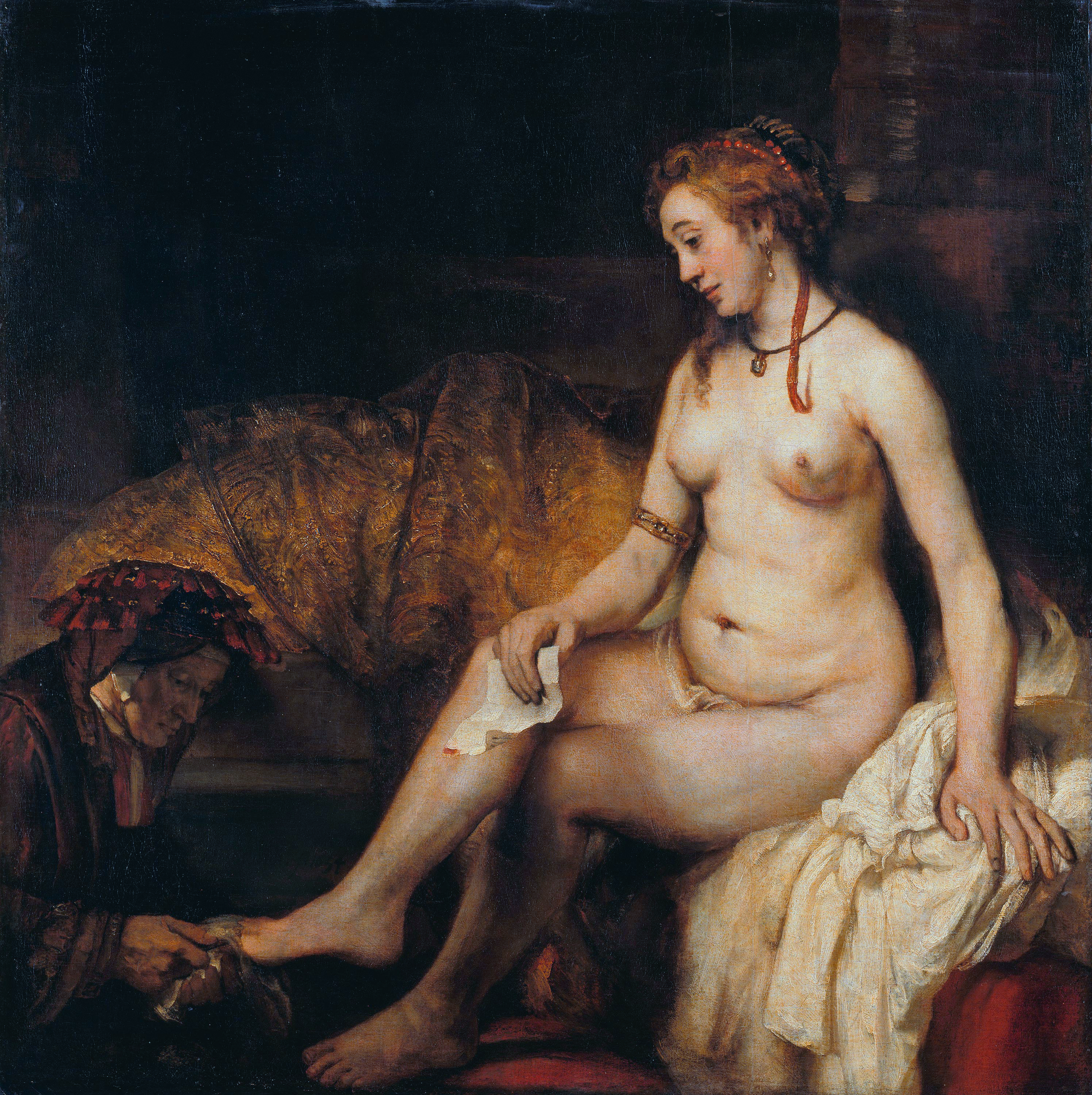
Betsabé en el baño (1654), de Rembrandt, Museo del Louvre, París.

En el lado opuesto al idealismo de Rubens se sitúa la obra de Rembrandt, heredero de las formas redondeadas del desnudo nórdico de origen gótico, con figuras tratadas de forma realista, igual de exuberantes que las de Rubens, pero más mundanas, sin disimular los pliegues de la carne o las arrugas de la piel, con un patetismo que acentúa la cruda materialidad del cuerpo, en su aspecto más humillante y lastimoso. Rembrandt apela a la naturaleza contra las reglas, movido por una desafiante honradez verista, y quizá por un sentimiento de compasión hacia las criaturas menos favorecidas de la sociedad: viejos, prostitutas, borrachos, mendigos, minusválidos. Para él, imbuido de un sentido bíblico del cristianismo, la pobreza y la fealdad eran inherentes a la naturaleza, y merecedoras de atención tanto como la riqueza y la belleza. Este sentido revelador de la imperfección se denota en obras como Diana (1631), Mujer sentada en un montículo (1631), Cleopatra (1637), Vieja lavándose los pies (1658), etc. Tampoco le importó mostrar lo más crudo de la anatomía humana en la Lección de anatomía del Dr. Nicolaes Tulp (1632). Más agradables son Susana y los viejos (1634), Adán y Eva en el Paraíso (1638), Bacante contemplada por un fauno y Dánae recibiendo la lluvia de oro (1636-1647, donde retrató a su mujer, Saskia van Uylenburgh). Un intento de mostrar quizá la belleza sensual fue su Betsabé en el baño (1654), donde representa a su amante, Hendrickje Stoffels, que pese a sus formas redondeadas y generosas, mostradas con honestidad, se consigue transmitir un sentimiento de nobleza, no ideal, pero sí sublime, al tiempo que su expresión meditativa proporciona vida interior a la carnal figura, y le proporciona un aura espiritual, reflejo del concepto cristiano del cuerpo como receptáculo del alma.
En Italia destacó la obra de Gian Lorenzo Bernini, arquitecto y escultor que escenificó el boato de la Roma papal de una forma suntuosa y grandilocuente, y cuyas obras expresan el movimiento dinámico y sinuoso tan propio del barroco, como se denota en sus principales grupos escultóricos: Eneas, Anquises y Ascanio huyendo de Troya (1618-1619), El rapto de Proserpina (1621-1622), David lanzando su honda (1623-1624), Verdad descubierta por el Tiempo (1645-1652) y Apolo y Dafne (1622-1625), donde se manifiesta su maestría para el modelado, el dramatismo de la acción, sus atrevidos escorzos y su sentido decorativo, plasmado a menudo en vestiduras flotantes de frágil equilibrio. Otro gran creador fue Caravaggio, que inició un estilo conocido como naturalismo o caravagismo, basado en la estricta realidad natural y caracterizado por la utilización del claroscuro (tenebrismo) en aras de conseguir efectos dramáticos y sorprendentes gracias a la interacción entre luces y sombras. Artista excéntrico y provocador, entre sus obras destacan: San Juan Bautista (1602), El amor victorioso (1602-1603), Santo Entierro (1602-1604), La flagelación de Cristo (1607), Cristo en la columna (1607), San Jerónimo escribiendo (1608), La resurrección de Lázaro (1609), etc. Seguidores suyos fueron Giovanni Battista Caracciolo (El joven San Juan en el desierto, 1610-1620; Cupido durmiente, 1616; Martirio de San Sebastián, 1625) y Artemisia Gentileschi (Susana y los viejos, 1610; Dánae, 1612; Cleopatra, 1621; José y la mujer de Putifar, 1622; Venus durmiente, 1625-30).
Entre Italia y Francia se originó otra corriente denominada clasicismo, igualmente realista, pero con un concepto de la realidad más intelectual e idealizado, y donde la temática mitológica era evocadora de un mundo de perfección y armonía, parangonable a la Arcadia romana. Se inició en la Escuela Boloñesa, de la mano de Annibale Carracci, cuyo Triunfo de Baco y Ariadna (1597-1602) presenta un cortejo pleno de desnudos, que también abundan en la decoración que el artista efectuó en el Palacio Farnesio de Roma. En Cristo muerto (1583-1585) se inspiró en la obra homónima de Mantegna. Otro miembro de la escuela fue Guido Reni, que realizó numerosas alegorías mitológicas y cuadros de dioses y héroes cuya desnudez resalta su dignidad y magnificencia, como en Hipómenes y Atalanta (1612), Sansón bebiendo de la quijada de un asno (1611-1612) y Rapto de Deyanira (1620-1621). Francesco Albani buscaba en la mitología una temática graciosa y amable hacia la que era inclinado por naturaleza, como en su serie de las Estaciones (1616-1617, que incluye Invierno o El Triunfo de Diana, Otoño o Venus y Adonis, Primavera o Venus en su toilette y Verano o Venus en la fragua de Vulcano), Amores desarmados (1621-1633), Mercurio y Apolo (1623-1625), Diana y Acteón (1625-1630) y Alegoría del Agua (1627). Guido Cagnacci fue uno de los últimos representantes de la escuela, exportando el clasicismo al ámbito germánico: Alegoría de la vida humana, La muerte de Cleopatra (1658), San Jerónimo (1659), María Magdalena inconsciente (1665).

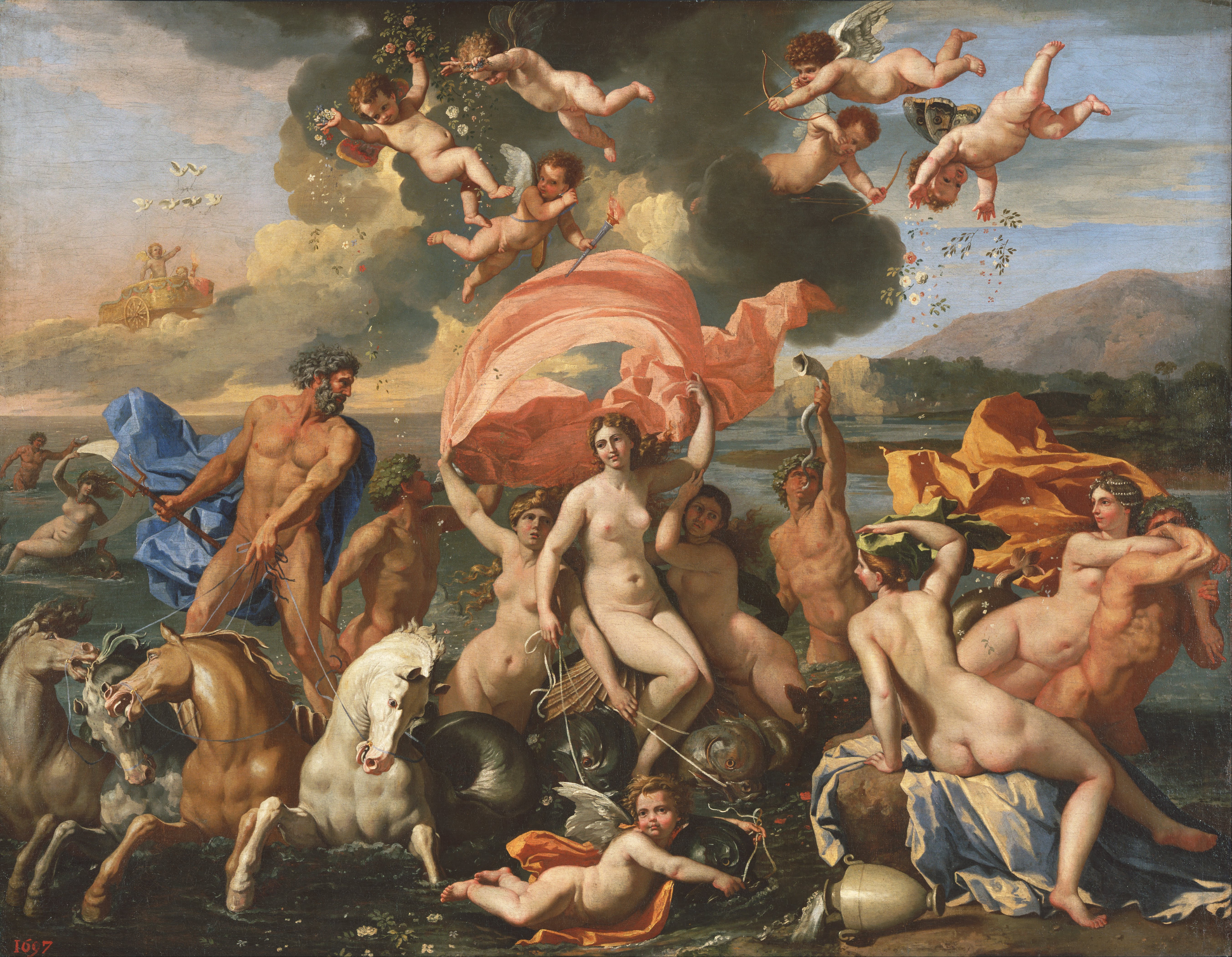
El triunfo de Galatea (1635), de Nicolas Poussin, Philadelphia Museum of Art.

En el ámbito francés destacó Nicolas Poussin, artista de un sereno clasicismo, quizá el inaugurador del desnudo académico, por ser culto e idealizado, basado en la plasmación en imágenes de la cultura erudita que tenía como base temática la mitología y la historia antigua. De influencia rafaelesca, se interesó por la anatomía, elaborando concienzudamente todas sus obras, concebidas tanto en un sentido plástico como intelectual. Estaba interesado por la arqueología, inaugurando junto a Claude Lorrain el llamado «paisaje histórico», donde un marco paisajístico sirve para situar diversas figuras históricas o mitológicas, junto a arquitecturas o ruinas de la antigüedad. Entre sus obras destacan: Apolo y Dafne (1625), Apolo y Baco (1627), Eco y Narciso (1628), El Parnaso (1630), Céfalo y Aurora (1630), Midas ante Baco (1630), El reino de Flora (1631), El triunfo de Galatea (1634), Bacanal (1634-1635), Danza de los israelitas en torno al becerro de oro (1636), Venus y Eneas (1639), etc. Otros artistas de inspiración clasicista fueron: Simon Vouet (Amor y Psique, 1626; Venus durmiente, 1630-1640), Charles Le Brun (Meleagro, 1658; Los trabajos de Hércules, 1658-1661) y Jacques Blanchard (Angélica y Medoro, 1630; Dánae, 1630-1633; Venus y las Tres Gracias sorprendidas por un mortal, 1631-1633).
En el llamado «pleno barroco» (segunda mitad del siglo XVII), de estilo decorativo y recargado, con predilección por los efectos ópticos (trompe-l'oeil) y las escenografías lujosas y exuberantes, numerosos artistas trabajaron en la decoración del Palacio de Versalles, estilo que se expandió por el resto de Francia. El desnudo se desarrolló notablemente en la escultura, llenando plazas y jardines por todo el territorio francés, con artistas como Pierre Puget (Milón de Crotona, 1671-1682; Perseo y Andrómeda, 1685) y François Girardon (Apolo atendido por las ninfas, 1666; El rapto de Proserpina, 1677). También destacó en el terreno de las artes aplicadas, especialmente en el bronce y la porcelana, e incluso tallado y estofado en la ebanistería.

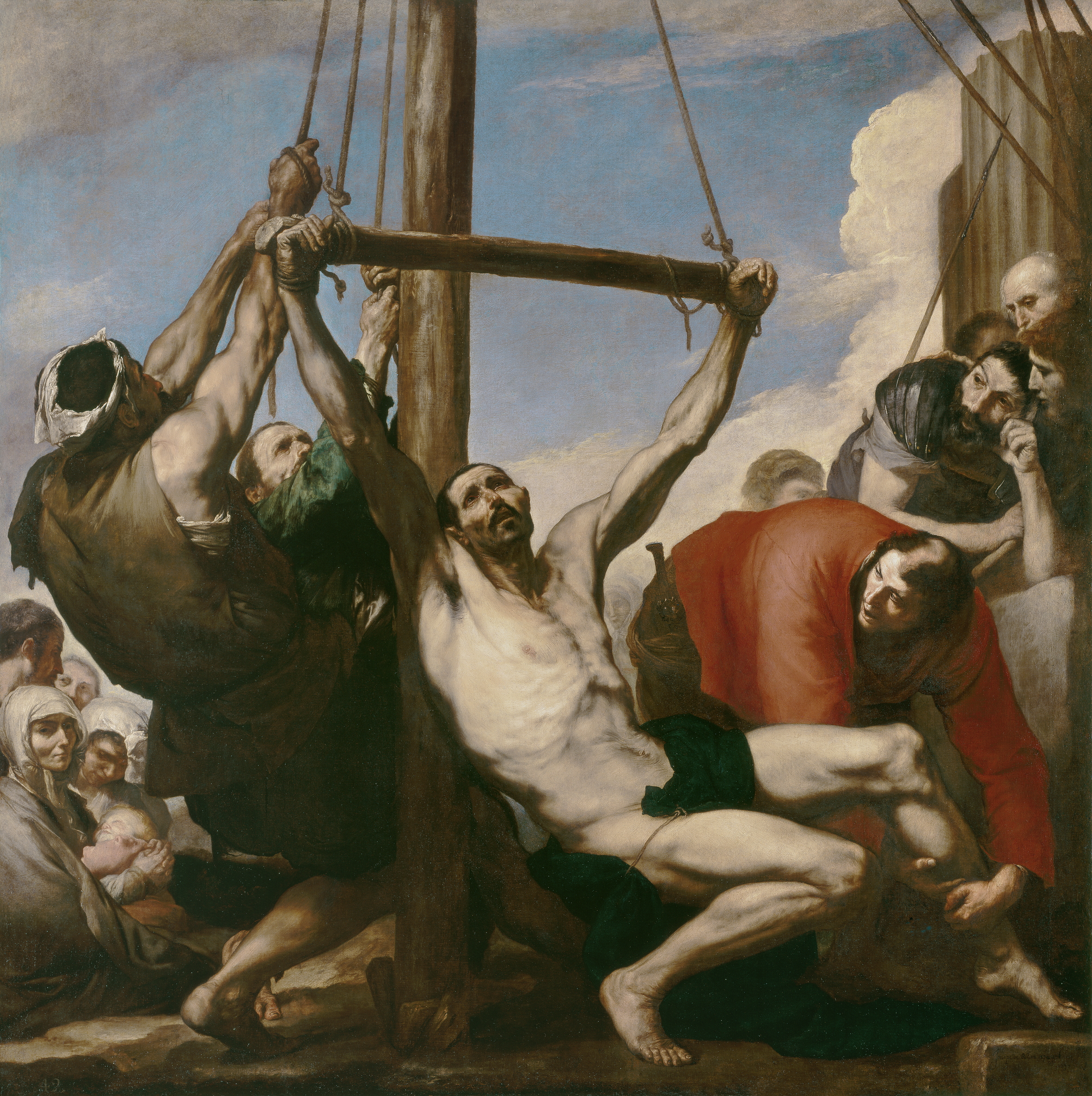
El martirio de san Felipe (1639), de José de Ribera, Museo del Prado, Madrid.

España siguió siendo en esta época un país artísticamente casto y recatado, donde el desnudo se veía con ojos pudorosos. Así, un artista como Bartolomé Esteban Murillo solo muestra figuras desnudas en las formas infantiles que pueblan sus escenas de la Virgen, con sus niños Jesús y sus putti, sus angelotes que juegan y vuelan por doquier en el espacio sagrado de sus obras. Sin embargo, en esta época comienza un cierto aperturismo, y un hombre de Iglesia como fray Juan Ricci justifica en el Tratado de la Pintura sabia la figura humana desnuda, de la que realiza un pormenorizado estudio anatómico, acompañado de numerosas ilustraciones de su puño y letra. También cabe destacar que los monarcas hispánicos fueron grandes coleccionistas de desnudos, desde Carlos I hasta Felipe IV, y a tal fin estaba destinada la Torre Dorada del Alcázar de Madrid, en su día un auténtico museo del desnudo.
El desnudo en España continuó siendo predominantemente de tema religioso, como se percibe en la obra de Francisco Ribalta, José de Ribera, Francisco Zurbarán, Gregorio Fernández y Pedro de Mena. Alguna excepción la vemos en Ribera —quizá por su estancia en Italia—, como su Sileno borracho (1626), su Marsias y Apolo (1637) o sus imágenes de Ixión (1632) y Prometeo (1630), o en el Descenso al Limbo (1646-1652) de Alonso Cano. También Zurbarán realizó algunos cuadros sobre Hércules para la Torre de la Parada, por encargo de Velázquez.
Pero sin duda el gran genio del barroco español fue Diego Velázquez, pintor de cámara de Felipe IV, cuya magnífica producción es uno de los hitos de la historia del arte. Velázquez gozó de una gran libertad en su trabajo, sin duda por su puesto como pintor real, por lo que pudo efectuar más desnudos que cualquier otro artista español de su tiempo. Aun así, se vio constreñido por la censura clerical, por lo que tuvo que cambiar el sentido iconográfico de algunas de sus obras, que pasaron de desnudos mitológicos a escenas de género o costumbristas: así, la que habría sido una bacanal de tema dionisíaco pasó a ser Los borrachos (1628-1629), y el adulterio de Marte y Venus se convirtió en La fragua de Vulcano (1630). Tuvo menos problemas —lógicamente— en sus representaciones religiosas, como su Cristo crucificado (1639), o en Cristo atado a la columna (1632) y La túnica de José (1630), donde el desnudo tiene un claro componente clasicista, casi académico, proveniente de su formación italiana —hecho que se demuestra en la concepción anatómica de ciertas figuras, aunque luego aparezcan vestidas, como es el caso de Las Hilanderas (1657), donde se denota el influjo miguelangelesco de la Capilla Sixtina—.
Sin embargo, el pintor sevillano pudo explayarse con la Venus del espejo (1647-1651), uno de los desnudos más magníficos y afamados de la historia. Se trata de un desnudo de gran originalidad, sobre todo por estar presentado de espaldas, hecho no muy habitual en la época, y en cuya concepción quizá se denota la influencia del Hermafrodita Borghese, que Velázquez seguramente conoció en Italia. Por otro lado, la actitud de Venus, que se mira en el espejo, probablemente representa una alegoría de la vanidad. El genial pintor realizó otros desnudos —hoy perdidos—, como un Cupido y Psique y una Venus y Adonis que pertenecían a Felipe IV, un desnudo de mujer propiedad de Domingo Guerra Coronel y una Venus recostada que estaba en posesión del propio pintor a su muerte.
|                                                                    |
| San Juan Bautista (1602), de Caravaggio, Museos Capitolinos, Roma. |

|                                                                                             |
| Susana y los viejos (1610), de Artemisia Gentileschi, Castillo Weissenstein, Pommersfelden. |

|                                                                      |
| Hipómenes y Atalanta (1612), de Guido Reni, Museo del Prado, Madrid. |

| |
| Cristo yacente (1634), de Gregorio Fernández, Museo del Real Monasterio de San Joaquín y Santa Ana, Valladolid. |

|                                                                        |
| Descanso de Marte (1640), de Diego Velázquez, Museo del Prado, Madrid. |

### Rococó

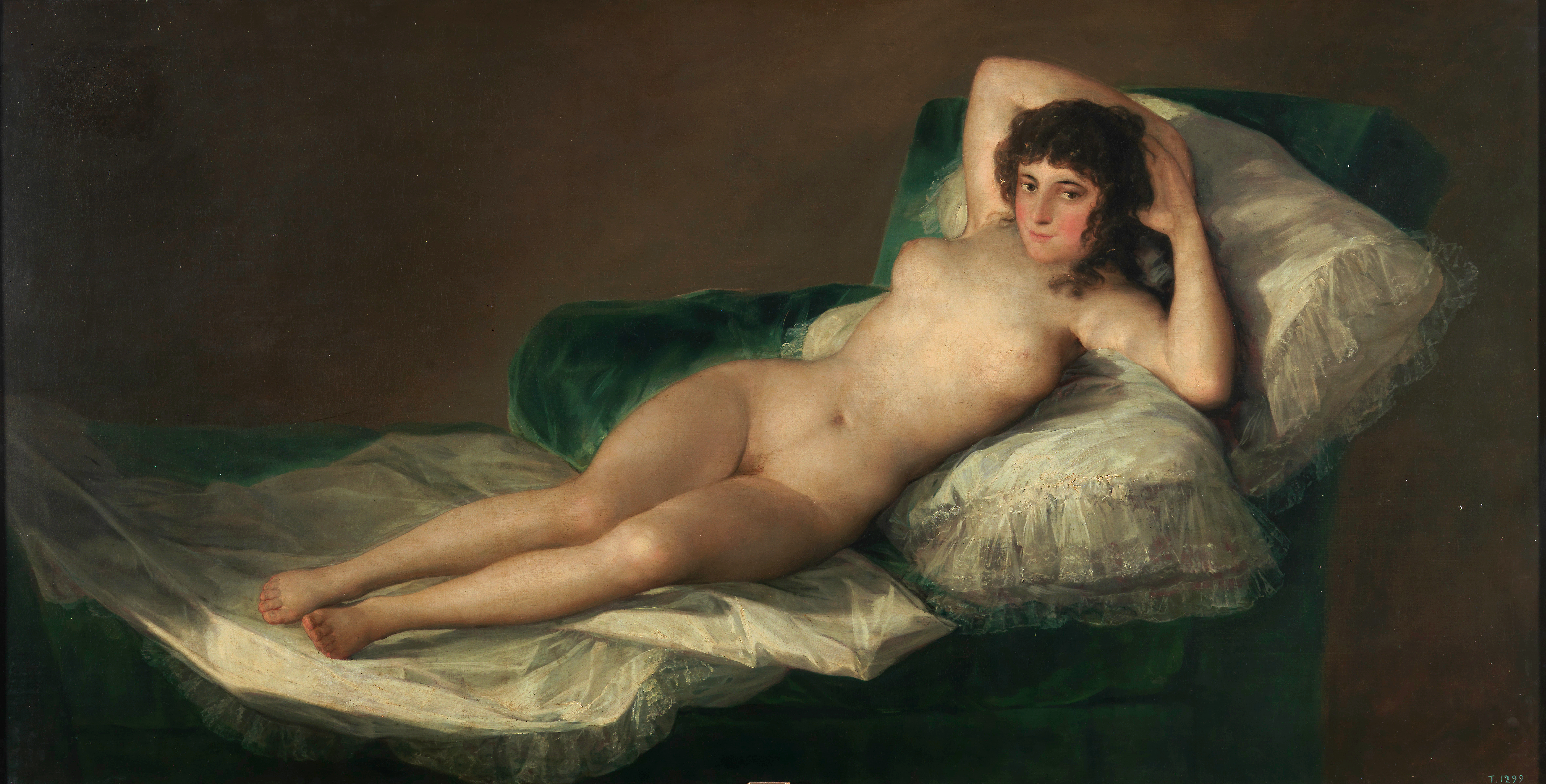
La maja desnuda (1797-1800), de Francisco de Goya, Museo del Prado, Madrid.

Desarrollado en el siglo XVIII —en convivencia a principios de siglo con el barroco, y a finales con el neoclasicismo—, supuso la pervivencia de las principales manifestaciones artísticas del barroco, con un sentido más enfatizado de la decoración y el gusto ornamental, que son llevados a un paroxismo de riqueza, sofisticación y elegancia. El progresivo auge social de la burguesía y los adelantos científicos, así como el ambiente cultural de la Ilustración, conllevaron el abandono de los temas religiosos a favor de nuevas temáticas y actitudes más mundanas, destacando el lujo y la ostentación como nuevos factores de prestigio social.
El desnudo en esta época fue heredero de Rubens —del que cogieron sobre todo el color y la textura de la piel—, y tenía unas mayores connotaciones eróticas, de un erotismo refinado y cortesano, sutil y evocador, pero no exento de provocación y de un cierto carácter irreverente, abandonando ya cualquier atisbo de idealización clasicista y asumiendo el carácter mundano del género. En Francia, donde se desarrolló más plenamente, pervive en sus figuras un aire gótico que no había abandonado del todo el arte francés durante el Renacimiento, y que se trasluce en figuras alargadas, de pechos pequeños y estómagos prominentes. A mediados de siglo se impuso más el tipo de figura menuda, delgada (la petite), como se percibe en la obra pictórica de Boucher (El baño de Diana) o escultórica de Clodion (Ninfa y sátiro, Muchacha jugando con un perro). También se empezó a representar el desnudo de espaldas, hasta entonces considerado más lascivo y poco representado, excepto en contadas ocasiones, como la famosa Venus del espejo de Velázquez, teniendo ejemplos como El juicio de Paris de Watteau o la Joven recostada de Boucher.
Jean-Antoine Watteau fue uno de los iniciadores del estilo, con sus escenas de fiestas galantes y bucólicos paisajes plenos de personajes míticos o, cuando no, personas anónimas que disfrutan de la vida. Influido por Rubens y la escuela veneciana, su paleta era de vivos colores, con un estilo nervioso, de rápidas pinceladas, expresivas y vibrantes. Sus desnudos son escasos, pero suponen auténticas obras maestras, elaboradas con esmero y con gran elegancia: además de El juicio de Paris (1718-1721) conviene recordar La ninfa de la fuente (1708), El amor desarmado (1715), Júpiter y Antíope (1715-1716), Diana en el baño (1715-1716) y Primavera (1716). Seguidores de Watteau fueron varios artistas que siguieron el estilo galante del maestro: François Lemoyne (Hércules y Onfalia, 1724), Charles-Joseph Natoire (Psique en su toilette, 1735) y Jean-François de Troy (El baño de Diana y sus ninfas, 1722-1724; Susana y los viejos, 1727).

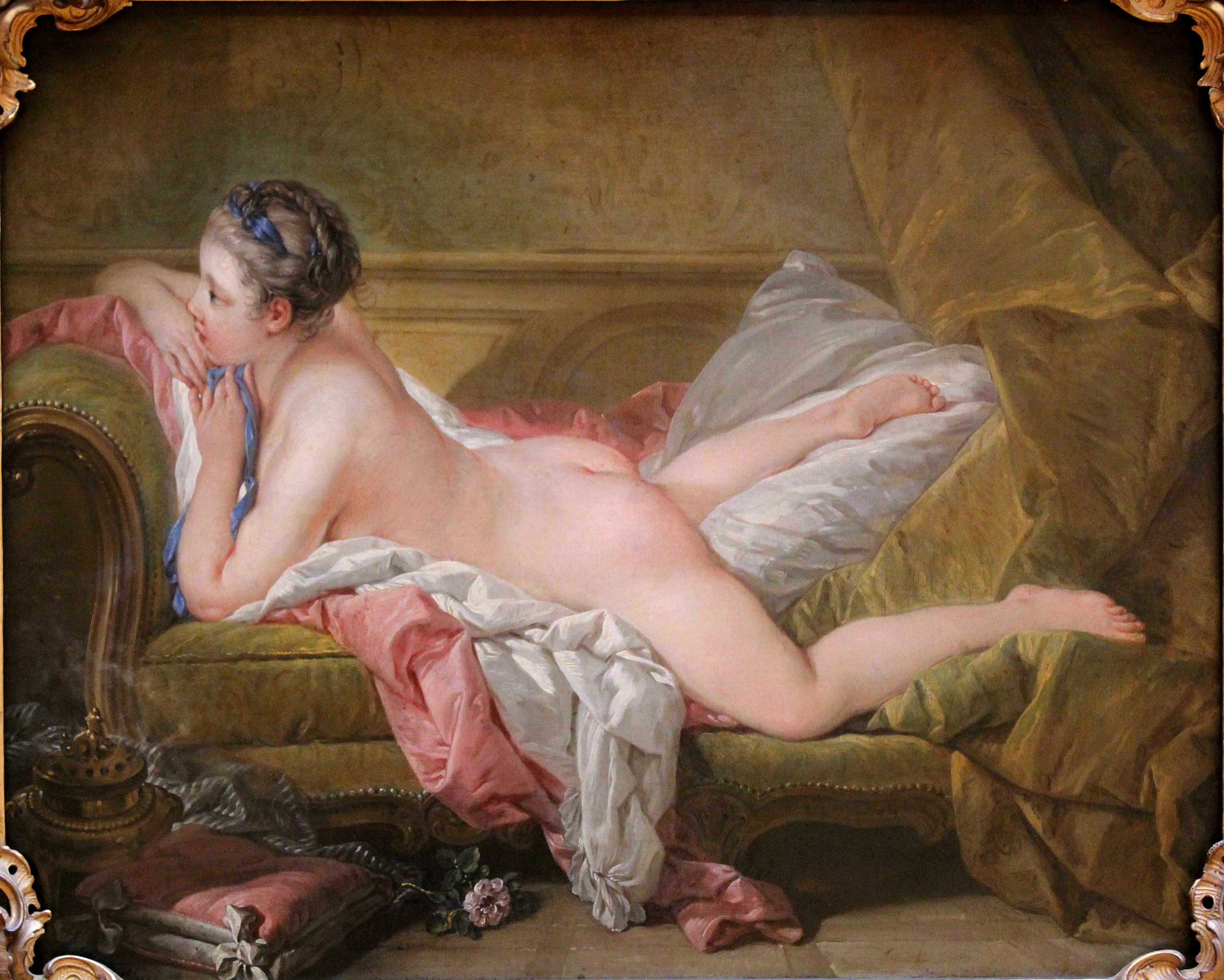
Joven recostada (retrato de Mademoiselle Marie-Louise O'Murphy) (1751), de François Boucher, Alte Pinakothek, Múnich.

François Boucher dominaba a la perfección la perspectiva, aprendida de los maestros barrocos, así como recreó con maestría el colorido de Rubens y Correggio, en obras que tocaban todos los géneros, desde la historia y el retrato hasta el paisaje y los cuadros de género. Sus imágenes tienen un aire bucólico y pastoral, inspiradas a menudo en la mitología ovidiana, con un sentido galante y cortesano que lo convirtió en pintor de moda, académico y primer pintor del rey. Entre sus obras, además de la Joven recostada (retrato de Marie-Louise O'Murphy, amante de Luis XV, y la menor de cinco hermanas a todas las cuales pintó Boucher), destacan: El Nacimiento de Venus (1740), Leda y el cisne (1742), Diana saliendo del baño (1742), La toilette de Venus (1751), etc.
Discípulo suyo fue Jean-Honoré Fragonard, que continuó el estilo cortesano donde el amor galante despliega todos sus encantos, con un fino erotismo de corte grácil y elegante. Fue protegido de Madame du Barry, para quien realizó el ciclo de Los progresos del Amor en el corazón de las jóvenes (1771-1773), compuesto de cinco panneaux de grandes dimensiones: La cita, La persecución, Las cartas amorosas, El amante satisfecho y El abandono. Otras obras suyas son: El nacimiento de Venus (1753-1755), El camisón arrebatado (1761-1765), Las bañistas (1765), Muchacha y perro (La gimblette) (1768), La fuente del Amor (1785), y Las dos amigas, de tema lésbico, más marcadamente erótico.
En el campo de la escultura también se realizaron notables desnudos, en los que se conjuga el tono pícaro y galante del rococó con un cierto aire clasicista —heredero de la estatuaria francesa del siglo XVII— y el interés por el retrato. Algunos de los mejores exponentes son: Jean-Baptiste Lemoyne (Ninfa saliendo del baño), Edmé Bouchardon (Cupido fabricando su arco con la maza de Hércules, 1750), Jean-Baptiste Pigalle (Mercurio atándose las sandalias, 1744; Venus, 1748; Voltaire, 1770-1776), Étienne-Maurice Falconet (Milón de Crotona, 1754; Madame de Pompadour como Venus, 1757; Pigmalión y Galatea, 1763), Jean-Antoine Houdon (Morfeo, 1770; Diana cazadora, 1776; Alegoría del invierno, 1783), Augustin Pajou (La abandonada Psique, 1790) y Clodion (El río Rhin separando las aguas, 1765; Triunfo de Galatea, 1779).

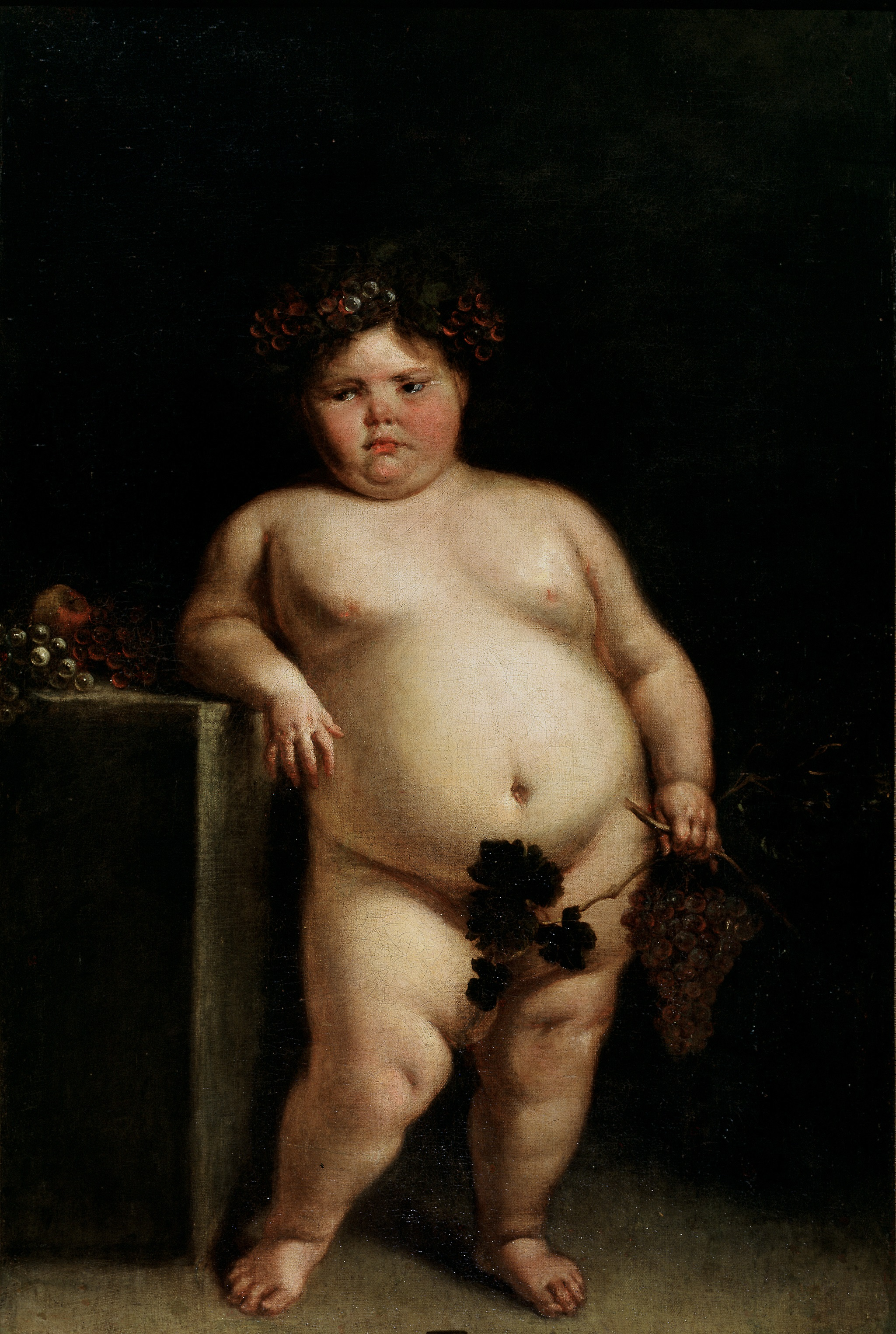
La monstrua desnuda (1680), de Juan Carreño de Miranda, Museo del Prado, Madrid.

Fuera de Francia, en muchos lugares de Europa pervivió hasta mediados del siglo XVIII el barroco, sustituido o entremezclado por la creciente exuberancia del rococó. Un claro ejemplo de pervivencia del barroco es La monstrua desnuda (1680), de Juan Carreño de Miranda. Giambattista Tiepolo fue seguidor de la escuela veneciana, con su rico colorido, cielos claros, paisajes diáfanos, arquitecturas majestuosas, y un cierto aire escenográfico que otorga a su obra una gran fastuosidad y magnificencia. En sus obras abundan las alegorías y los temas históricos y mitológicos, repletos de dioses y héroes desnudos, como Diana descubre el embarazo de Calisto (1720-1722). Corrado Giaquinto, pese a ser un pintor preferentemente religioso, también realizó alegorías y cuadros mitológicos con figuras desnudas, como la Paz, la Justicia y Hércules. En España realizó la decoración del techo del Salón de las Columnas del Palacio de Oriente, con múltiples figuras de dioses desnudos (Apolo, Baco, Venus, Diana). El alemán Anton Raphael Mengs apunta ya al neoclasicismo, tratando de sintetizar el dibujo de Miguel Ángel con el colorido de Rafael y el claroscuro de Correggio, siempre con el culto a la Antigüedad como telón de fondo. Establecido en España, como director de la Real Academia de Bellas Artes de San Fernando preconizó el estudio del natural para la representación del desnudo. En su decoración de la Sala Gasparini del Palacio Real de Madrid (1765-1769) desplegó un auténtico Olimpo de dioses y héroes clásicos, como las escenas de Hércules conducido ante Júpiter, Triunfo de Trajano, Júpiter, Venus y las Gracias, La Aurora, etc. En Alemania destacaron igualmente los escultores Georg Raphael Donner (Atalanta) y Franz Ignaz Günther (Cronos, 1765-1770).

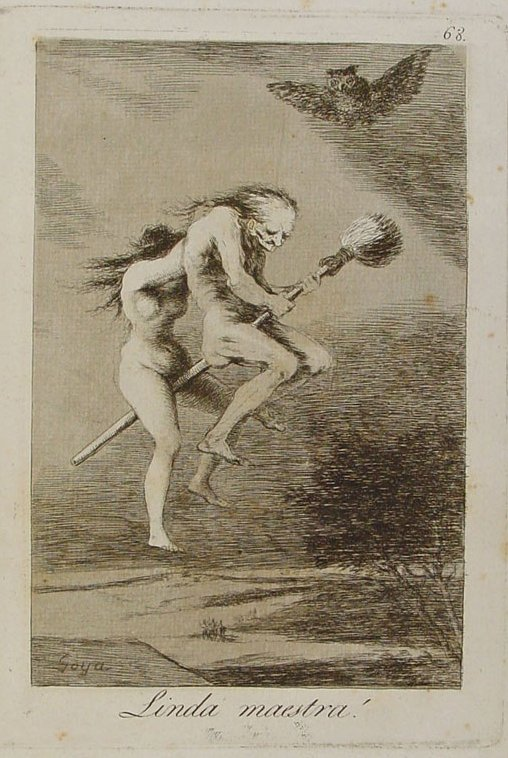
Linda maestra (1799), Capricho n.º 68, de Francisco de Goya.

Un artista de difícil clasificación fue Francisco de Goya, genio insuperable que evolucionó desde el rococó hasta un expresionismo de espíritu romántico, pero con una personalidad que confiere a su obra un carácter único, sin parangón en la historia del arte. Su obra maestra en el género del desnudo es La maja desnuda (1797-1800), que pintó en paralelo a La maja vestida (1802-1805), y que es uno de los primeros desnudos donde se aprecia con nitidez el vello púbico. Es uno de los primeros casos de desnudo no justificado por ningún tema histórico, mitológico o religioso, simplemente una mujer desnuda, anónima, a la que vemos en su intimidad, con un cierto aire de voyeurismo. Es una desnudez orgullosa, casi desafiante, la maja nos mira directamente, con aire pícaro, juguetón, ofreciendo la belleza sinuosa de su cuerpo para deleite del espectador. Otros desnudos del genio aragonés en sus primeros tiempos son: Piedad (1774), Cristo crucificado (1780), Psique y Cupido (1798-1805) y Bandido desnudando a una mujer (1798-1800). Posteriormente, debido a su sordera, a las desgracias personales, el hastío por la vida cortesana, el horror ante la guerra, el exilio, la soledad, la vejez, y demás factores, fueron influyendo en su personalidad y en su obra, que se vuelve más expresiva, más introspectiva, con una fuerte vena satírica y una estética más fealista, destacando los rasgos más duros y cruentos tanto de las personas como del mundo que le rodea. En esta época, sus desnudos tienen un carácter más dramático, patético a veces, con cuerpos deformados, rugosos, como en La cocina de las brujas (1797-1798), La degollación (1800-1805), Casa de locos (1812-1819), La hoguera (1812-1813) o el atroz Saturno devorando a un hijo (1819-1823). Se dedica más entonces al grabado, medio que le permite plasmar de forma ideal su atormentado interior: en series como Los desastres de la guerra (1810-1815) aparecen diversos desnudos —aunque generalmente de cadáveres—, como en Se aprovechan, Esto es peor y ¡Gran hazaña!, ¡Con muertos!; o en Los caprichos (1799), donde desnuda a brujas y otros seres similares, como en ¡Miren qué graves!, Se repulen, ¡Quién lo creyera!, Sopla, Aguarda que te unten, Si amanece, nos vamos, Linda maestra, Allá va eso, ¿Dónde va mamá?, etc.
|                                                          |
| La primavera (1716), de Jean-Antoine Watteau, destruido. |

|                                                                               |
| Diana saliendo del baño (1742), de François Boucher, Museo del Louvre, París. |

|                                                                         |
| Las bañistas (1765), de Jean-Honoré Fragonard, Museo del Louvre, París. |

|                                                                                    |
| Perseo y Andrómeda (1773-1776), de Anton Raphael Mengs, Ermitage, San Petersburgo. |

|                                                                     |
| Voltaire (1776), de Jean-Baptiste Pigalle, Museo del Louvre, París. |

### Neoclasicismo

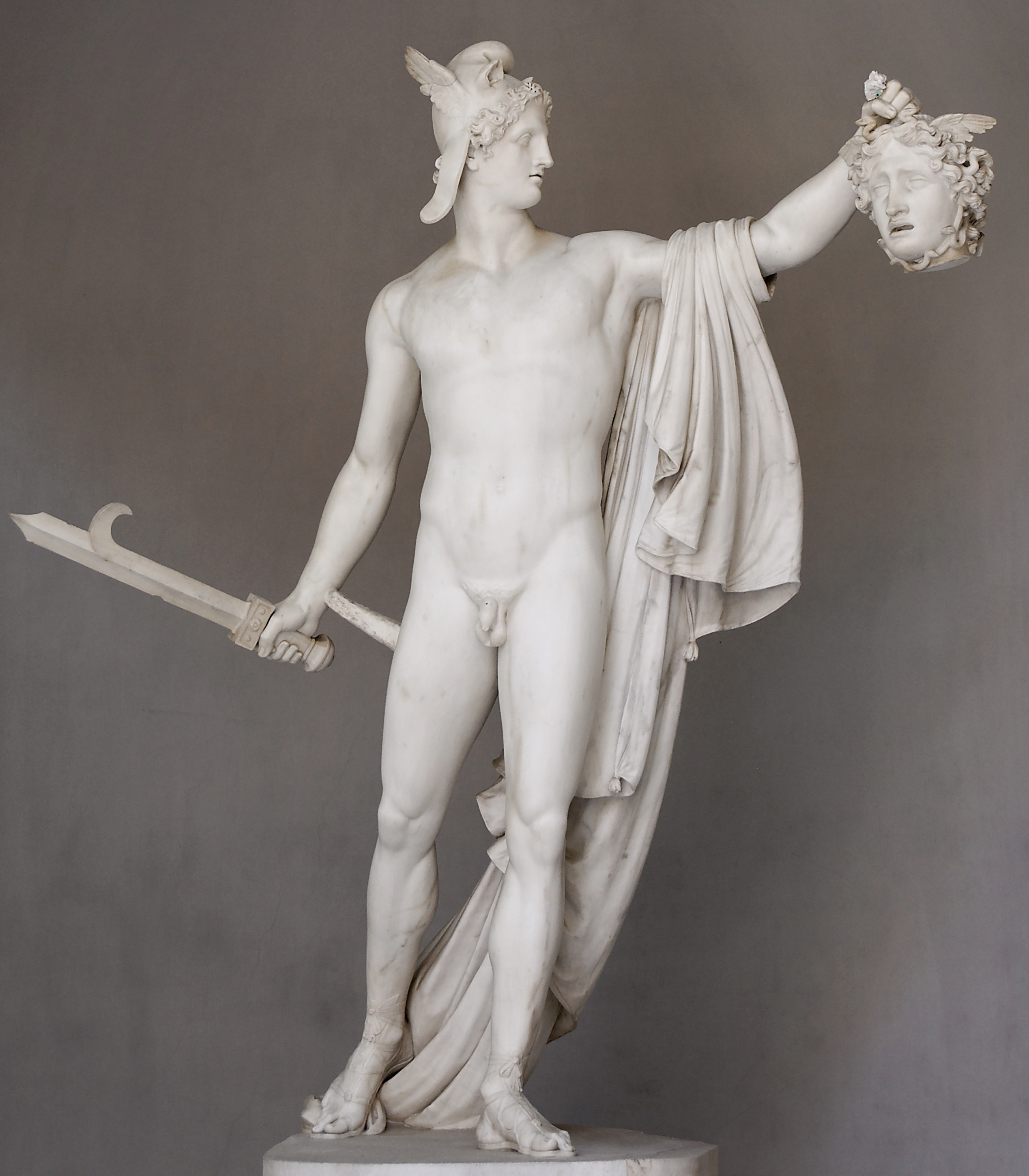
Perseo con la cabeza de Medusa (1800), de Antonio Canova, Museos Vaticanos.

El auge de la burguesía tras la Revolución Francesa favoreció el resurgimiento de las formas clásicas, más puras y austeras, en contraposición a los excesos ornamentales del barroco y rococó, identificados con la aristocracia. A este ambiente de valoración del legado clásico grecorromano influyó el hallazgo arqueológico de Pompeya y Herculano, junto a la difusión de un ideario de perfección de las formas clásicas efectuado por Johann Joachim Winckelmann, quien postuló que en la Antigua Grecia se dio la belleza perfecta, generando un mito sobre la perfección de la belleza clásica que aún condiciona la percepción del arte hoy día.
El desnudo neoclásico recuperó las formas de la antigüedad grecorromana, pero desprovistas de su espíritu, de su carácter ideal, de su ethos ejemplarizante, para recrearse únicamente en la forma pura, desprendida de vida, por lo que en última instancia resultó un arte frío y desapasionado, que se prolongaría en el academicismo con un sentido de recurrencia casi repetitiva, en que el estudio de los clásicos impedía la propia expresión personal del artista, hecho que fue combatido por el espíritu vanguardista del arte desde el impresionismo, el primer movimiento rupturista. En los artistas de esta época —como Girodet y Prud'hon— se percibe una curiosa mezcolanza entre el clasicismo y un cierto aire manierista —especialmente por influencia de Correggio—, que produjo obras que, si bien querían resucitar el antiguo clasicismo, resultaban descontextualizadas y atemporales.
Jacques-Louis David fue el principal factótum del neoclasicismo, con un estilo aparentemente académico, pero apasionado y brillante, con una sobriedad intelectual que no impide una ejecución bella y colorista. Político además de pintor, su defensa del neoclasicismo lo convirtió en la corriente estética de la Francia revolucionaria y napoleónica. Entre 1775 y 1780 vivió en Roma, donde se inspiró en la estatuaria antigua, Rafael y Poussin, que le llevaron al clasicismo, con un estilo severo y equilibrado de gran pureza técnica. Entre sus obras destacan: Los amores de Paris y Helena (1788), La muerte de Marat (1793), Las sabinas interponiéndose entre romanos y sabinos (1799), Leónidas en las Termópilas (1814), Cupido y Psique (1817), Marte desarmado por Venus y las Gracias (1824), etc.

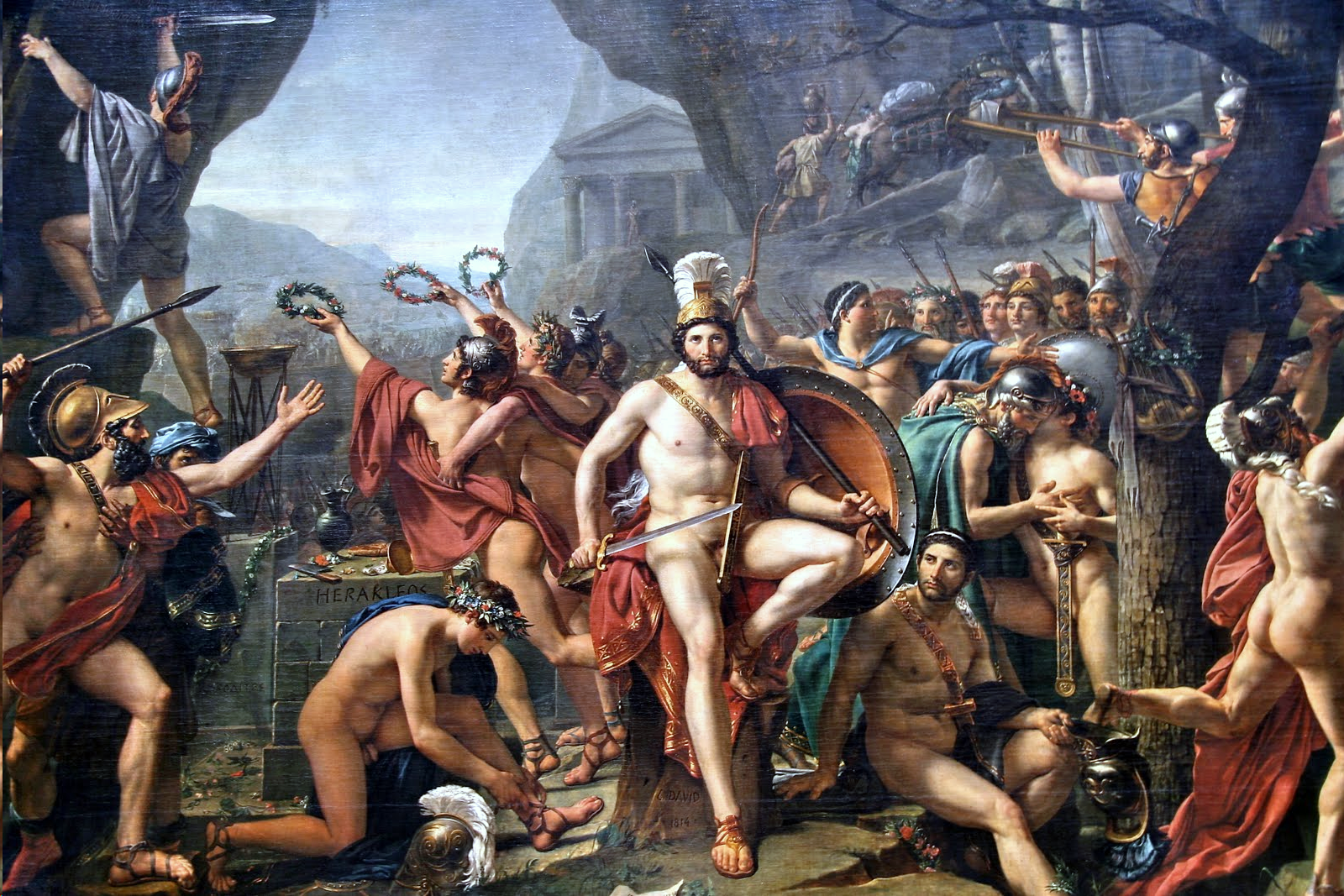
Leónidas en las Termópilas (1814), de Jacques-Louis David, Museo del Louvre, París.

Los discípulos y seguidores de David siguieron su ideal clásico, pero alejándose de su rigurosa severidad y derivando hacia un cierto manierismo sensualista, con una gracia erótica que Max Friedländer denominó volupté décente («voluptuosidad decente»). François Gérard buscaba la perfección de la belleza ideal, a través de la suavidad del color y la textura cerúlea de la piel, con unos cuerpos marmóreos, pero suaves, de una dulzura almibarada. Su obra más famosa es Eros y Psique (1798), que pese a su factura academicista su riqueza cromática le otorga una emoción de refinada evocación lírica. Pierre-Narcisse Guérin también cultivó un erotismo refinado, con influencia de Correggio, como en Aurora y Céfalo (1810) e Iris y Morfeo (1811). Jean-Baptiste Regnault cultivó una línea clasicista cercana a la Escuela Boloñesa: El genio de Francia entre la libertad y la muerte (1795), donde el genio recuerda al Mercurio de las Estancias Vaticanas de Rafael. Otros discípulos de David fueron Jean Broc (La muerte de Jacinto, 1801) y Jean-Louis-Cesar Lair (El suplicio de Prometeo, 1819). En cambio, Anne-Louis Girodet de Roussy-Trioson rompió con el clasicismo moral de David, especialmente con su principal obra, El sueño de Endimión (1791), con unos cuerpos alargados y nacarados, de cierta ambigüedad sexual, en un ambiente algo vaporoso que recuerda al manierismo italiano y preludia el art pompier. Otras obras suyas fueron: Mademoiselle Lange como Venus (1798) y Mademoiselle Lange como Dánae (1799). Pierre-Paul Prud'hon estuvo a caballo entre el rococó y el neoclasicismo —David lo llamó despectivamente «el Boucher de su tiempo»—, y aún hay quien lo califica de romántico. Se formó en Roma, donde recibió la influencia de Leonardo y Correggio, que junto al arte clásico fueron las bases de su estilo y le confirieron una personalidad propia, por lo que en realidad es un pintor difícil de clasificar. Entre sus obras conviene recordar La Justicia y la Venganza Divina persiguiendo al Crimen (1808), Rapto de Psique por Céfiro (1800) y Venus y Adonis (1810).

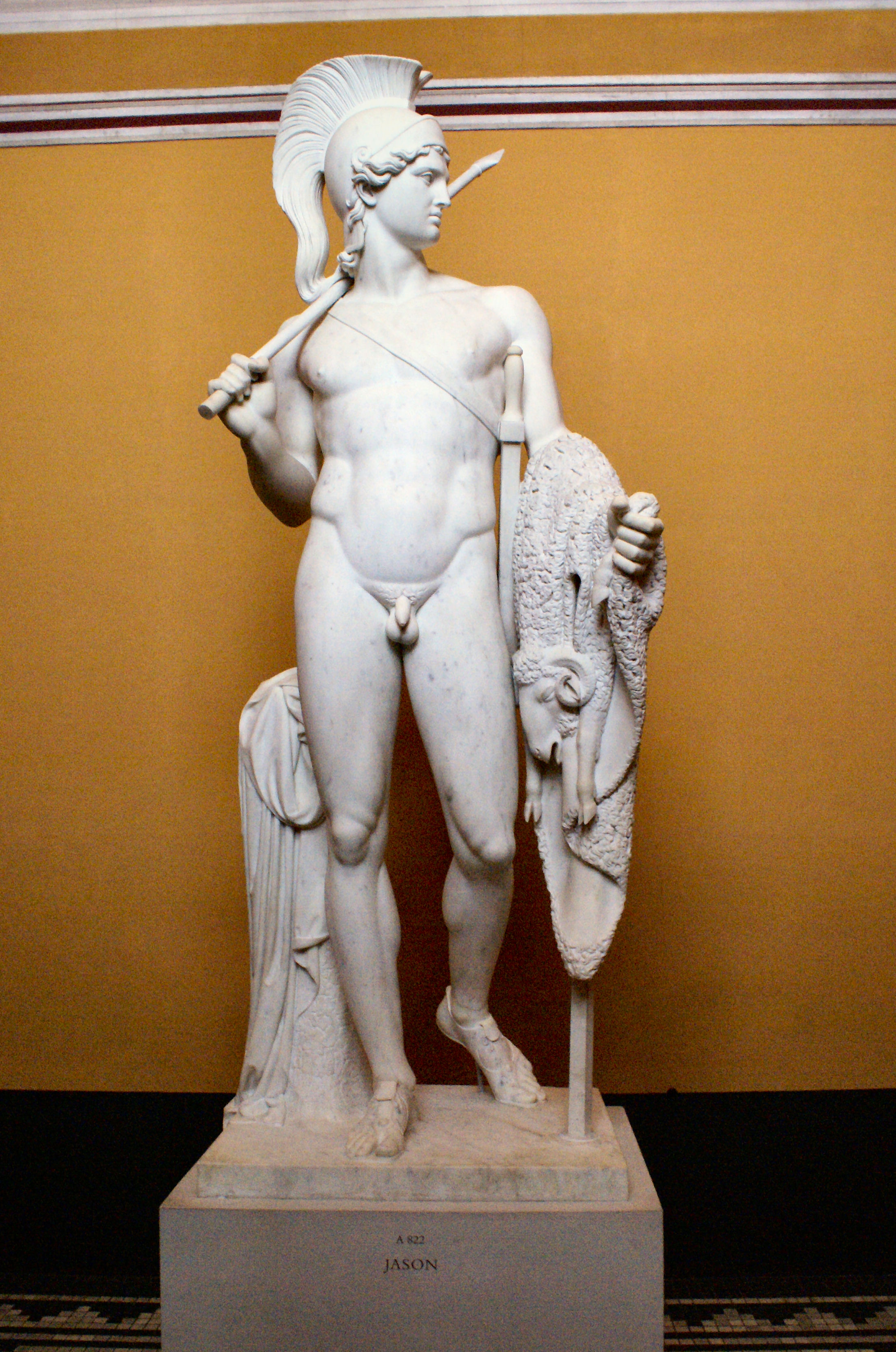
Jasón con el vellocino de oro (1803), de Bertel Thorvaldsen, Museo Thorvaldsen, Copenhague.

Si David fue el gran pintor neoclásico por excelencia, en escultura su equivalente fue Antonio Canova. Aunque estudió la obra de los grandes maestros renacentistas (Ghiberti, Donatello, Miguel Ángel), fue en la estatuaria clásica grecorromana donde encontró la inspiración, que pudo estudiar en las grandes colecciones de su Italia natal. Así, su obra tiene la serenidad y armonía del más puro clasicismo, aunque no deja de traslucir una sensibilidad humana y un aire decorativista propios de su ascendencia itálica. Entre sus obras destacan: Dédalo e Ícaro (1777-1779), Teseo y el Minotauro (1781-1783), Psique reanimada por el beso del amor (1786-1793), Venus y Adonis (1789-1794), Hércules y Licas (1795-1815), Perseo con la cabeza de Medusa (1800), Napoleón como Marte pacificador (1803-1806), Paulina Bonaparte como Venus Victrix (1804-1808), Teseo y el Centauro (1804-1819), Las tres Gracias (1815-1817), etc.
Otro destacado escultor fue el danés Bertel Thorvaldsen, que pese a su clasicismo noble y sereno, su ejecución fría y calculada le ha restado mérito para algunos críticos, que tildan su obra de insípida y vacía. Aun así, en vida tuvo un enorme éxito, construyéndosele un museo en su ciudad natal, Copenhague. Thorvaldsen estudió directamente la escultura griega, al hacer la restauración de los frontones del Templo de Afaia en Egina, antes de ser instalados en la Gliptoteca de Múnich. Su obra más famosa es Jasón con el vellocino de oro (1803-1828), inspirado en el Doríforo de Policleto, mientras que otras obras suyas son: Cupido y Psique (1807), Marte y Cupido (1812), Venus con la manzana (1813-16), Aurora con el Genio de la Luz (1815), Hebe (1815), Ganímedes dando de beber al águila de Júpiter (1817), Las Tres Gracias con Cupido (1817-1818), etc.
Otro notable exponente fue el inglés John Flaxman, artista precoz que a los diez años ya realizaba esculturas, y que tuvo una fructuosa carrera tanto como artista como académico y tratadista, escribiendo diversas obras sobre la práctica escultórica, como Diez discursos sobre la escultura y Estudios anatómicos. Entre sus obras figuran numerosos desnudos, como Céfalo y Aurora (1790), La rabia de Atamas (1790-1794), Mercurio y Pandora (1805), Aquiles vulnerado por el alacrán (1810), San Miguel derrota a Satanás (1818-1822), etc. Además, fue un excelente dibujante y grabador, dueño de un gran virtuosismo en el trazado de líneas, de un fino perfilismo, ilustrando con maestría numerosas obras clásicas de la literatura. En el ámbito germánico también se desarrolló una notable escuela escultórica, destacando artistas como: Franz Anton von Zauner (Genius Bornii, 1785), Rudolf Schadow (Paris, 1812), Johann Heinrich Dannecker (Ariadna sobre la pantera, 1812-1814) y Johann Nepomuk Schaller (Belerofonte en la lucha con la Quimera, 1821).
En España, el neoclasicismo fue practicado por varios pintores de corte académico, como Eusebio Valdeperas (Susana y los viejos) y Dióscoro Teófilo Puebla (Las hijas del Cid, 1871), mientras que como escultores neoclásicos cabe citar a José Álvarez Cubero (Ganímedes, 1804; Apolo inspirado por la música [llamado Apolino], 1810-1815; Néstor y Antíloco [o La Defensa de Zaragoza], 1818), Juan Adán (Venus de la Alameda, 1795), Damià Campeny (Diana en el baño, 1803; Lucrecia moribunda, 1804; Aquiles sacándose la flecha del talón, 1837), Antoni Solà (Meleagro, 1818), Sabino Medina (La ninfa Eurídice mordida por un áspid cuando huía de Euristeo, 1865), Jeroni Suñol (Himeneo, 1864), etc.

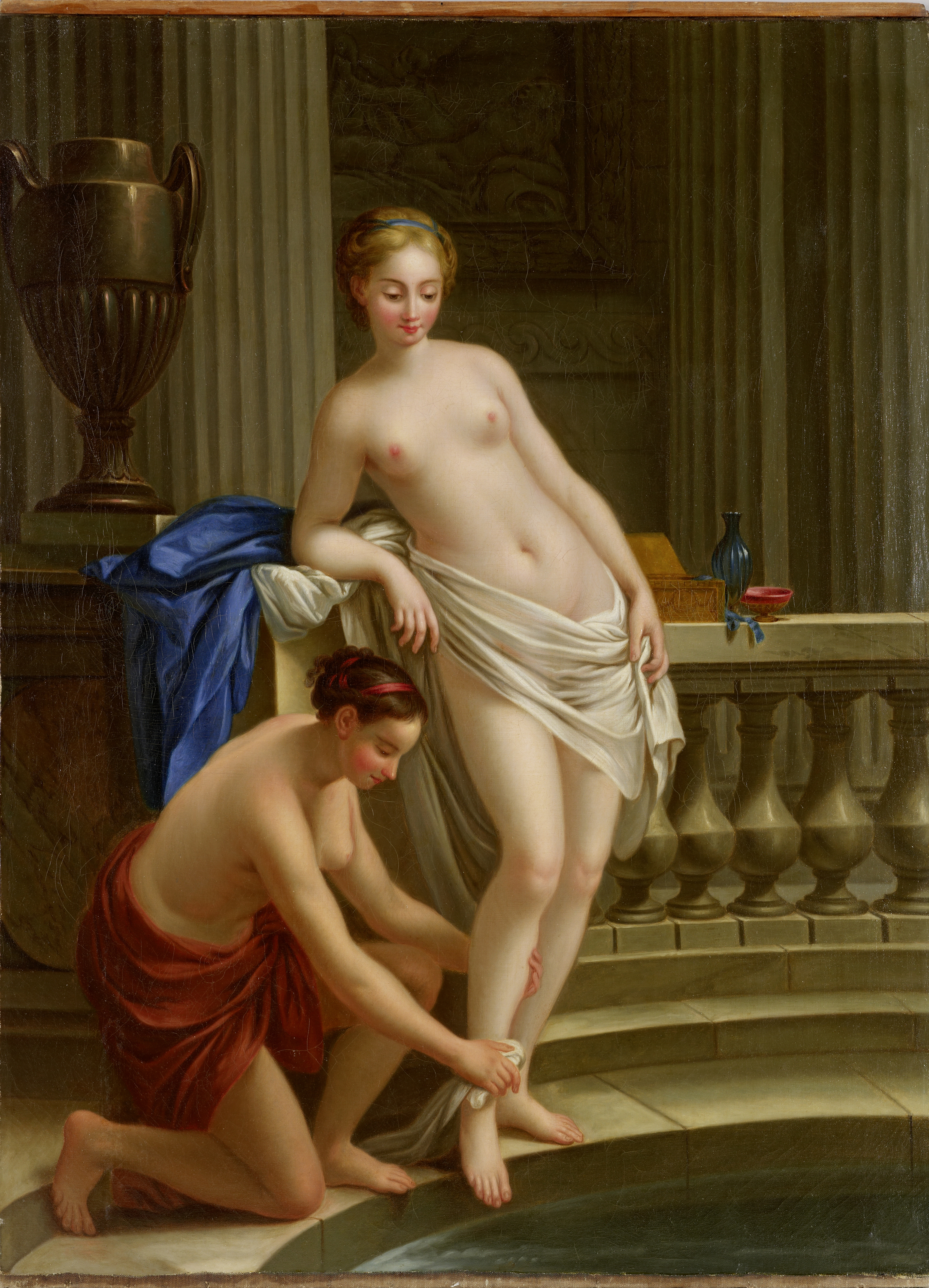
Dos mujeres en el baño (1763), de Joseph-Marie Vien, Museo Henri-Martin, Cahors.
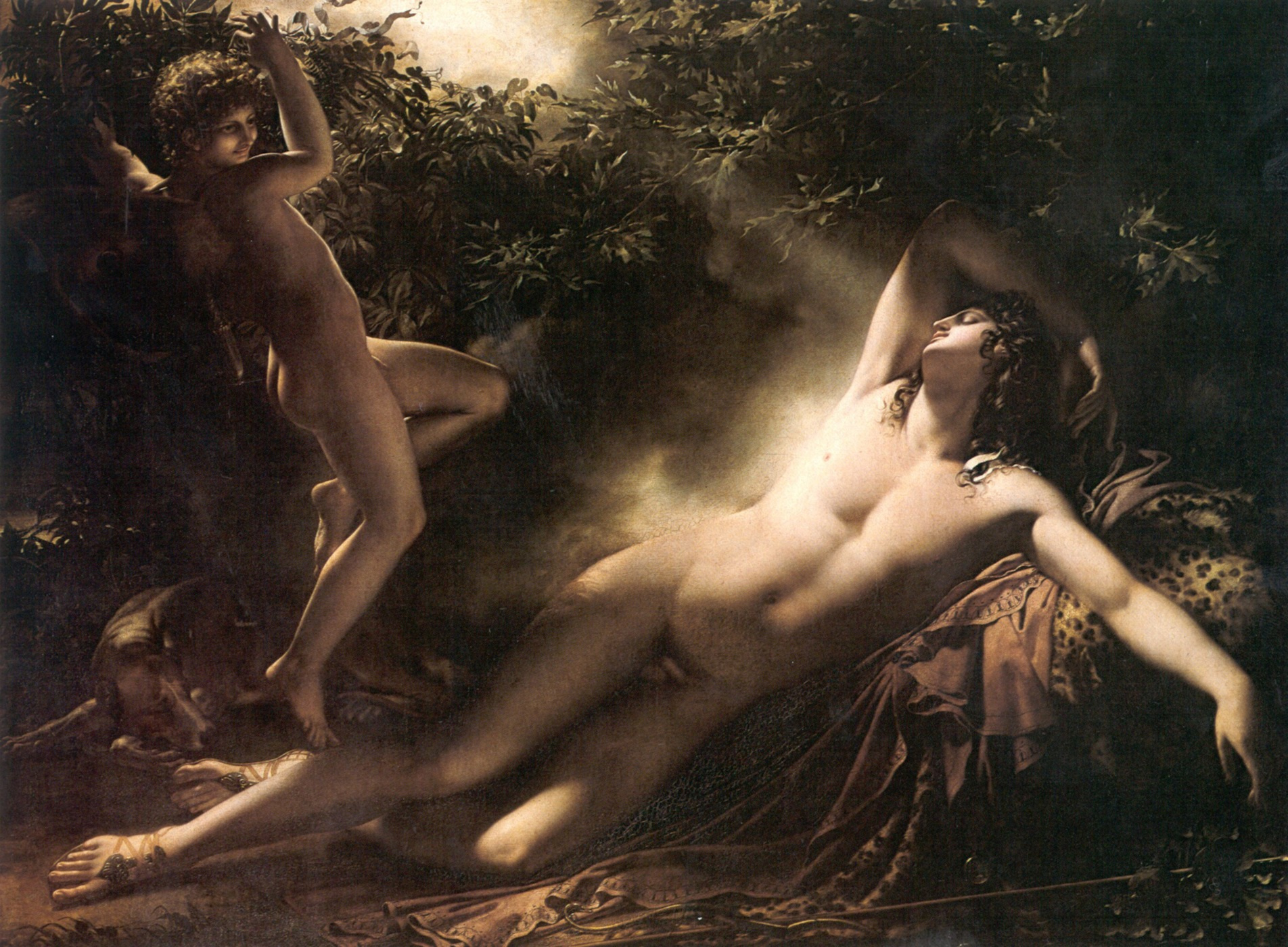
El sueño de Endimión (1791), de Anne-Louis Girodet de Roussy-Trioson, Museo del Louvre, París.
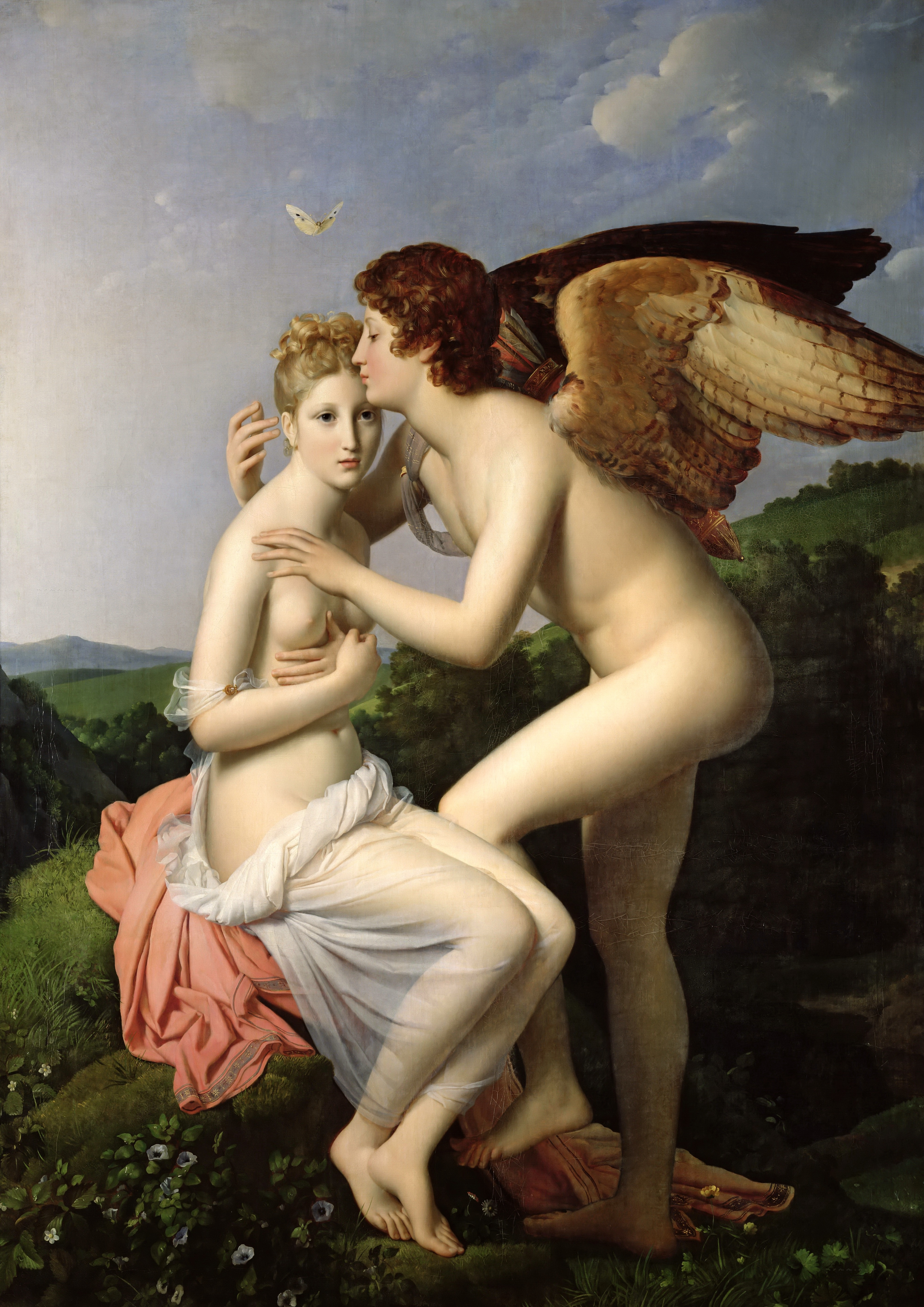
Eros y Psique (1797), de François Gérard, Museo del Louvre, París.
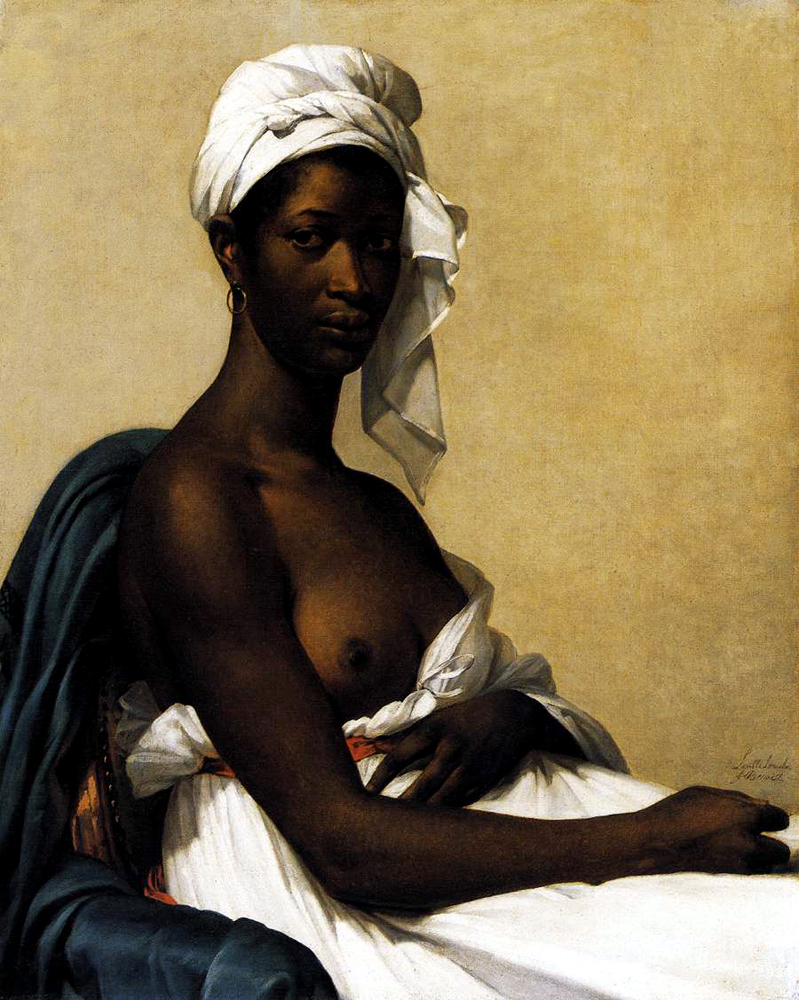
Retrato de una negra (1800), de Marie-Guillemine Benoist, Museo del Louvre, París.
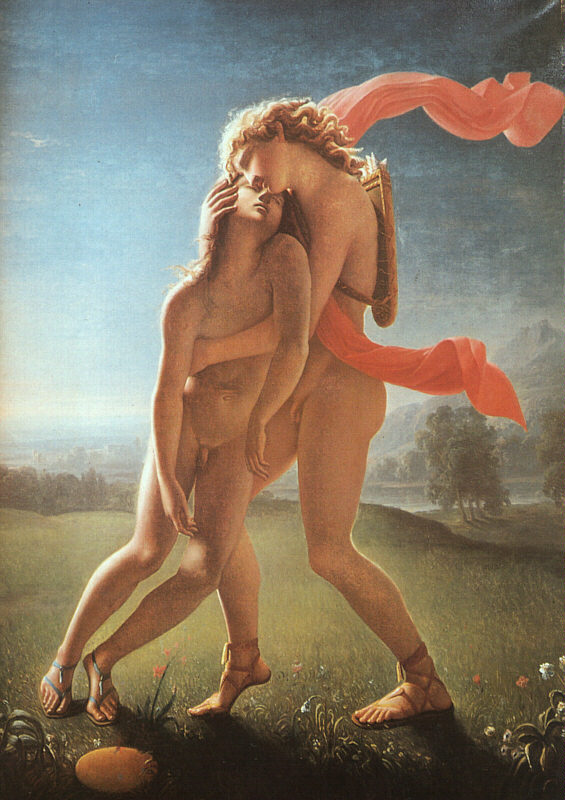
La muerte de Jacinto (1801), de Jean Broc, Musée Sainte-Croix, Poitiers.
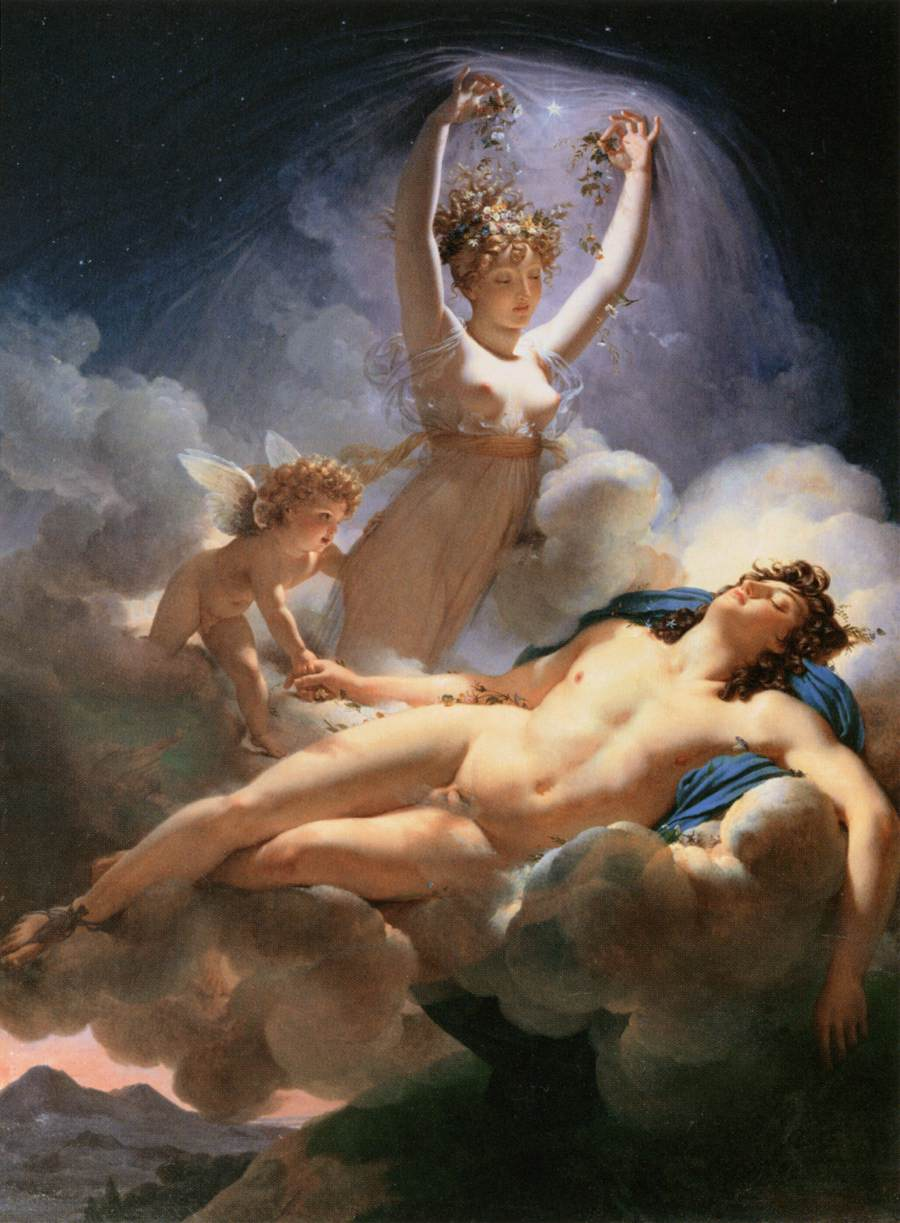
Aurora y Céfalo (1810), de Pierre-Narcisse Guérin, Museo del Louvre, París.
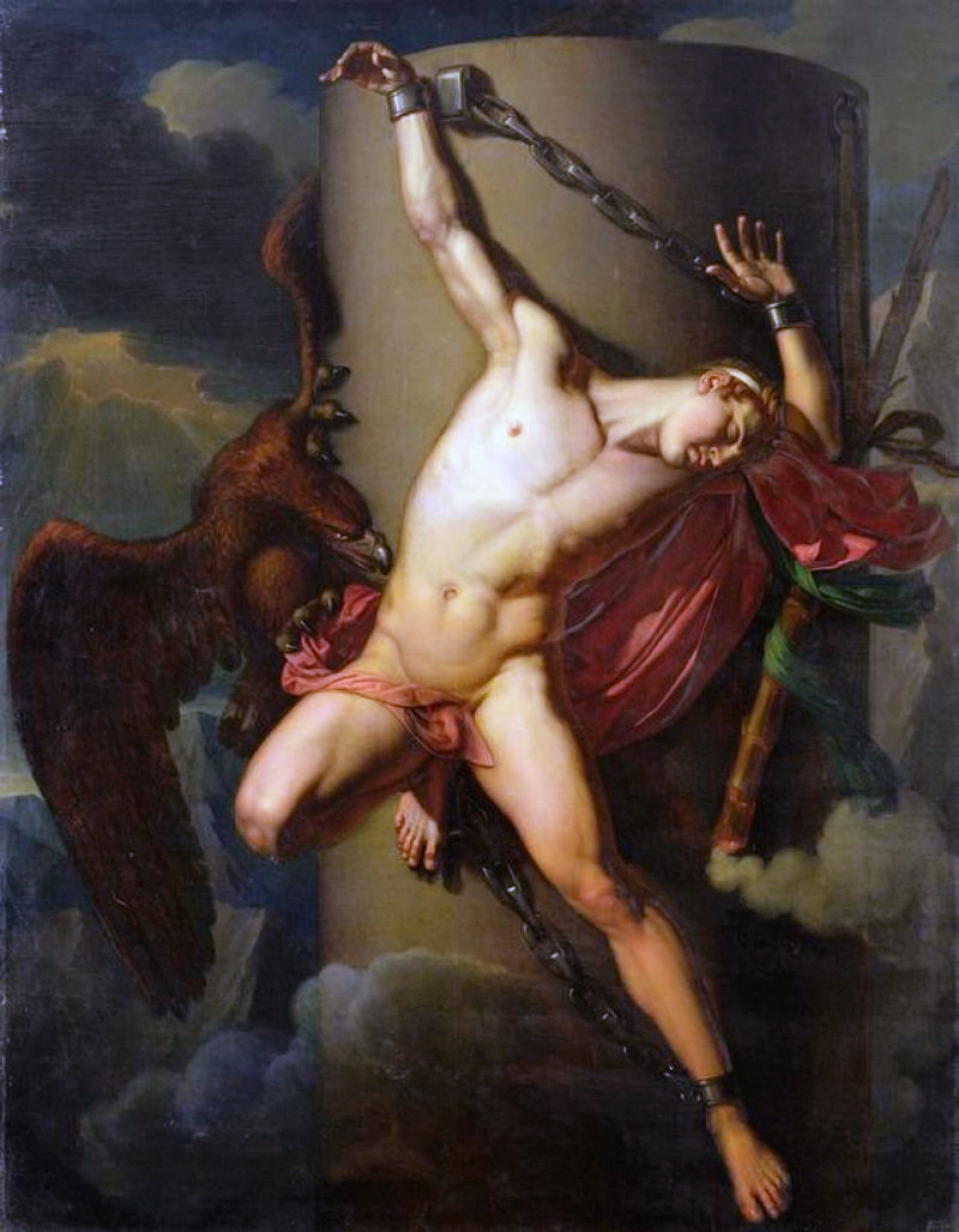
El suplicio de Prometeo (1819), de Jean-Louis-Cesar Lair, Musée Crozatier, Le Puy-en-Velay.

## Arte contemporáneo

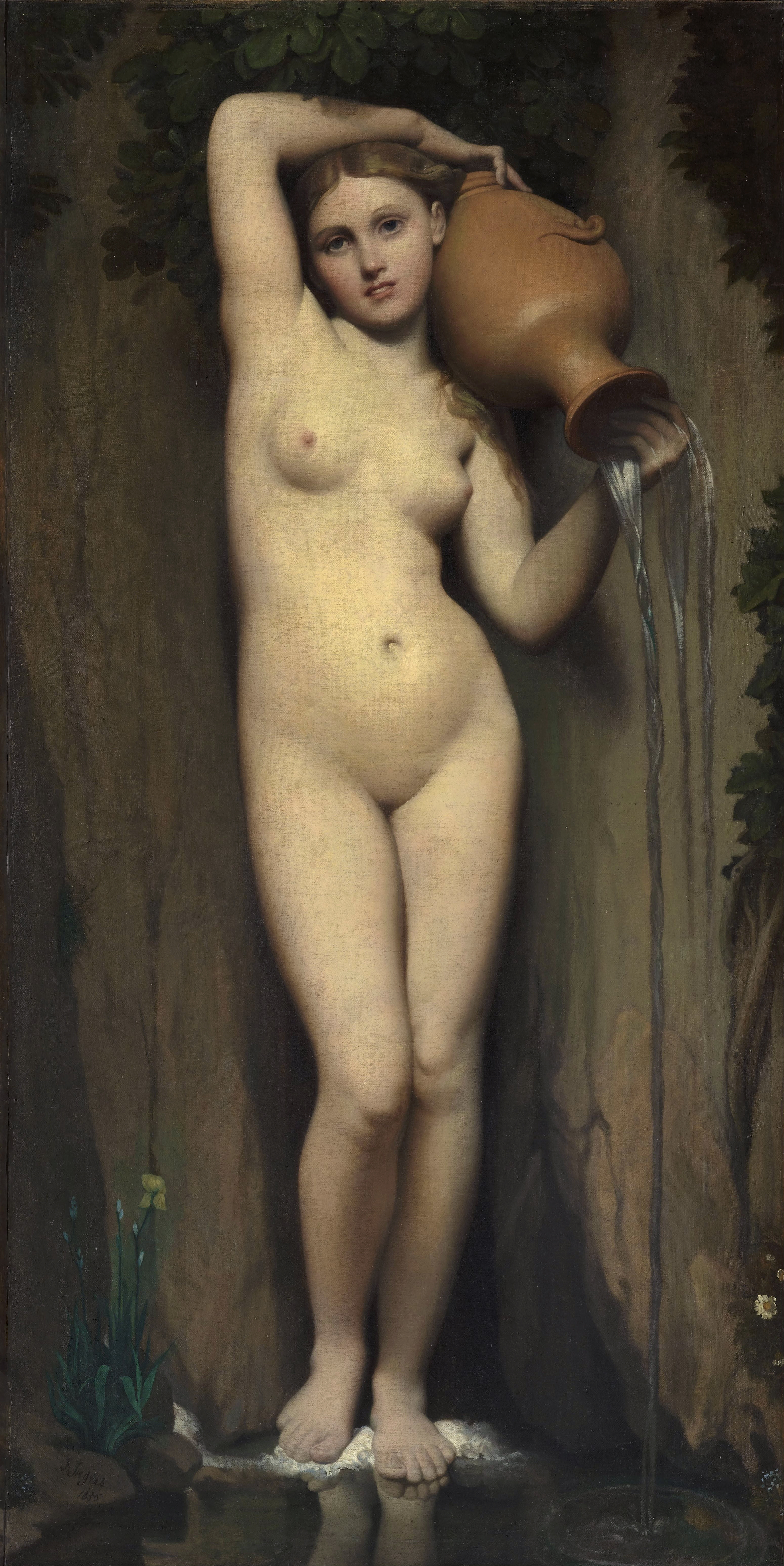
La fuente (1856), de Jean Auguste Dominique Ingres, Musée d'Orsay, París.

### sigloXIX
Entre finales del siglo XVIII y principios del XIX se sentaron las bases de la sociedad contemporánea, marcada en el terreno político por el fin del absolutismo y la instauración de gobiernos democráticos —impulso iniciado con la Revolución Francesa—; y, en lo económico, por la Revolución Industrial y el afianzamiento del capitalismo, que tendrá respuesta en el marxismo y la lucha de clases. En el terreno del arte, comienza una dinámica evolutiva de estilos que se suceden cronológicamente cada vez con mayor celeridad, que culminará en el siglo XX con una atomización de estilos y corrientes que conviven y se contraponen, se influyen y se enfrentan. Surge el arte moderno como contraposición al arte académico, situándose el artista a la vanguardia de la evolución cultural de la humanidad.
El desnudo decimonónico sigue las pautas para la representación del desnudo dictaminadas por estilos anteriores, aunque reinterpretadas de diversas maneras según se busque un mayor realismo o un idealismo de raíz clásica. En el siglo XIX abunda más que nunca el desnudo femenino —especialmente en la segunda mitad del siglo—, más que en cualquier otro período de la historia del arte. Sin embargo, el rol femenino varía para convertirse en un mero objeto de deseo sexual, en un proceso de deshumanización de la figura de la mujer, sometida al dictado de una sociedad preponderantemente machista. En estas obras hay una fuerte dosis de voyeurismo, la mujer es sorprendida mientras duerme o se asea, en escenas íntimas, pero abiertas al espectador, que puede recrearse en la contemplación de unas imágenes prohibidas, de unos momentos robados. No es una desnudez premeditada, no es una modelo que posa, sino la recreación de escenas de la vida cotidiana, con aparente naturalidad, pero forzadas por el artista. En palabras de Carlos Reyero, «nos encontramos con mujeres no desnudas, sino desvestidas».

#### Romanticismo

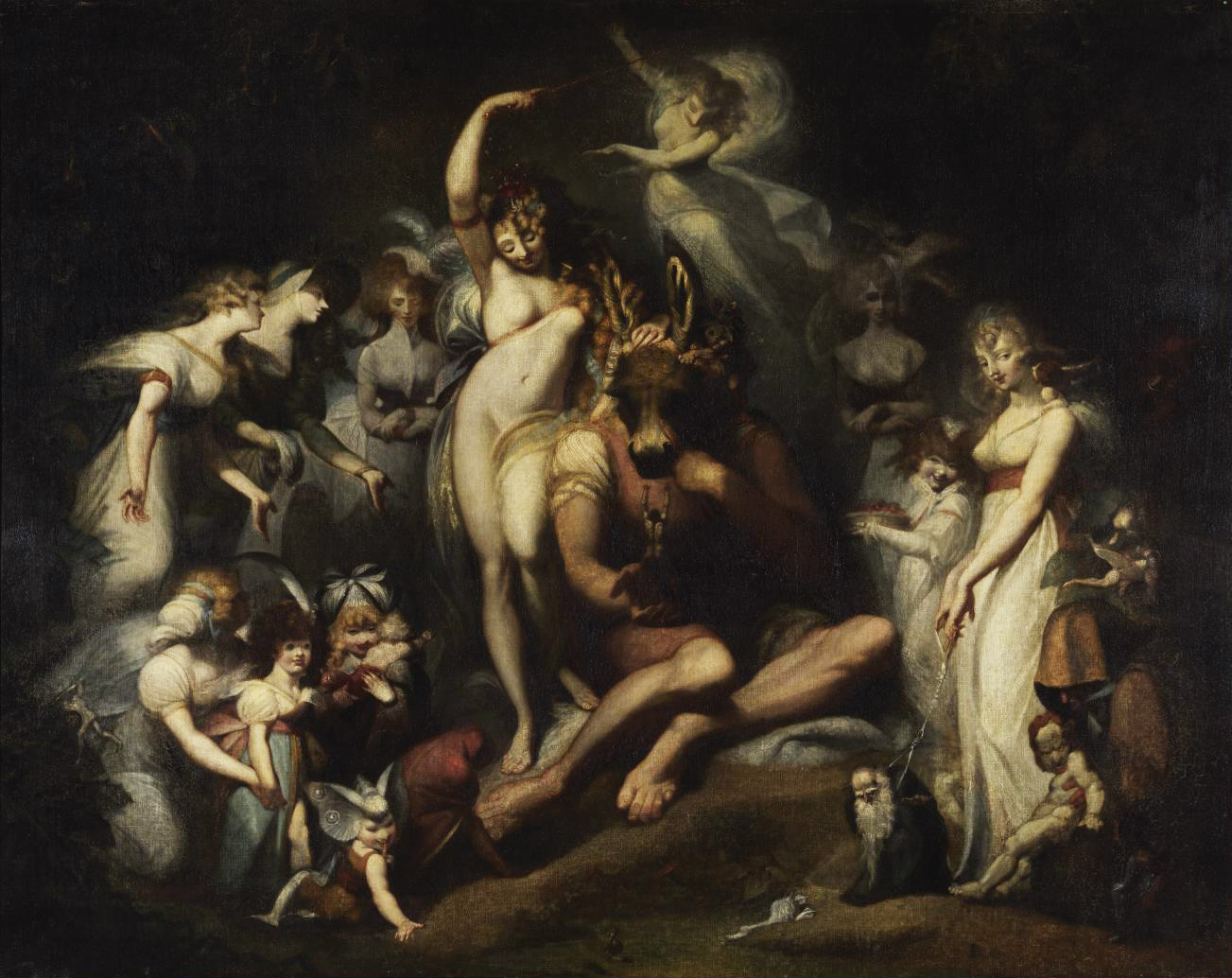
Titania y Bottom (1790), de Johann Heinrich Füssli, Tate Gallery, Londres.

Movimiento de profunda renovación en todos los géneros artísticos, los románticos pusieron especial atención en el terreno de la espiritualidad, de la imaginación, la fantasía, el sentimiento, la evocación ensoñadora, el amor a la naturaleza, junto a un elemento más oscuro de irracionalidad, de atracción por el ocultismo, la locura, el sueño. Se valoró especialmente la cultura popular, lo exótico, el retorno a formas artísticas menospreciadas del pasado —especialmente las medievales—. Los románticos tenían la idea de un arte que surge espontáneamente del individuo, destacando la figura del «genio» —el arte es la expresión de las emociones del artista—. El desnudo romántico es más expresivo, se otorga más importancia al color que a la línea de la figura —al contrario que en el neoclasicismo—, con un sentido más dramático, en temáticas que varían desde lo exótico y el gusto por el orientalismo hasta los temas más puramente románticos: dramas, tragedias, actos heroicos y apasionados, sentimientos exacerbados, cantos a la libertad, a la pura expresión del interior del ser humano.
El romanticismo tuvo dos notables precursores en Gran Bretaña: Johann Heinrich Füssli y William Blake. El primero, de origen suizo, desarrolló un estilo manierista influido en Durero, Pontormo, Baccio Bandinelli y Miguel Ángel, con una obra de cierta dualidad conceptual: por una parte los temas eróticos y violentos, por otra una virtud y sencillez influida por Rousseau. Entre 1770 y 1778 elaboró una serie de imágenes eróticas llamada «dibujos de simplegma» (entrelazamiento), donde el sexo se relaciona con la pasión y el sufrimiento —entroncando con el antiguo concepto de pathos—, en láminas que evocan los antiguos ritos báquicos y priápicos, con un erotismo crudo y realista alejado de la galantería rococó. Algunas de sus obras son: Hamlet, Horacio y Marcelo con el espectro (1780-1785), Titania y Bottom (1790), Desnudo echado mientras una mujer toca el piano (1800) y Cortesana con adorno de plumas (1800-1810). William Blake fue un artista visionario, cuya onírica producción solo tiene parangón con la fantástica irrealidad del surrealismo. Artista y escritor, ilustraba sus propias obras literarias, o bien clásicos como La Divina Comedia (1825–1827) o el Libro de Job (1823–1826), con un estilo personal que trasluce su mundo interior, plagado de sueños y emociones, con figuras evanescentes que parecen flotar en un espacio no sometido a las leyes físicas, generalmente en ambientes nocturnos, con luces frías y líquidas, con profusión de arabescos. Influido por Miguel Ángel y el manierismo, sus figuras tienen la torsión dinámica del Juicio Final miguelangelesco, aunque en ocasiones se fundamentan en cánones clásicos, como en La danza de Albión (Día de alegría) (1794-1796), cuya postura está tomada de una versión del hombre vitruviano, la de Vincenzo Scamozzi en Idea dell'architettura universale. Otras obras suyas son: Nabucodonosor (1795), Newton (1795), Europa sostenida por África y América (1796), Satán en su gloria original (1805), El torbellino de los amantes. Francesca da Rimini y Paolo Malatesta (1824-1827), etc.

El baño turco (1862), de Jean Auguste Dominique Ingres, Museo del Louvre, París.

A caballo entre el neoclasicismo y el romanticismo se sitúa la obra de Jean Auguste Dominique Ingres, cuyas figuras se encuentran a medio camino entre la sensualidad y la preocupación por la forma pura, que trataba de forma minuciosa, casi con obstinación. Sus figuras femeninas tienen cierto aire gótico (pechos pequeños, estómagos prominentes), y se hallaban supeditadas a un reducido número de diseños posturales en los que el artista se sentía cómodo, y que repitió a lo largo de toda su carrera. Uno de ellos, por ejemplo, era el de una mujer desnuda sentada de espaldas, que introdujo en La bañista de Valpinçon (1808) y que es perceptible, dentro de una escena de grupo, en El baño turco. Otro es la figura de pie de la Venus Anadiomene (1848), de aire botticelliano, de la que realizó varias versiones, y que posteriormente transformó en una joven con un cántaro de agua, La fuente (1856). Otras obras son más personales, como La gran odalisca (1814), que recuerda el manierismo de la Escuela de Fontainebleau, y que inició su afición por el orientalismo, por las figuras y ambientes exóticos. En La Edad de Oro (1840-1848) realizó un gran mural compuesto enteramente de desnudos, obra que, sin embargo, quedó inacabada. El baño turco (1862) quizá sea su obra más famosa, y la culminación de los estudios que durante toda su vida dedicó al desnudo. Volvió al orientalismo, con una escena ambientada en un harén, acentuando las formas curvas y rotundas de las modelos, que muestran sin pudor sus prominentes senos y sus anchas caderas, con una sensualidad inusual hasta entonces en el arte occidental. Otras obras suyas son: Aquiles recibiendo a los enviados de Agamenón (1801), Edipo y la Esfinge (1808-1825), Júpiter y Tetis (1811), El sueño de Ossian (1813), Roger liberando a Angélica (1819), Odalisca y esclava (1842), etc.
Discípulos suyos fueron: Antoine-Jean Gros, cronista de las gestas napoleónicas, realizó en Napoleón visitando a los apestados de Jaffa (1804) unos desnudos de intenso dramatismo, mostrando con crudeza los efectos de la enfermedad; y Théodore Chassériau, que intentó sintetizar la línea de Ingres con el colorido de Delacroix, aunque su obra tiende al academicismo (Venus Anadyomene, 1838; Susana y los viejos, 1839; Diana sorprendida por Acteón, 1840; Andrómeda encadenada a la roca por las nereidas, 1840; La toilette de Esther, 1841; Ninfa dormida, 1850; El tepidarium, 1853). Théodore Géricault tuvo influencia miguelangelesca, como se percibe en la figura central de La balsa de la Medusa (1819), que es uno de los atletas de la Capilla Sixtina, al tiempo que otras figuras recuerdan a las de la Transfiguración de Rafael. Para sus estudios de anatomía Géricault visitó con frecuencia los tanatorios e, incluso, las prisiones donde se ejecutaban presos. En su Leda y el cisne (1822) transcribió a una figura femenina la energía dinámica propia de los atletas clásicos, y su postura recuerda a la del Iliso del Partenón, cambiando el esfuerzo atlético por la excitación sexual.

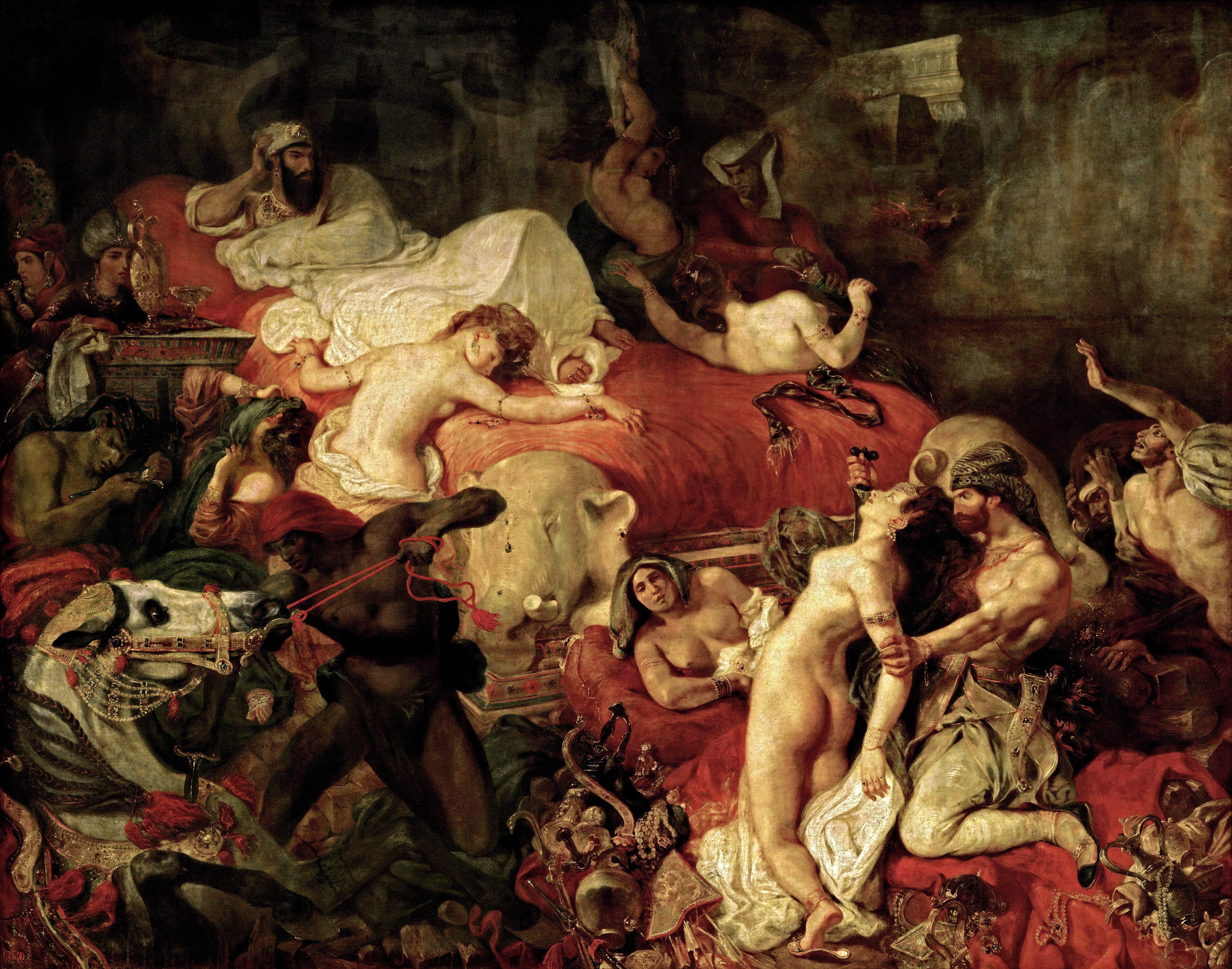
La muerte de Sardanápalo (1827), de Eugène Delacroix, Museo del Louvre, París.

Eugène Delacroix fue uno de los primeros artistas en desviarse del arte oficial académico, sustituyendo el perfilado dibujo de contornos por una línea menos precisa y fluida, dinámica y sugestiva, y un cromatismo de vibrantes tonos adyacentes y un efectismo basado en un cierto divisionismo del color. Durante su formación realizó copias de los grandes maestros expuestos en el Louvre, cobrando predilección por Rubens y los artistas venecianos. Ya en sus primeras obras, Dante y Virgilio en los infiernos (1822), La matanza de Quíos (1824) y La muerte de Sardanápalo (1827), demostró su originalidad y riqueza inventiva, junto a un estilo apasionado y colorista que le caracterizaría. En 1832 realizó un viaje a Marruecos y Argelia, donde incorporó a su estilo la influencia orientalista, con gusto por lo exótico y la riqueza del detalle. En sus numerosas obras de desnudo la temática es muy diversa, desde la religiosa (Adán y Eva arrojados del Paraíso, Cristo atado a la columna, Cristo crucificado, Cristo resucitado, San Sebastián en tierra), la mitológica (Triunfo de Apolo, Trabajos de Hércules, Aquiles y el centauro, Anacreonte y el Amor, Andrómeda y Perseo, Ariadna y Teseo, Medea y sus hijos), la histórica y literaria (La Divina Comedia, Orlando furioso, Jerusalén libertada), hasta las escenas de género o el desnudo por sí mismo (Odalisca tumbada,  Mujeres turcas, La mujer de las medias de seda, La mujer peinándose, Bañista de espaldas, Ninfa dormida, La mujer del papagayo). Para Delacroix, cualquier pretexto era bueno para mostrar la belleza física, como en la alegoría de La Libertad guiando al pueblo (1830), donde la heroína que lidera la revolución popular aparece con los pechos desnudos. Gran dibujante, también legó numerosos bocetos y estudios previos de figuras desnudas.
Seguidores de Delacroix fueron: Narcisse-Virgile Díaz de la Peña, gran paisajista y autor de desnudos como El hada de las perlas, Venus y Adonis, Ninfas en el bosque y El Amor reprendido y desarmado; Gustave Doré, que destacó principalmente como dibujante e ilustrador de obras literarias, donde demuestra una gran imaginación y dominio formal, como en la Biblia, La Divina Comedia, Orlando furioso, algunos Dramas de Shakespeare, el Fausto de Goethe, etc.; y Félix Trutat, cuya Muchacha desnuda sobre piel de pantera (1844) recuerda a La maja desnuda de Goya y antecede a la Olympia de Manet.
En escultura, François Rude evolucionó del neoclasicismo al romanticismo, en obras de gran fuerza expresiva donde jugaba un papel protagonista el desnudo, con figuras colosales que traducen en su anatomía el dinamismo de la acción, como se percibe en Mercurio ajustándose sus alas taloneras (1827), Pescador napolitano jugando con una tortuga (1833), El Amor victorioso (1855), Hebe y el águila (1855), y su principal obra, La Marsellesa (1833), en el Arco de Triunfo de París. Jean-Baptiste Carpeaux denotó el mismo proceso estilístico, desde la serenidad clásica hasta el sentimiento romántico, con figuras de intenso dinamismo, como su Flora del Palacio de las Tullerías (1865), El conde Ugolino y sus hijos (1863) o el grupo de La danza (1869), en el Teatro de la Ópera de París.
En Italia, el romanticismo llegó con la conquista napoleónica, con artistas como Pelagio Palagi (Los desposorios de Amor y Psique, 1808) o Francesco Hayez (Magdalena penitente, 1825). En escultura, Lorenzo Bartolini evolucionó del clasicismo a un naturalismo inspirado en los modelos plásticos del Quattrocento florentino, como en Esperanza en Dios (1835). Otro exponente fue Giovanni Dupré (Abel apaleado, 1842).
En España, el romanticismo estuvo impregnado de la influencia goyesca, como se demuestra en las dos majas desnudas pintadas por Eugenio Lucas, y en otras obras de artistas como José Gutiérrez de la Vega (Maja desnuda, 1840-1850), Antonio María Esquivel (Venus anadiomene, 1838; Susana y los viejos, 1840; La mujer de Putifar, 1854), Víctor Manzano (Escena de la Inquisición, 1860), etc. En escultura, un español establecido en México, Manuel Vilar, fue autor de Jasón (1836) y Tlahuicole (1851), una especie de Hércules mexicano.

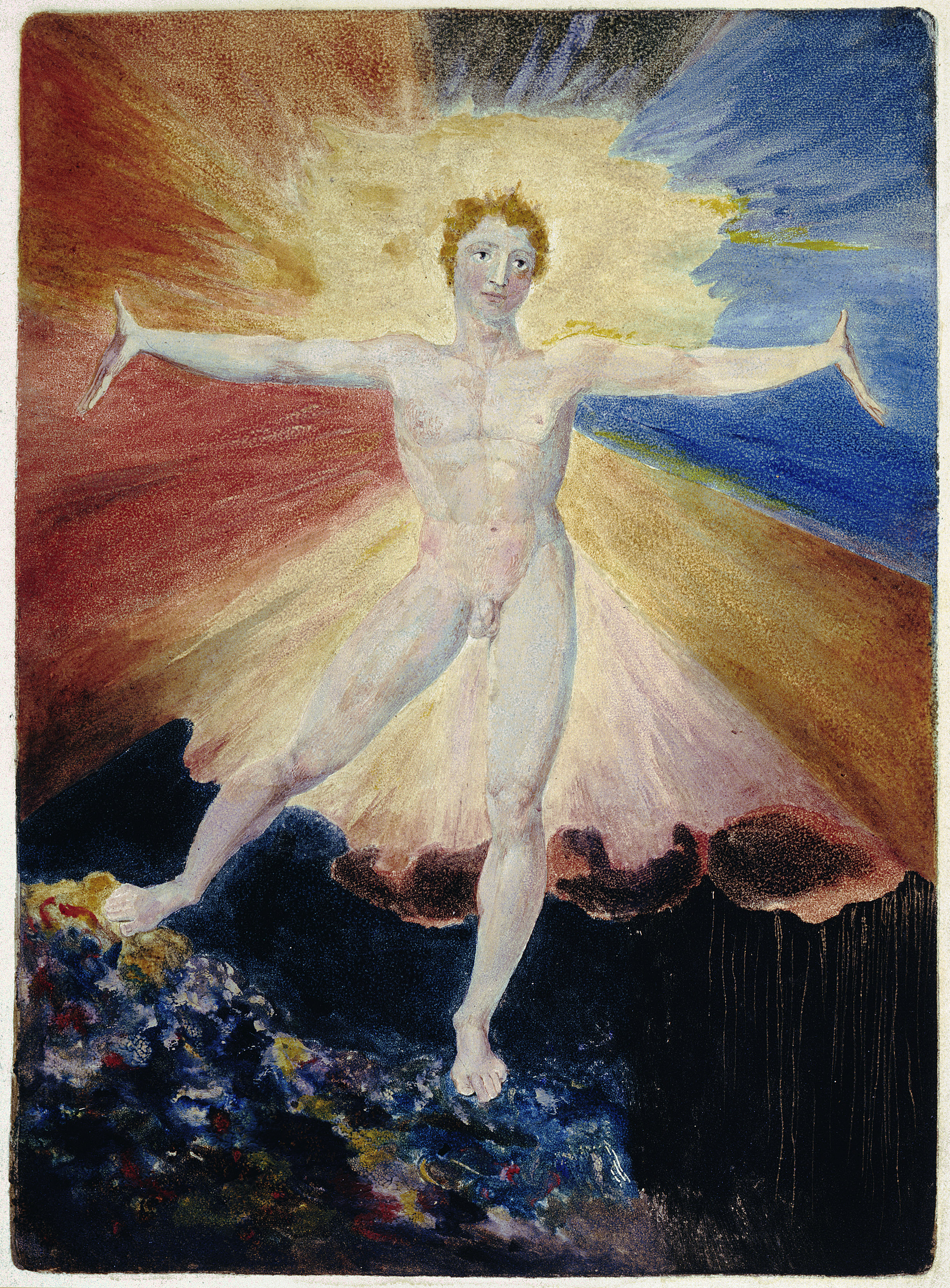
La danza de Albión (Día de alegría) (1794-1796), de William Blake, Museo Fitzwilliam, Cambridge.
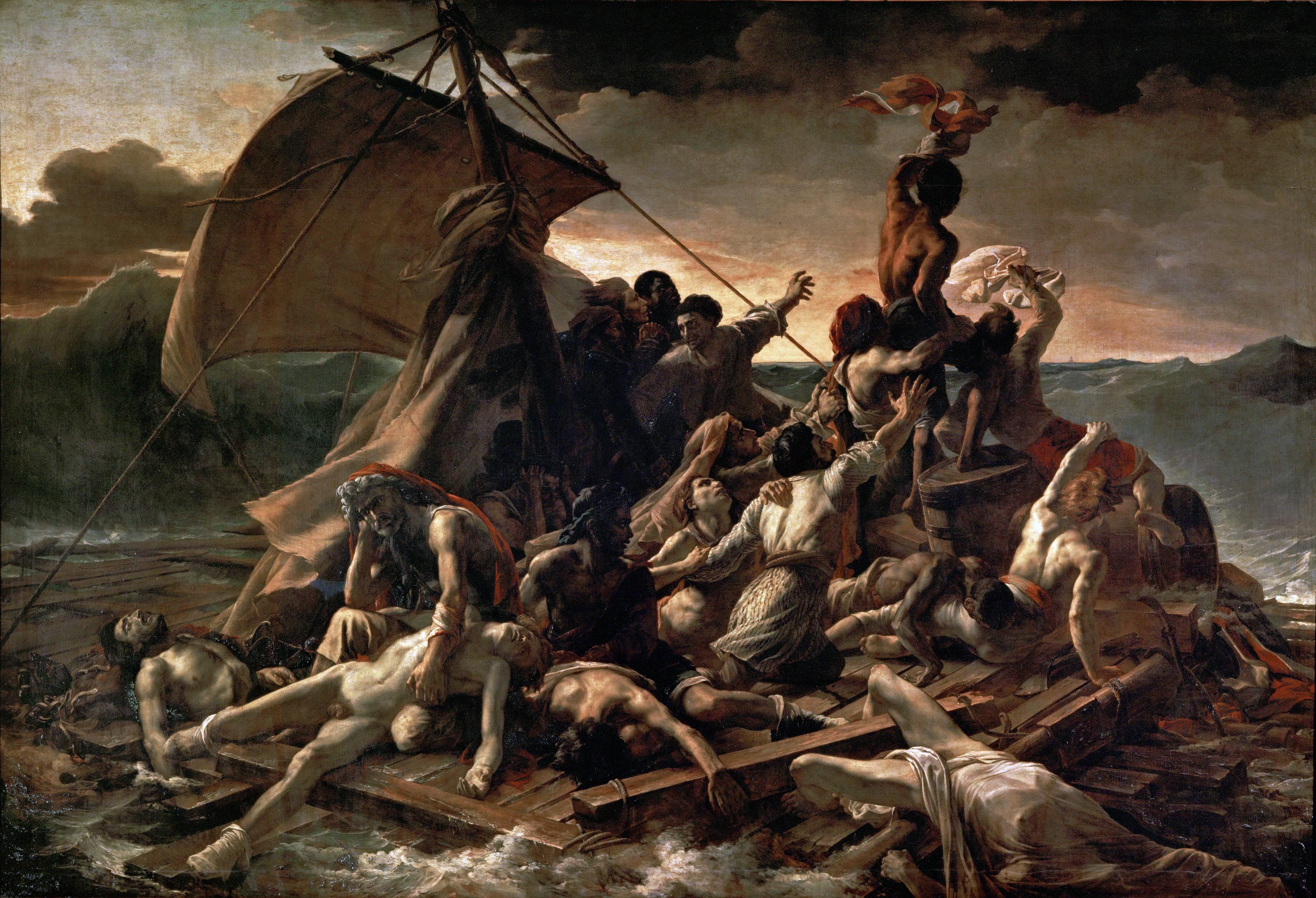
La balsa de la Medusa (1819), de Théodore Géricault, Museo del Louvre, París.
Magdalena penitente (1825), de Francesco Hayez, Civica Galleria d'Arte Moderna, Milán.
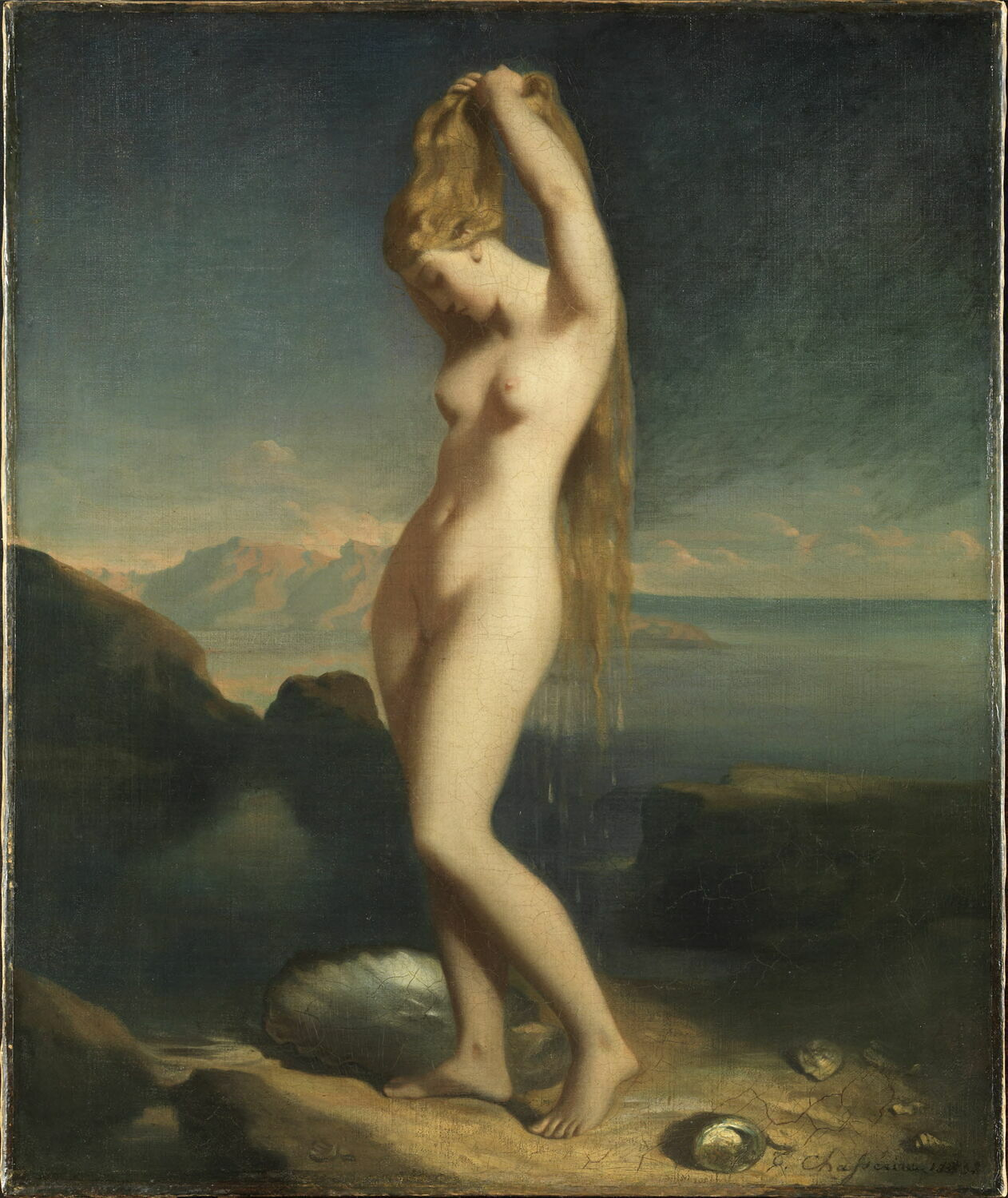
Venus Anadyomene (1838), de Théodore Chassériau, Museo del Louvre, París.
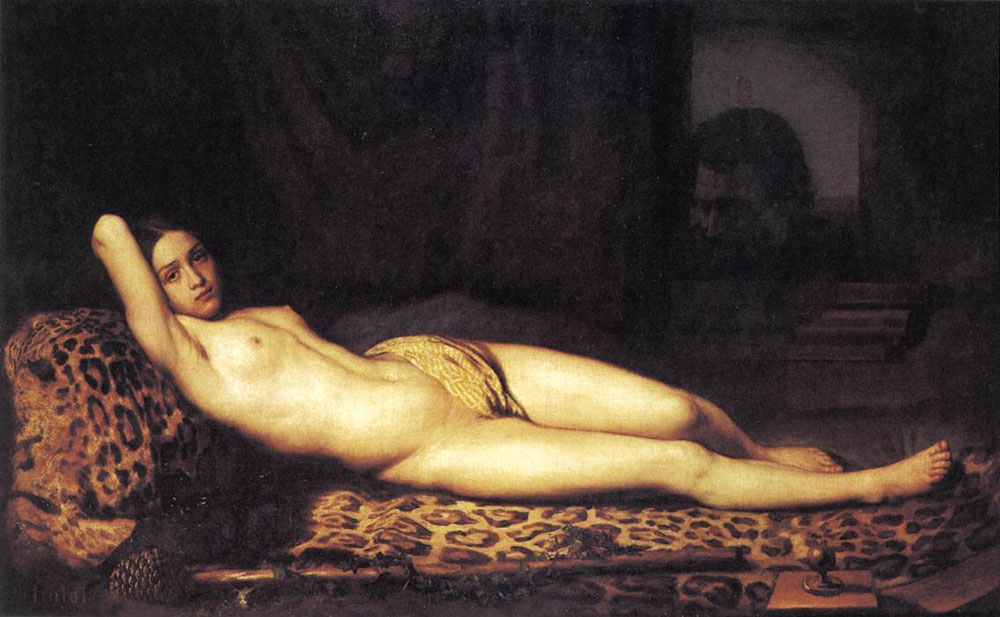
Muchacha desnuda sobre piel de pantera (1844), de Félix Trutat, Museo del Louvre, París.
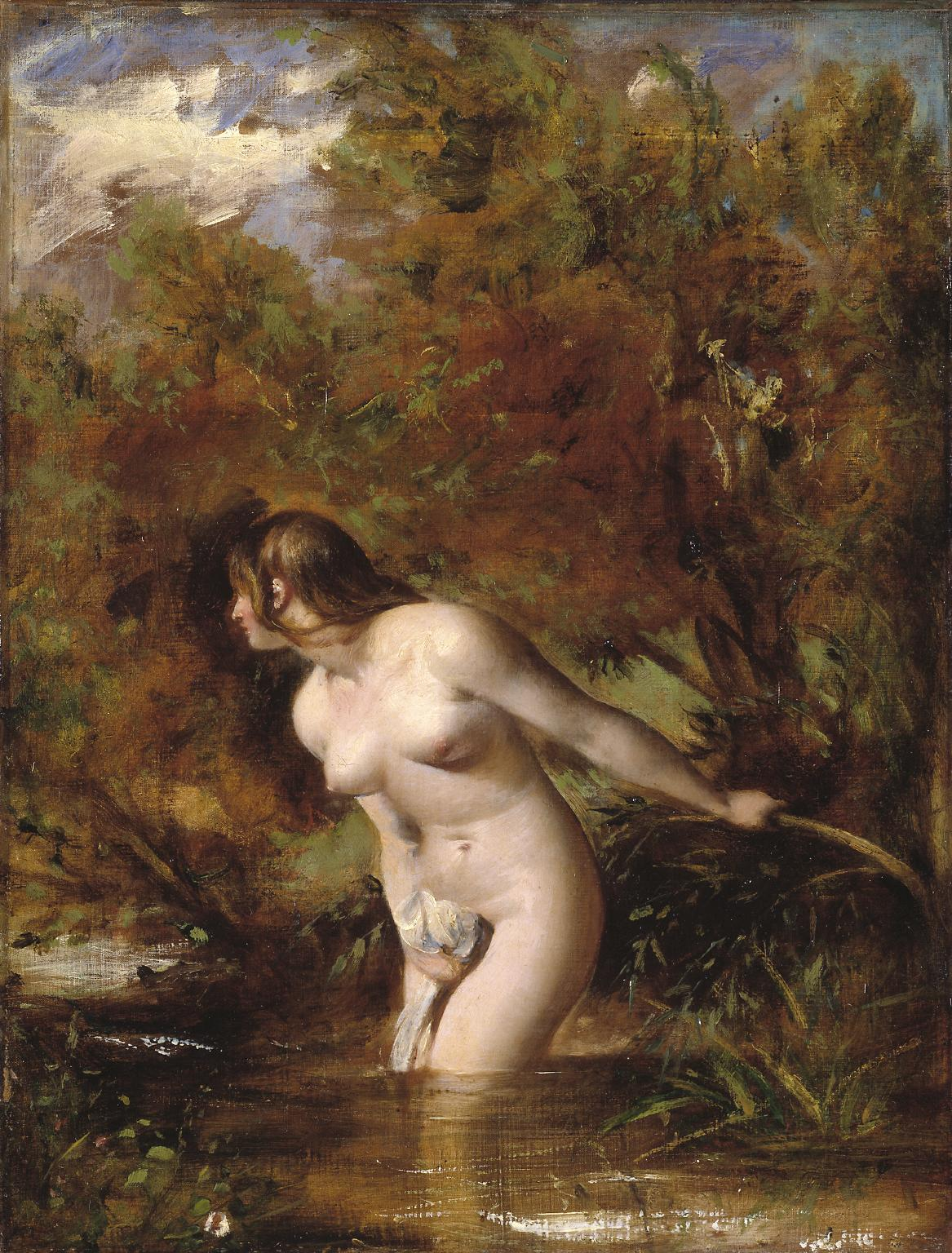
La bañista (1846), de William Etty, Tate Britain, Londres.
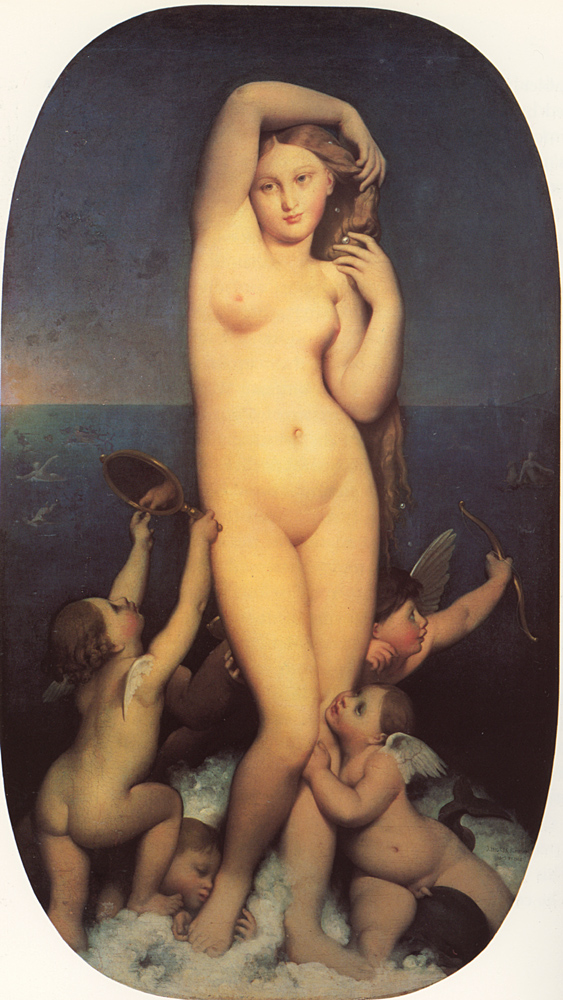
Venus Anadiómena (1848), de Jean-Auguste-Dominique Ingres, Museo Condé, Chantilly.

#### Academicismo

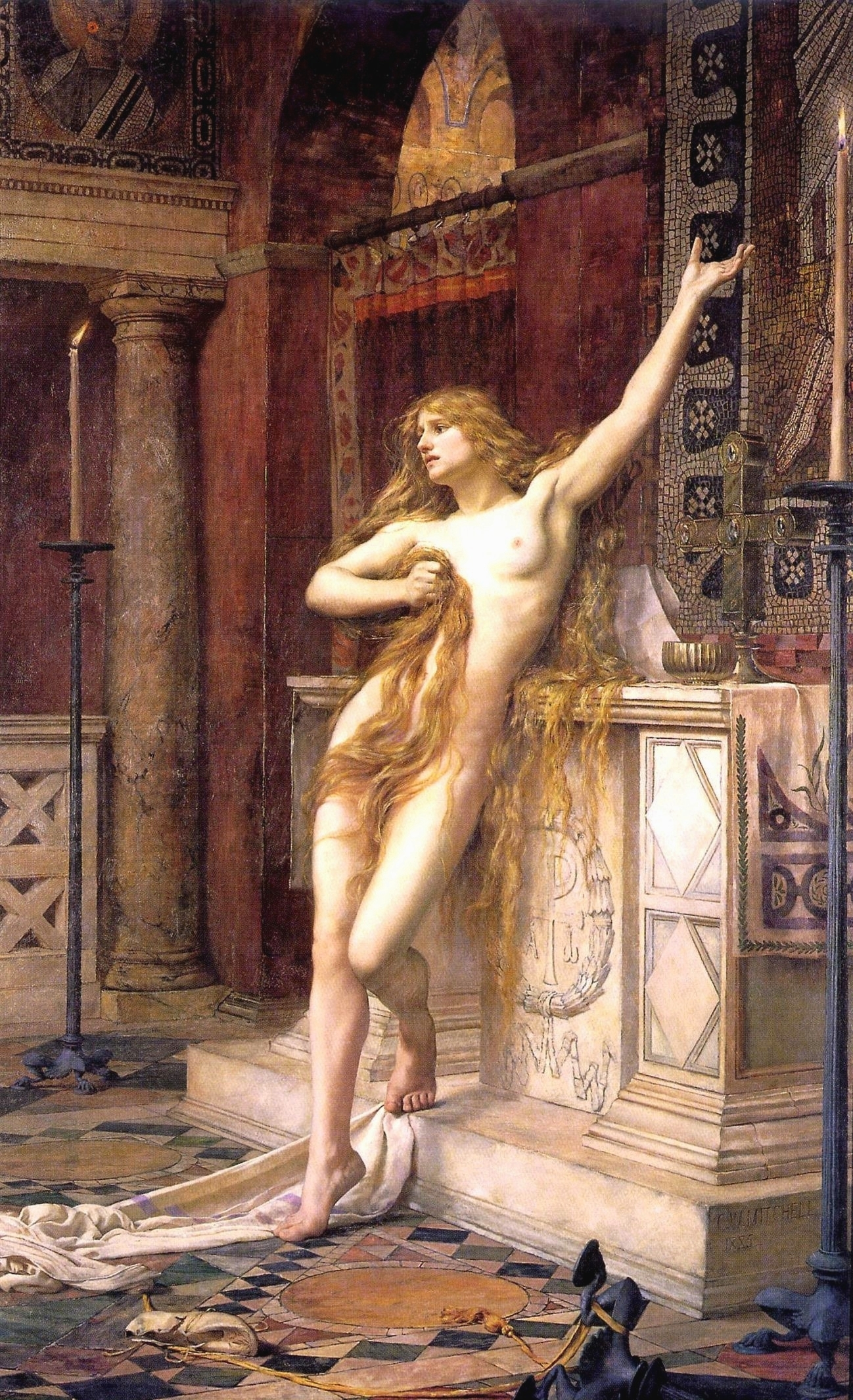
Hipatia (1885), de Charles William Mitchell, Laing Art Gallery, Newcastle upon Tyne.

El arte académico es el fomentado desde el siglo XVI por las academias de bellas artes, que regulaban la formación pedagógica de los artistas.  Si bien en principio las academias estaban en sintonía con el arte producido en su época, por lo que no se puede hablar de un estilo diferenciado, en el siglo XIX, cuando la dinámica evolutiva de los estilos empezó a alejarse de los cánones clásicos, el arte académico quedó encorsetado en un estilo clasicista basado en reglas estrictas, por lo que hoy en día se entiende más como un período propio del siglo XIX, recibiendo paralelamente diversas denominaciones, como la de art pompier en Francia.  Estaba dirigido primordialmente a un público burgués, por lo que su estatus de arte «oficial», junto a la frecuente acusación de conservadurismo y de falta de imaginación —según el concepto romántico de que el arte no se puede enseñar—, provocó que a finales del siglo XIX el academicismo adquiriese un sentido peyorativo, al considerarse anclado en el pasado y reproductor de fórmulas anquilosadas.

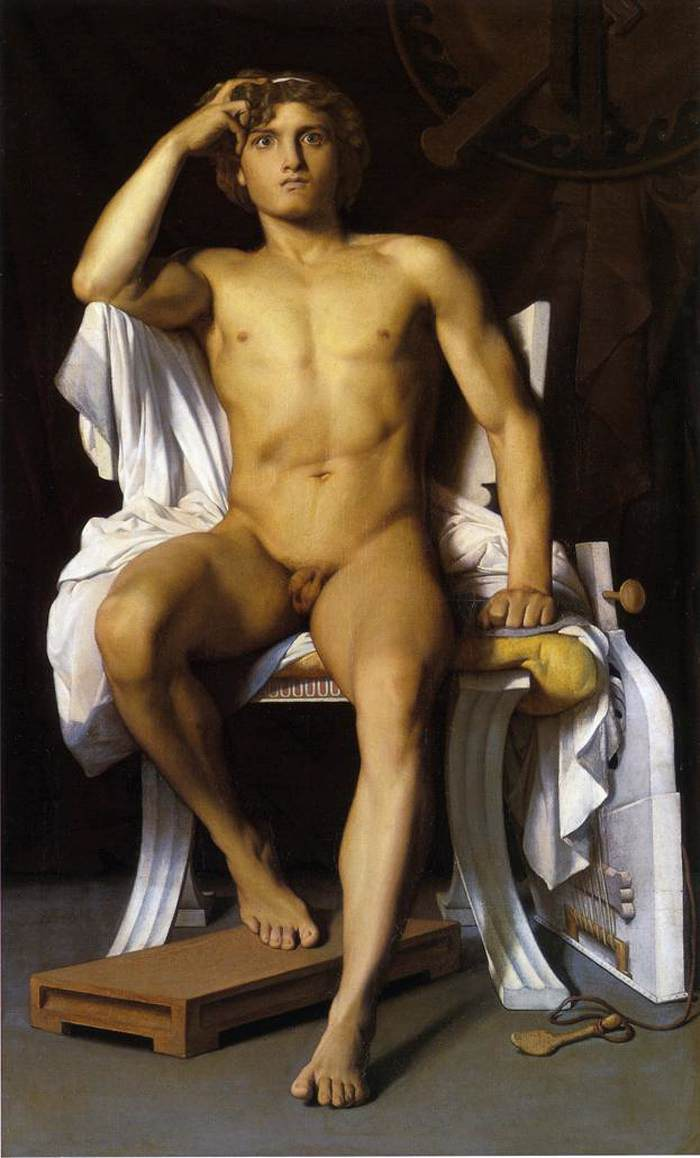
La ira de Aquiles (1847), de François-Léon Benouville, Museo Fabre, Montpellier.

Sin embargo, actualmente se tiende a revalorizar el arte académico y a considerarlo por sus cualidades intrínsecas, y se suele aceptar más como un período artístico que como un estilo. El academicismo se basaba estilísticamente en el clasicismo grecorromano, pero también en otros autores clasicistas anteriores, como Rafael, Poussin o Guido Reni. Técnicamente, se basaban en el dibujo esmerado, el equilibrio formal, la línea perfecta, la pureza plástica y un cuidado detallismo, junto a un colorido realista y armónico. Sus obras se basaban en temas eruditos (historia, mitología, literatura áulica), con un concepto idealizado de la belleza.

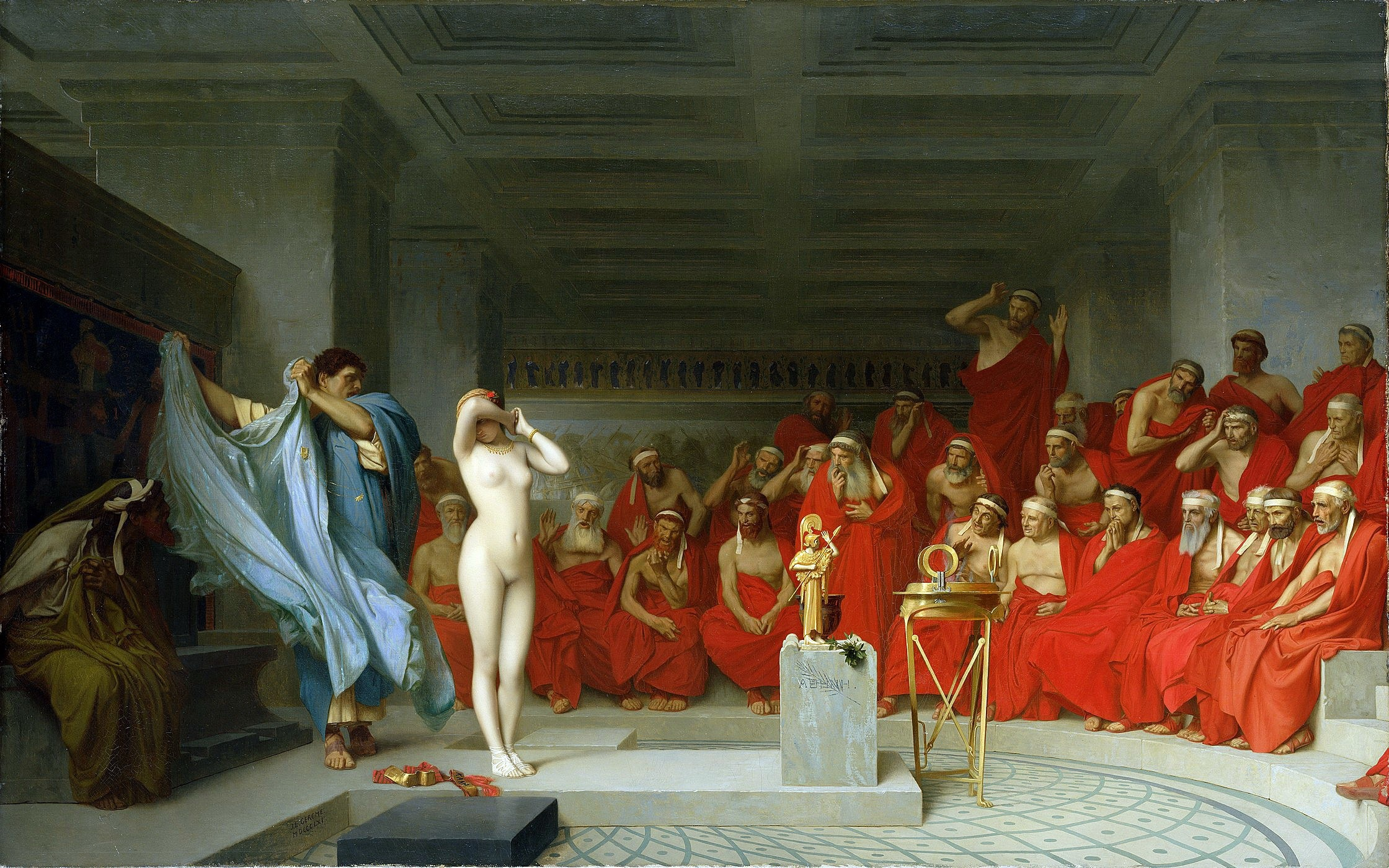
Friné ante el areópago (1861), de Jean-Léon Gérôme, Kunsthalle de Hamburgo.

En el academicismo tuvo una especial relevancia el desnudo, considerado la expresión por excelencia de la nobleza de la naturaleza: en palabras de Paul Valéry, «lo que el amor fue para narradores y poetas, el desnudo lo fue para los artistas de la forma». El desnudo académico supuso la estandarización en unas premisas clásicas sujetas a estrictas reglas tanto temáticas como formales, supeditadas al ambiente generalmente puritano de la sociedad decimonónica. El desnudo solo se aceptaba como expresión de la belleza ideal, por lo que era un desnudo pudoroso, aséptico, basado estrictamente en el estudio anatómico. La aceptación del desnudo clásico como expresión de un ideal de belleza comportó la censura a cualquier desviación de los cánones clasicistas: así, en la Gran Exposición de Londres de 1851, cuando el famoso Crystal Palace fue decorado con una galería de desnudos de mármol, todos fueron aceptados excepto la Esclava cautiva de Hiram Powers, que pese a ser una copia de la Afrodita de Cnido fue criticada por aparecer con las muñecas esposadas. Sin embargo, la práctica docente ejercida en las academias del dibujo del natural, permitió en ciertos casos la introducción de novedades formales y estilísticas que rejuvenecieron el género, otorgándole a la vez una mayor respetabilidad, en cuanto producto de elaboración intelectual.

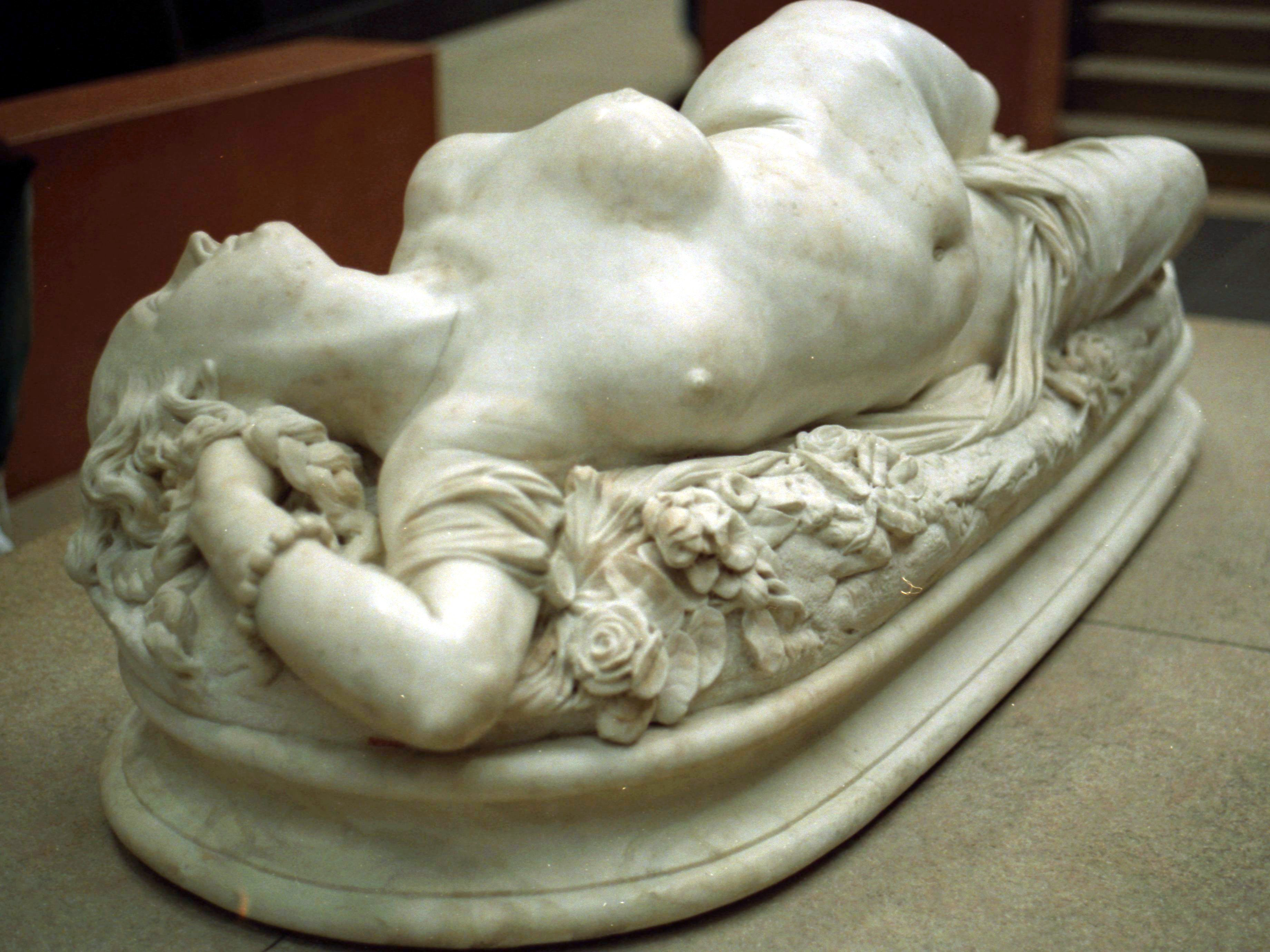
Mujer picada por una serpiente (1847), de Auguste Clésinger, Musée d'Orsay, París.

Un centro de referencia para el desnudo académico fue la obra de Ingres: según la teoría de Winckelmann sobre que el desnudo masculino solo podía expresar carácter, y en cambio el femenino era el único que podía reflejar la belleza, ya que esta se muestra más claramente en las formas suaves y sinuosas, los desnudos de Ingres reflejaban una continuidad en el trazo que proporcionaba a sus figuras una forma redondeada, de textura lisa y contorno suave. Por ello el arte académico se centró más en el desnudo femenino que en el masculino, con figuras de forma alisada y textura cérea.

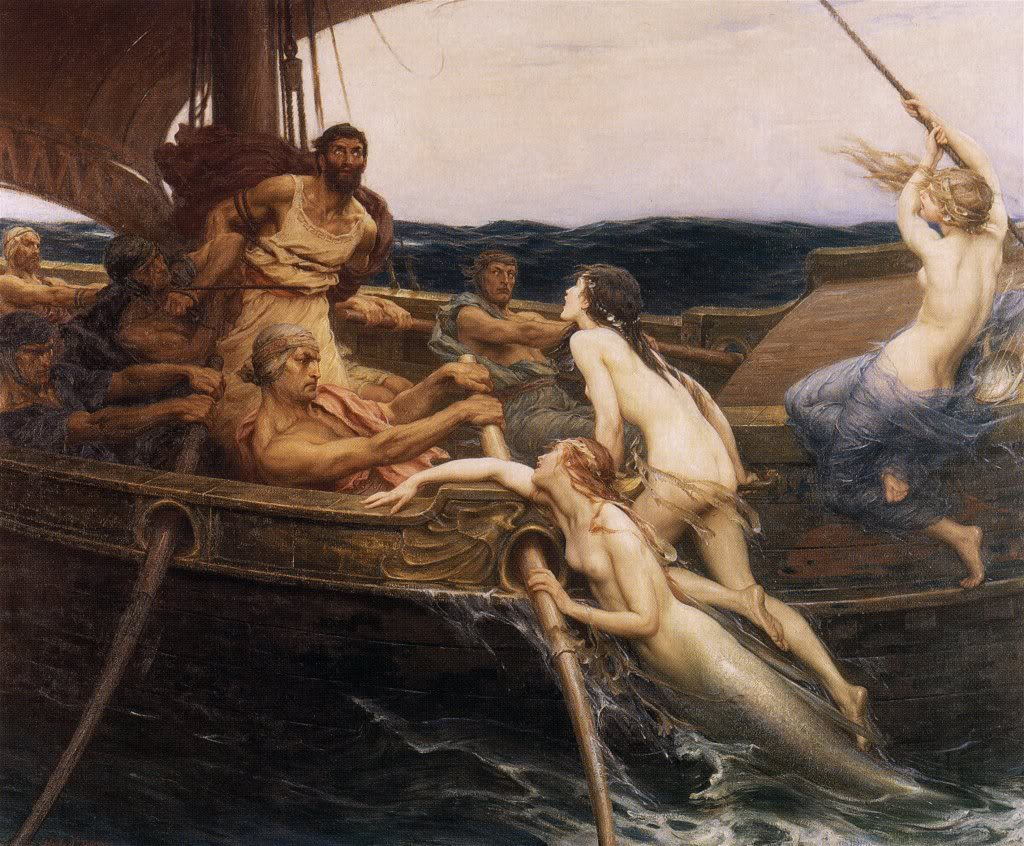
Ulises y las Sirenas (1909), de Herbert James Draper, Ferens Art Gallery, Kingston upon Hull.

Uno de los principales representantes del academicismo fue William-Adolphe Bouguereau, que realizó una gran cantidad de obras de desnudo, generalmente de tema mitológico, con figuras de gran perfección anatómica, pálidas, de largos cabellos y una elegancia gestual no exenta de sensualidad (El nacimiento de Venus, 1879; Amanecer, 1881; La ola, 1896; Las oréades, 1902). Otro exponente fue Alexandre Cabanel, autor de desnudos mitológicos y alegóricos que son un pretexto para representar mujeres de belleza voluptuosa y sensual, como su famoso El nacimiento de Venus (1863). Igual es el caso de Eùgene-Emmanuel Amaury-Duval, autor de otro Nacimiento de Venus (1862). Jean-Léon Gérôme fue uno de los principales representantes del orientalismo académico, con obras ambientadas en harenes y baños turcos al más puro estilo ingresiano, además de temas mitológicos e históricos (Friné ante el areópago, 1861; Baño turco, 1870; Piscina en el harén, 1876; Pigmalión y Galatea, 1890). Otros artistas fueron: François-Léon Benouville (La ira de Aquiles, 1847), Auguste Clésinger (Mujer picada por una serpiente, 1847; Leda y el cisne, 1864), Paul Baudry (La perla y la ola, 1862), Jules Joseph Lefebvre (La Verdad, 1870; María Magdalena en la cueva, 1876), Henri Gervex (Rolla, 1878), Édouard Debat-Ponsan (Le massage au Hamam, 1883), Alexandre Jacques Chantron (Dánae, 1891), Gaston Bussière (Las Nereidas, 1902), Guillaume Seignac (El despertar de Psique, 1904), etc.
En Gran Bretaña, la sociedad victoriana estimuló el academicismo como arte oficial que expresaba de forma óptima la moral puritana preponderante en los círculos de la burguesía y la nobleza, con autores como Joseph Noel Paton (La disputa de Oberón y Titania, 1846), Charles William Mitchell (Hipatia, 1885), Frederic Leighton (Psique en el baño, 1890), John Collier (Lilith, 1887; Lady Godiva, 1898; Tannhäuser en el Venusberg, 1901), Edward Poynter (Diadumene, 1884; Cueva de las ninfas de la tormenta, 1903), Lawrence Alma-Tadema (La costumbre favorita, 1909), John William Godward (Venus en el baño, 1901; En el Tepidarium, 1913; Desnuda en la playa, 1922), Herbert James Draper (Ulises y las Sirenas, 1909), etc.
En España, Luis Ricardo Falero también tuvo una especial predilección por la figura femenina, con obras donde destaca el componente fantástico y el gusto orientalista: Belleza oriental (1877), Visión de Fausto (La partida de las brujas) (1878), La encantadora (1878), La pose (1879), La favorita (1880), La estrella doble (1881), El hada del lirio (1888), La mariposa (1893), etc.

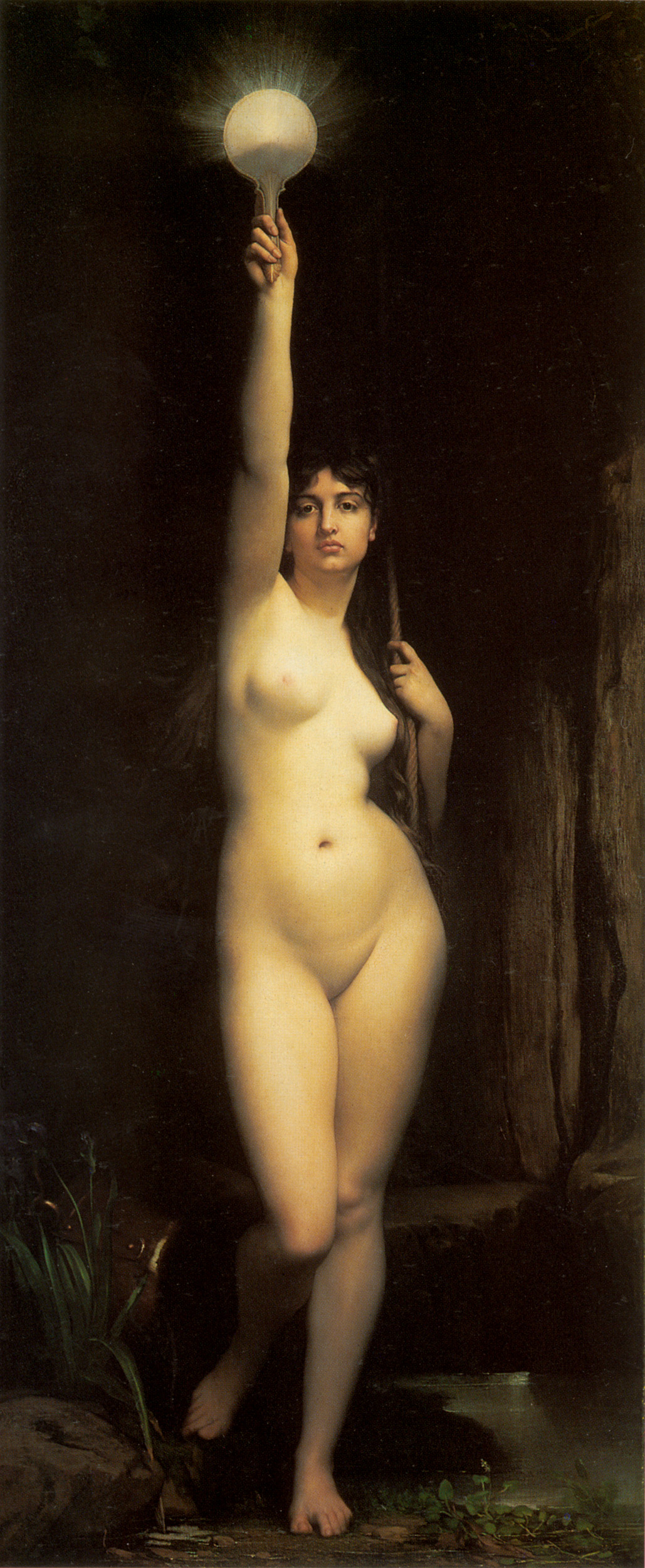
La verdad (1870), de Jules Joseph Lefebvre, Museo de Orsay, París.
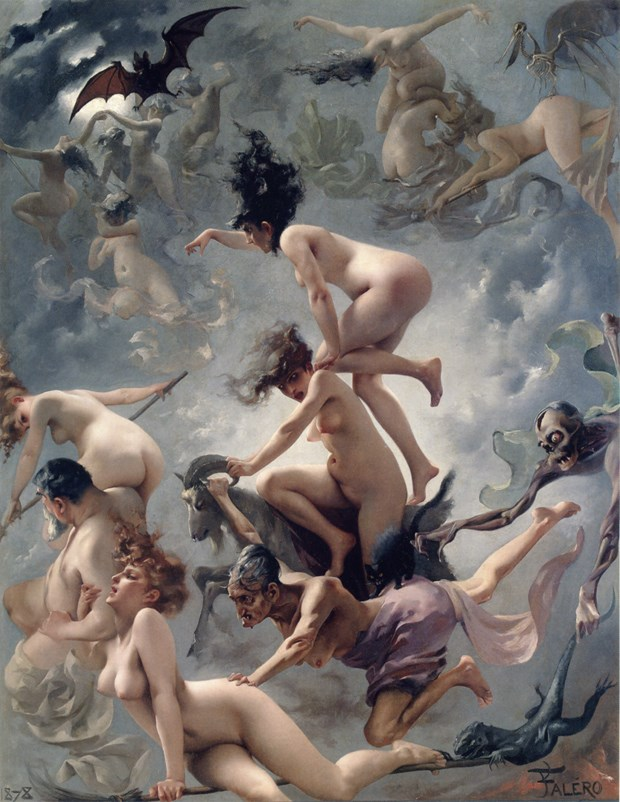
Brujas yendo al Sabbath (1878), de Luis Ricardo Falero.
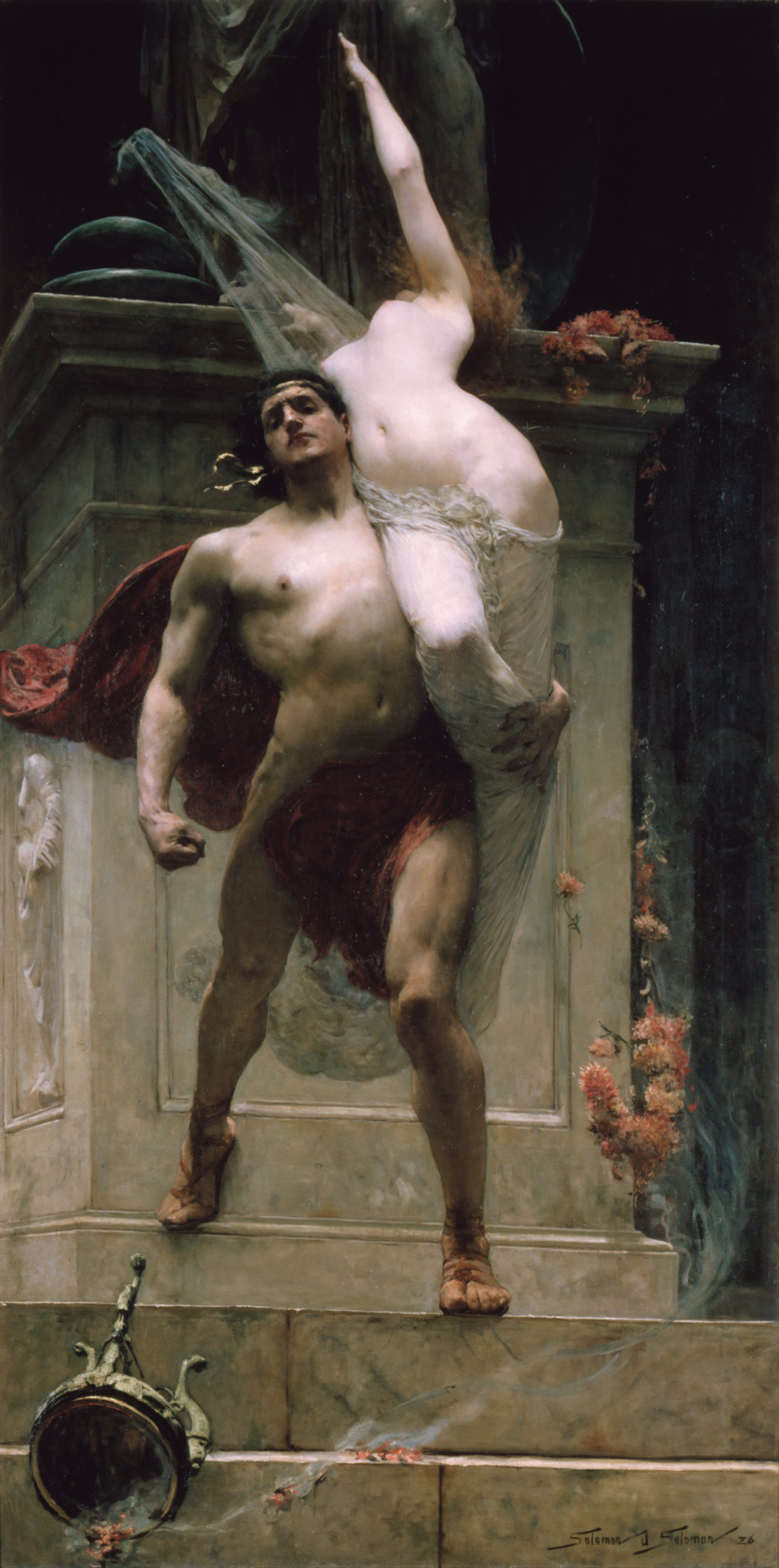
Ayax y Casandra (1886), de Solomon Joseph Solomon.
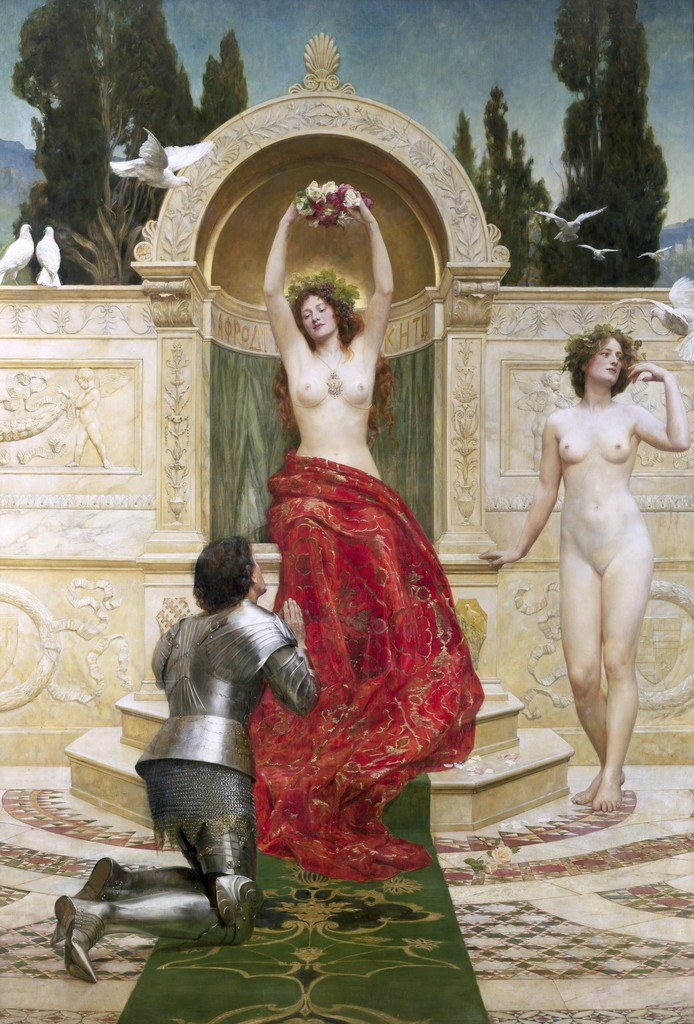
Tannhäuser en el Venusberg (1901), de John Collier.
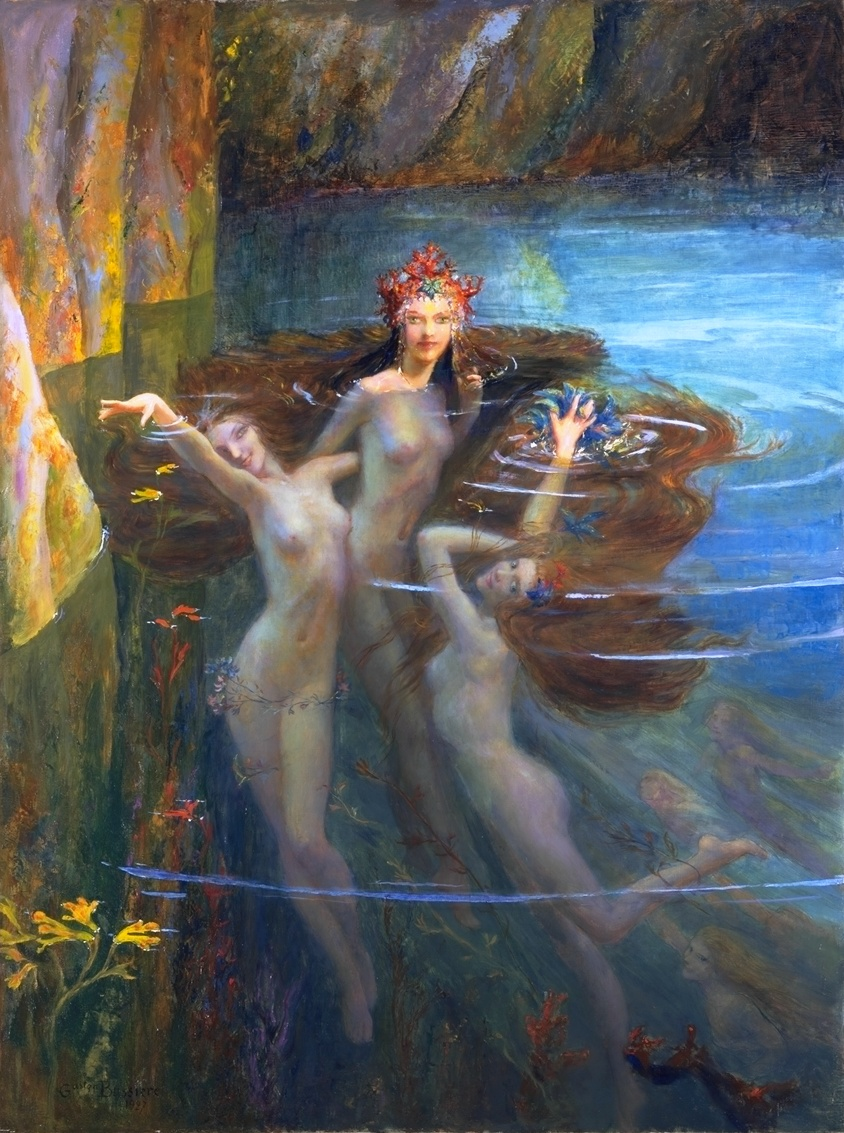
Las Nereidas (1902), de Gaston Bussière, Colección privada.
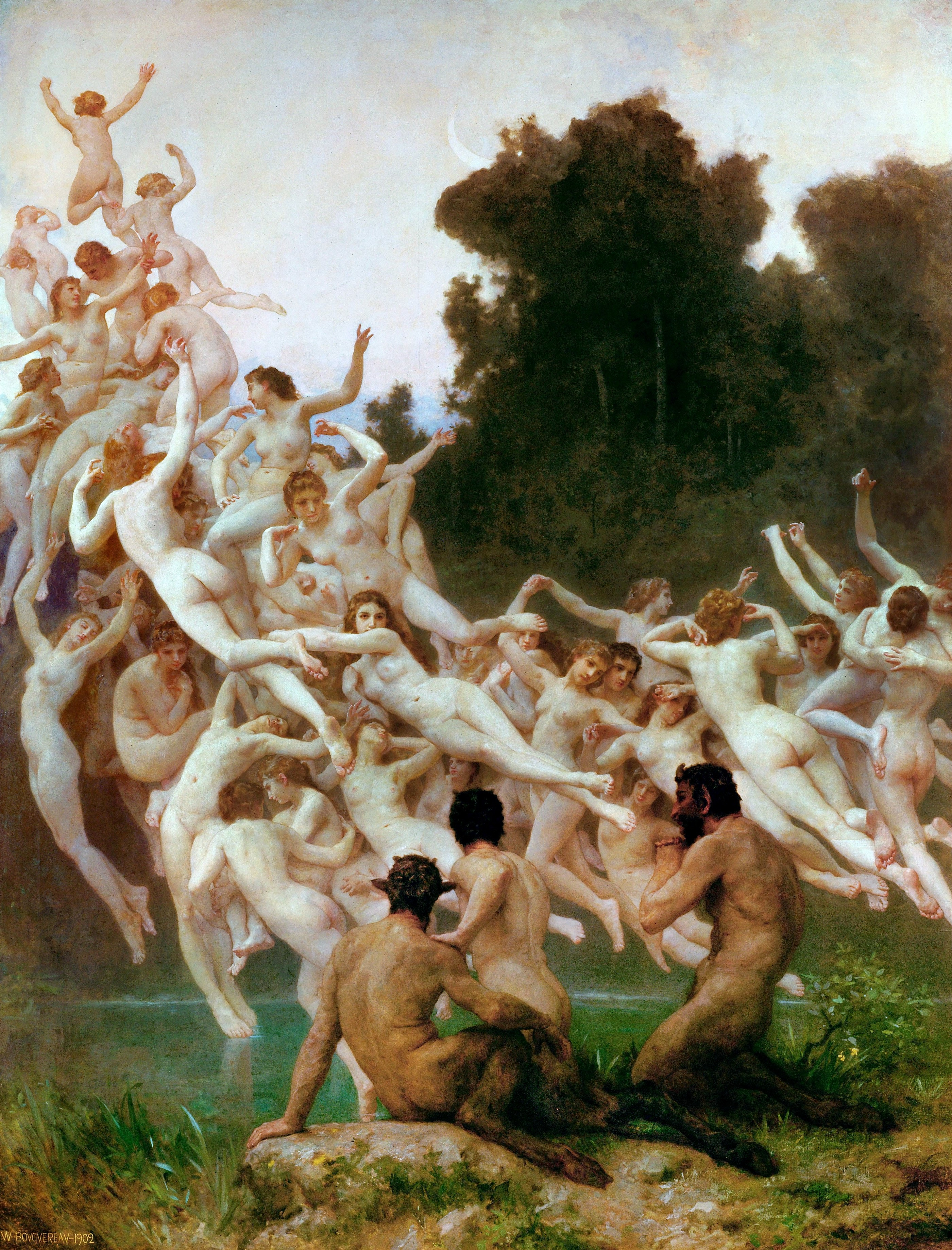
Las oréades (1902), de William-Adolphe Bouguereau, Colección privada.
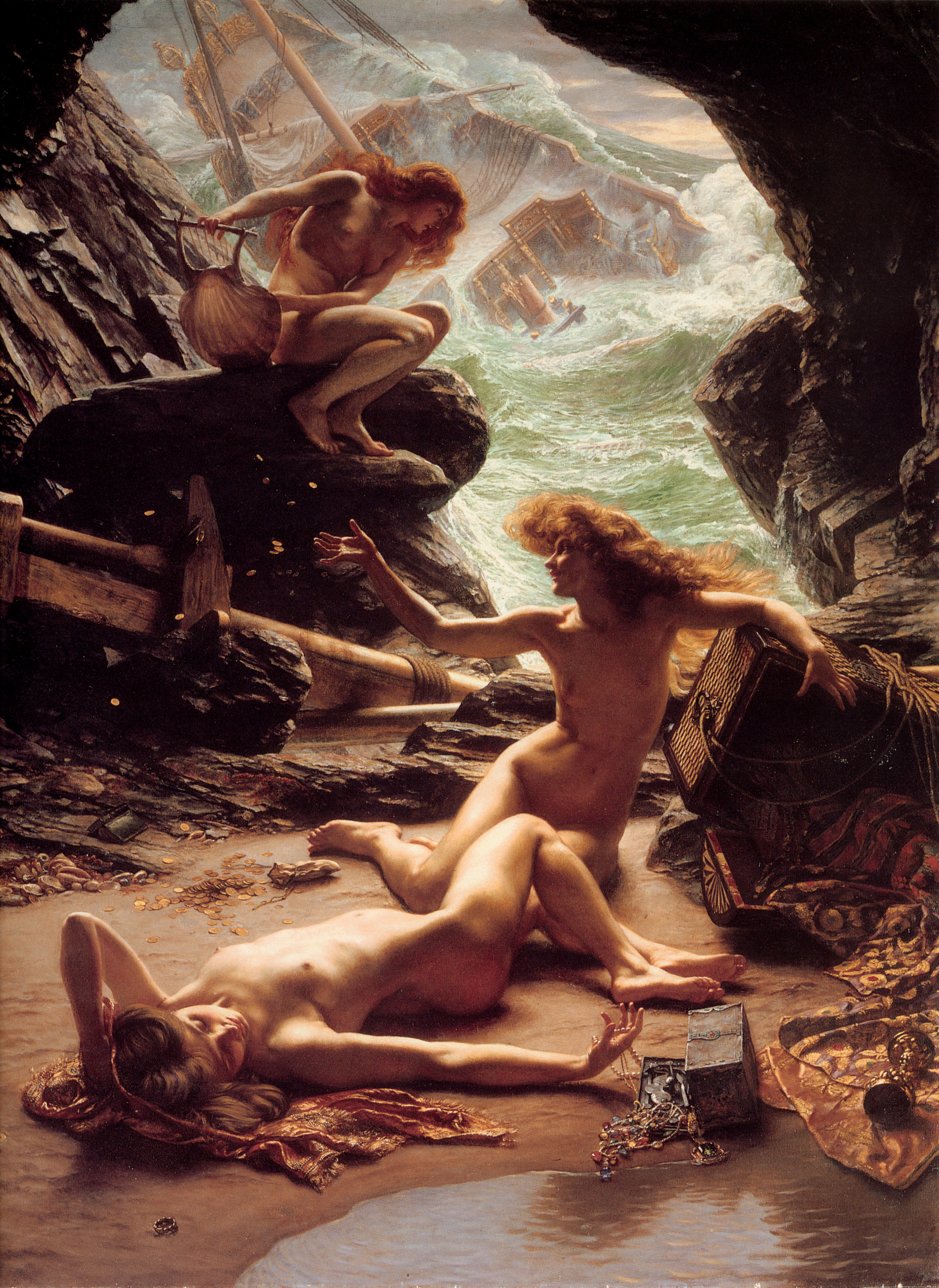
Cueva de las ninfas de la tormenta (1903), de Edward Poynter, Colección privada.
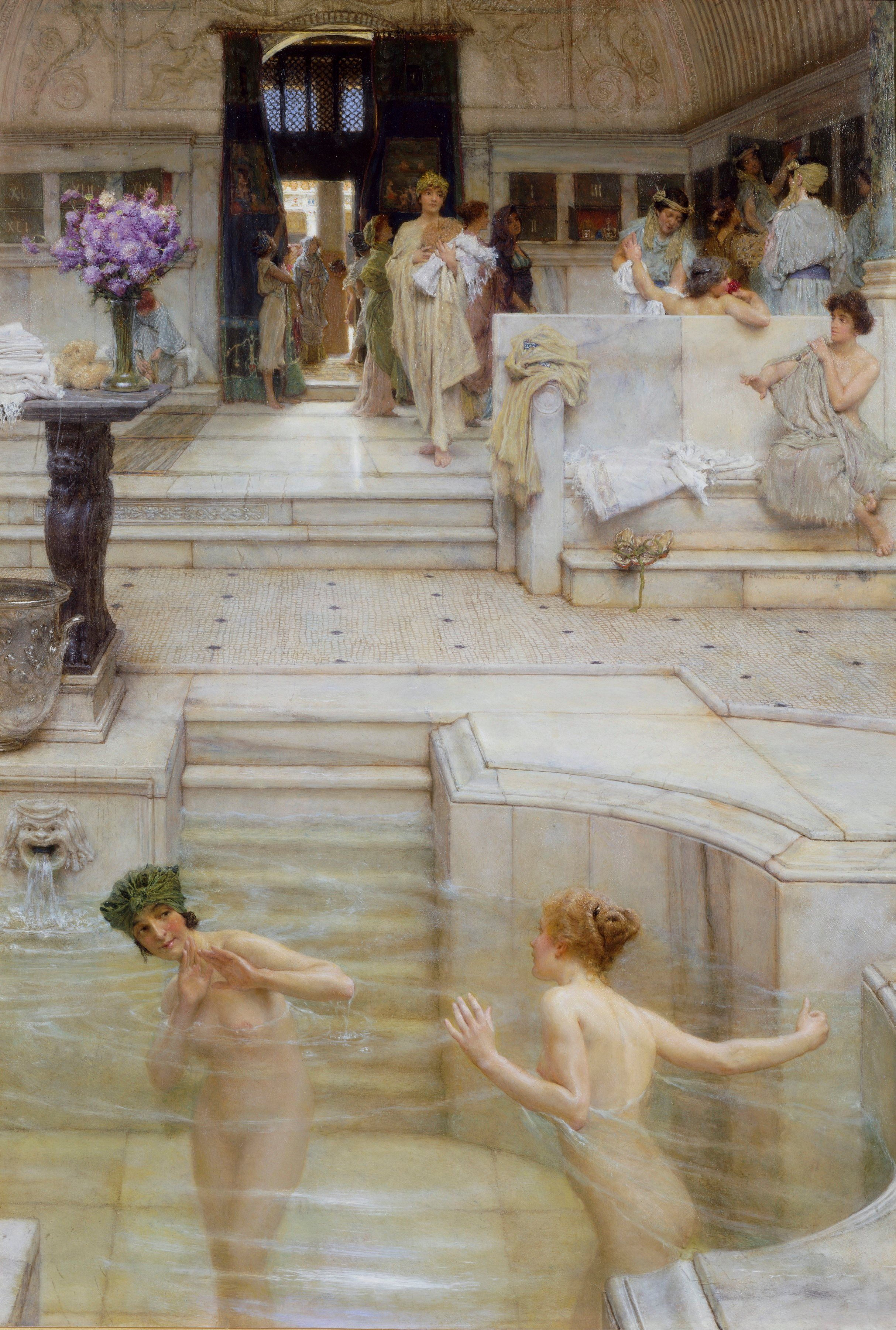
La costumbre favorita (1909), de Lawrence Alma-Tadema, Tate Gallery, Londres.
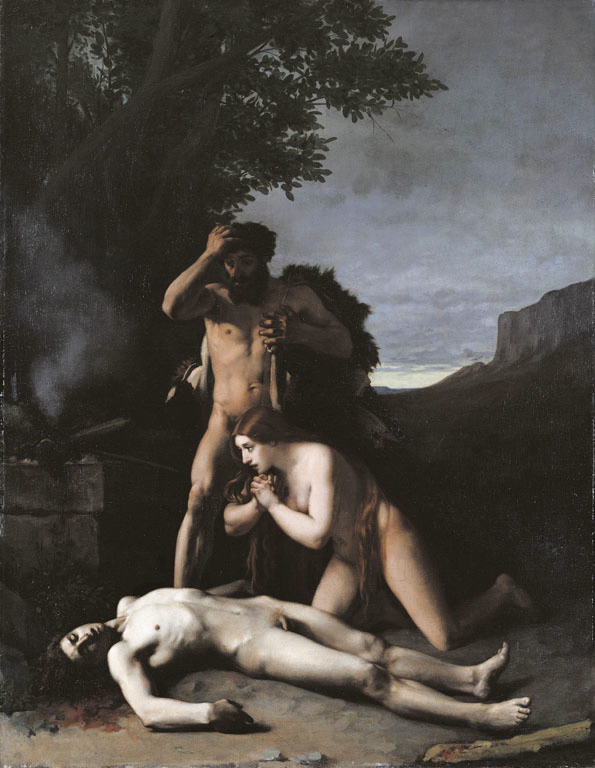
Adán y Eva descubriendo el cuerpo de Abel (1858), de Jean-Jacques Henner, École Nationale Supérieure des Beaux-Arts, París.

#### Realismo

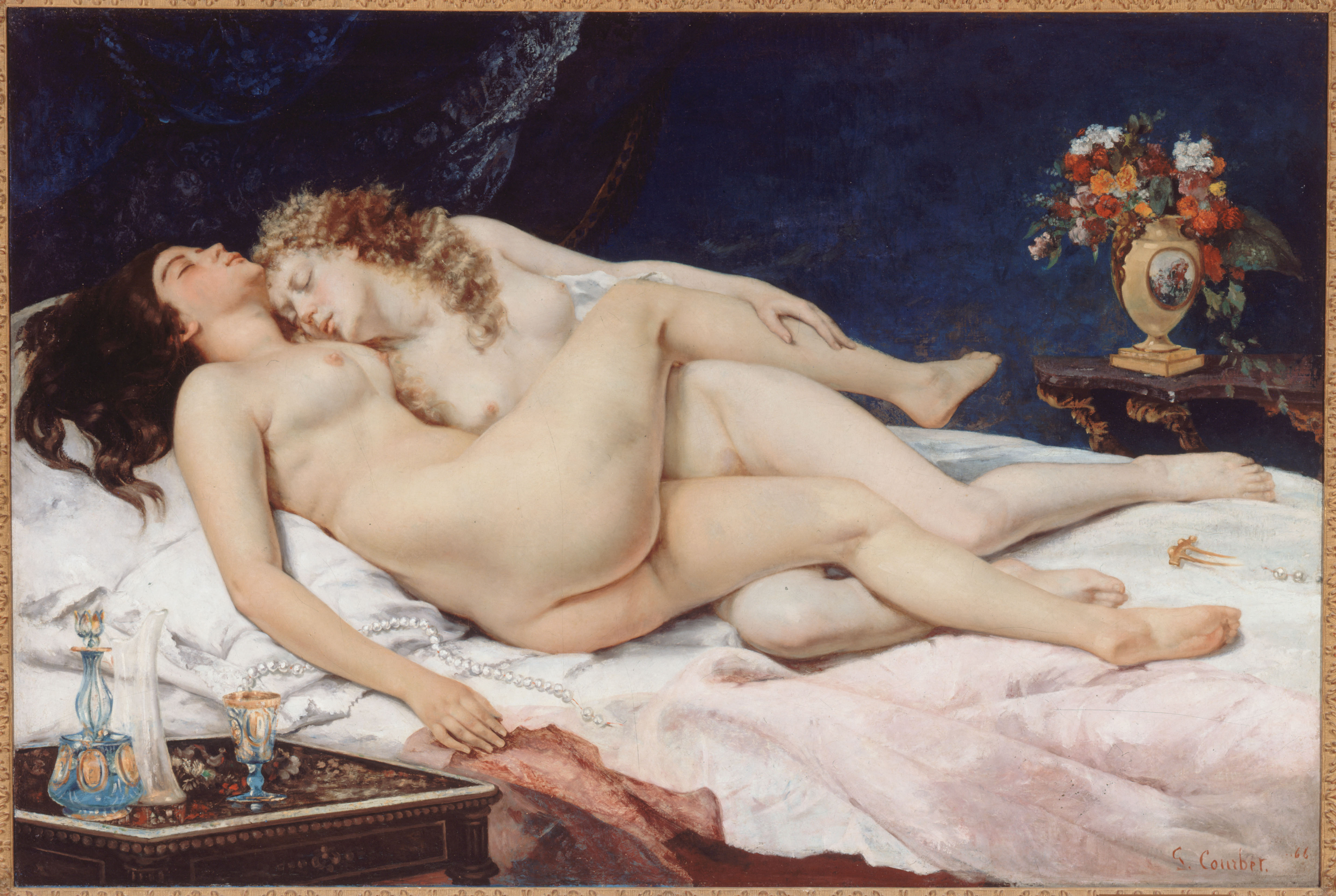
El sueño (1866), de Gustave Courbet, Museo del Petit-Palais, París.

Desde mediados de siglo surgió una tendencia que puso énfasis en la realidad, la descripción del mundo circundante, especialmente de obreros y campesinos en el nuevo marco de la era industrial, con un cierto componente de denuncia social, ligado a movimientos políticos como el socialismo utópico y filosóficos como el positivismo. En el marco de la disolución de la teoría clásica del arte operada en la primera mitad del siglo XIX, el realismo, junto a la liberación técnica operada por la aparición de la fotografía, en la que se inspiran muchos de los nuevos artistas, supuso una liberación temática, donde los protagonistas ya no son nobles, héroes o dioses, sino gente normal, de la calle, retratada con toda su miseria y su crudeza.
Su principal exponente fue Gustave Courbet, artista de temperamento apasionado y comprometido políticamente, resuelto a superar los «errores de los románticos y los clasicistas». La obra de Courbet supuso la introducción del realismo en el desnudo, que si bien en épocas anteriores había tenido planteamientos más o menos naturalistas, generalmente estaban supeditados a una concepción idealizadora del cuerpo humano. Courbet fue el primero en retratar el cuerpo tal como lo percibía, sin idealizar, sin contextualizar, sin enmarcarlo en un tema iconográfico, transcribiendo las formas que captaba del natural. Generalmente, sus modelos eran de robusta constitución, como su Bañista (1853), la modelo de El taller del pintor (1855), Mujer desnuda acostada (1862), La mujer con el papagayo (1865), Lot y sus hijas (1844), Dos bañistas (1858) y El manantial (1867). En ocasiones se inspiró en otros artistas, como en La Fuente (1868) —réplica de la famosa obra de Ingres— o El sueño (1866), que recuerda Las dos amigas de Fragonard. Una de sus obras más famosas es El origen del mundo (1866), donde presenta un cuerpo femenino sin cabeza, mostrando el pubis en primer plano, en una visión radicalmente novedosa que sorprendió y escandalizó al público de la época.

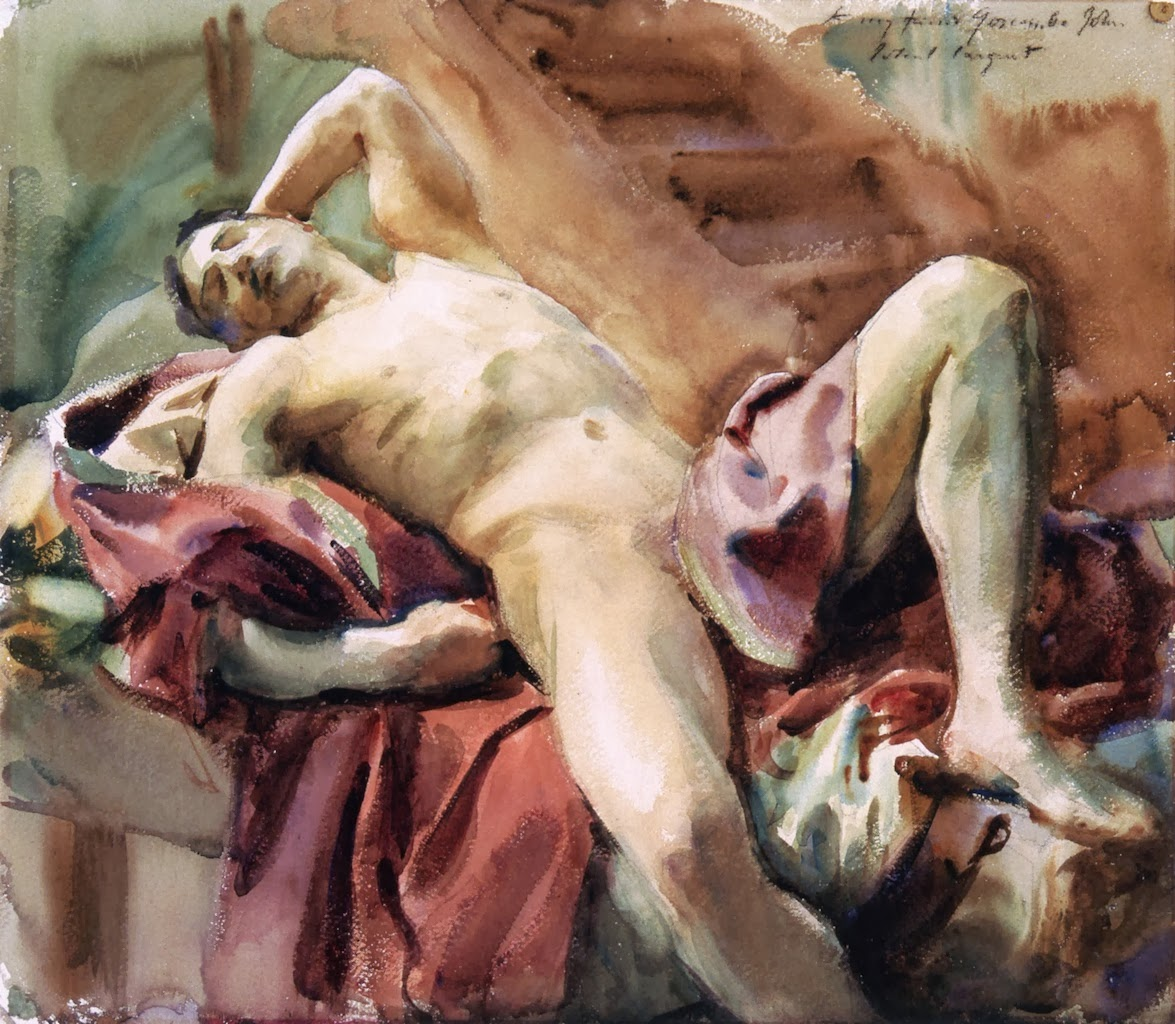
Retrato de Nicola D'Inverno (1892), de John Singer Sargent.

Otro exponente fue Camille Corot, que fue principalmente paisajista, añadiendo ocasionalmente figuras humanas a sus paisajes, algunas de ellas desnudos, en un tipo de paisajes de aire arcádico, con atmósferas vaporosas y tonos delicados, como en Ninfa recostada (1855) y Ninfa a orillas del mar (1860). Más adelante disoció el paisaje de la figura humana, y entre 1865 y 1875 realizó numerosas obras centradas en el estudio de la figura femenina, como Lectura interrumpida (1865-1870) y Mujer con la perla (1869). Otras obras suyas son: Marietta, la odalisca romana (1843), Muchacha con la falda rosa (1853-1865), El baño de Diana (1855), Ninfas desarmando al Amor (1857), etc.
El equivalente escultórico del realismo fue Constantin Meunier, que retrató preferentemente a obreros y trabajadores de la nueva era industrial, sustituyendo al héroe clásico por el proletario moderno, en obras donde se otorga especial relevancia al sentido volumétrico de la figura, como en El Pudelador (1885) y El Anciano, en el Monumento al Trabajo de Bruselas (1890-1905). Otro notable escultor fue Aimé-Jules Dalou, discípulo de Carpeaux, que pese a su naturalismo denota una cierta influencia barroca, en obras como: Bacanal (1891), Mujer secándose el pie (1895) y El triunfo de Sileno (1898).
El americano instalado en Europa John Singer Sargent fue el retratista con más éxito de su época, así como un pintor con talento en la representación de paisajes y un gran dibujante, que dejó un gran número de academias. Influido por Velázquez, Frans Hals, Anton Van Dyck y Thomas Gainsborough, tenía un estilo elegante y virtuoso, que demostró también en desnudos como Chico desnudo en la playa (1878) y Nicola D'Inverno (1892).
En España también se impuso a mediados del siglo el realismo: Eduardo Rosales trató numerosos géneros, y aunque realizó pocos desnudos (Mujer dormida, 1862; Mujer saliendo del baño, 1869), merecen destacarse por su calidad. De Raimundo Madrazo también conviene destacar una única obra, Después del baño (1895), de admirable traza y sentido compositivo. Mariano Fortuny, formado en el nazarenismo, realizó varias obras de temática oriental (La odalisca, 1861), junto a escenas de género o desnudos ubicados en paisajes (Idilio, 1868; Elección de modelo, 1870-1874; Viejo desnudo al sol, 1871; Carmen Bastián, 1871-1872; Desnudo en la playa de Portici, 1874). Otros artistas fueron: Casto Plasencia (El rapto de las sabinas, 1874), José Jiménez Aranda (Esclava en venta, 1897), Enrique Simonet (¡Y tenía corazón!, 1890; El Juicio de Paris, 1904) y, como escultor, Ricardo Bellver (El ángel caído, 1877).

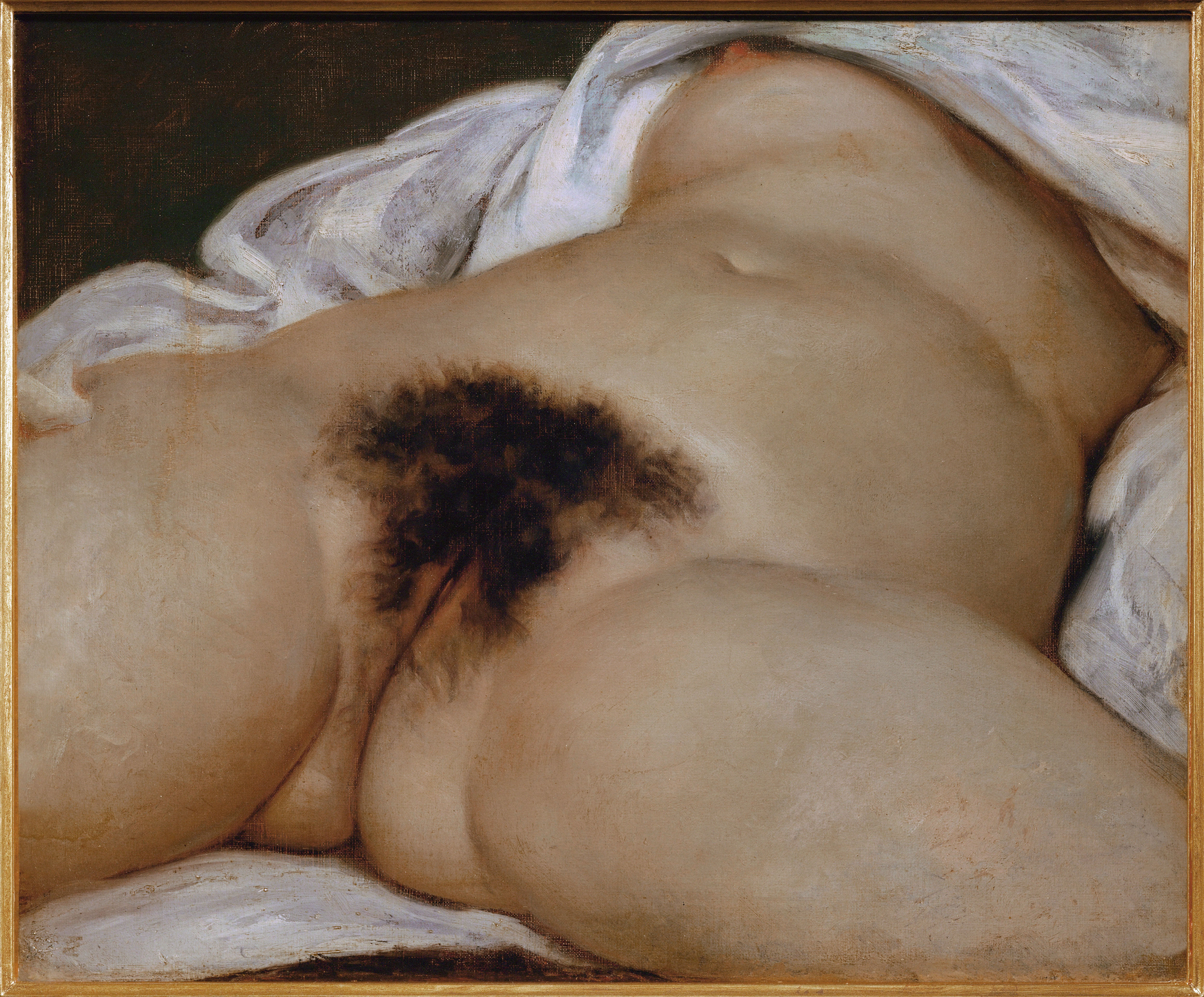
El origen del mundo (1866), de Gustave Courbet, Museo de Orsay, París
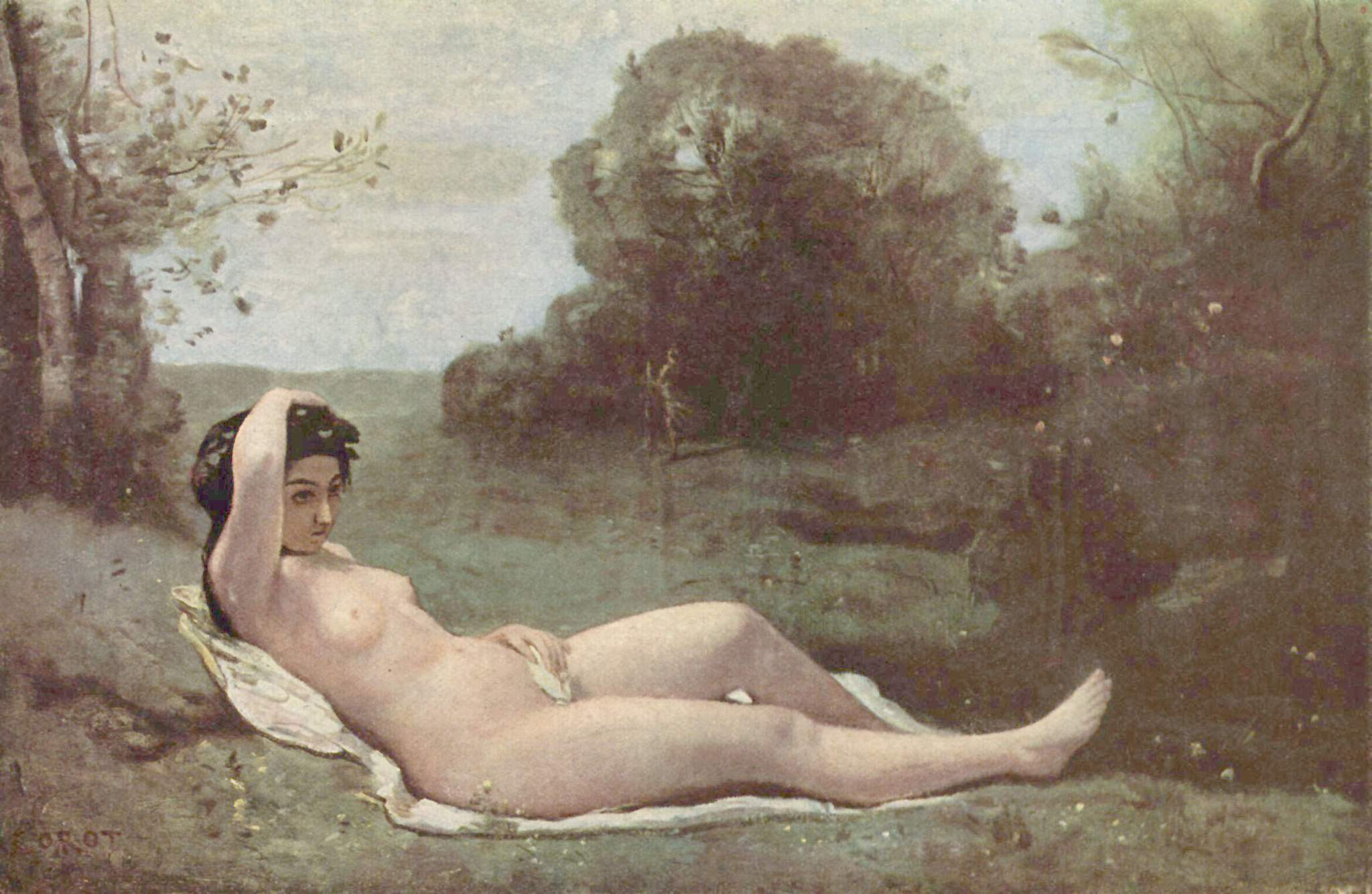
Joven muchacha en verde (1859), de Camille Corot, Musée d'Art et d'Histoire, Ginebra.
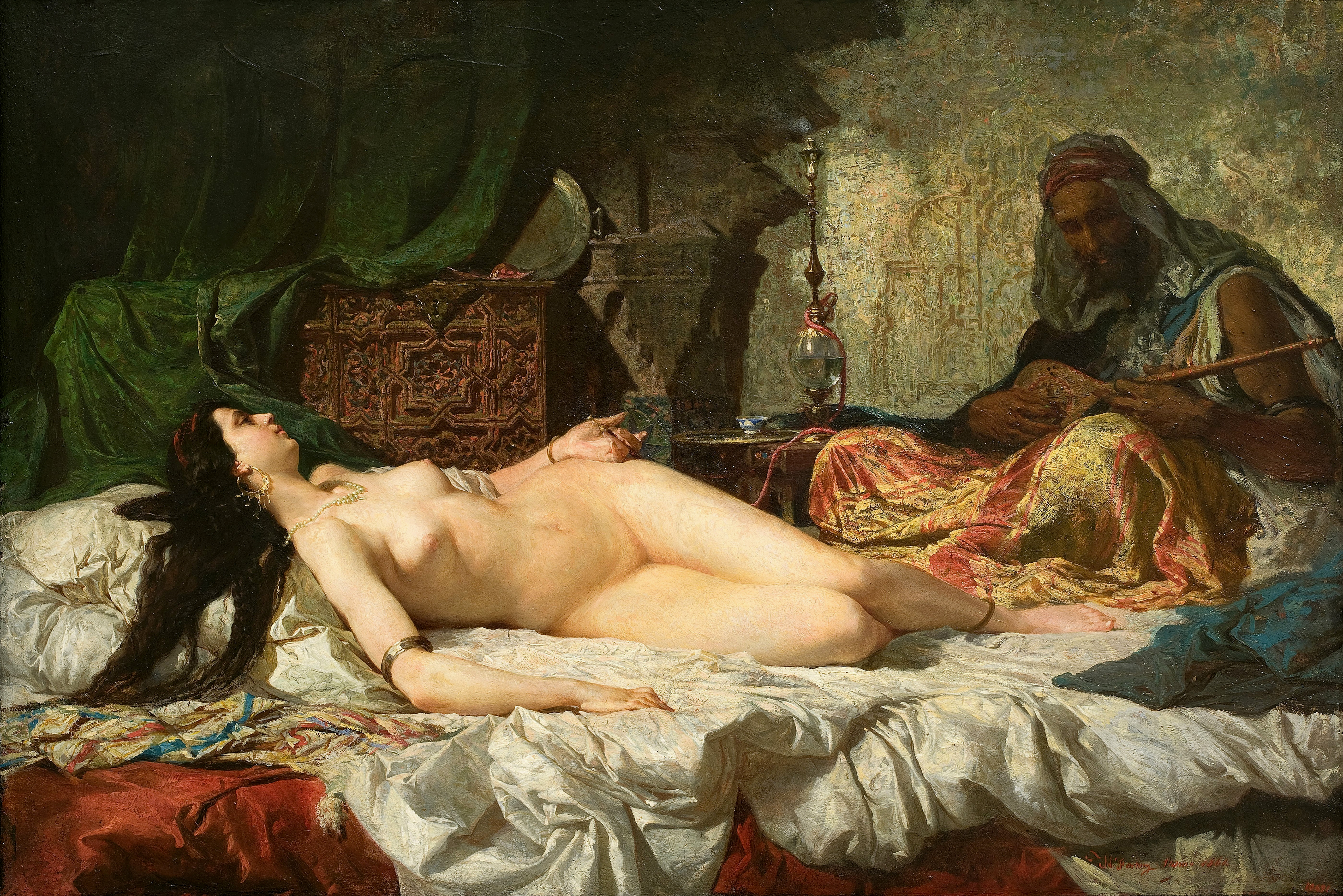
La odalisca (1861), de Mariano Fortuny, MNAC, Barcelona.
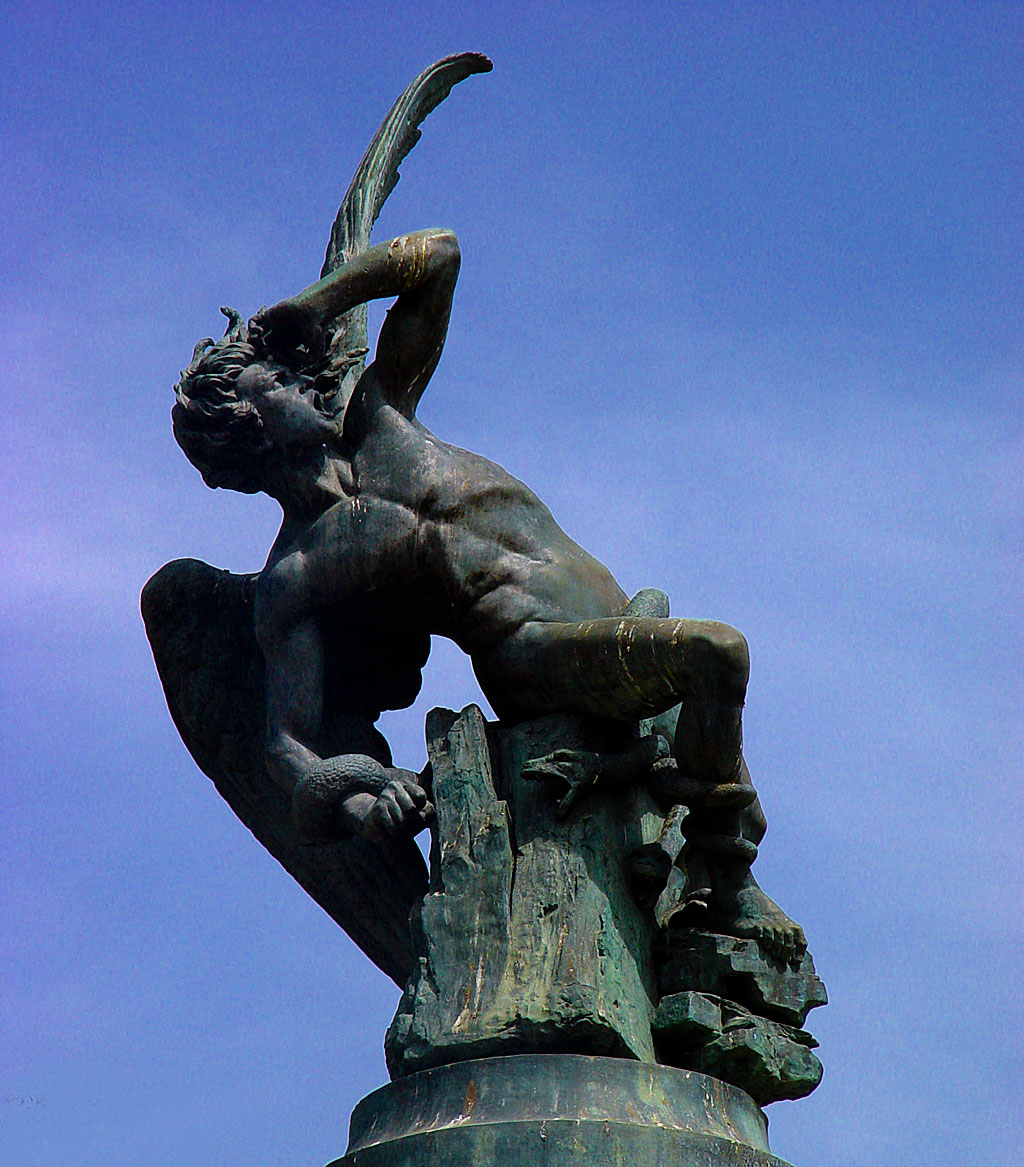
El ángel caído (1877), de Ricardo Bellver, Jardines del Retiro de Madrid.
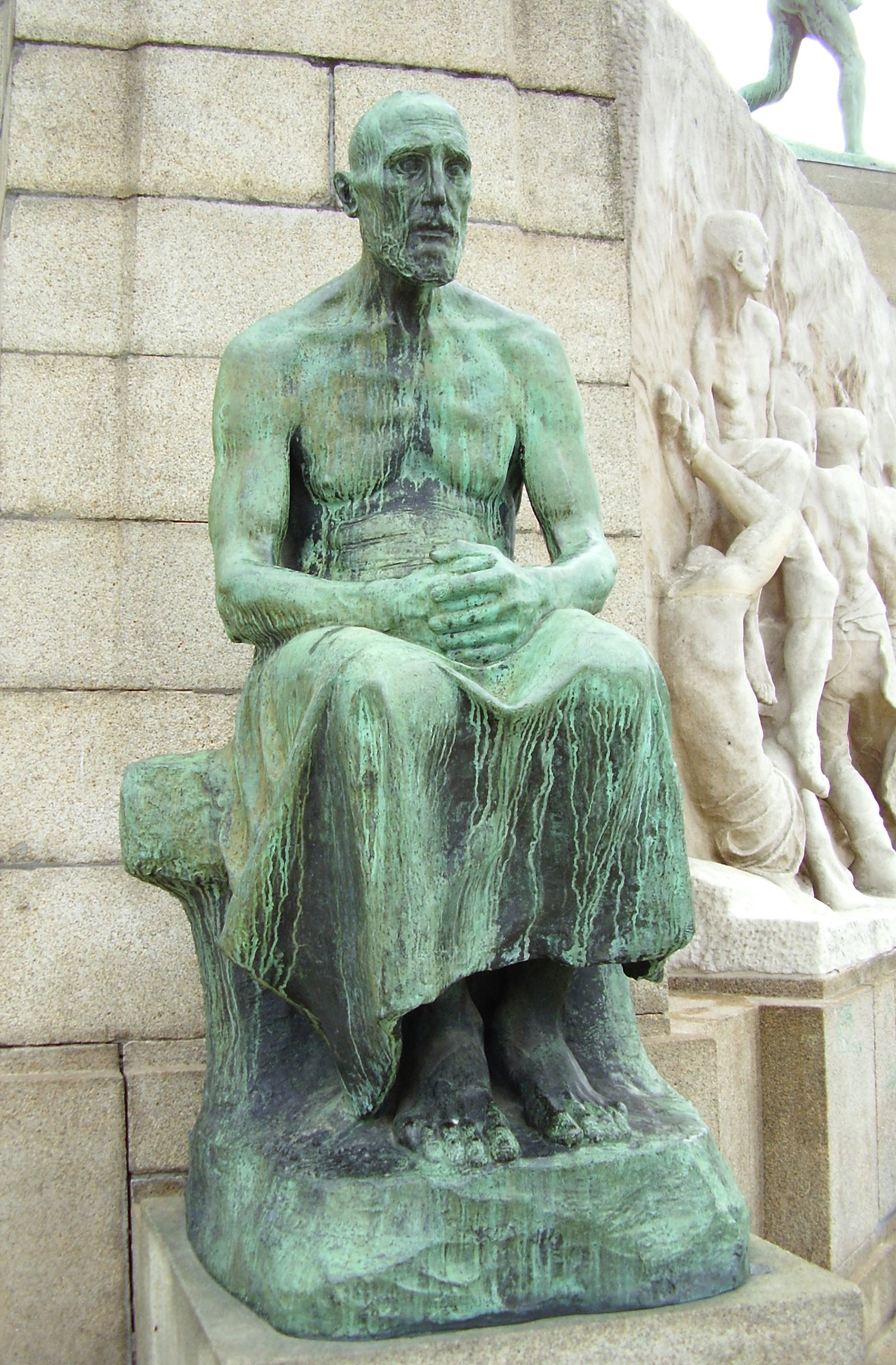
El Anciano, en el Monumento al Trabajo (1890-1905), de Constantin Meunier, Bruselas.
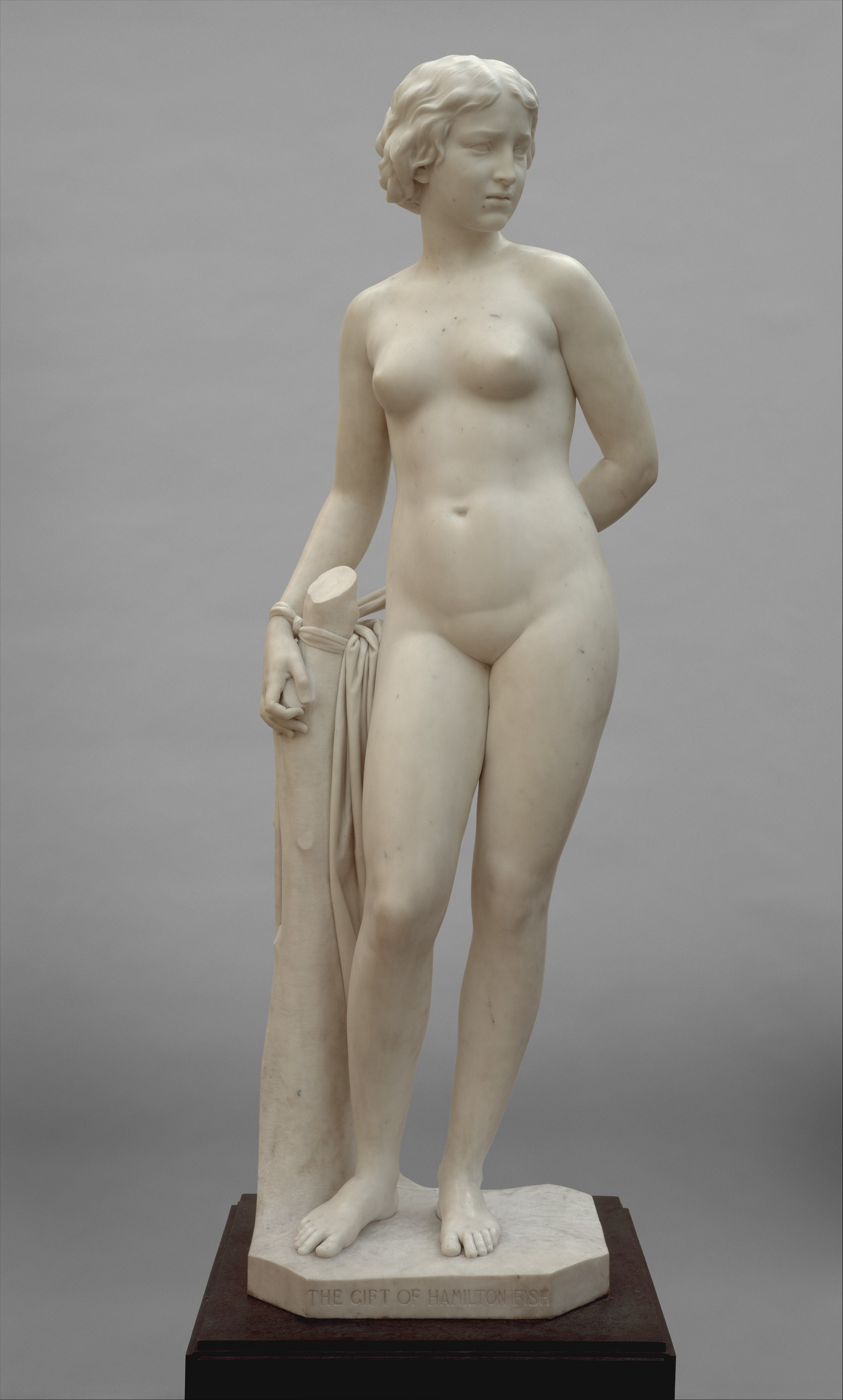
La blanca cautiva (1858-59), de Erastus Dow Palmer, Metropolitan Museum of Art, Nueva York
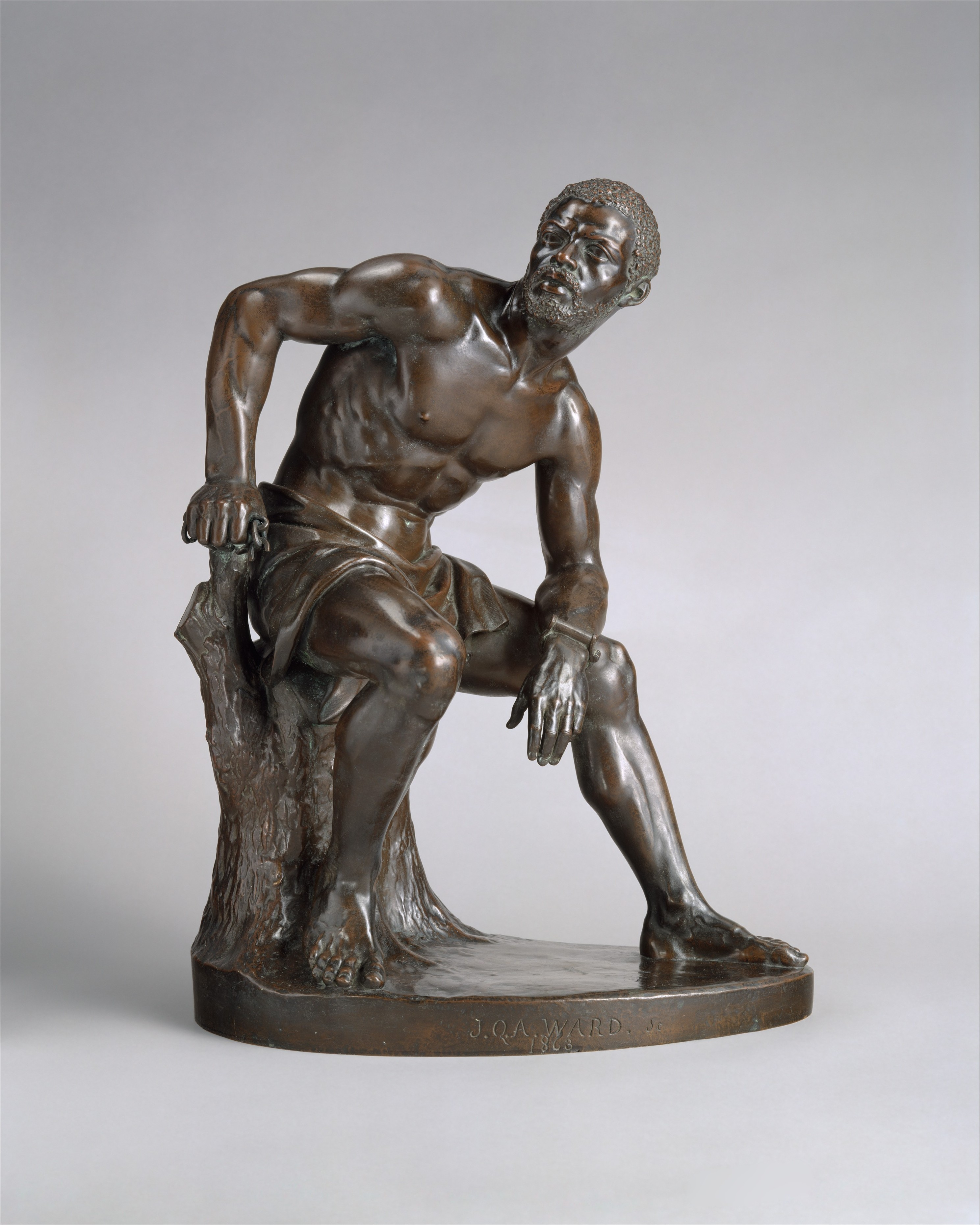
El esclavo liberado (1863), de John Quincy Adams Ward, Metropolitan Museum of Art, Nueva York

#### Impresionismo
El impresionismo fue un movimiento profundamente innovador, que supuso una ruptura con el arte académico y una transformación del lenguaje artístico, iniciando el camino hacia los movimientos de vanguardia. Los impresionistas se inspiraban en la naturaleza, de la que pretendían captar una «impresión» visual, la plasmación de un instante en el lienzo —por influjo de la fotografía—, con una técnica de pincelada suelta y tonos claros y luminosos, valorando especialmente la luz.
La obra de los impresionistas fue de gran rupturismo con la tradición clásica, concibiendo un nuevo estilo pictórico que buscó su inspiración en la naturaleza, alejado de todo convencionalismo y cualquier tipo de reglamentación clásica o académica. Así, Le Déjeuner sur l'Herbe (1863) de Édouard Manet fue en su día un completo escándalo, pese a estar claramente influido por los contornos clásicos de Rafael, aunque la polémica no provenía del desnudo en sí, sino de ser un desnudo injustificado, una mujer anónima, contemporánea. Otra revolución promovida por Manet fue su Olympia (1863), con un aire caravaggesco que le otorgaba un aspecto de delicada afectación, pero cuya apariencia de verosimilitud provocó un escándalo en su época, que obligó al autor a abandonar París. Olympia es una mujer real, de carne y hueso —descaradamente real, ya que representa una prostituta—, y está en un escenario real, no en un bucólico bosque o unas pintorescas ruinas. Es una escena íntima, que enseña al espectador la faceta más privada del ser humano, su intimidad. Por otro lado, los rasgos concretos e individualizados de la modelo le confieren una identidad propia, alejada de los rostros idealizados del desnudo clásico.
Otros autores continuaron el camino iniciado por Manet, como Edgar Degas, quien después de unos primeros desnudos de influencia ingresiana evolucionó a un estilo personal basado en el diseño de dibujo, preocupado esencialmente por la transcripción del movimiento, en escenas llenas de vida y espontaneidad. Degas se alejó voluntariamente de los cánones de belleza convencionales, optando por un tipo de cuerpo poco desarrollado, de adolescente, como se aprecia en Jóvenes espartanos (1860) y sus representaciones de bailarinas. Por otro lado, sus obras tienen un marcado carácter de instantánea, de momento captado de forma espontánea, por influencia de la fotografía y de las estampas japonesas, con cierto componente de voyeurismo (Mujer en el baño, 1880; Después del baño, 1883; Mujer secándose los pies, 1886; La toilette, 1886; Mujer secándose el cuello después del baño, 1895). Degas inició un subgénero dentro del desnudo, el de la toilette, las mujeres en el baño, realizando su aseo personal, que tendría gran desarrollo a finales del siglo XIX y principios del XX. En su Serie de desnudos de mujeres bañándose, lavándose, secándose, peinándose o siendo peinadas, presentada en la última exposición de los impresionistas, en 1886, pretendió ofrecer una nueva visión del desnudo, enseñado de costado o de espaldas, pero no de frente, para remarcar el efecto de instante robado, y que no parezca que se están presentando al público; en sus propias palabras: «hasta ahora el desnudo había sido presentado en posturas que presuponían un público. Pero mis mujeres son gente sencilla, honesta, que sólo se ocupa de su esmero físico. He aquí otra: está lavándose los pies y es como si yo la mirara por el ojo de la cerradura».

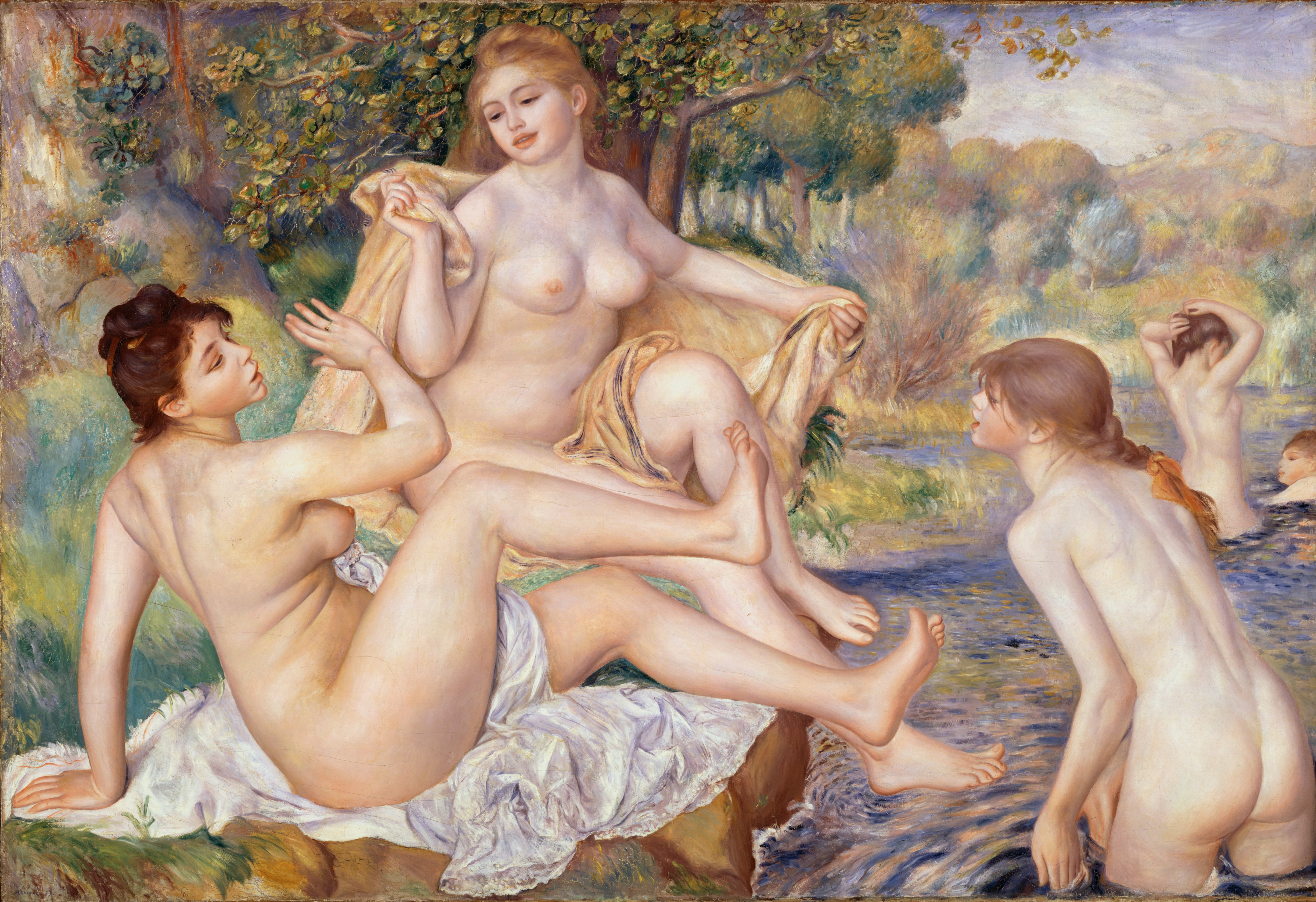
Las grandes bañistas (1884-1887), de Pierre-Auguste Renoir, Museo de Arte de Filadelfia, Filadelfia, Estados Unidos.

Pero fue Renoir uno de los más grandes intérpretes del cuerpo femenino, que transcribió de una forma realista, pero con cierto grado de adoración que le confería un aire de idealizada perfección. En la Baigneuse au griffon (1870) se inspiró en un grabado sobre la Afrodita de Cnido, mientras que el concepto compositivo está tomado de Courbet. Renoir buscaba sintetizar la postura canónica clasicista con un aire de realidad natural, en ambientes luminosos y evocadores que traslucían una visión serena y plácida de la desnudez, un ideal de comunión con la naturaleza. Se afanó en diluir el contorno de sus figuras, siguiendo la técnica impresionista, a través de un moteado del espacio con manchas de luz y de sombra, inspirándose en la escuela veneciana para plasmar la forma por medio del color, como se percibe en Anna (1876) y Torso (1876). Más adelante, en un intento de simplificar el desnudo, se inspiró en los frescos de La Farnesina de Rafael, así como las pinturas de Pompeya y Herculano, como se denota en su Baigneuse blonde (1882). En las Grandes baigneuses (1885-1887) realizó unos desnudos de corte escultural, inspirados en la Fuente de las ninfas de Girardon (Versalles), con líneas fluidas y un gran sentido del relieve. En sus últimas obras estuvo influido tanto por el helenismo alejandrino como por el manierismo miguelangelesco y el barroquismo de Boucher y Clodion, con figuras rollizas de aspecto exuberante y actitud natural hacia el cuerpo y el entorno que las rodea, generalmente ríos, lagos, bosques y playas (Bañista sentada, 1885; Bañista secándose, 1895; El juicio de Paris, 1908-1910; Bañistas, 1916).

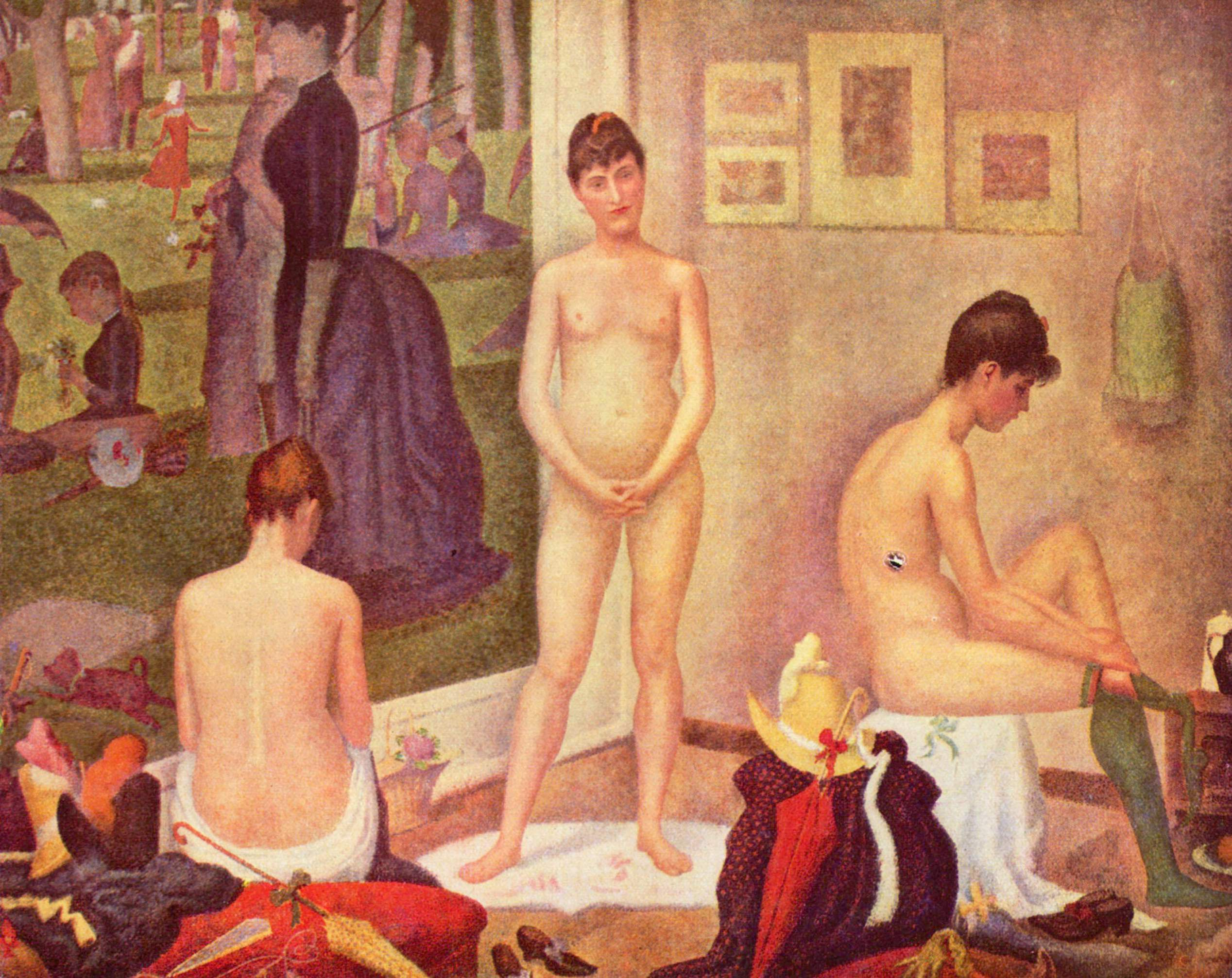
Las modelos (1886-1888), de Georges Seurat, Barnes Foundation, Filadelfia.

Heredero del impresionismo fue el neoimpresionismo, un estilo basado fundamentalmente en la técnica puntillista, la elaboración del cuadro por puntos de color. Uno de sus principales representantes fue Georges Seurat, quien a lo largo de su carrera mostró preferencia por temas diversos, como las marinas, las escenas campestres, el circo, el music-hall y el desnudo. Su principal obra en este terreno fue Las modelos (1886-1888), donde quiso demostrar que la técnica puntillista servía para cualquier género, ya que a menudo se le reprochaba que solo sabía elaborar paisajes en esa técnica. En esta obra reinterpretó en clave moderna el conocido tema de las tres Gracias, mediante unas modelos de dibujo situadas en el propio taller del artista, con una visión deudora en cierta forma de la obra de Ingres.

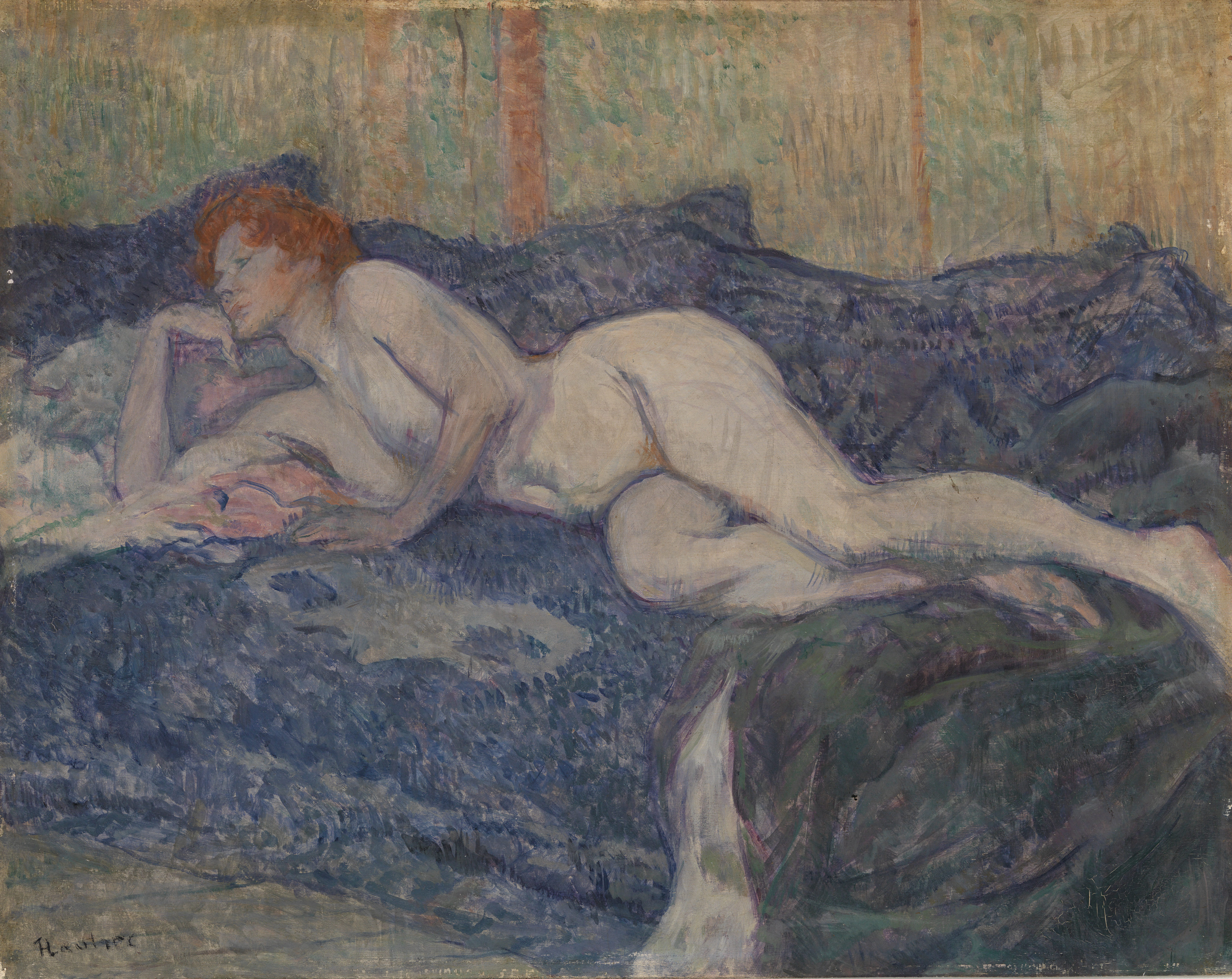
Desnudo acostado en un sofá (1897), de Henri de Toulouse-Lautrec, Barnes Foundation, Filadelfia.

Posteriormente, los llamados postimpresionistas fueron una serie de artistas que, partiendo de los nuevos hallazgos técnicos efectuados por los impresionistas, los reinterpretaron de manera personal, abriendo distintas vías de desarrollo de suma importancia para la evolución del arte en el siglo XX. Así, más que un determinado estilo, el postimpresionismo fue una forma de agrupar a diversos artistas de distinto signo. Paul Cézanne estructuraba la composición en formas geométricas (cilindro, cono y esfera), en una síntesis analítica de la realidad precursora del cubismo. Trató el desnudo como el paisaje o el bodegón, como expresión de la relación entre volúmenes de color inmersos en la luz, como en sus Bañistas (1879-1882) del Petit-Palais parisiense. Paul Gauguin experimentó con la profundidad, dando un nuevo valor al plano pictórico, con colores planos de carácter simbólico. Tras unos inicios en el puntillismo (Estudio de un desnudo, 1880) y una estancia en Pont-Aven con los nabis (El Cristo amarillo, 1889), su estancia en Tahití le sirvió para recrear un mundo de primitiva placidez donde la desnudez era contemplada con naturalidad, como se percibe en I Raro te Oviri (1891), La pérdida de la inocencia (1891), La Eva tahitiana (1892), Dos tahitianas en la playa (1892), Mujer en el mar (1892), Manao tupapau (1892), La Luna y la Tierra (1893), Otahí o la soledad (1893), Día delicioso (1896), La mujer de los mangos (1896), ¿De dónde venimos? ¿Quiénes somos? ¿Adónde vamos? (1897), Vairumati (1897), Nevermore (1897), Y el oro de sus cuerpos (1901), etc. Henri de Toulouse-Lautrec, en contraposición a los estilizados desnudos de los salones académicos, estudió la figura femenina en su más cruenta carnalidad, sin soslayar las imperfecciones propias del cuerpo, con preferencia por escenas de circo y music-hall, o bien de ambientes bohemios y de prostíbulos: La gorda Marie (1884), Mujer estirándose las medias (1894), La inspección médica (1894), Dos amigas (1894-1895), La toilette (1896), La mujer levantándose la camisa (1901), etc. Vincent van Gogh fue autor de obras de fuerte dramatismo y prospección interior, con pinceladas sinuosas y densas, de intenso colorido, deformando la realidad, a la que otorgó un aire onírico. Realizó pocos desnudos, la mayoría efectuados en París en 1887: Desnudo femenino echado, Desnudo femenino sobre una cama, Desnudo femenino de espaldas.

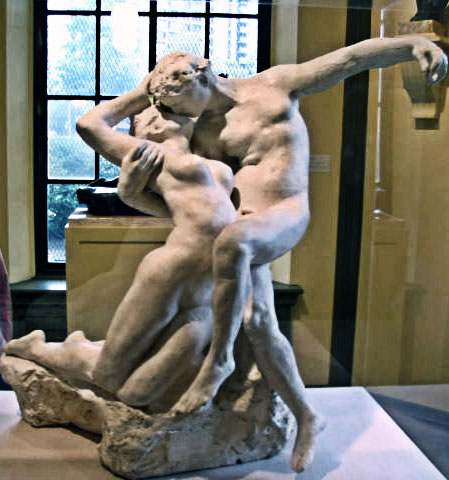
La eterna primavera (1886-1890), una de las escenas de El Beso, de Auguste Rodin, Museo Rodin, París.

En el terreno escultórico, Auguste Rodin fue un gran renovador, no solo en el plano físico, sino también en la innovación temática, más centrada en el ser humano corriente, el de su tiempo y su entorno, alejado ya de la mitología y la religión. Era un profundo conocedor del cuerpo humano, que trató de forma intimista, con un fuerte componente de introspección psicológica. Recibió cierta influencia de Miguel Ángel y Delacroix, pero en esencia su obra fue innovadora, aportando nuevas tipologías al tema del desnudo. Para ello utilizaba modelos a los que dejaba vagar libremente por su estudio, adoptando todo tipo de formas posibles, que Rodin captaba con una maestría para inmortalizar la espontaneidad de cualquier momento y cualquier postura. Sus figuras tienden al dramatismo, a la tensión trágica, a la plasmación del concepto que el artista tenía de la lucha del hombre contra el destino. Así, durante más de treinta años estuvo elaborando figuras para un proyecto inacabado, Las Puertas del Infierno (1880-1917) para el Museé des Arts Décoratifs de París — actualmente en el Museo Rodin—, de cuyo proyecto se desgajaron varias obras que quedaron como figuras independientes, como El pensador (1880-1900), para el que se inspiró en el Ugolino de Carpeaux, o El Beso (1886-1890), que representa los amores de Paolo y Francesca narrados en La Divina Comedia. Otras obras suyas fueron La edad de bronce (1877), San Juan Bautista (1878), Eva (1881), El invierno (o La Belle Heaulmière, 1884-1885), La mártir (1885), El torso (1889), La Musa (1896), Tres sombras (1899), Danaide (1901), etc. Siguieron la estela de Rodin escultores como Antoine Bourdelle (Hércules arquero, 1909), Camille Claudel (La implorante, 1894-1905; La madurez, 1899-1913), Joseph Bernard (La joven del caldero, 1910) y Charles Despiau (Eva, 1925).
El sueco Anders Zorn realizó desnudos descaradamente voluptuosos y saludables, generalmente en paisajes, con vibrantes efectos de luz sobre la piel, en brillantes pinceladas de gran colorido, como en Al aire libre (1888), Las bañistas (1888), Mujeres bañándose en la sauna (1906), Muchacha tomando el sol (1913), Helga (1917),  Idilio en el estudio (1918).
En España, destacó la obra de Joaquín Sorolla, que interpretó el impresionismo de una forma personal, de técnica suelta y pincelada vigorosa, con un colorido brillante y sensitivo, donde cobra especial importancia la luz, el ambiente lumínico que envuelve sus escenas de temática mediterránea, en playas y paisajes marinos donde juegan los niños, pasean las damas de sociedad o los pescadores se dedican a sus tareas. En su obra figuran algunos desnudos, como Triste Herencia (1899), Desnudo de mujer (1902), El baño del caballo (1909), Chicos en la playa (1910), Después del baño (1911), etc. Discípulos suyos fueron: su yerno Francisco Pons Arnau (Composición), Ignacio Pinazo (Desnudo de frente, 1872-1879), Rigoberto Soler (Nineta, Después del baño) y Julio Moisés (Eva, Pili).
|                                                          |
| Olympia (1865), de Édouard Manet, Museo de Orsay, París. |

|                                                                   |
| Muchacha en el baño (1885), de Edgar Degas, Museo Pushkin, Moscú. |

|                                                                                           |
| Desnudo femenino echado (1887), de Vincent van Gogh, Colección S. Van Deventer, De Steeg. |

| |
| Tierra deliciosa (Te navenave fenua) (1892), de Paul Gauguin, Ohara Museum of Art, Kurashiki (Okayama). |

|                                                                     |
| Desnudo de mujer (1902), de Joaquín Sorolla, Museo Sorolla, Madrid. |

#### Simbolismo

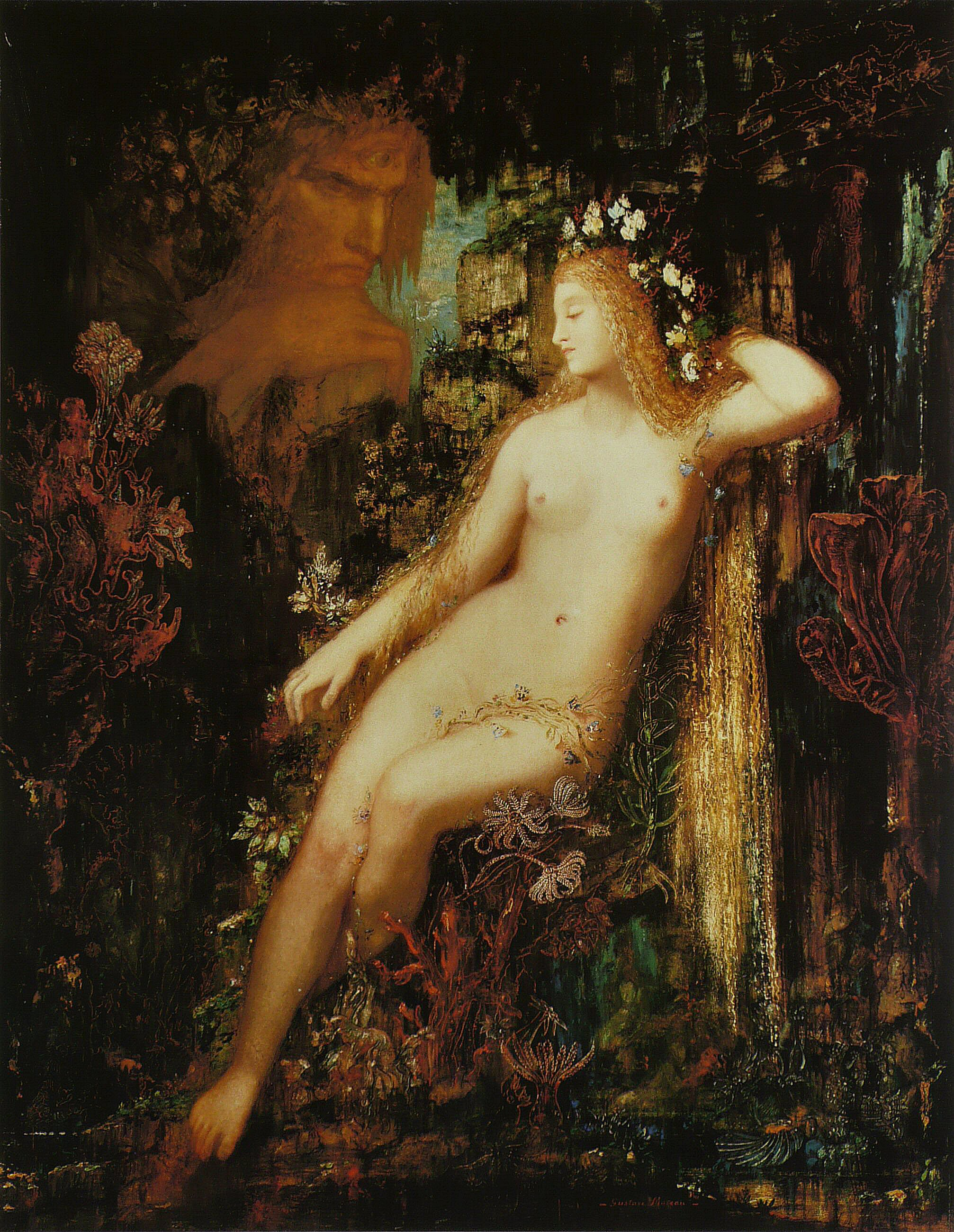
Galatea (1880), de Gustave Moreau, Museo de Orsay, París.

El simbolismo fue un estilo de corte fantástico y onírico, que surgió como reacción al naturalismo de la corriente realista e impresionista, poniendo especial énfasis en el mundo de los sueños, así como en aspectos satánicos y terroríficos, el sexo y la perversión. Una característica principal del simbolismo fue el esteticismo, reacción al utilitarismo imperante en la época y a la fealdad y materialismo de la era industrial. Frente a ello, surgió una tendencia que otorgaba al arte y a la belleza una autonomía propia, sintetizada en la fórmula de Théophile Gautier l'art pour l'art («el arte por el arte»), llegando incluso a hablarse de «religión estética». Esta postura pretendía aislar al artista de la sociedad, buscando de forma autónoma su propia inspiración y dejándose llevar únicamente por una búsqueda individual de la belleza.
Una de las características del simbolismo es la oscura atracción por la mujer perversa, la femme fatale, la Eva convertida en Lilith, la mujer enigmática y distante, turbadora, la mujer que Manuel Machado definió como «quebradiza, viciosa y mística, virgen prerrafaelista y gata parisina». Es una mujer amada y odiada, adorada y vilipendiada, exaltada y repudiada, virtuosa y pecadora, que adoptará numerosas formas simbólicas y alegóricas, como esfinge, sirena, quimera, medusa, genio alado, etc. Se puso de moda un tipo de belleza artificial y andrógina, ambigua, un tipo de belleza leonardesca, de rasgos indefinidos, que tendrá un equivalente simbólico en flores como el lirio o animales como el cisne y el pavo real.

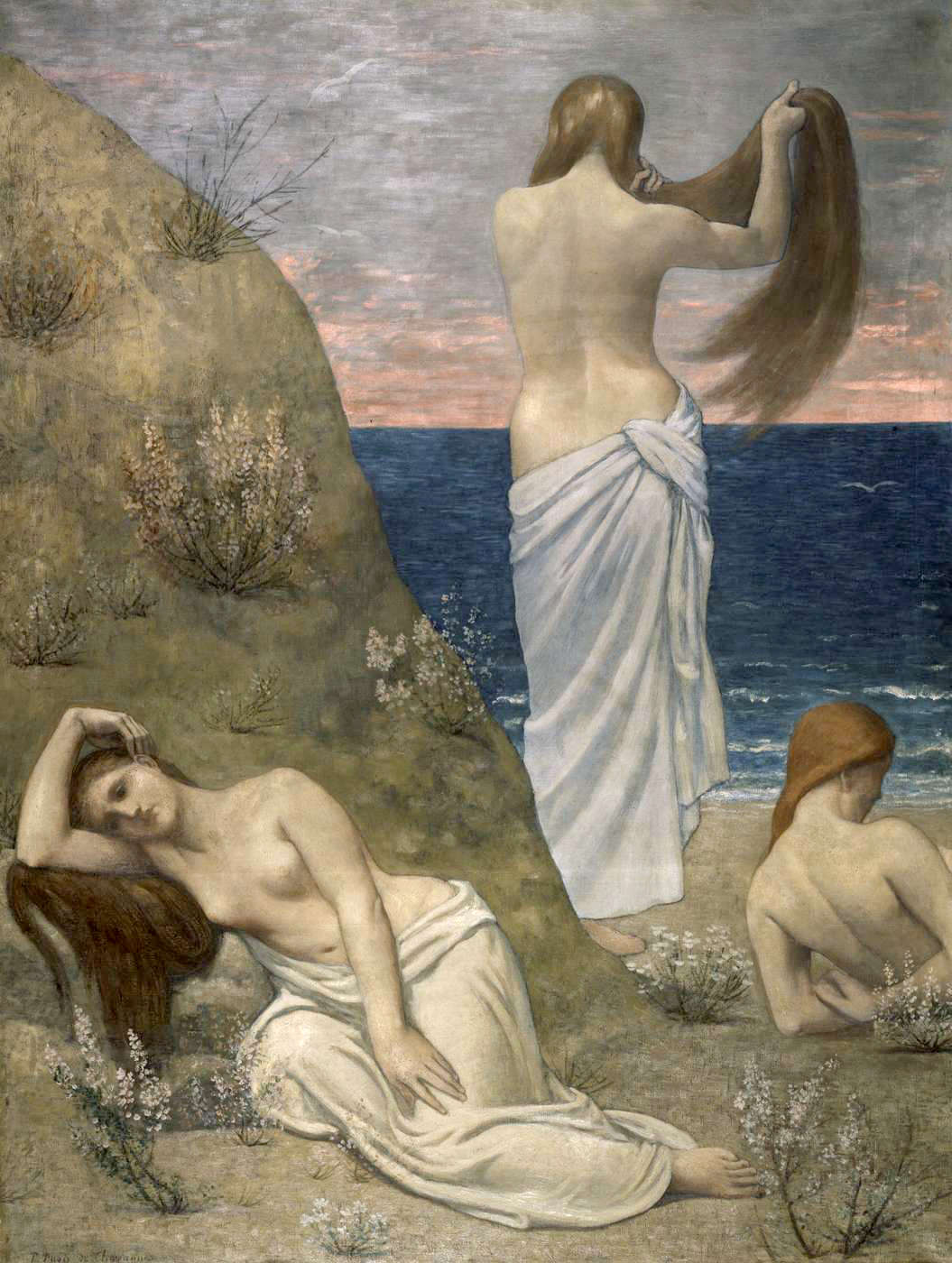
Muchachas a orillas del mar (1879), de Pierre Puvis de Chavannes, Museo de Orsay, París.

El simbolismo se desarrolló especialmente en Francia, siendo uno de sus iniciadores Gustave Moreau, artista heredero del romanticismo, al tiempo que sentía gran devoción por los maestros del Quattrocento italiano. Sus obras son de corte fantástico y estilo ornamental, con composiciones abigarradas densamente pobladas de todo tipo de objetos y elementos vegetales, con un erotismo sugestivo que refleja sus miedos y obsesiones, con un prototipo de mujer ambigua, entre la inocencia y la perversidad: Edipo y la Esfinge (1864), Orfeo (1865), Jasón y Medea (1865), Leda (1865-1875), La Quimera (1867), Prometeo (1868), El rapto de Europa (1869), Las sirenas (1872), La aparición (1874-1876), Salomé (1876), Hércules y la Hidra de Lerna (1876), Galatea (1880), Júpiter y Sémele (1894-1896).
Siguieron sus pasos artistas como Pierre Puvis de Chavannes, que realizó grandes decoraciones murales donde retornó a la linealidad después de los experimentos impresionistas, con melancólicos paisajes donde abunda la figura desnuda, como en El trabajo (1863), Otoño (1865), La esperanza (1872), Jóvenes en la orilla del mar (1879), Bosque sagrado de artes y musas (1884-1889), etc. Odilon Redon desarrolló una obra de fuerte contenido onírico, hallando en los sueños una inagotable fuente de inspiración, con un estilo basado en un suave dibujo y un colorido de aspecto fosforescente (El cíclope, 1898-1900). Aristide Maillol se inició en la pintura, con gran interés por la figura femenina en la naturaleza (Mediterránea, 1898; La ola, 1898; Dos desnudos en un paisaje, 1900), para pasar posteriormente a la escultura, donde encontró su medio de expresión más idóneo: La noche (1902-1909), Mediterránea (1902-1923), Acción encadenada (1906), Ciclista joven (1908), Bañista secándose (1921), La Venus del collar (1930), Las tres ninfas (1930-1937), La Montaña (1937), El río (1938-1943), El Aire (1939).

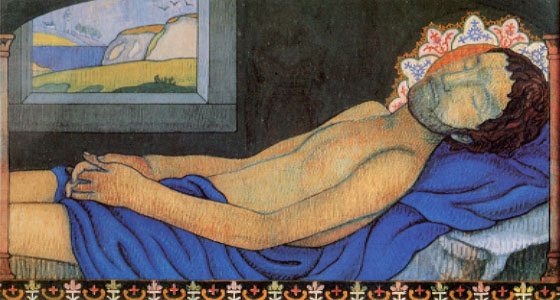
El Cristo yacente (1895), de Charles Filiger.

En Pont-Aven se reunió un grupo de artistas conocidos como Nabis, influidos por Gauguin y preocupados por el uso expresivo del color. Entre sus miembros se encontraban: Félix Vallotton, que desarrolló un estilo irónico con connotaciones de humor negro, con un erotismo sin pudor, donde los cuerpos tienen una constitución plana, de influencia japonesa, con rostros que parecen máscaras (Baño en una tarde de verano, 1892); Pierre Bonnard, que pintaba desnudos bajo distintos tipos de luz, tanto natural como artificial, generalmente en escenas íntimas, de alcoba y boudoir, con gusto por los reflejos en espejos, basándose a menudo en fotografías (Mujer tendida en el lecho, 1899; La siesta, 1900; El hombre y la mujer, 1900; Desnudo a contraluz, 1907; Efecto de espejo, 1909; Tocador y espejo, 1913; Desnudo en el balde, 1916); y Charles Filiger, que desarrolló un estilo de inspiración medieval —especialmente de las vidrieras góticas—, de colores planos con contornos negros, como en El Cristo yacente (1895), inspirado en El cadáver de Cristo en el sepulcro de Holbein, reducido a formas simples y puras, mostrando una candidez simbólica que convierte a Cristo en una figura trascendental, evocadora, de una ingenuidad que sugiere pureza.

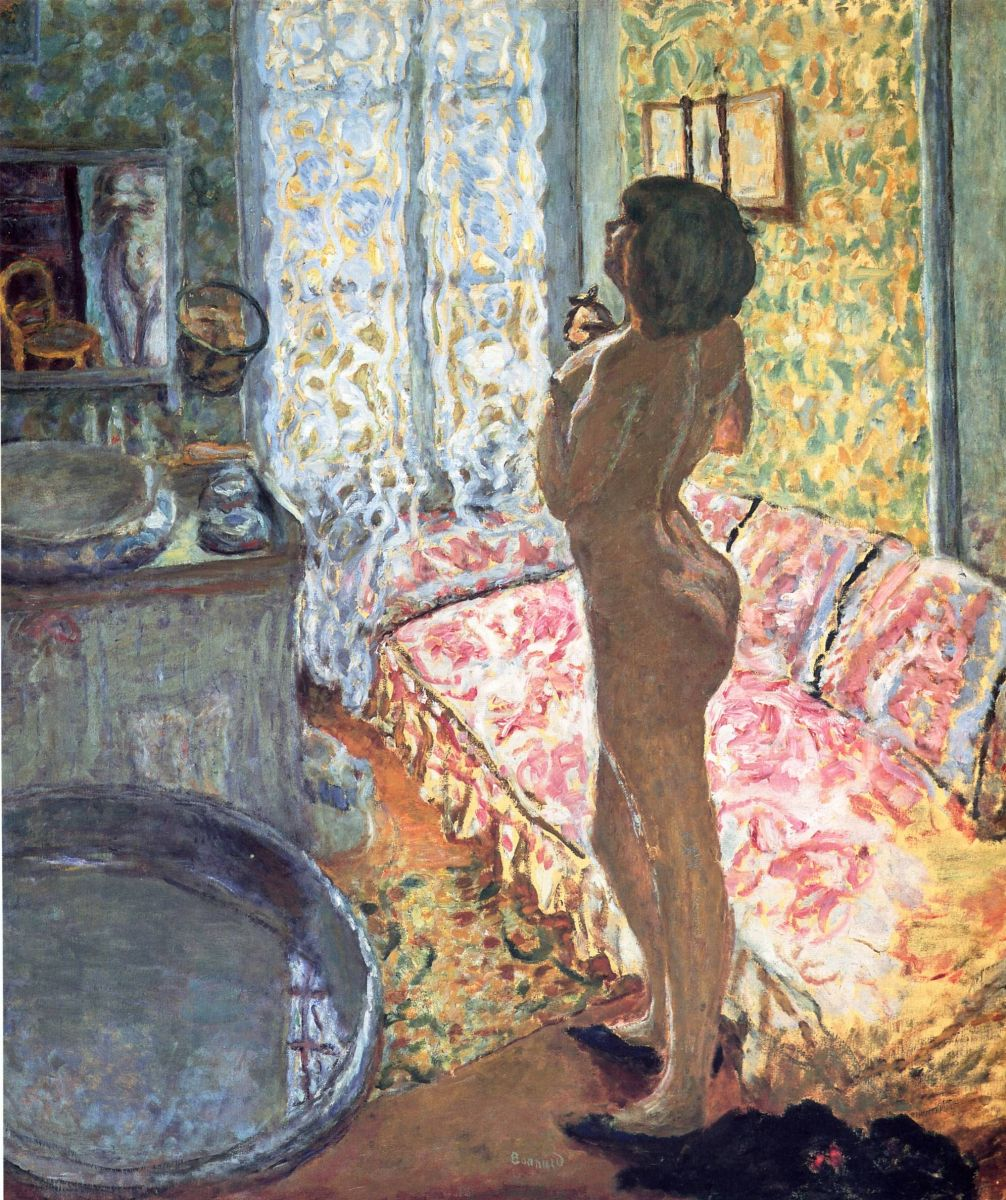
Desnudo a contraluz (c. 1923), de Pierre Bonnard.

En Bélgica, Félicien Rops también se inspiró en el mundo de lo fantástico y lo sobrenatural, con inclinación hacia lo satánico y las referencias a la muerte, con un erotismo que refleja el aspecto oscuro y pervertido del amor: Los diablos fríos (1860), Las tentaciones de San Antonio (1878), Pornokrates (1878), El sacrificio (1882). Jean Delville estaba interesado por el ocultismo, mostrando en su obra obsesiones secretas, donde sus figuras son una mezcla de carne y espíritu: El ídolo de la perversidad (1891), Los tesoros de Satán (1895), La escuela de Platón (1898), El amor de las almas (1900). En escultura, George Minne fue autor de la Fuente con jóvenes arrodillados (1898-1906), donde la misma figura de joven desnudo se repite cinco veces rodeando un estanque, como Narciso contemplando su imagen reflejada en el agua, conduciendo la mirada hacia el espacio interior en busca de la solución a la angustia que reflejan.
En los Países Bajos destacó Jan Toorop, autor de Las tres novias (1893), que denota la influencia de las sombras chinescas de Java —donde nació—, con figuras de largos brazos y delicada silueta. Piet Mondrian, antes de llegar a la abstracción neoplasticista, realizó algunas obras simbolistas, generadas por su interés por el esoterismo: Evolución (1910-1911) es un tríptico que muestra tres figuras desnudas completamente espiritualizadas, que simbolizan el acceso al conocimiento y a la luz mística.

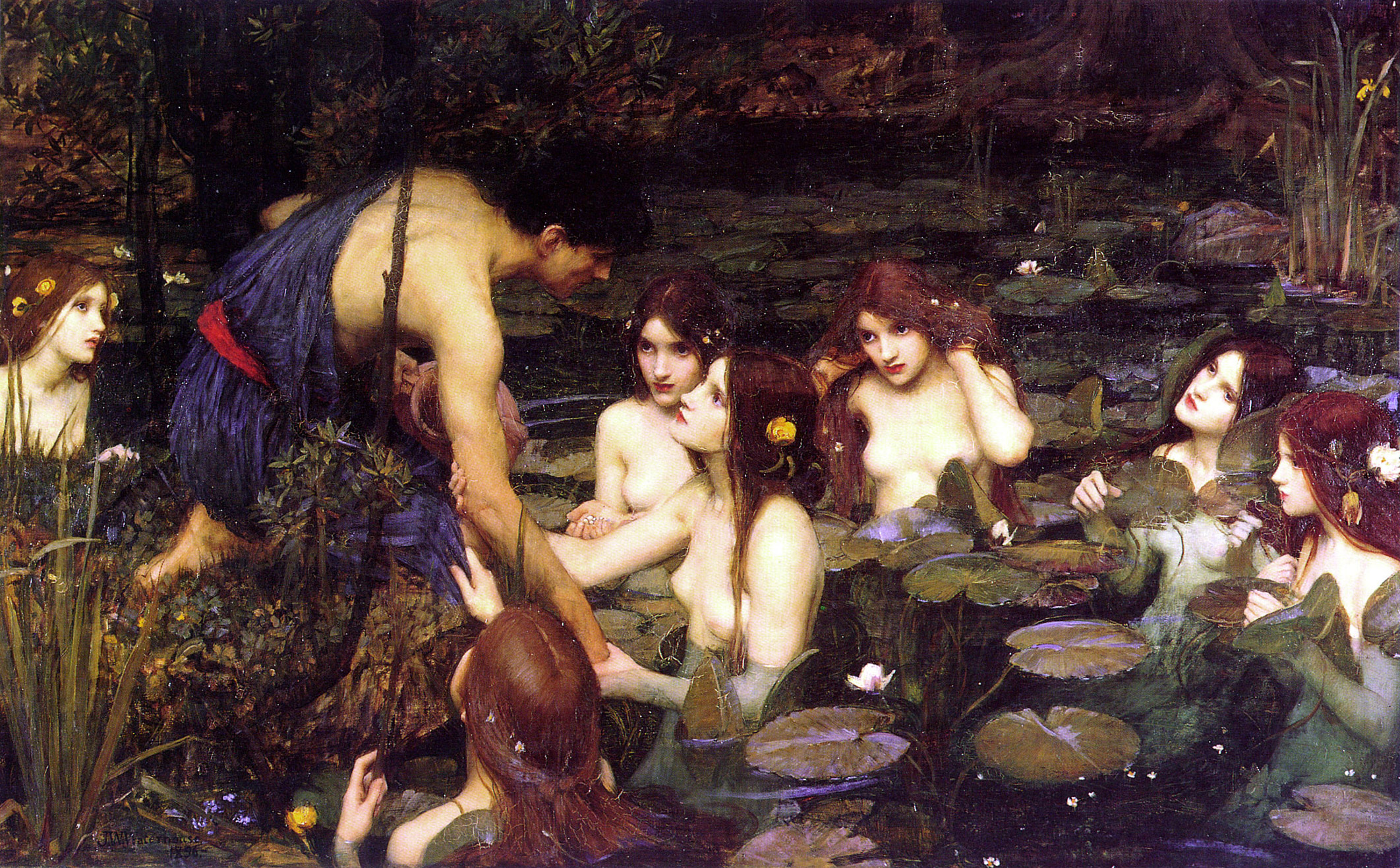
Hilas y las Ninfas (1896), de John William Waterhouse, City Art Galleries, Mánchester.

En Gran Bretaña surgió la escuela de los prerrafaelitas, que se inspiraban —como su nombre indica— en los pintores italianos anteriores a Rafael, así como en la recién surgida fotografía. Aunque su temática era de preferencias líricas y religiosas, también abordaron el desnudo, como Dante Gabriel Rossetti (Venus Verticordia, 1868), Edward Burne-Jones (la serie Pigmalión, 1868-1870; El jardín de Pan, 1876; La rueda de la Fortuna, 1883; Las Tres Gracias, 1890), John Everett Millais (Caballero errante libertando una bella, 1870), John William Waterhouse (Hilas y las Ninfas, 1896), etc. Entre el simbolismo prerrafaelita y el decorativismo modernista estuvo la obra del ilustrador Aubrey Beardsley, que realizó numerosas obras de carácter erótico (como sus ilustraciones para Lisístrata y la Salomé de Oscar Wilde), con un gran sentido satírico e irreverente, con un estilo basado en un trazo muy estilizado y grandes superficies negras y blancas.

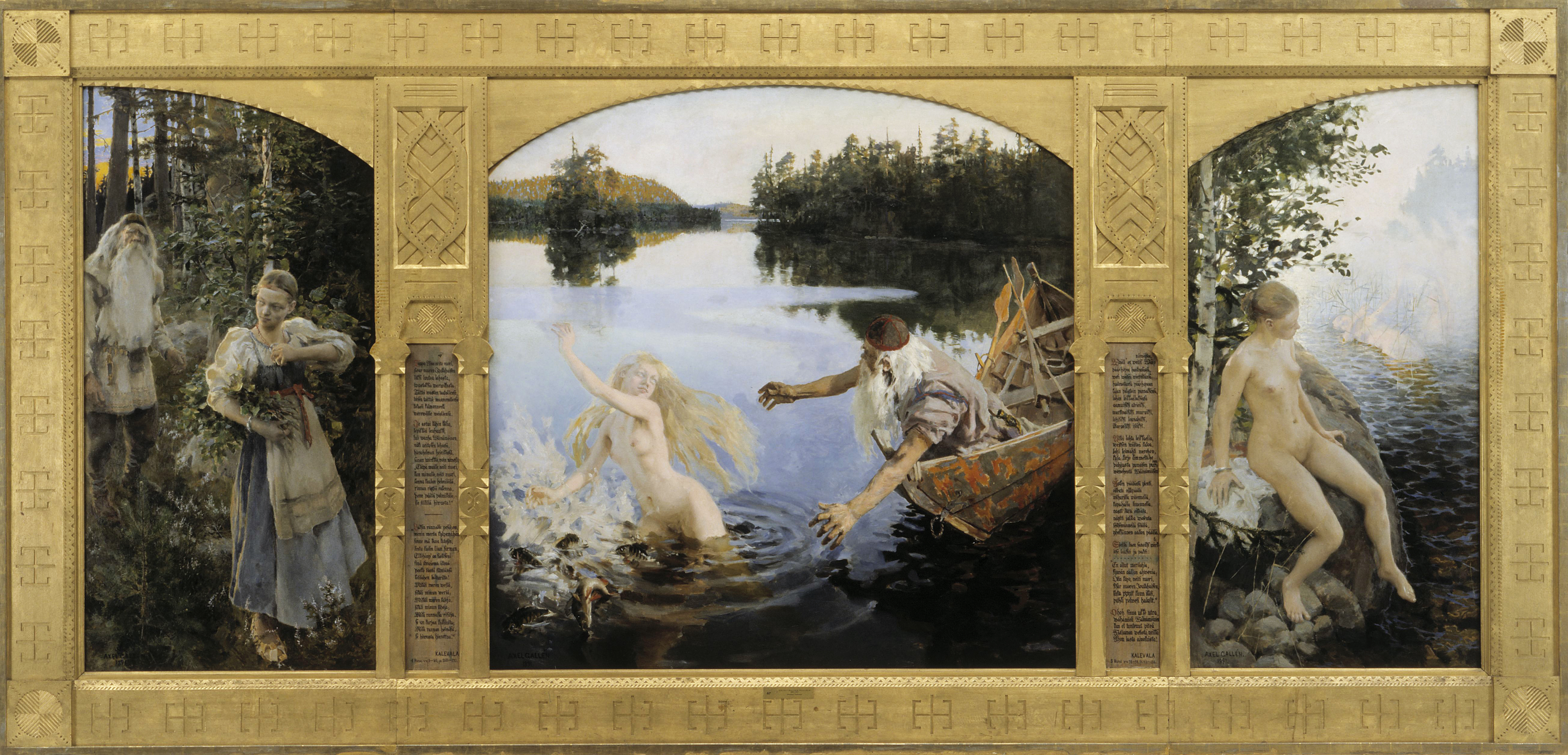
El mito de Aino (1891), de Akseli Gallen-Kallela, Ateneum, Helsinki.

El alemán Franz von Stuck desarrolló un estilo decorativo próximo al modernismo, aunque por su temática es más simbolista, con un erotismo de tórrida sensualidad que refleja un concepto de la mujer como personificación de la perversidad: El pecado (1893), El beso de la esfinge (1895), Aire, Agua, Fuego (1913). En Austria, Gustav Klimt recreó un mundo de fantasía de fuerte componente erótico, con una composición clasicista de estilo ornamental, donde se entrelazan el sexo y la muerte, tratando sin tabúes la sexualidad en aspectos como el embarazo, el lesbianismo o la masturbación. En Nuda Veritas (1899) se alejó de la simbología iconográfica del desnudo femenino, pasando a ser un símbolo autorreferencial, la mujer ya no es alegoría, sino imagen de sí misma y de su sexualidad. Otras obras suyas son: Agua agitada (1898), Judith I (1901), el Friso Beethoven (1902), La esperanza I (1903), Las tres edades de la mujer (1905), Dánae (1907), Judith II (Salomé) (1909), Las amigas (1917), Adán y Eva (1917-1918), etc. Alfred Kubin fue sobre todo dibujante, expresando en sus dibujos un mundo terrorífico de soledad y desesperación, poblado de monstruos, esqueletos, insectos y animales horrendos, con referencias explícitas al sexo, donde la presencia femenina juega un rol maléfico y perturbador, como se pone de manifiesto en obras como Lubricidad (1901-1902), donde un perro priápico acosa a una joven acurrucada en un rincón; o Salto mortal (1901-1902), donde un pequeño homúnculo salta como en una piscina sobre una enorme vulva femenina.

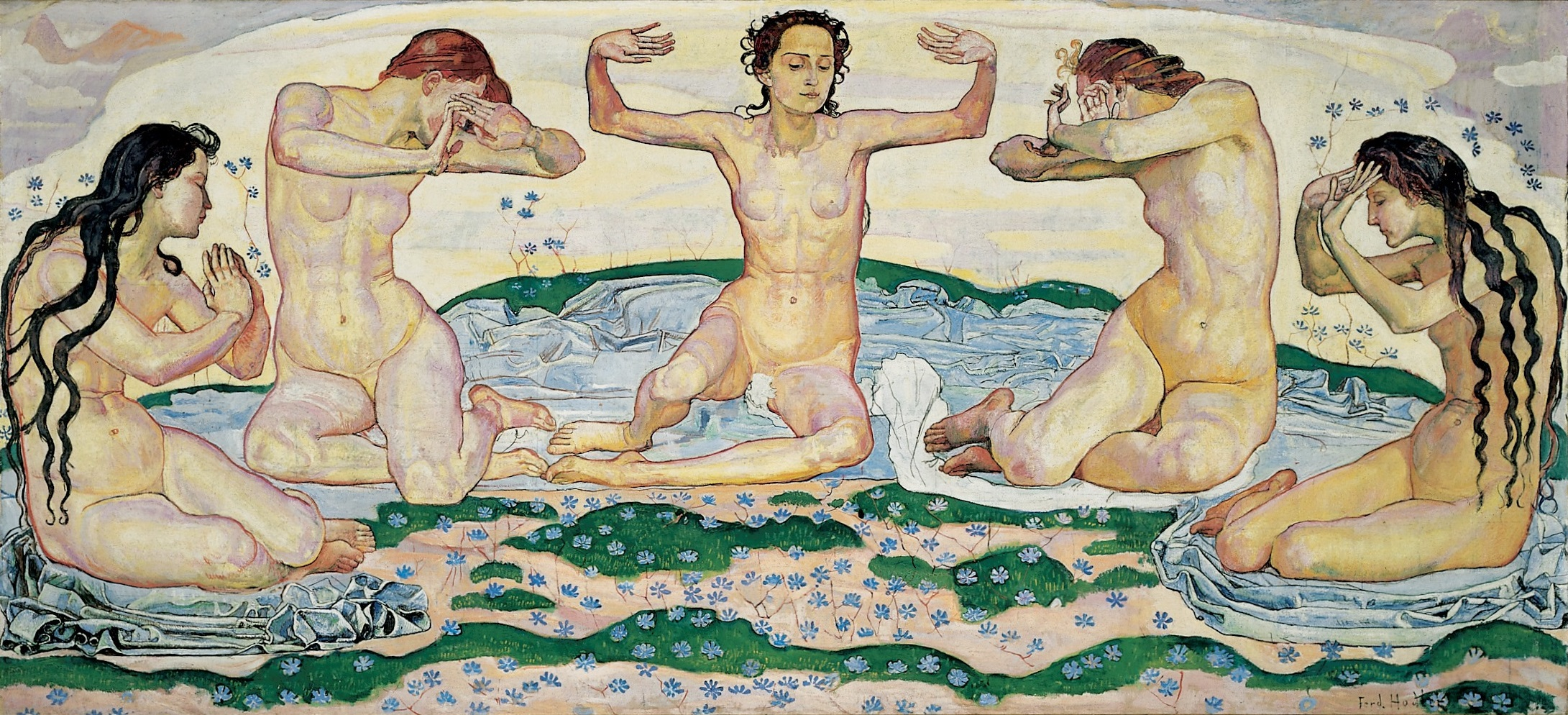
El día (1900), de Ferdinand Hodler, Kunstmuseum, Berna.

En Suiza, Ferdinand Hodler estuvo influido por Durero, Holbein y Rafael, con un estilo basado en el paralelismo, repitiendo líneas, colores y volúmenes: La noche (1890), Elevarse en el espacio (1892), El día (1900), La sensación (1901-1902), Joven admirado por mujeres (1903), La verdad (1903). Arnold Böcklin era heredero del romanticismo de Friedrich, con un estilo alegórico basado en leyendas y personajes imaginarios, recreados en una atmósfera fantástica y obsesiva, como en Venus Genitrix (1895). El checo František Kupka también se interesó por el ocultismo, pasando por una fase simbolista antes de llegar a la abstracción: La mujer y el dinero (1899), Balada de Epona (Las alegrías) (1900), La ola (1902). En Rusia, Kasimir Malevich, futuro fundador del suprematismo, tuvo en sus inicios una fase simbolista, caracterizada por el erotismo aunado con cierto misticismo de corte esotérico, con un estilo tendente a la monocromía, con predominio del rojo y el amarillo: Mujer cogiendo flores (1908), Encina y dríadas (1908).
Ligado al simbolismo estuvo también el llamado arte naïf, cuyos autores eran autodidactas, con una composición algo ingenua y desestructurada, instintiva, con cierto primitivismo, aunque plenamente consciente y expresiva. Su máximo exponente fue Henri Rousseau, que partiendo del academicismo desarrolló una obra innovadora, de gran frescura y sencillez, con toques humorísticos y fantásticos, y predilección por el paisaje exótico, selvático. Realizó algunos desnudos, como Encantadora de serpientes (1907), Eva (1907) y Sueño (1910).

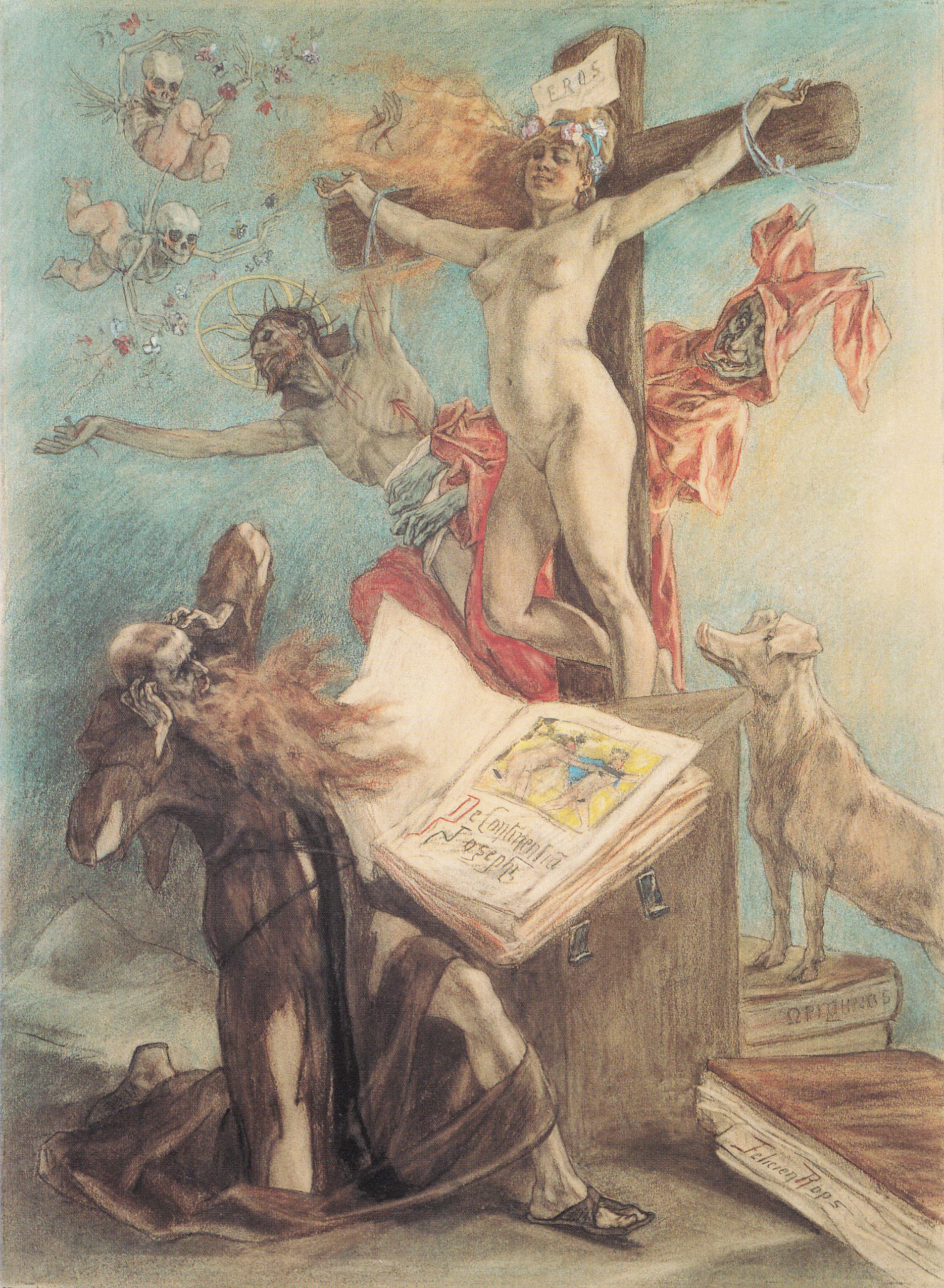
Las tentaciones de San Antonio (1878), de Félicien Rops, Cabinet des Estampes de la Bibliothèque Royale Albert Ier, Bruselas.
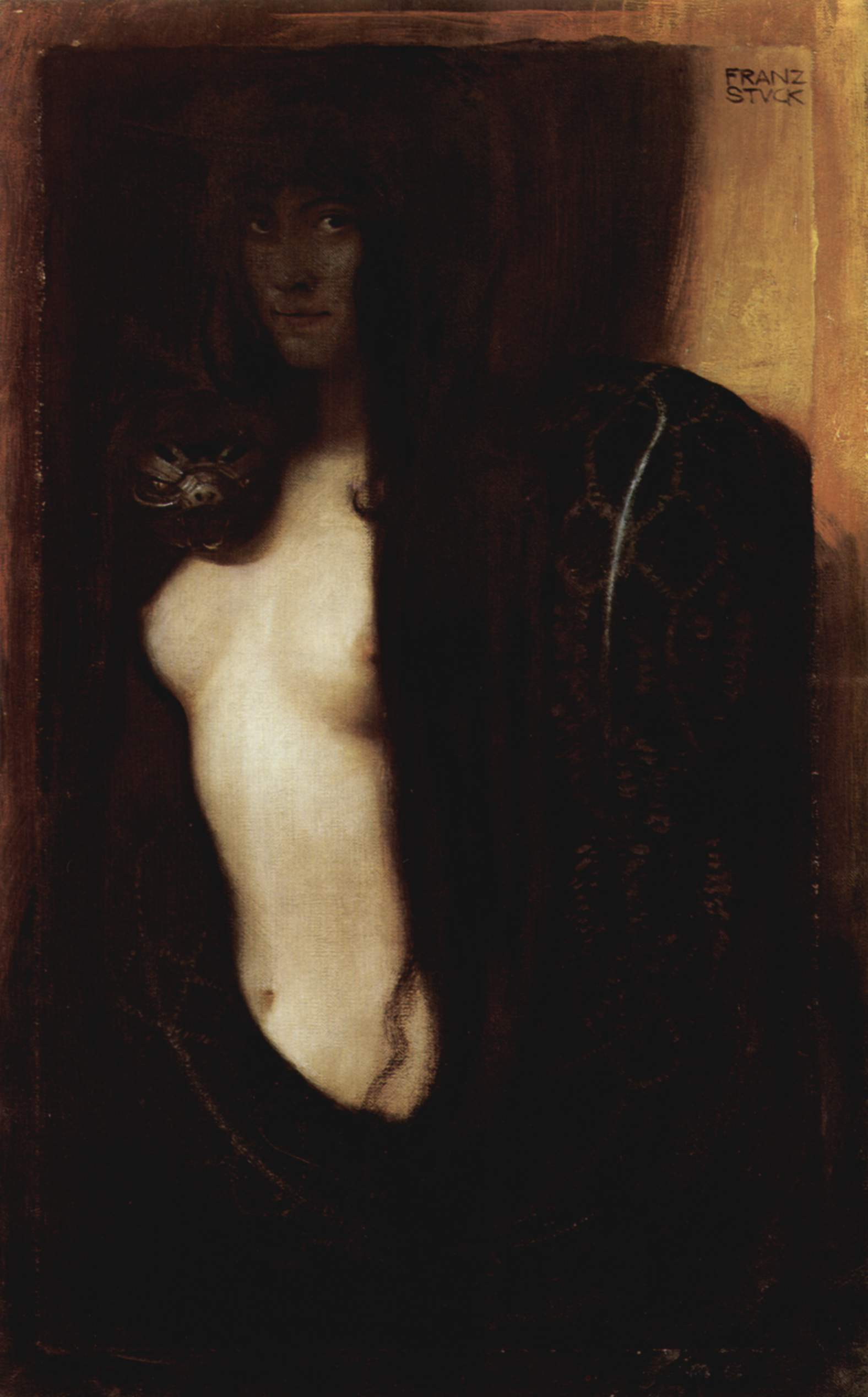
El pecado (1893), de Franz von Stuck, Neue Pinakothek, Múnich.
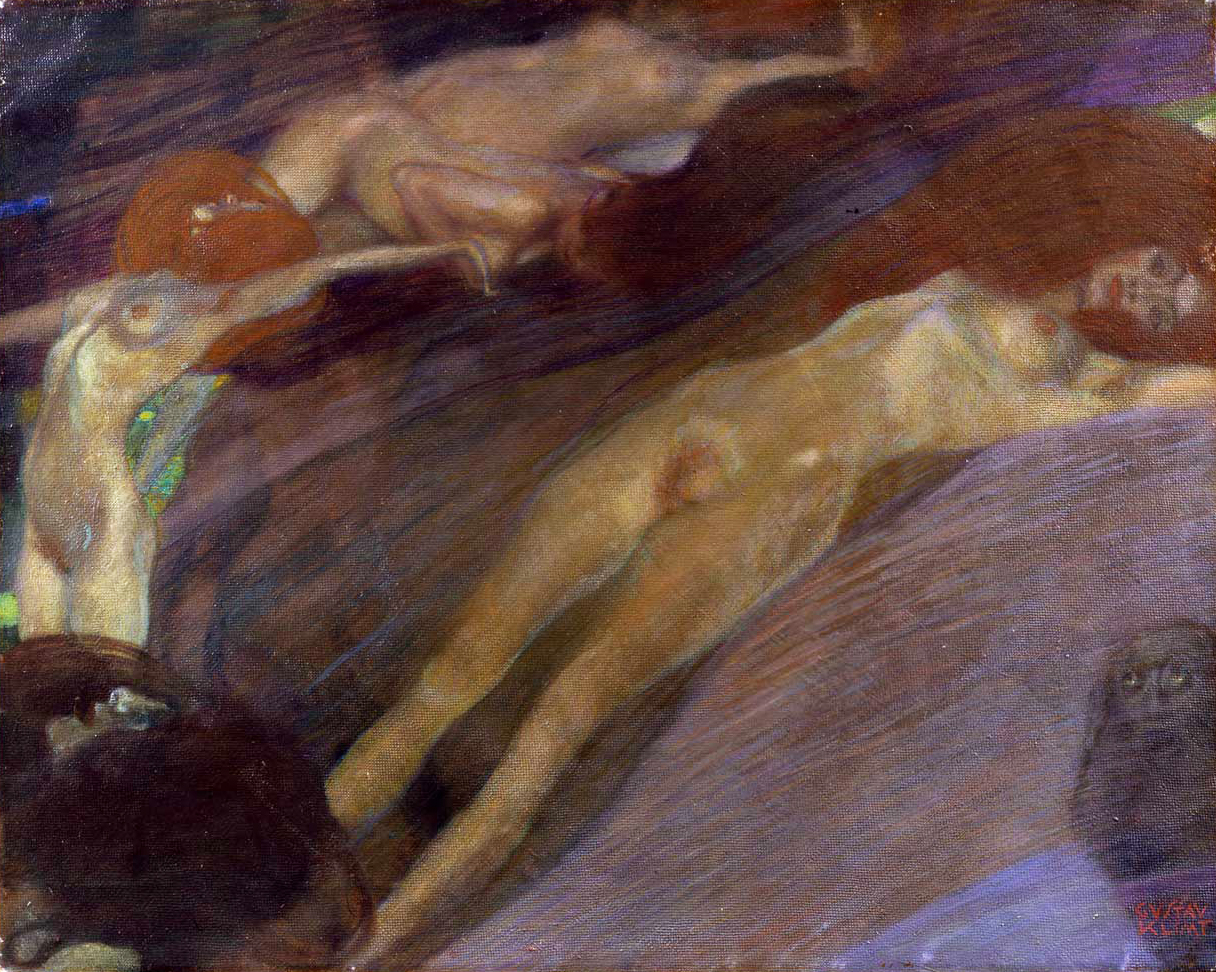
Agua agitada (1898), de Gustav Klimt, Colección privada, Nueva York.
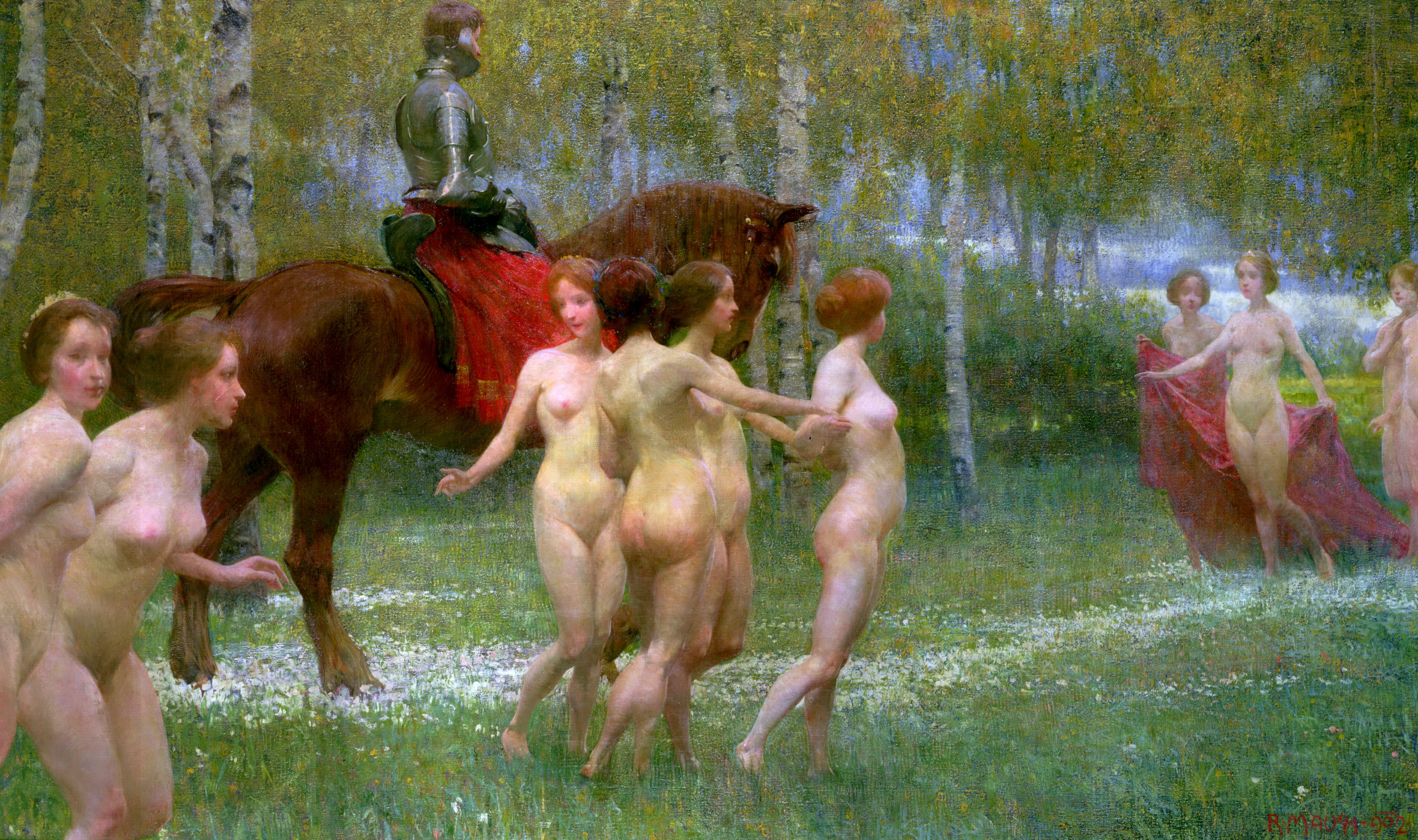
El sueño del caballero (1902), de Richard Mauch, colección privada.
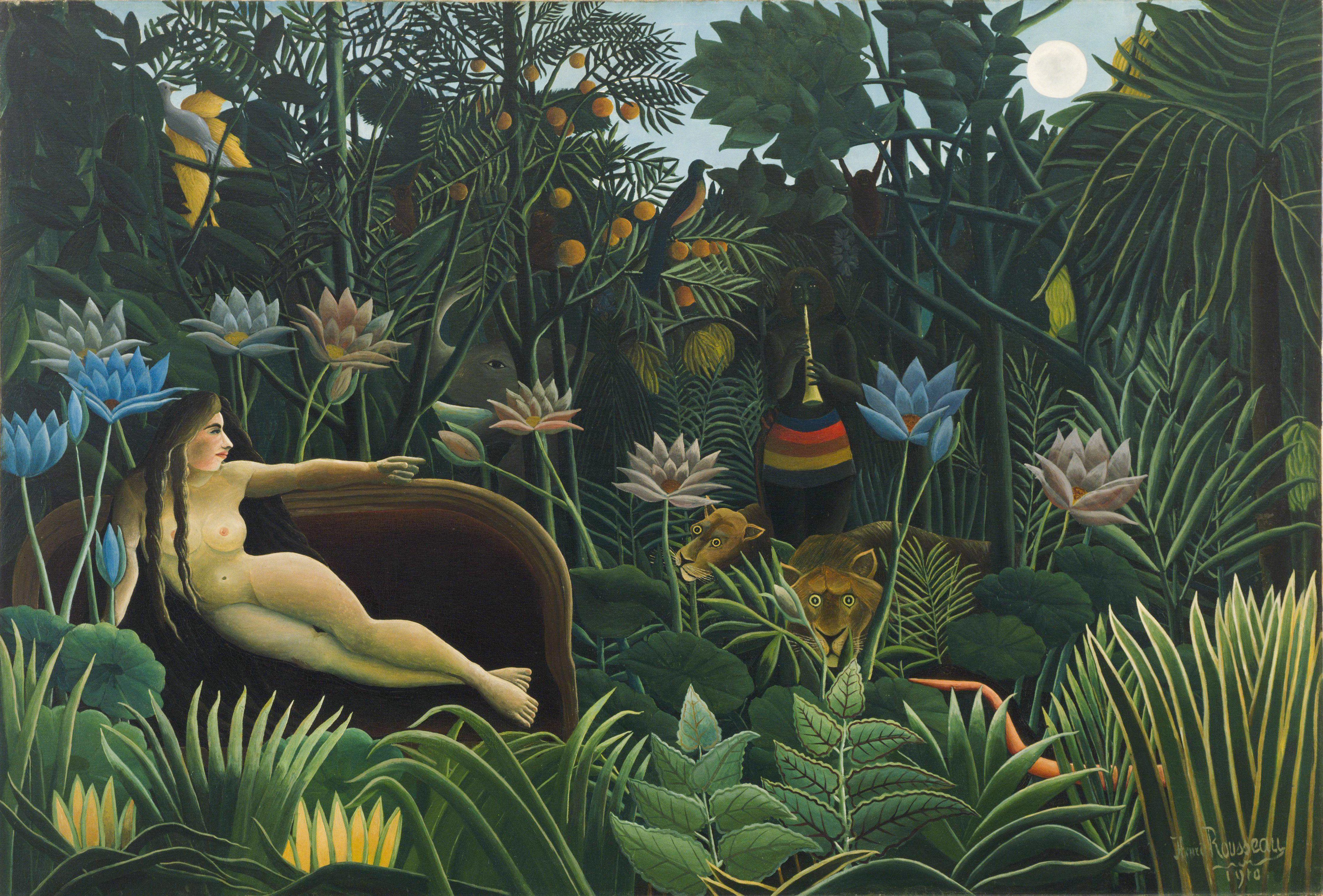
El sueño (1910), de Henri Rousseau, Museo de Arte Moderno de Nueva York.
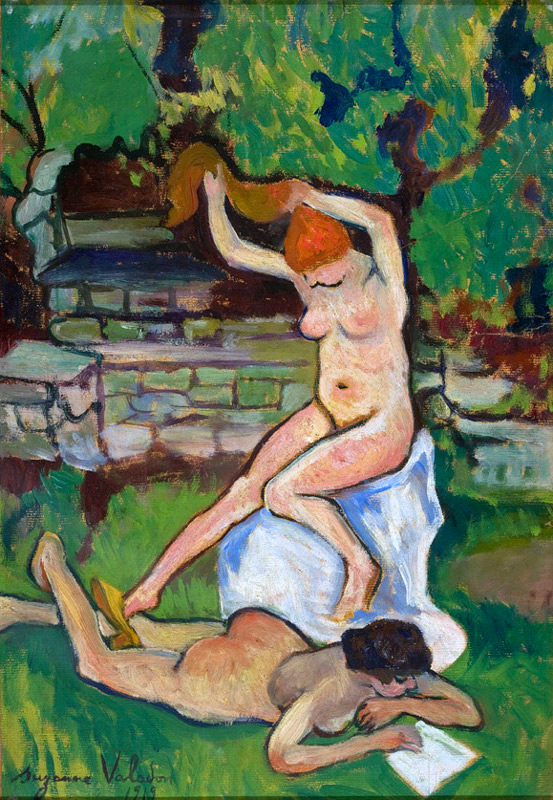
Desnudos (1919), de Suzanne Valadon, Museo de Arte de São Paulo.

### sigloXX

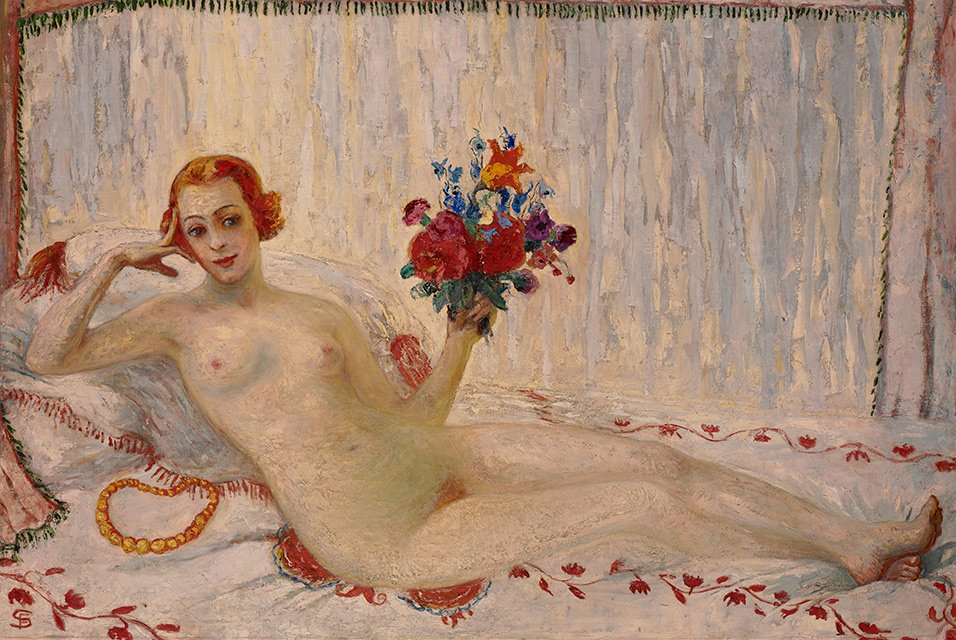
A Model (Nude Self-Portrait) (1915-1916), de Florine Stettheimer, Biblioteca de la Universidad de Columbia, Nueva York, el primer autorretrato desnudo de una mujer.

El arte del siglo XX padeció una profunda transformación: en una sociedad más materialista, más consumista, el arte se dirige a los sentidos, no al intelecto. Igualmente, ha cobrado especial relevancia el concepto de moda, una combinación entre la rapidez de las comunicaciones y el aspecto consumista de la civilización actual. Surgieron así los movimientos de vanguardia, que pretendían integrar el arte en la sociedad, buscando una mayor interrelación artista-espectador, ya que es este último el que interpreta la obra, pudiendo descubrir significados que el artista ni conocía. Las últimas tendencias artísticas han perdido incluso el interés por el objeto artístico: el arte tradicional era un arte de objeto, el actual de concepto. Hay una revalorización del arte activo, de la acción, de la manifestación espontánea, efímera, del arte no comercial (arte conceptual, happening, environment).
En el siglo XX el desnudo ha ido ganando cada vez más protagonismo, sobre todo gracias a los medios de comunicación de masas, que han permitido su mayor difusión, especialmente en el cine, la fotografía y el cómic, y más recientemente, internet. También ha proliferado en buena medida en la publicidad, debido a su cada vez mayor aceptación social, y al ser un gran reclamo para la gente. El desnudo ya no tiene actualmente la connotación negativa que tenía en épocas anteriores, principalmente debido al aumento de la laicidad entre la sociedad, que percibe el desnudo como algo más natural y no censurable moralmente. En este sentido, el nudismo y el naturismo han ido ganando adeptos en estos últimos años, y ya nadie se escandaliza al ver a otra persona desnuda en una playa. También hay que remarcar el cada vez mayor culto al cuerpo, con prácticas como el culturismo, el fitness y el aeróbic, que permiten forjar el cuerpo acorde a unos estándares que se consideran estéticos.

#### Vanguardismo

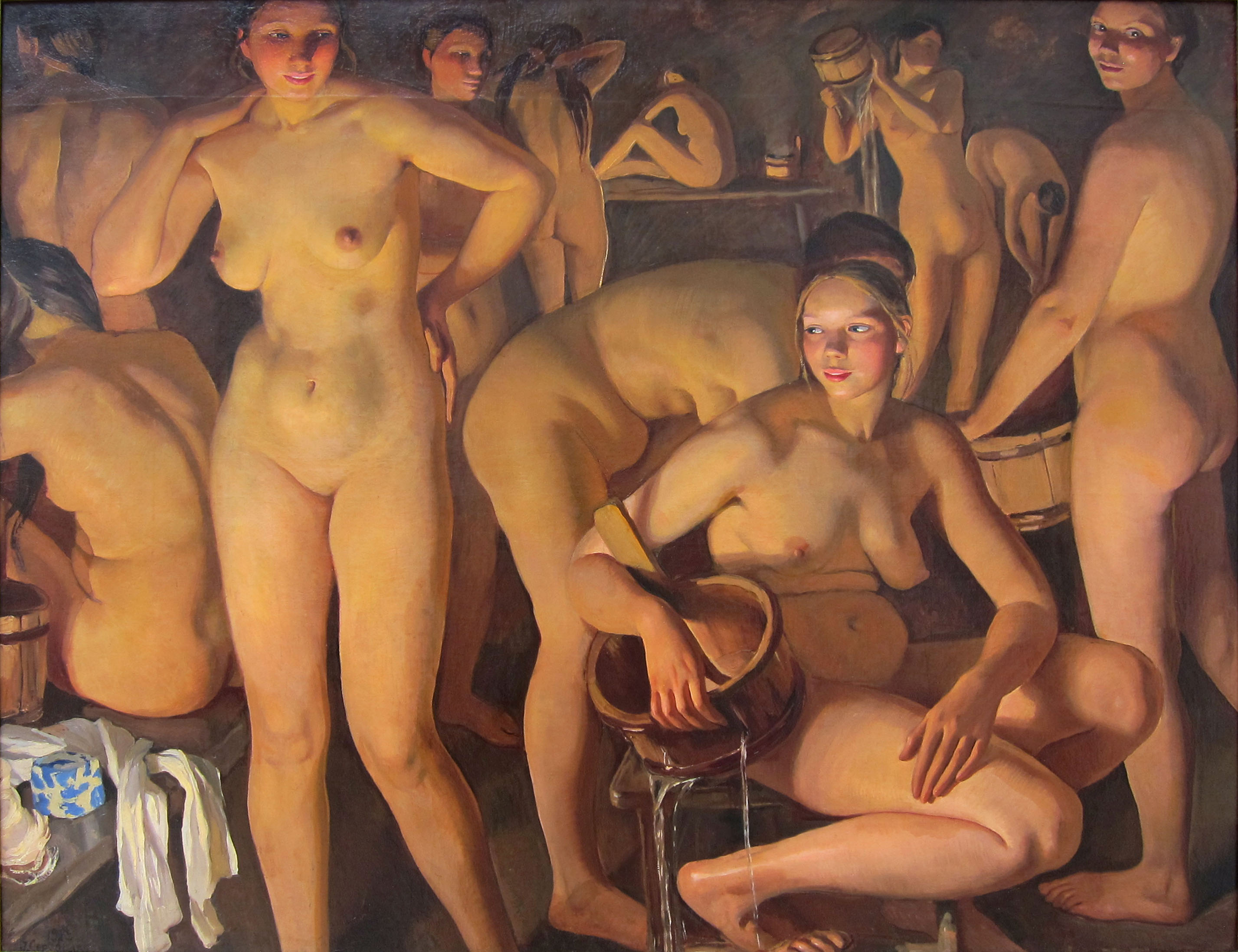
La casa de baños (1913), de Zinaída Serebriakova, Museo Estatal Ruso, San Petersburgo

En los primeros años del siglo XX se forjaron las bases del llamado arte de vanguardia: el concepto de realidad fue cuestionado por las nuevas teorías científicas (la subjetividad del tiempo de Bergson, la relatividad de Einstein, la mecánica cuántica); también influyó la teoría del psicoanálisis de Freud. Por otra parte, las nuevas tecnologías provocaron que el arte cambiase de función, ya que la fotografía y el cine ya se encargaban de plasmar la realidad. Gracias a las colecciones etnográficas fomentadas por el colonialismo europeo los artistas tuvieron contacto con el arte de otras civilizaciones (africano, asiático, oceánico), que aportó una visión más subjetiva y emotiva del arte. Todos estos factores comportaron un cambio de sensibilidad que se tradujo en la búsqueda de nuevas formas de expresión por parte del artista.
El vanguardismo artístico tenía como objetivo insuflar nueva vida al arte, volver a las raíces naturales del diseño y la composición artística, para lo que se rebelaron contra el arte académico, sujeto a reglas que a estos nuevos artistas les parecían anuladoras de la creatividad y la inspiración artística. Dos de las primeras obras que supusieron una revolución en el arte de principios de siglo fueron desnudos: el Desnudo azul de Matisse y Las señoritas de Avignon de Picasso, ambas de 1907. En estas obras el desnudo pasa a ser un elemento simbólico, conceptual, una referencia a la pureza de la vida sin reglas, sin constricciones, un retorno a la naturaleza, a la percepción subjetiva del arte. La reducción de la figura humana a formas básicas, esquemáticas, inició en estas dos obras el camino hacia la abstracción de la forma, que se verá reducida a líneas básicas y estructuras geométricas, como el Desnudo de Constantin Brâncuşi, donde un torso femenino es reducido a una simple forma cilíndrica.
Fauvismo (1905-1908)

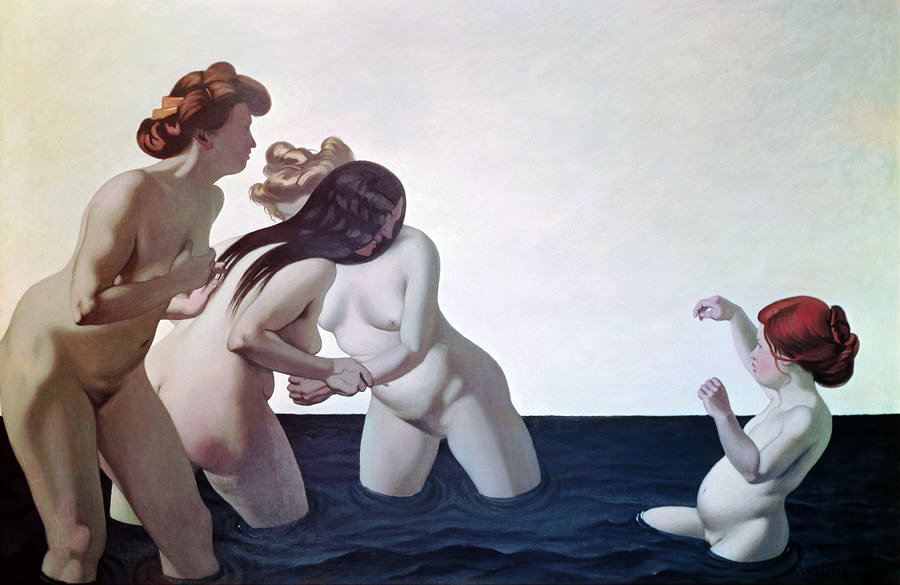
Tres mujeres y una joven jugando en el agua (1907), de Félix Vallotton, Kunstmuseum, Basilea.

El fauvismo es considerado el primer movimiento vanguardista. Los fauvistas prescinden de la perspectiva, el modelado y el claroscuro, experimentando con el color, que es concebido de modo subjetivo y personal, aplicándole valores emotivos y expresivos, independientes respecto a la naturaleza. Su principal representante fue Henri Matisse, un discípulo de Gustave Moreau, que abrió las puertas a la independencia del color respecto al tema, organizando el espacio de acuerdo con planos de color y buscando nuevas sensaciones mediante el efecto impactante de las violentas zonas de colores estridentes. Pese a su afán modernizador, Matisse conservó elementos clásicos, como el desnudo: en 1898 comenzó su estilo personal con Desnudo ante la ventana, donde empezó a aplicar el color de forma arbitraria, no imitativa; el cuadro recrea una realidad distinta, en que el color es autónomo a la forma. En Lujo, calma y voluptuosidad (1905) aplicó colores básicos (rojo, amarillo, azul) y complementarios (violeta, naranja, verde), dispuestos por zonas y estructurados por figuras geométricas. Con el Desnudo azul (1906-1907) inició una simplificación de la forma humana en busca de una síntesis perfecta de la estructura del cuerpo, proceso que le obsesionaría por muchos años y que culminaría con el Desnudo rosa (1935). En El lujo (1907) se centró en la figura humana, con una composición triangular y colores arbitrarios, destacando el movimiento de la figura, y con rostros esquemáticos. El lujo II (1907) es una segunda versión más precisa, con manchas puras y planas del color, destacando la carnación de un rosa salmón, que sería típica de Matisse. Bañistas con tortuga (1908) tiene un fondo austero, abstracto, de franjas de color, creando espacio por la distinción de colores. Desnudo negro-dorado (1908) tiene influencia de las tallas negroafricanas, con una tonalidad cercana a la madera y ojos almendrados. La danza (1910) es un estudio de la figura humana en movimiento, con un esquematismo exagerado y gran austeridad de color, reducido al rojo y azul —realizó dos grandes murales sobre La Danza, uno en Moscú (1910) y otro en Filadelfia (1931)—. Odalisca en rojo (1924) tiene influencia de Modigliani, suavizada con un cierto aire renacentista. En Figura femenina sobre fondo ornamental (1925) recuperó la influencia de Moreau, con gran decorativismo y horror vacui. En Desnudo rosa (1935) se percibe la influencia de Mondrian, con figuras abstractizantes y un fondo cuadriculado, en blanco y negro. Otras obras suyas son: La alegría de vivir (1906), Desnudo erguido (1907), Juego de bolos (1908), Dos negras (1908), Bodegón con figuras de danza (1909), Desnudo en el paisaje iluminado por el sol (1909), Peces rojos y escultura (1911), Desnudo con alfombra española (1919), La pose hindú (1923), Desnudo sobre almohadón azul (1924), La odalisca de los calzones rojos (1924-1925), Desnudo sobre fondo rojo (1926), Gran desnudo acostado (1935), Desnudo acostado de espaldas (1944), etc. 
Siguieron la estela de Matisse artistas como André Derain, que en su obra denota la influencia del arte primitivo: en La edad de oro (1905) practicó un cierto macropuntillismo, notándose el influjo de Lujo, calma y voluptuosidad de Matisse. Maurice de Vlaminck sentía predilección por los colores puros, con un volumen de origen cézanniano: en Desnudo reclinado (1905) y Mujeres bañándose (1908) realizó un tratamiento matissiano del desnudo femenino. Albert Marquet tenía un estilo más naturalista, con predilección por el paisaje, aunque realizó desnudos como: Desnudo fauvista (1898), Desnudo a contraluz (1909-1911) y Desnudo sobre fondo azul (1913). Kees van Dongen fue un apasionado desnudista, contando con innumerables modelos de la alta sociedad parisiense, donde estuvo muy de moda en el periodo de entreguerras. Entre sus obras destacan: La mujer de las joyas (1905), Anita (1905), Las saltimbanquis de los senos desnudos (1906), Muchacha desnuda (1907), etc.
Expresionismo (1905-1923)

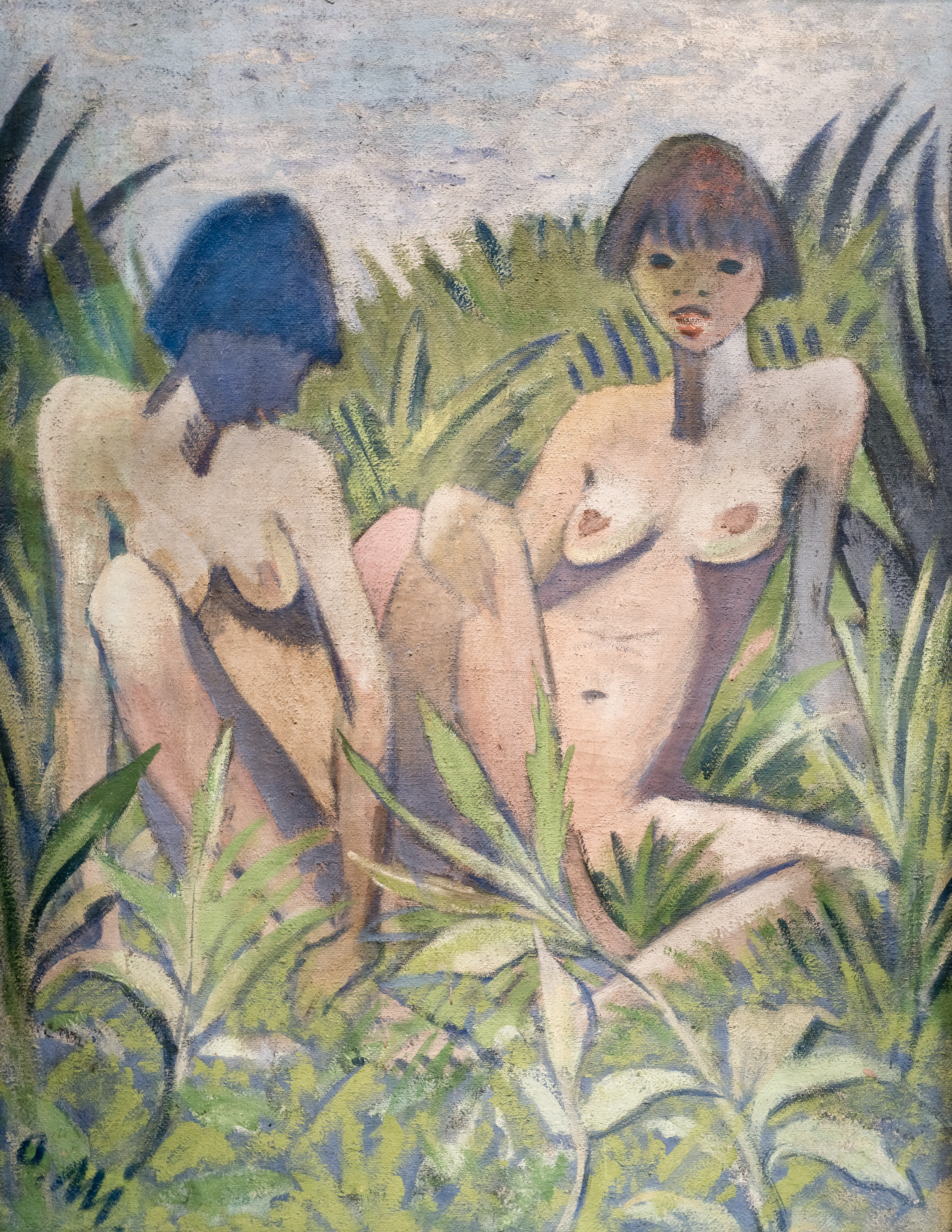
Dos muchachas en la hierba (1926), de Otto Mueller.

Surgido como reacción al impresionismo, los expresionistas defendían un arte más personal e intuitivo, donde predominase la visión interior del artista —la «expresión»— frente a la plasmación de la realidad —la «impresión»—, reflejando en sus obras una temática personal e intimista con gusto por lo fantástico, deformando la realidad para acentuar el carácter expresivo de la obra. En Alemania, su principal centro difusor, se organizó en torno a dos grupos: Die Brücke (fundado en 1905), y Der Blaue Reiter (fundado en 1911), aunque hubo algunos artistas no adscritos a ningún grupo.
A los miembros de Die Brücke les interesaba un tipo de temática centrada en la vida y la naturaleza, reflejada de forma espontánea e instintiva, por lo que sus principales temas eran el desnudo —sea en interior o exterior—, así como escenas de circo y music-hall, donde encontraban la máxima intensidad que podían extraer a la vida. Esta temática fue sintetizada en obras sobre bañistas que sus miembros realizaron preferentemente entre 1909 y 1911 en sus estancias en los lagos cercanos a Dresde: Alsen, Dangast, Nidden, Fehmarn, Hiddensee, Moritzburg, etc. Son obras donde expresan un naturismo sin tapujos —en consonancia con el Wandervögel, la vida en el campo despojada de tabúes y prejuicios—, un sentimiento casi panteísta de comunión con la naturaleza, a la vez que técnicamente van depurando su paleta, en un proceso de deformación subjetiva de la forma y el color, que adquiere un significado simbólico. Según palabras de Kirchner, su objetivo era «estudiar con toda naturalidad el desnudo, el fundamento de todas las artes plásticas».

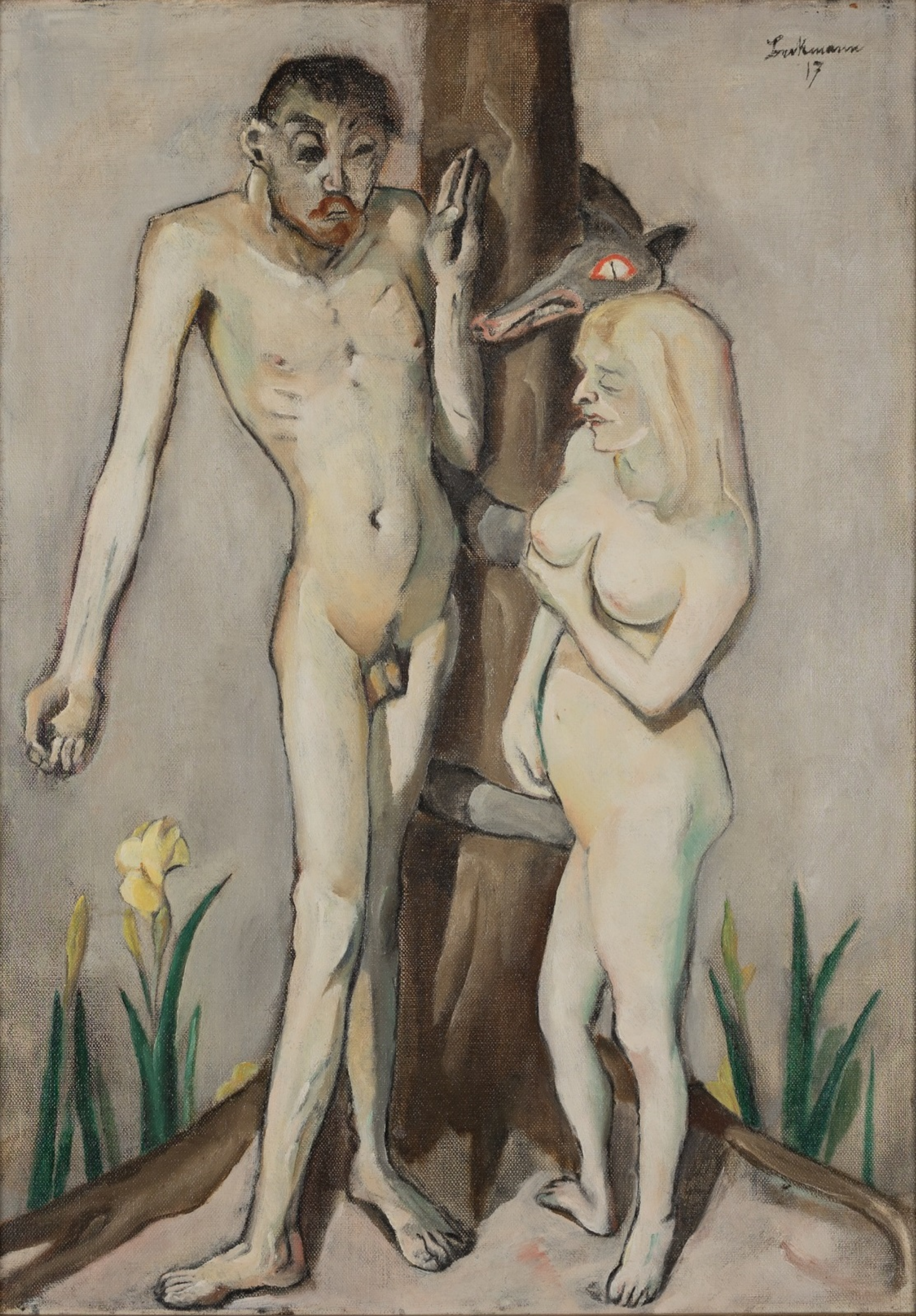
Adán y Eva (1917), de Max Beckmann.

Un precursor del expresionismo fue Edvard Munch: influido en sus inicios por el impresionismo y el simbolismo, pronto derivó hacia un estilo personal que sería fiel reflejo de su interior obsesivo y torturado, con escenas de ambiente opresivo y enigmático —centradas en el sexo, la enfermedad y la muerte—, caracterizadas por la sinuosidad de la composición y un colorido fuerte y arbitrario. En Madonna (1895-1904) presentó una figura de mujer con el torso desnudo, en una actitud ambigua, mientras el cuerpo sugiere sensualidad, el rostro con los ojos cerrados y girado hacia arriba da una sensación de misticismo, de introspección; en el marco se encuentra un feto, que junto a una línea de espermatozoides sugieren el rechazo por parte del artista hacia la actitud tradicional del hombre hacia la mujer. En Pubertad (1914) retrató una adolescente de mirada lánguida, reflejando en su semblante el estado meditativo y perplejo que denota el paso de niña a mujer, cuya profunda introspección psicológica ha conseguido recrear magistralmente el artista con colores puros y distorsionando las líneas. Pertenece a una serie de obras realizada entre 1890 y 1908, con las que Munch pretendía elaborar un «friso de la vida humana», empeñado en analizar todos los problemas derivados de la soledad, la enfermedad, las adicciones, el amor insatisfecho y la angustia de la edad —especialmente en la adolescencia y la vejez—. Estas obras denotan un gran análisis psicológico, pero traslucen un cierto componente morboso y turbador, explorando sin reparos lo más profundo del interior del hombre.
También fue un antecedente la obra de Emil Nolde: a principios de siglo empleaba la técnica divisionista, con empaste muy grueso y pinceladas cortas, y con fuerte descarga cromática, de influencia postimpresionista. Posteriormente abandonó el proceso de imitación de la realidad, denotándose en su obra una inquietud interior, una tensión vital, una crispación que se refleja en el pulso interno de la obra. Así se percibe en desnudos como: Danza alrededor del becerro de oro (1910), Naturaleza muerta con bailarinas (1914) y El entusiasta (1919). Otro referente fue Lovis Corinth: formado en el impresionismo —del que fue una de las principales figuras en Alemania junto a Max Liebermann y Max Slevogt—, derivó en su madurez hacia el expresionismo con una serie de obras de introspección psicológica, con una temática centrada en lo erótico y macabro. Si bien siguió anclado en la impresión óptica como método de creación de sus obras, cobró un creciente protagonismo la expresividad, culminando en El Cristo rojo (1922), escena religiosa de notable angustia cercana a las visiones de Nolde. Otras obras suyas son Desnudo acostado (1895) y Salomé (1899).

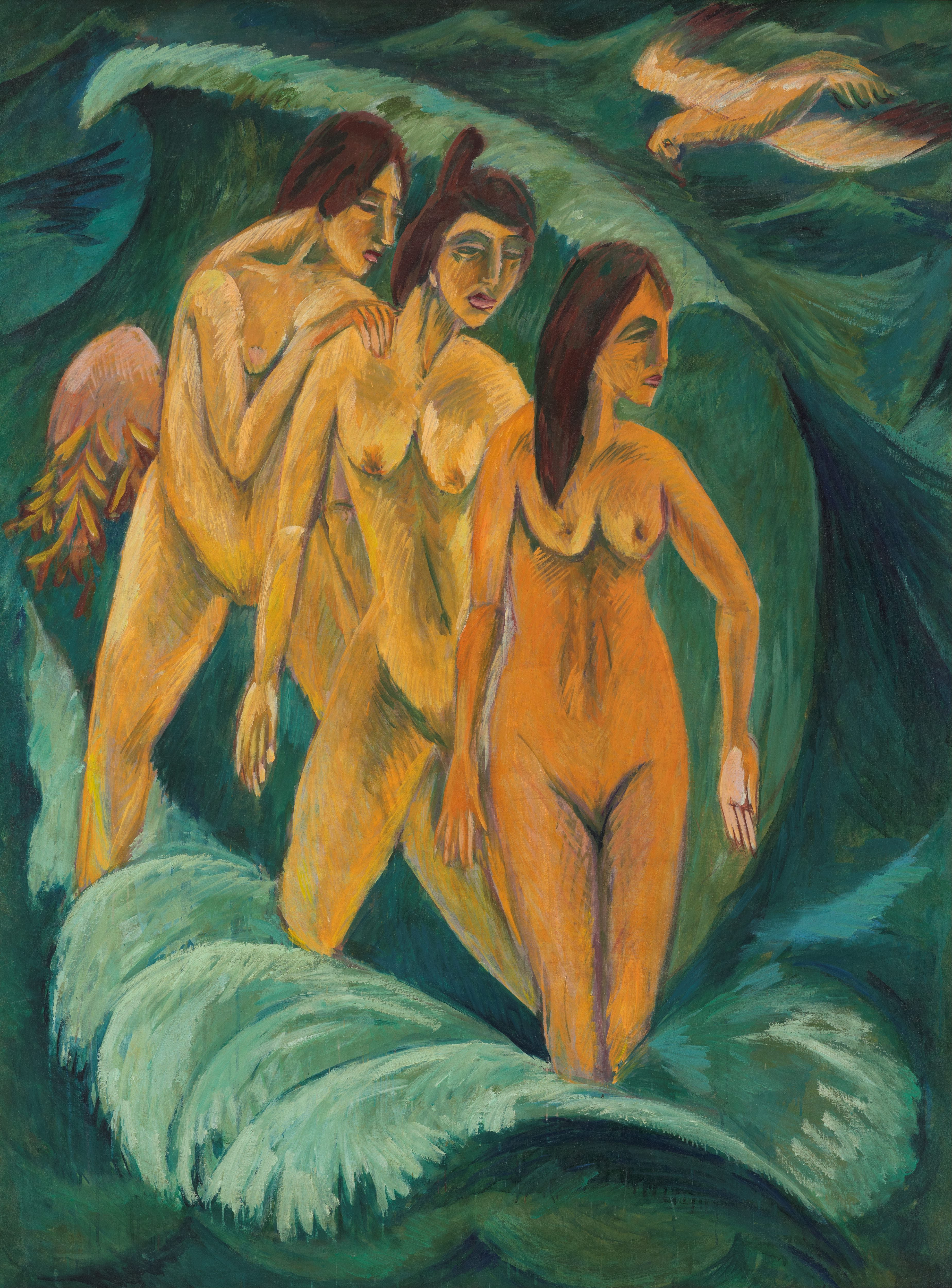
Tres bañistas (1913), de Ernst Ludwig Kirchner, Galería de Arte de Nueva Gales del Sur.

De los miembros de Die Brücke destacó Ernst Ludwig Kirchner: gran dibujante, desde su visita a una exposición de xilografía de Durero en 1898 comenzó a hacer grabados en madera, material en el que también realizó tallas de influencia africana, con un acabado irregular, sin pulir, destacando los componentes sexuales (Bailarina, 1911). Como pintor, utilizaba colores primarios, como los fauvistas, con cierta influencia de Matisse, pero con líneas quebradas, violentas —al contrario que las redondeadas de Matisse—, en ángulos cerrados, agudos, con figuras estilizadas, con un alargamiento de influencia gótica. Entre sus obras cabría destacar: Pareja en el sofá (1908), Joven con sombrilla japonesa (1909), Marzella (1909-1910), Bañistas en un interior (1909-1920), Bañistas en Moritzburg (1909-1926), Desnudo acostado delante del espejo (1910), Desnudos al sol (1910-1920), Desnudos en el campo (1910-1920), Dos desnudos con barreño y estufa (1911), Desnudo con sombrero negro (1911-1912), El juicio de Paris (1912), Tres bañistas (1913), etc.
Otros miembros de Die Brücke fueron: Erich Heckel, que entre 1906 y 1907 realizó una serie de cuadros de composición vangoghiana, de pinceladas cortas y colores intensos —predominantemente el amarillo—, con pasta densa. Más tarde evolucionó a temáticas más expresionistas, como el sexo, la soledad y la incomunicación: Bañistas en el juncal (1909), Desnudos junto al estanque (1910), Escena a la orilla del mar (Mujeres bañándose) (1912), El día cristalino (1913). Karl Schmidt-Rottluff practicó en sus inicios el macropuntillismo, para pasar a un expresionismo de figuras esquemáticas y rostros cortantes, de pincelada suelta y colores intensos: Muchacha aseándose (1912), Después del baño (1912), Cuatro bañistas en la playa (1913). Max Pechstein realizó en 1914 un viaje por Oceanía, recibiendo como tantos otros artistas de la época la influencia del arte primitivo y exótico: Mujer e indio sobre una alfombra (1909), Al aire libre (Bañistas en Moritzburg) (1910), Tres desnudos en un paisaje (1911), Amanecer (1911), La danza, bailarines y bañistas en el estanque del bosque (1912), Tríptico de Palau (1917). Otto Mueller realizó obras sobre paisajes y desnudos con formas esquemáticas y angulosas donde se percibe la influencia de Cézanne y Picasso. Sus desnudos suelen situarse en paisajes naturales, evidenciando la influencia de la naturaleza exótica de Gauguin. Sus figuras delgadas y esbeltas están inspiradas en Cranach, de cuya Venus tenía una reproducción en su estudio. Son desnudos de gran sencillez y naturalidad, sin rasgos de provocación o sensualidad, expresando una perfección ideal, la nostalgia de un paraíso perdido, en que el ser humano vivía en comunión con la naturaleza: Tres desnudos en el bosque (1911), Desnudos al pie del agua (1913), Estanque del bosque con dos desnudos (1915), Joven en los rosales (1918), Dos mujeres sentadas en las dunas (1922), Dos muchachas en la hierba (1926).
Fuera de los principales grupos expresionistas se situó la obra de Paula Modersohn-Becker: en unas visitas a París entre 1900 y 1906 recibió la influencia de Cézanne, Gauguin y Maillol, combinando de forma personal las formas tridimensionales de Cézanne y los diseños lineales de Gauguin, principalmente en retratos y escenas maternas, así como desnudos, evocadores de una nueva concepción en la relación del cuerpo con la naturaleza, como en Madre arrodillada con niño (1907). En Viena destacó Egon Schiele, discípulo de Klimt, cuya obra giró en torno a una temática basada en la sexualidad, la soledad y la incomunicación, con cierto aire de voyeurismo, con obras muy explícitas por las que incluso estuvo preso, acusado de pornografía. Dedicado principalmente al dibujo, otorgó un papel esencial a la línea, con la que basó sus composiciones, con figuras estilizadas inmersas en un espacio opresivo, tenso. Recreó una tipología humana reiterativa, con un canon alargado, esquemático, alejado del naturalismo, con colores vivos, exaltados, destacando el carácter lineal, el contorno. Algunas obras suyas entre su extensa producción son: Joven desnuda con los brazos sobre el pecho (1910), Desnudo tumbado con los brazos hacia atrás (1911), Dos muchachas (1911), Desnudo femenino sentado (1914), Pareja de mujeres (1915), Desnudo acostado (1917), El abrazo (1917), etc.
En escultura destacó Georg Kolbe, dedicado especialmente al desnudo, con figuras dinámicas, en movimientos rítmicos cercanos al ballet, con una actitud vitalista, alegre y saludable. Su obra más famosa fue La Mañana, expuesta en el Pabellón de Alemania construido por Ludwig Mies van der Rohe para la Exposición Internacional de Barcelona de 1929. Por otro lado, el noruego Gustav Vigeland realizó entre 1924 y 1942 un extraordinario conjunto escultórico en el Parque Frogner de Oslo —luego llamado Parque de Vigeland—, con más de un centenar de figuras desnudas, que representan la vida humana analizada en las diversas etapas y edades de la vida, desde la infancia hasta la vejez, con un estilo sereno y confiado, sano y optimista, que expresa sin prejuicios ni moralinas el sentido pleno y natural de la vida.

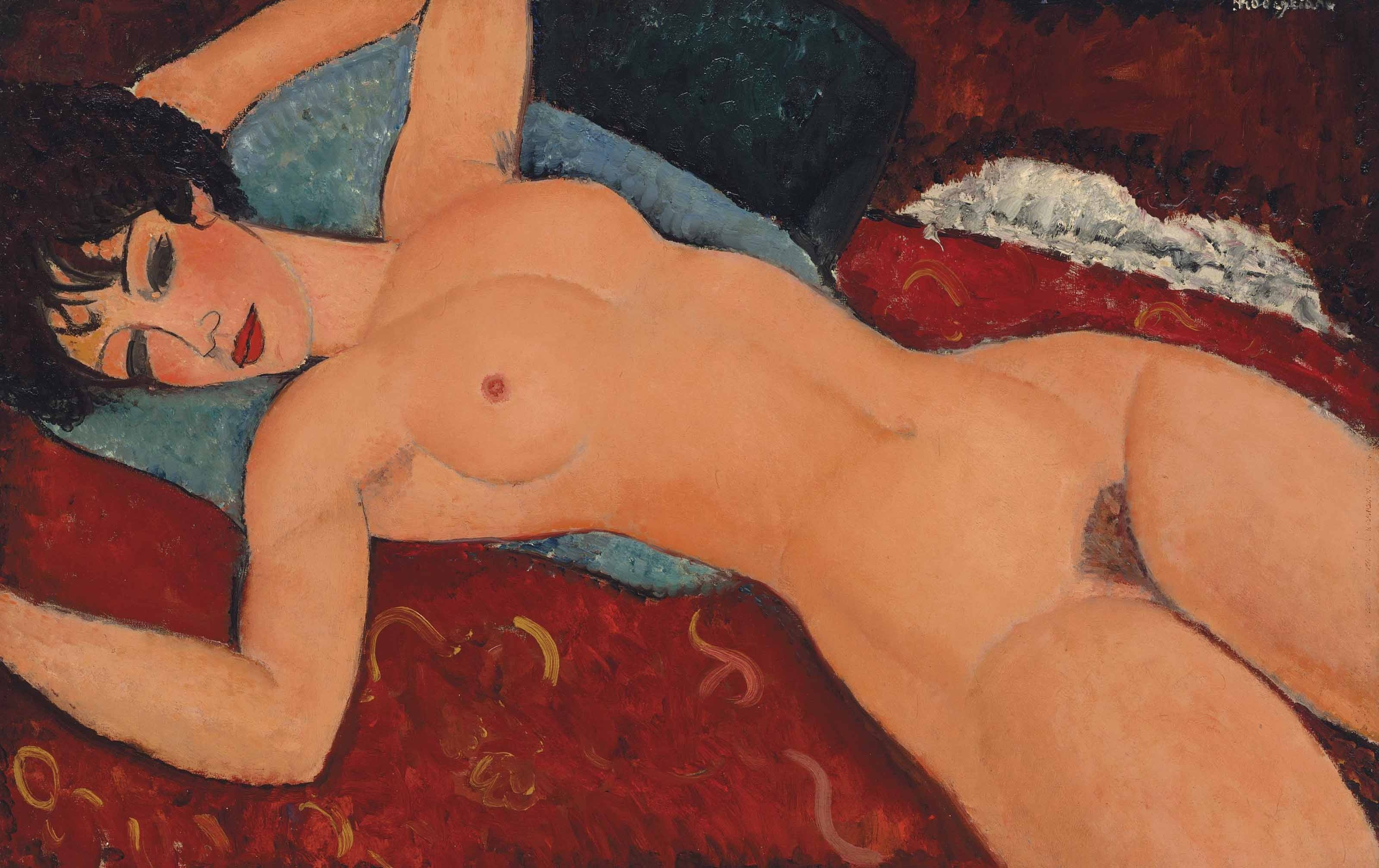
Desnudo acostado (1917), de Amedeo Modigliani, Colección Gianni Mattioli, Milán.

En Francia se formó la denominada Escuela de París, un grupo heterodoxo de artistas que trabajaron en el período de entreguerras, vinculados a diversos estilos artísticos como el postimpresionismo, el expresionismo, el cubismo y el surrealismo. Uno de sus principales exponentes fue Amedeo Modigliani, artista de vida bohemia, sumido en el sexo, las drogas y el alcohol. Recibió una formación clásica, donde cobró preferencia por el manierismo y la escuela veneciana. En 1902 estudió en la Scuola Libera di Nuodo de Florencia, dedicada especialmente al desnudo. En sus obras remarcaba con fuerza el contorno, de líneas fluidas, herederas del arabesco modernista, mientras que el espacio se formaba por yuxtaposición de planos de color, con figuras alargadas inspiradas en los maestros italianos del Cinquecento. Entre sus obras cabría citar: Desnudo doloroso (1908), Desnudo sentado (1910), Cariátide (1913-1914), Desnudo rojo con los brazos abiertos (1917), Desnudo sentado en un diván (1917), Desnudo con collar (1917), Desnudo echado sobre un cojín azul (1917), Desnudo tumbado de espaldas (1917), Desnudo recostado (1919), etc.
Otros miembros de la Escuela de París fueron: Marc Chagall, que realizó obras de carácter onírico, cercanas a un cierto surrealismo, distorsionando la realidad a su capricho, en escenas que se encuentran en un espacio irreal, ajeno a reglas de perspectiva o escala, en un mundo donde evoca sus recuerdos infantiles, mezclados con el mundo de los sueños, la música y la poesía: Desnudo sobre Vitebsk (1933), A mi mujer (1933), El crucificado de Vitebsk (1938). Georges Rouault estuvo vinculado en principio al simbolismo (Stella matutina, 1895) y al fauvismo, pero su temática de índole moral —centrada en lo religioso— y su colorido oscuro lo acercaron al expresionismo. Sus obras más emblemáticas son las de desnudos femeninos, que tienen un aire amargo y desagradable, con figuras lánguidas y blanquecinas (Odaliscas, 1907). Ejecutó entre 1903 y 1904 diversos cuadros de prostitutas desnudas donde se recrea en la depravación de su oficio, reflejando de forma horrenda la materialidad de la carne, despojada de cualquier componente ideal o moral, con un sentido de denuncia de la decadencia de la sociedad procedente de su ideario neocatólico, en un estilo expresionista de trazos rápidos y líneas básicas. Obras suyas son: Desnudo al espejo (1906), Mujer joven (1906) y Otoño (1936). Jules Pascin expresó en su obra el desarraigo y la alienación del desterrado, así como las obsesiones sexuales que le marcaron desde su adolescencia. Tenía una delicada técnica, con una línea finamente sugerida y un color de tonos iridiscentes, mostrando en sus desnudos un aire lánguido y evanescente, de cierta influencia degasiana: Manolita (1929). También cabría recordar a Marcel Gromaire, autor de desnudos de formas sensuales y vigorosas, con predominio de colores ocres y amarillos (Desnudo con un tapiz de Oriente, 1926; Desnudo rubio, 1926; Desnudo con abrigo, 1929); y Tsuguharu Foujita, que realizó una síntesis de la tradición japonesa y la occidental, con un grafismo preciso y un acabado brillante, como si fuera de laca (El salón de Montparnasse, 1928).
| |
| Madre arrodillada con niño (1907), de Paula Modersohn-Becker, Alte Nationalgalerie, Staatliche Museen zu Berlin, Berlín. |

|                                                               |
| Ariadna en Naxos (1913), de Lovis Corinth, colección privada. |

|                                                                                   |
| Pareja de mujeres (1915), de Egon Schiele, Magyar Szépmüvészeti Múzeum, Budapest. |

|                                                                            |
| Manolita (1929), de Jules Pascin, Museo Nacional de Arte Moderno de París. |

|                                                                |
| Dos mujeres (1930), de Heinrich Hoerle, Museo Ludwig, Colonia. |

Cubismo (1907-1914)

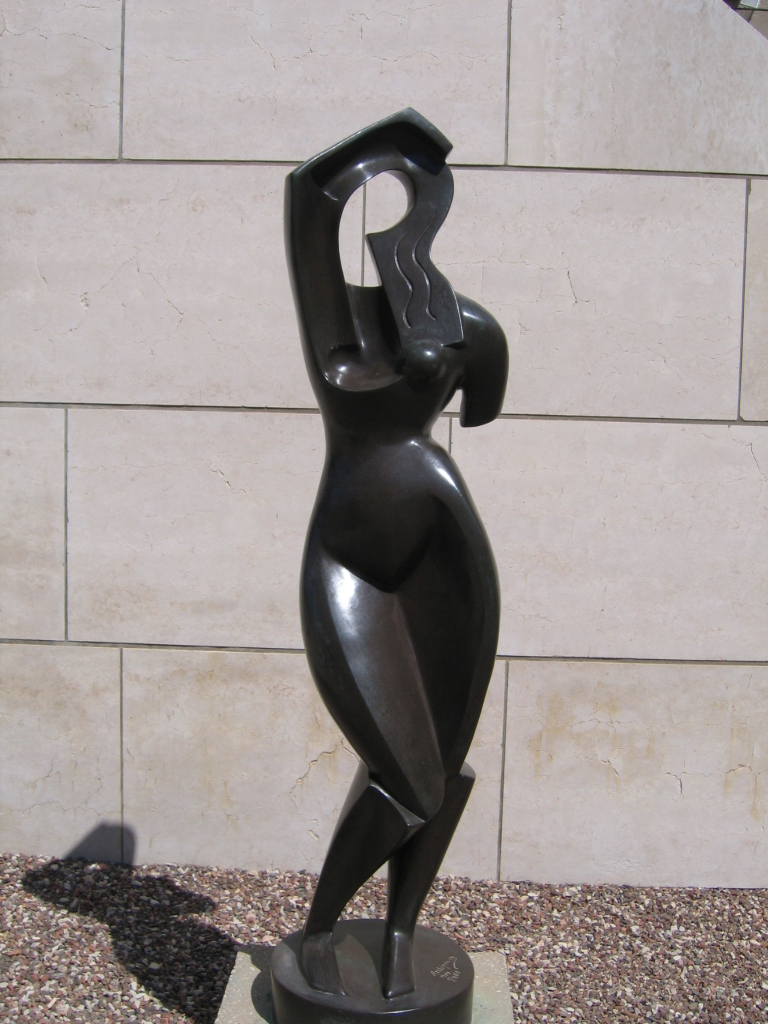
Mujer peinándose (1914), de Alexander Archipenko, Museo de Israel, Jerusalén.

Este movimiento se basó en la deformación de la realidad mediante la destrucción de la perspectiva espacial de origen renacentista, organizando el espacio según una trama geométrica, con visión simultánea de los objetos, una gama de colores fríos y apagados, y una nueva concepción de la obra de arte, con la introducción del collage. Su principal exponente fue Pablo Picasso: de formación académica (Desnudo femenino de espaldas, 1899; Desnudo femenino sentado, 1899), pasó por diversos periodos antes de desembocar en el cubismo, de los que conviene recordar para el tema del desnudo su «período rosa», de un clasicismo influenciado por Ingres, con temáticas ambientadas en el mundo circense y de la toilette impresionista: Saltimbanquis (1904), Familia de arlequín (1905), Holandesa con cofia (1905), Muchacho desnudo con caballo (1905), Desnudo de Fernande Olivier (1905), Dos desnudos (1906), El harén (1906), Los dos hermanos (1906), Desnudo de la cabellera (1906), Desnudo con las manos juntas (1906). En 1907 realizó Las señoritas de Avignon, que supuso una ruptura total con el arte tradicional, haciendo un alegato contra la belleza convencional, la belleza basada en reglas y proporciones. Ya el tema elegido —un burdel— es sintomático de protesta, de rebeldía, pero además el tratamiento de las figuras, deformadas y reducidas a cuerpos geométricos simples (cubo, cilindro), denota su afán desmitificador del concepto clásico de belleza. En esta obra Picasso trasluce una fuerte influencia por la escultura africana, de formas estilizadas y basadas en líneas simples de construcción geométrica, con un sentido más intuitivo que realista de la representación del cuerpo, un estilo que evoca más la presencia anímica que la corporeidad física. Sin embargo, la desmembración de los cuerpos no es aleatoria, sino sometida a leyes de refracción, encuadrada en contornos agudos y planos cóncavos tomados de la espacialidad del arte africano.

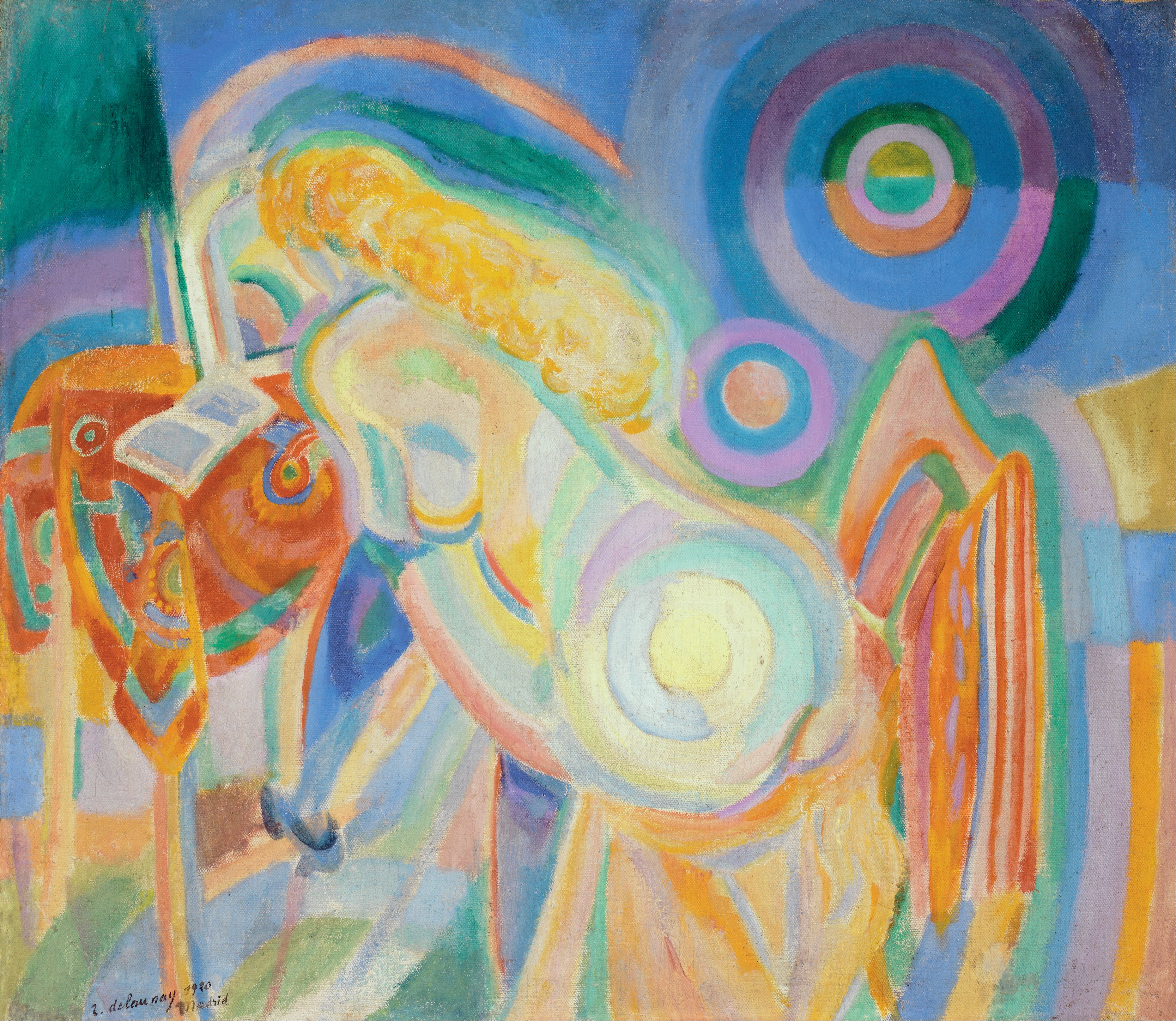
Mujer desnuda leyendo (1920), de Robert Delaunay, Museo de Bellas Artes de Bilbao.

Las señoritas de Aviñón inició el llamado «período negro» de Picasso, un breve lapso hasta su etapa plenamente cubista, en el que realizó además Desnudo con paños (1907), Tres mujeres (1908) y La dríada (Desnudo en el bosque) (1908). Del período plenamente cubista destacan Desnudo (1910) y La mujer en camisa (1913), aunque en esta etapa no se dedicó especialmente al desnudo. Posteriormente, tras una visita a Pompeya en 1917, redescubrió la frescura y el componente vital del arte clásico primigenio, y en su dibujo de unas Bañistas de ese año realizó una composición de formas más naturalistas, aunque estilizadas y tratadas con la libertad artística de su original creatividad. Durante los primeros años 1920 realizó desnudos de concepción más clásica, como en sus ilustraciones de Ovidio y Aristófanes, pero eran desnudos de una voluntaria objetividad que les privaba de vitalidad, la cual se reafirmaría cuando posteriormente volvió a la deformación de sus figuras, como en su Mujer desnuda en un sillón rojo de 1929, cuya distorsión parece deliberadamente cruel y desmitificadora. Esta obra no atenta ya contra el desnudo clásico, sino contra el desnudo contemporáneo, ya que el decorado donde se encuentra la figura recuerda al de las Odaliscas de Matisse realizadas pocos años antes. Aquí se percibe el Picasso rebelde, iconoclasta, siempre en busca de caminos nuevos y en contra de todo convencionalismo, sea del pasado o del presente. Realizó en este sentido diversas versiones de obras clásicas de la historia del arte, como Parodia de la “Olympia” de Manet (1901-1903), La Venus del espejo (1932) y Le Déjeuner sur l'herbe (1961). Desde aquí inició Picasso un camino cada vez más abstrayente de la figura humana, sometido a un proceso distorsionador cada vez mayor, como se percibe en la serie de litografías Les Deux Femmes nues (1945-1946), que presenta una figura acostada durmiendo y otra sentada despierta —quizá una alusión al mito de Cupido y Psique—, que en sucesivas fases se muestra desde unas formas naturalistas hasta casi la abstracción. Otras obras suyas son: Bañista sentada (1930), Desnudo (1932), La Musa (1935), Figuras en la playa (1937), Mujer peinándose (1940), Masacre en Corea (1951), Las mujeres de Argel (1955), Mujeres arreglándose (1956), Desnudo bajo un pino (1959), etc.
Otros representantes del cubismo fueron: Georges Braque, iniciador del estilo con Picasso, cuyo Gran desnudo (1908) guarda un gran paralelismo con Las señoritas de Aviñón, con influencia africana y un cierto aire totémico, con un movimiento rítmico. Fernand Léger recreó en sus obras una estructura volumétrica de la forma basada en tubos —por lo que su estilo fue denominado «tubismo»—: Figuras desnudas en un bosque (1910), La modelo desnuda en el taller (1912-1913), Tres mujeres desayunando (1921), Desnudos sobre fondo rojo (1923), Las tres mujeres sobre fondo rojo (1927), Dos mujeres con flores (1954). Robert Delaunay realizó en La ciudad de París (1910) una curiosa mezcla entre la figuración y la abstracción geométrica, con un espacio estructurado por bloques, con un cromatismo matizado que difumina las formas en el entorno que les rodea. Joan Miró pasó por el fauvismo y el cubismo antes de llegar al surrealismo, su etapa más conocida: Desnudo con pájaro y flor (1917), Desnudo con espejo (1919), Desnudo de pie (1921).
En escultura, Alexander Archipenko fue el creador de la «construcción», la variante escultórica del collage. En Mujer caminando (1912) introdujo un nuevo análisis de la figura humana, descompuesta en formas geométricas y horadada en ciertos puntos con agujeros que crean un contraste entre lo sólido y lo hueco, en una nueva forma de entender la materia. En Mujer peinándose (1915) siguió el criterio cubistizante de Las señoritas de Aviñón, y en Mujer sentada (1916) experimentó con el espacio cóncavo, mientras que en Torso de mujer (1922) acentuó la estilización de la figura, proceso que culminó en Torso en el espacio (1935). Julio González utilizó en su escultura planchas de hierro para simular la epidermis, en partes del cuerpo humano que denotan la ausencia de lo que sería el conjunto del cuerpo, efecto acentuado por la vacuidad de la obra (Busto femenino, 1934; Torso, 1936). Henri Laurens trabajó en diversos materiales, desde la madera y el metal hasta los papiers collés y los tableaux-objets, pasando por métodos mixtos y ensamblajes, a menudo pintados posteriormente (sculpto-peintures). Junto a otras obras, la figura femenina fue una de sus máximas fuentes de inspiración, como en Mujer del abanico (1921), Mujer en cuclillas (1922) y Desnudo con espejo (1922).
Futurismo (1909-1930)

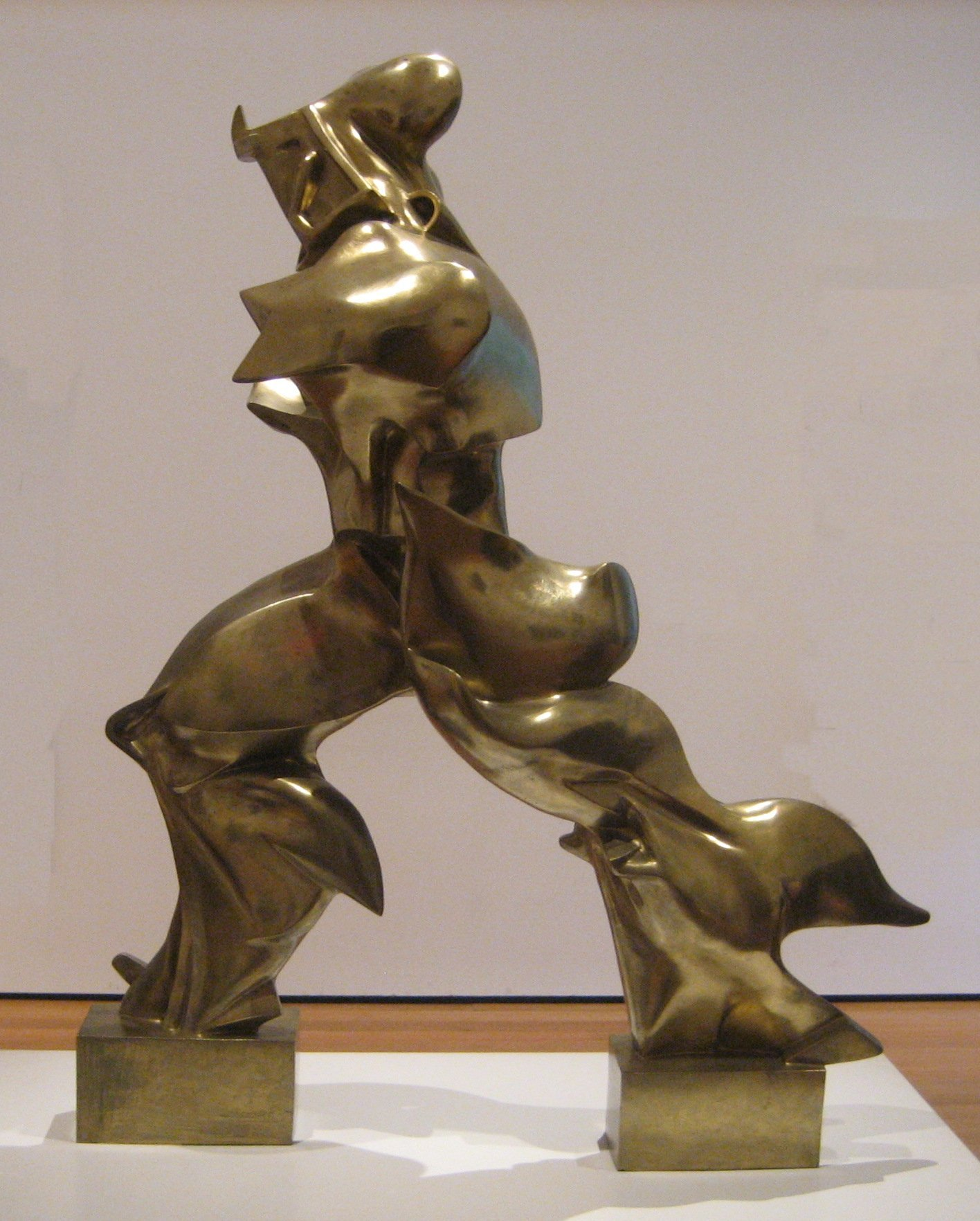
Formas únicas de continuidad en el espacio (1913), de Umberto Boccioni, Museo de Arte Moderno (MoMA) de Nueva York.

Movimiento italiano que exaltó los valores del progreso técnico e industrial del siglo XX, destacando aspectos de la realidad como el movimiento, la velocidad y la simultaneidad de la acción, el futurismo aspiraba a transformar el mundo, a cambiar la vida, mostrando un concepto idealista y algo utópico del arte como motor de la sociedad. Aunque los futuristas no se dedicaron especialmente al desnudo, conviene recordar a Umberto Boccioni y su Formas únicas de continuidad en el espacio (1913), una versión moderna del «desnudo heroico» clásico, con la que pretendía «la abolición de la línea finita y de la estatua cerrada», otorgando a su figura una fuerza centrífuga. Con esta escultura Boccioni intentó ir más allá de la impresión de movimiento, explorar la noción de velocidad y fuerza en la escultura, pretendiendo asignar valores lumínicos a la superficie tallada. La escultura excede los límites corpóreos del ser humano, y se asemeja a una bandera ondeando en el viento. Parece que el cuerpo que se representa serpentea, luchando contra una fuerza invisible. Aunque el resultado (físico) es un retrato en tres dimensiones, el cuerpo en movimiento introduce una cuarta dimensión, el tiempo.
En Estados Unidos, el precisionismo mezcló elementos del cubismo y el futurismo, sobre una base realista que ponía gran énfasis en el detalle, la «precisión». Una de sus referentes, Georgia O'Keeffe, se dedicó a diversas series temáticas (flores, rascacielos, desiertos), en pintura o acuarela; una de estas serie fue la de Desnudos (1917), que realizó con ella misma de modelo.
Dadaísmo (1916-1922)
Movimiento de reacción a los desastres de la guerra, el dadaísmo supuso un planteamiento radical del concepto de arte, que pierde cualquier componente basado en la lógica y la razón, reivindicando la duda, el azar, lo absurdo de la existencia. Esto se traduce en un lenguaje subversivo, donde se cuestionan tanto las temáticas como las técnicas tradicionales del arte, experimentando con nuevos materiales y nuevas formas de composición, como el collage, el fotomontaje y los ready-made. Su principal factótum fue Marcel Duchamp, que tras una fase fauvista (Desnudo con medias negras, 1910; Joven y muchacha en primavera, 1911; El matorral, 1910-1911), realizó en Desnudo bajando una escalera (1911) una síntesis entre cubismo y futurismo, donde el cuerpo ha sido descompuesto en volúmenes geométricos y serializado en diversos movimientos superpuestos. En esta obra Duchamp se aleja de la realidad, donde el desnudo no tiene significación, solo es un medio de experimentación. En El rey y la reina con los desnudos ágiles (1912) representó la figura humana como piezas de ajedrez. Una de sus obras más famosas es El gran vidrio (o La novia desnudada por sus solteros, incluso, 1915-1923), desnudo abstracto formado por dos planchas de vidrio unidas por un marco de plomo, y situadas en una caja de vidrio, instalada en el Philadelphia Museum of Art. Según el libro de instrucciones que dejó el autor, la novia se desnuda para excitar a los solteros que la cortejan, aunque su separación física impide que puedan lograr el objetivo de consumar su amor, en un claro mensaje de lo fútil de las pasiones humanas y cómo el ser humano transita en soledad por la vida. Otra emblemática obra suya fue Dándose: 1. La caída de agua, 2. El gas de alumbrado (1944-1966), instalación con diversos materiales (una puerta de madera, una lámpara de gas, ladrillos, cuero, leña, plexiglás), que presenta un cuerpo de mujer tendido sobre unos matorrales, visto a través de un agujero en la puerta, en referencia a la mujer como algo inaccesible, enigmático.
Otros exponentes del dadaísmo fueron: Francis Picabia, artista subversivo y de fuerte temperamento individualista, autor de desnudos como Mujer e ídolo (1940), La morena y la rubia (1941), Dos desnudos (1941), Desnudo (1942) y Cinco mujeres (1942). Man Ray fue pintor, escultor y fotógrafo, uno de los más originales del movimiento, con una desbordante fantasía creadora. Una de sus esculturas más famosas es la Venus restaurada (1936), un torso de mujer que recuerda una Venus griega, pero atado con cuerdas que le rodean todo el cuerpo.
Surrealismo (1924-1955)

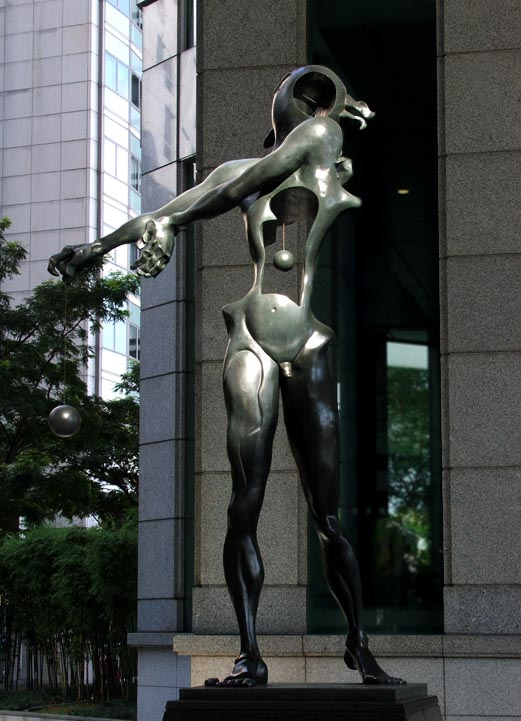
Homenaje a Newton (1985), de Salvador Dalí, Singapur.

El surrealismo puso especial énfasis en la imaginación, la fantasía, el mundo de los sueños, con una fuerte influencia del psicoanálisis, como se percibe en su concepto de «escritura automática», por la que intentan expresarse liberando su mente de cualquier atadura racional, mostrar la pureza del inconsciente. Uno de sus precursores fue Giorgio de Chirico, iniciador de la llamada pintura metafísica, con obras de atmósfera inquietante, con espacios vacíos y extrañas perspectivas, y figuras antropoides que semejan maniquíes: Perseo y Andrómeda (1910), La estatua silenciosa Ariana (1913), Mujeres romanas (1926), Desnudo de mujer (1929), Autorretrato desnudo (1942), Escuela de gladiadores (1953).
Salvador Dalí fue uno de los grandes genios del arte del siglo XX, con una personalidad megalómana e histriónica que lo convirtió en una figura mediática, ensalzándolo como paradigma del artista excéntrico. Tuvo una formación académica, y sus primeras obras de adolescencia estaban cercanas a un impresionismo puntillista (Merienda en el campo, 1921; Musa de Cadaqués, 1921; Desnudo en un paisaje, 1922-1923; Bañistas de la Costa Brava, 1923). Con posterioridad pasó rápidamente por diversas fases relacionadas con movimientos vanguardistas, desde el fauvismo y el cubismo hasta el futurismo y la pintura metafísica (Composición satírica, 1923, inspirado en La danza de Matisse; Desnudo femenino, 1925; Venus y cupidillos, 1925). En 1928 se instaló en París, adentrándose en el surrealismo, del que sería uno de sus máximos representantes, y al año siguiente conoció a Gala Éluard, que sería su gran musa, y a la que retrató en numerosas ocasiones, algunas de ellas desnuda. Comenzó en esa época su interés por el psicoanálisis freudiano, llegando a inventar un método de interpretación de los sueños que denominó «método paranoico-crítico». Gran parte de sus reflexiones psicológicas se centran en el sexo, tema recurrente en su obra, que gira en torno a la pugna freudiana entre el principio de placer y el principio de realidad. De la fase surrealista son la mayor parte de sus obras: El gran masturbador (1929), Rosas ensangrentadas (1930), Sin título (Guillermo Tell y Gradiva) (1931), Instrumento masoquista (1933-1934), El sueño apoya su mano sobre el hombro de un hombre (1936), La edad de oro - Familia de centauros marsupiales (1940-1941), Traje de desnudo con cola de bacalao (1941), La miel es más dulce que la sangre (1941), Sueño causado por el vuelo de una abeja alrededor de una granada un segundo antes de despertar (1944), Galarina (1944-1945, inspirado en La Fornarina de Rafael), La apoteosis de Homero (1944-1945), Mi mujer desnuda contemplando su propio cuerpo transformándose en escalones, tres vértebras de una columna, cielo y arquitectura (1945), La tentación de San Antonio (1946), etc. Entre 1940 y 1955 residió en Estados Unidos, donde desde 1947 cobró interés por el misticismo religioso y la física atómica, así como por la perspectiva basada en la sección áurea. De esta época son obras como: Leda atómica (1949, sobre el mito de Leda y el cisne, donde Leda es su mujer, Gala), El juicio de Paris (1950), Crucifixión (Corpus hypercubus) (1954), Dalí desnudo, en contemplación ante cinco cuerpos regulares metamorfoseados en corpúsculos, en los que aparece repentinamente la Leda de Leonardo cromosomatizada por el rostro de Gala (1954), Dos adolescentes (1954). Posteriormente regresó a España, donde se consagró a la tarea de fundar un museo, el Teatro-Museo Dalí de Figueras, al tiempo que seguía trabajando: Gala desnuda de espaldas (1960), Sin título (San Juan) (1964), La pesca del atún (1966-1967), El torero alucinógeno (1968-1970), Tres gracias hiperrealistas (1973), Desnudo de calcomanía (1974), Gala mirando al mar Mediterráneo que, a una distancia de veinte metros, se transforma en el retrato de Abraham Lincoln - Homenaje a Rothko (1974-1975), La mano de Dalí levantando un Vellocino de Oro en forma de nube para mostrar a Gala la aurora completamente desnuda, muy lejos detrás del sol (1977, inspirado en el Paisaje con el embarco en Ostia de Santa Paula Romana de Claude Lorrain), Los vinos de Gala y el divino (1977), Monumento imperial a la mujer-niña (1977, basado en Las Oréades de Bouguereau). Dalí fue también escultor (Busto de mujer retrospectivo, 1933; Desnudo femenino histérico y aerodinámico, 1934; Venus de Milo con cajones, 1936; El esclavo de Michelin, 1964, con el Esclavo moribundo de Miguel Ángel atravesado por una rueda Michelin; Homenaje a Newton, 1969; Cristo twisteado, 1976), y colaboró con el fotógrafo Philippe Halsman en varias composiciones fotográficas: Dalí cósmico (1948), Cráneo humano compuesto de siete cuerpos femeninos desnudos (1951).
Paul Delvaux se encuadró en un tipo de pintura figurativa, pero extrañamente inquietante, donde unas figuras que parecen sonámbulas deambulan por espacios arquitectónicos o paisajísticos de perfecta factura, influidos por Piero della Francesca y la perspectiva renacentista, y donde las mujeres desnudas conviven con hombres que las miran con ávido voyeurismo, o con esqueletos que recuerdan el género barroco de la vanitas, consiguiendo recrear un ambiente de un erotismo de pesadilla. Delvaux transmite una visión pesimista del amor, que a menudo relaciona con la muerte, en una conjunción entre Eros y Thanatos. Así, en La ciudad dormida (1938) presenta una ciudad nocturna, de arquitectura clásica, donde mujeres desnudas deambulan como sonámbulas, representando el mito de la mujer soñada, inalcanzable, mientras un hombre las mira impotente. En Pigmalión (1939) invierte los roles, siendo una mujer desnuda la que abraza una estatua masculina. El Congreso (1941), pese a lo realista de la imagen, recrea una atmósfera inquietante, donde unas mujeres desnudas se pasean entre un grupo de hombres que discuten de sus asuntos sin reparar en ellas. En La vía pública (1948) presenta una Venus reclinada que recuerda a las de Giorgione o Tiziano, pero situada en medio de la calle y frente a un tranvía que avanza hacia ella. Otras obras suyas son: La pareja (1929), Crisis (1930), Ninfas bañándose (1938), La visita (1939), Entrada en la ciudad (1940), Sirena a la luz de la luna (1940), Boda (1941), Venus durmiendo (1944), La conversación (1944), Mujer ante el espejo (1945), El enigma (1946), Sirenas (1947), Leda (1948), Dríadas (1966), etc.
René Magritte desarrolló una obra donde lo corriente y lo banal convive con lo fantástico y extraño, a menudo con fuertes connotaciones eróticas, en atmósferas perturbadoras con una iconografía recurrente, destacando la ambigüedad de los objetos que retrata. En Las cómplices del mago (1927), a pesar de la figuración realista el artista recrea un ambiente onírico donde la interpretación queda abierta a la imaginación. En Manía de grandezas (1961) elaboró un torso femenino seccionado en tres partes, que se van estrechando según van ascendiendo, creando una forma de zigurat, como la famosa Torre de Babel. La violación (1934) es un rostro donde la cara está sustituida por un torso desnudo, siendo los ojos los pechos y la boca el pubis. Otras obras suyas son: Amistades peligrosas (1926), El bosque (1926), Luz polar (1927), Los días gigantescos (1928), Invención colectiva (1934), Bañista entre luz y oscuridad (1935), Flores del diablo (1946), Mar de llamas (1946), Olimpia (1947), La libertad del espíritu (1948), El vestido de la noche (1954), etc.
Óscar Domínguez realizaba asociaciones automáticas de objetos, donde las figuras se alargan y adquieren consistencia gelatinosa, combinando humor y deseo como motores de la actividad humana. En La máquina de coser electrosexual (1935) muestra un delirio onírico donde el componente sexual se combina con la mecanicidad de la era industrial, a través de un cuerpo de mujer desnudo y tendido boca abajo, con una planta carnívora devorándole los pies y un chorro de sangre que cae sobre su espalda a través de un embudo proveniente de una cabeza de toro. Es una representación de un erotismo sádico, donde el sexo se mezcla con la muerte. El toro representa lo primitivo, la lucha entre la vida y la muerte, mientras que la máquina representa lo racional, el triunfo de la voluntad del hombre sobre el entorno que le rodea.
Otros surrealistas que practicaron el desnudo fueron: Max Ernst, que solía trabajar en collage por su formación dadaísta, y que mostró un gran interés por la irracionalidad y el arte efectuado por dementes: Los grandes enamorados (1926), Jóvenes desnudas (1926), Vistiendo a la novia (1940); y André Masson, interesado en la vía automática (libre asociación de ideas), con una obra gestualista, agresiva, con interés por el sadomasoquismo: Desnudo matemático (1928), de influencia mironiana. 

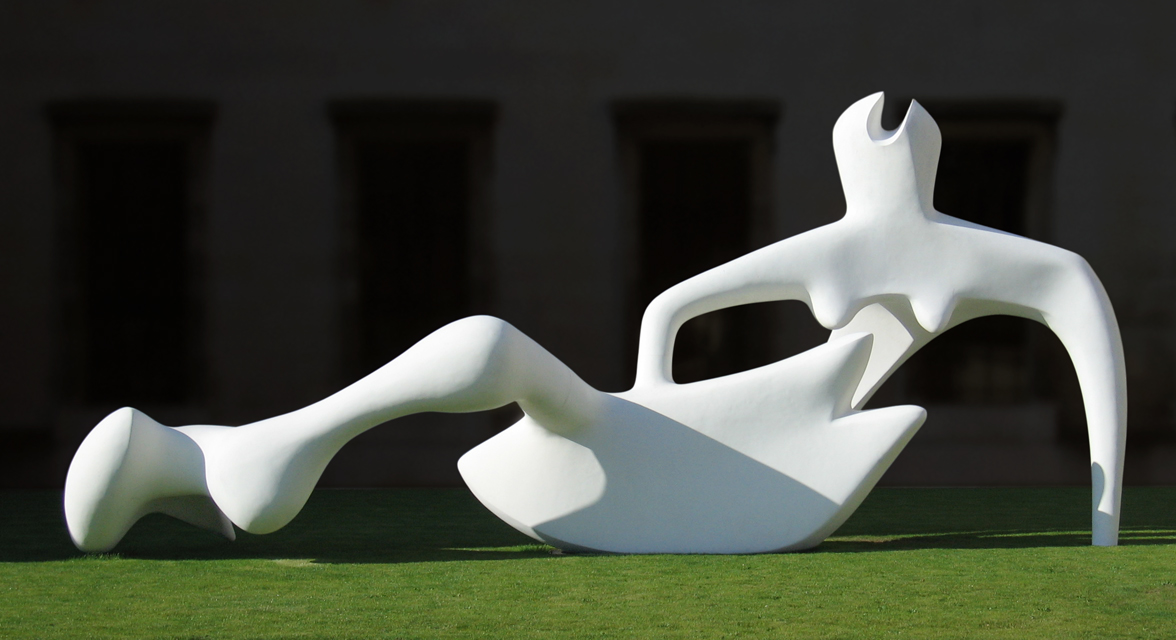
Figura reclinada (1951), de Henry Moore, Museo Fitzwilliam, Cambridge.

En escultura, Constantin Brâncuşi efectuó un proceso de reducción de la figura humana hacia la más estricta simplicidad, cercana a la abstracción (Musa dormida, 1911). Siguió su estela Alberto Giacometti, con figuras reducidas a simples filamentos, que él denominaba «construcciones transparentes», muy alargadas y demacradas, mostrando el aislamiento del hombre: Desnudo de pie (1953), Mujer alta (1960). Hans Bellmer practicó un erotismo de corte sadomasoquista, con maniquíes articulados en diversas posturas, como La muñeca (1934). Henry Moore se inspiró en el cuerpo humano en muchas de sus obras, que suponen una abstracción de la forma donde el cuerpo queda esbozado en unas líneas simples y dinámicas, ondulantes, que sugieren más que describen la forma básica del cuerpo. Algunas de sus obras, como Figura recostada (1938) y Figura reclinada (1951), recuerdan vagamente algunas figuras del Partenón como el Iliso y el Dioniso, pero esquematizadas en formas alargadas y fluidas, de líneas serpenteantes, que evocan la erosión del mar en una roca.
Se relaciona con el surrealismo la obra por lo demás personal e inclasificable de Frida Kahlo, que reflejó en sus lienzos su vida atormentada por un accidente que le destrozó la columna vertebral y las infidelidades de su esposo. Uno de sus primeros desnudos fue Desnudo de Mujer India (1929), donde ya muestra su estilo, de una figuración de corte fantástico y un intenso cromatismo, con abundancia de elementos anecdóticos. En Unos cuantos piquetitos (1935) representó un brutal asesinato real ocurrido poco antes, cometido por celos, donde el asesino se defendió diciendo «¡pero sólo fueron unos cuantos piquetitos!», escena en la que la autora proyecta su dolor por la infidelidad de su marido con su hermana pequeña, hecho corroborado por las puñaladas que asestó a la obra nada más terminarla. En Dos desnudos en un bosque (1939) aparecen dos mujeres desnudas, una de piel más clara y otra de piel más oscura, reclinada una sobre otra, y observadas por un mono, símbolo del pecado, en una escena que puede tener dos interpretaciones: la primera sería la del amor lésbico, mientras que la segunda sería un doble autorretrato de Frida, plasmando sus dos naturalezas, la europea y la mexicana. La columna rota (1944) es un autorretrato que muestra el corsé de acero que tuvo que llevar un tiempo a causa del accidente que le había destrozado la columna vertebral, representada por una columna jónica, mientras que tiene todo el cuerpo atravesado de clavos, en una imagen de intenso dramatismo; en este cuadro inicialmente aparecía desnuda, pero finalmente solo dejó los pechos al descubierto.
Art déco (1925-1945)
El Art déco fue un movimiento surgido en Francia a mediados de los años 1920 que supuso una revolución para el interiorismo y las artes gráficas e industriales. Dirigido principalmente a un público burgués —el de la llamada belle époque—, destacó por la ostentación y el lujo, y se desarrolló notablemente en ilustración publicitaria (Erté) y cartelismo (Cassandre). En pintura destacó la obra de Tamara de Lempicka: se formó con el nabí Maurice Denis y el cubista André Lhote, al tiempo que sentía una gran fascinación por Ingres, por lo que su obra fue apodada de «cubismo ingresiano». Más adelante tuvo una fase surrealista, para encaminarse posteriormente a un cierto neoclasicismo. Sus desnudos presentan mujeres que son un producto de su época, elegantes y sofisticadas, con lujo y glamour, como salidas de una revista de moda, pero sometidas a los dictados de una sociedad machista, de la que en ocasiones parecen rebelarse, convirtiéndose en modernas heroínas cuyos cuerpos traslucen una vibrante potencia interior. Frente a la dicotomía clásica entre la Venus celestial y la Venus mundana, Lempicka crea un tercer tipo de mujer, no divina ni inasequible, pero tampoco vulgar ni vilipendiable, una mujer moderna que asume sin trabas su sexualidad, y que es admirada y respetada por los hombres, una mujer de alta sociedad que sigue los dictados de la moda. Entre sus obras destacan: Las dos amigas (1923), Perspectiva (1923), Muchacha durmiendo (1923), Desnudo sentado (1923), Ritmo (1924), Desnudo en una terraza (1925), La modelo (1925), Grupo de cuatro desnudos femeninos (1925), El sueño (1927), Andrómeda (1927), La camiseta rosa (1927), La bella Rafaela (1927), Mujeres bañándose (1929), Dos amigas (1930), Desnudo con edificios (1930), Adán y Eva (1932), Susana en el baño (1938), etc.

España

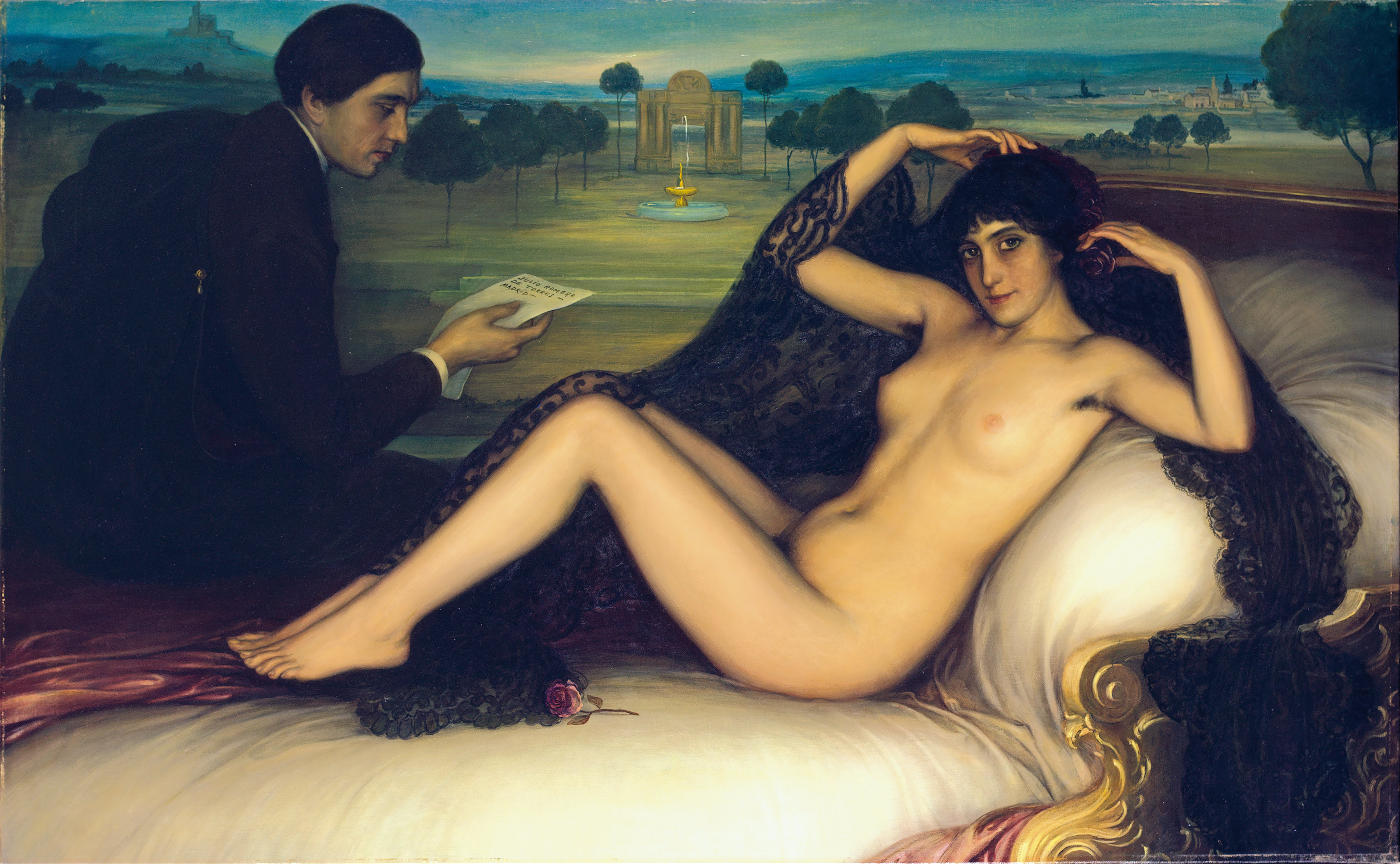
Venus de la poesía (1913), de Julio Romero de Torres, Museo de Bellas Artes de Bilbao.

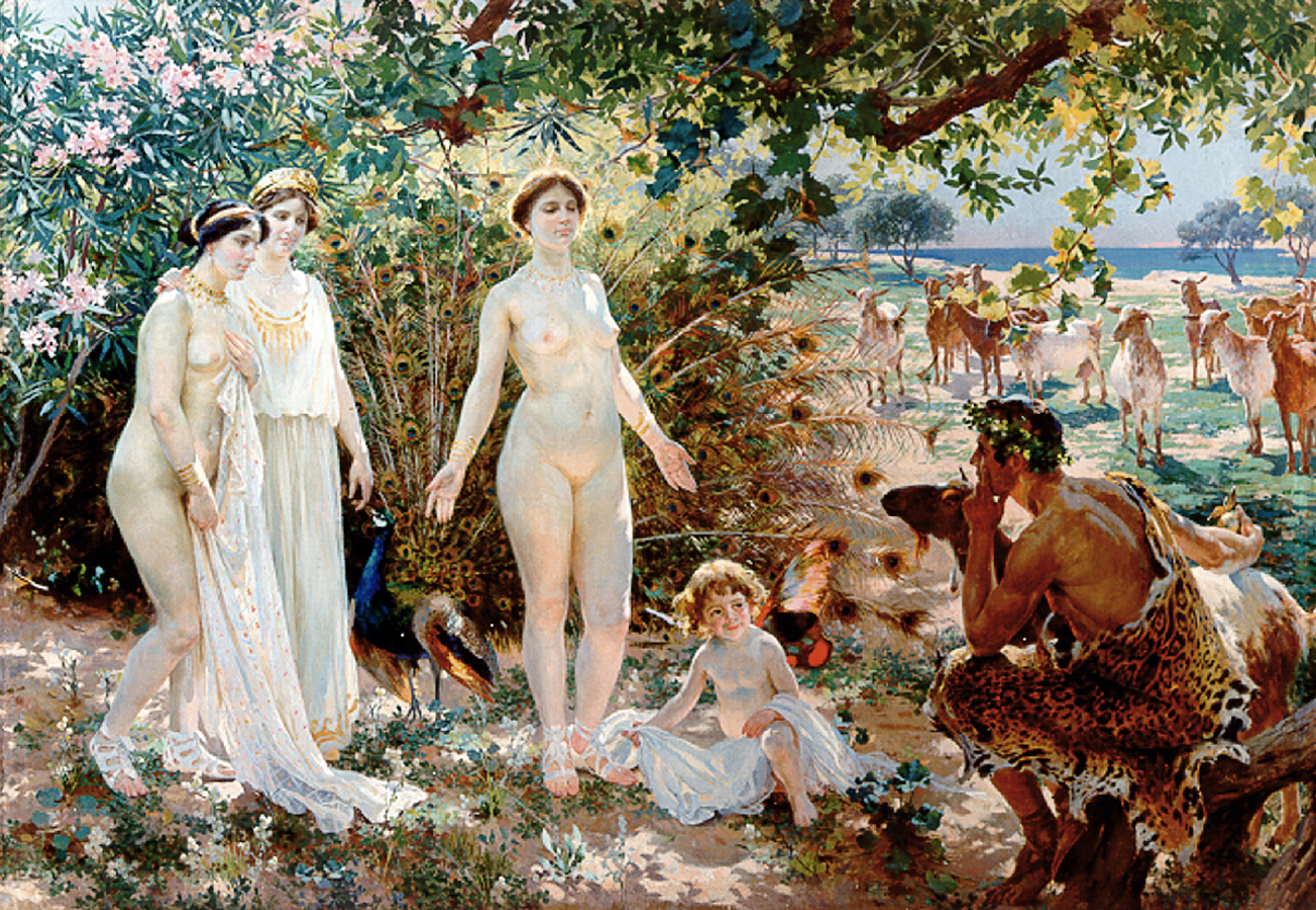
El Juicio de Paris (1904), de Enrique Simonet, Museo de Málaga.

En España, las vanguardias artísticas tuvieron una implantación más lenta, aunque muchos artistas españoles fueran pioneros de la vanguardia internacional (Picasso, Dalí, Miró). A principios de siglo, aún dominaba el panorama artístico español el academicismo, conviviendo en menor medida con el impresionismo y el modernismo (sobre todo en Cataluña), que fue sustituido en los años 1910 por el novecentismo, movimiento clasicista de inspiración mediterránea. Aun así, poco a poco se fueron introduciendo las nuevas corrientes, especialmente el cubismo, el expresionismo y el surrealismo. En este ambiente, el desnudo fue un tema muchísimo más frecuente que en todo el arte anterior practicado en la península, y muchos artistas españoles concurrieron a certámenes internacionales con obras de desnudo. Así, por ejemplo, Julio Romero de Torres debió buena parte de su fama a sus desnudos, de factura académica, pero con cierta influencia leonardesca —en sus inicios estuvo tentado por el puntillismo, como en Vividoras del amor (1906), pero lo abandonó enseguida—, teñidos de un sentimiento dramático y sensualista propios de su origen cordobés, como se percibe en La Musa gitana (1908), El retablo del amor (1910), El pecado (1913), Venus de la poesía (1913), La gracia (1915), Rivalidad (1925-1926), Ofrenda al arte del toreo (1929), Cante hondo (1929), La nieta de Trini (1929), etc. Ignacio Zuloaga recibió la influencia de Toulouse-Lautrec, pero su obra se nutre de los maestros del Prado, con obras de tinte costumbrista donde destacan el Desnudo de «la italiana», el Desnudo de la mantilla y el clavel (1915) y La Oterito (1936). Otros artistas destacados son: Enrique Simonet (El Juicio de Paris, 1904), José Gutiérrez Solana (Las chicas de la Claudia, 1929), Marceliano Santa María (Angélica y Medoro, 1910; Figuras de romance, 1934), Fernando Álvarez de Sotomayor (Orfeo atacado por las bacantes, 1904; El rapto de Europa, 1907; Leda y el cisne, 1918), Francisco Soria Aedo (Pasión, Fauno galante, Fruto de amor, Juventud de Baco), Gabriel Morcillo (Alegoría a Baco, Fantasía morisca), Eduardo Chicharro (Los amores de Armida y Reinaldo, 1904; Las tentaciones de Buda, 1922), Eugenio Hermoso (El baño de las zagalas, 1923; Tierra, Fauna y Flora, 1923; Melancolía, 1926; Madreselvas, 1926), Roberto Fernández Balbuena (Desnudo de espaldas, 1926; Desnudo Pittsburgh, 1926; Desnudos luz sombra, 1929), Néstor Martín-Fernández de la Torre (Adagio, 1903; Calma, Pleamar y Borrasca de la serie Poema del Atlántico, 1918-1924), Juan de Echevarría (La mestiza desnuda, 1923), Francisco Iturrino (Mujeres en el campo, Mujeres en la playa), Hermenegildo Anglada Camarasa (Gitana bajo una parra, 1909), Joaquim Sunyer (Pastoral, 1911; Paisaje con cuatro desnudos, 1915; Desnudo en el campo, 1925), Aurelio Arteta (Bañistas, 1930; Hombres del mar, 1932), Josep Maria Sert (Sala Francisco de Vitoria del Palacio de las Naciones de Ginebra), Rafael Zabaleta (Nocturno del desnudo, 1954), etc. En el plano escultórico, cabría citar a: Mariano Benlliure (Maja desnuda, 1902), Enric Clarasó (Eva, 1904), Josep Llimona (Desconsuelo, 1907), Miguel Blay (Eclosión, 1908), Mateo Inurria (Deseo, 1914; Forma, 1920), Josep Clarà (El Crepúsculo, 1907-1910; La Diosa, 1909; Ritmo, 1910; Juventud, 1928), Julio Antonio (Venus Mediterránea, 1914), Victorio Macho (Monumento a Santiago Ramón y Cajal, 1926), Pablo Gargallo (Gran bailarina, 1929; El profeta, 1933), etc.

#### Últimas tendencias

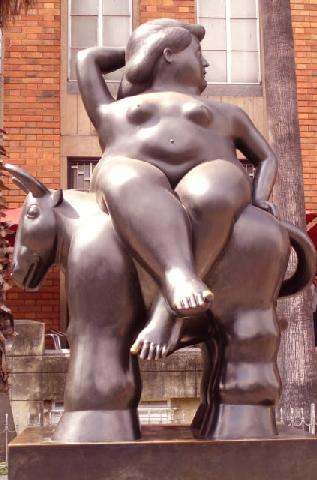
El rapto de Europa (1994), de Fernando Botero, St. Petersburg, Florida.

Desde la Segunda Guerra Mundial el arte ha experimentado una vertiginosa dinámica evolutiva, con estilos y movimientos que se suceden cada vez más rápido en el tiempo. El proyecto moderno originado con las vanguardias históricas llegó a su culminación con diversos estilos antimátericos que destacaban el origen intelectual del arte por sobre su realización material, como el arte de acción y el arte conceptual. Alcanzado ese nivel de prospección analítica del arte, se produjo el efecto inverso —como suele ser habitual en la historia del arte, donde los diversos estilos se enfrentan y se contraponen, el rigor de unos sucede al exceso de otros, y viceversa—, retornando a las formas clásicas del arte, aceptando su componente material y estético, y renunciando a su carácter revolucionario y transformador de la sociedad. Surgió así el arte postmoderno, donde el artista transita sin pudor entre diversas técnicas y estilos, sin carácter reivindicativo, volviendo al trabajo artesanal como esencia del artista. Por último, hay que remarcar a finales de siglo la aparición de nuevas técnicas y soportes en el terreno del arte: video, informática, internet, láser, holografía, etc.
Informalismo (1945-1960)
El informalismo es un conjunto de tendencias basadas en la expresividad del artista, renunciando a cualquier aspecto racional del arte (estructura, composición, aplicación preconcebida del color). Es un arte eminentemente abstracto, aunque algunos artistas conservan la figuración, donde cobra relevancia el soporte material de la obra, que asume el protagonismo por encima de cualquier temática o composición. Incluye diversas corrientes como el tachismo, el art brut, la pintura matérica o el expresionismo abstracto en Estados Unidos. Los artistas informalistas han vivido en primera persona los horrores de la guerra, por lo que su obra está impregnada de pesimismo, de una desesperación vital que se traduce en obras agresivas, donde la figura humana se encuentra mutilada, deformada, machacada, remarcando la fragilidad y vulnerabilidad del ser humano, como se percibe en la obra de artistas como Dubuffet, que aplasta las figuras, abriéndolas en canal como a un buey; Fautrier, que desfigura la forma humana reduciéndola a una desnudez informe; o Antonio Saura, que crea monstruos en blanco y negro, incluso de bellezas como Brigitte Bardot. Estos autores pretenden destruir la idea de Belleza, Desnudo, Armonía, todos aquellos ideales que el arte académico trataba con mayúsculas. Se distancian de la cultura occidental, que ha engendrado estos horrores, volviendo al primitivismo, a la infancia de la humanidad. Para ello se valen también de nuevos materiales, considerados sucios, detríticos, indignos, como el barro, el yeso, los sacos, etc. Incluso, en vez de utilizar pinceles emplean sus propias manos, arañando la tela, remarcando el efecto gestual.
Jean Fautrier hacía desnudos donde la figura se encuentra deformada, confeccionados a base de diversas texturas de color, en soportes de papel, tratados con revoco y cola, sobre los que aplica una sustancia bruta, hecha con tintas y polvos, sobre los que dibuja o araña, hasta conseguir la imagen deseada. Jean Dubuffet comenzó en 1950 su serie de Cuerpos de Dama —título antinómico, ya que contrapone la materialidad del cuerpo a la espiritualidad de la acepción de «dama», que otorga una elevada dignidad a la mujer—, hecha con materiales brutos, dibujando la figura a base de arañazos, y tratando el cuerpo como una masa que queda aplastada en el soporte, como en una tabla de carnicero. Willem de Kooning realiza desnudos femeninos, pero distorsionados al máximo, con gran colorido. Su serie de Mujeres (1945-1950) está a medio camino entre la figuración y la abstracción, donde la figura femenina se reduce a manchas de color, aplicadas de forma agresiva y expresiva, con contornos que igual evocan las prehistóricas diosas de la fertilidad que obscenas pintadas callejeras.
Antoni Tàpies es un pintor básicamente abstracto, aunque en sus obras introduce a veces partes del cuerpo humano, especialmente genitales, de formas esquemáticas, muchas veces con apariencia de deterioro, el cuerpo aparece rasgado, agredido, agujereado. Así lo percibimos en El fuego interior (1953), torso humano en forma de tela de arpillera descompuesta por quemaduras; Relieve ocre y rosa (1965), figura femenina arrodillada; Materia en forma de axila (1968), en que a la figura de un torso mostrando la axila añade cabellos reales; Cuerpo (1986) refleja una figura yacente, evocadora de la muerte —lo que se acentúa por la palabra «Tartaros», el infierno griego—; en Días de Agua I (1987) vemos un cuerpo que se sumerge en olas de pintura gris, evocando la leyenda de Hero y Leandro. Otras obras suyas son: Dos figuras (1947), Desnudo de barniz (1980), Torso (1985), Prajna = Dhyana (1993), Hombre (2002), Jersey negro (2008), etc.
Nueva figuración (1945-1960)

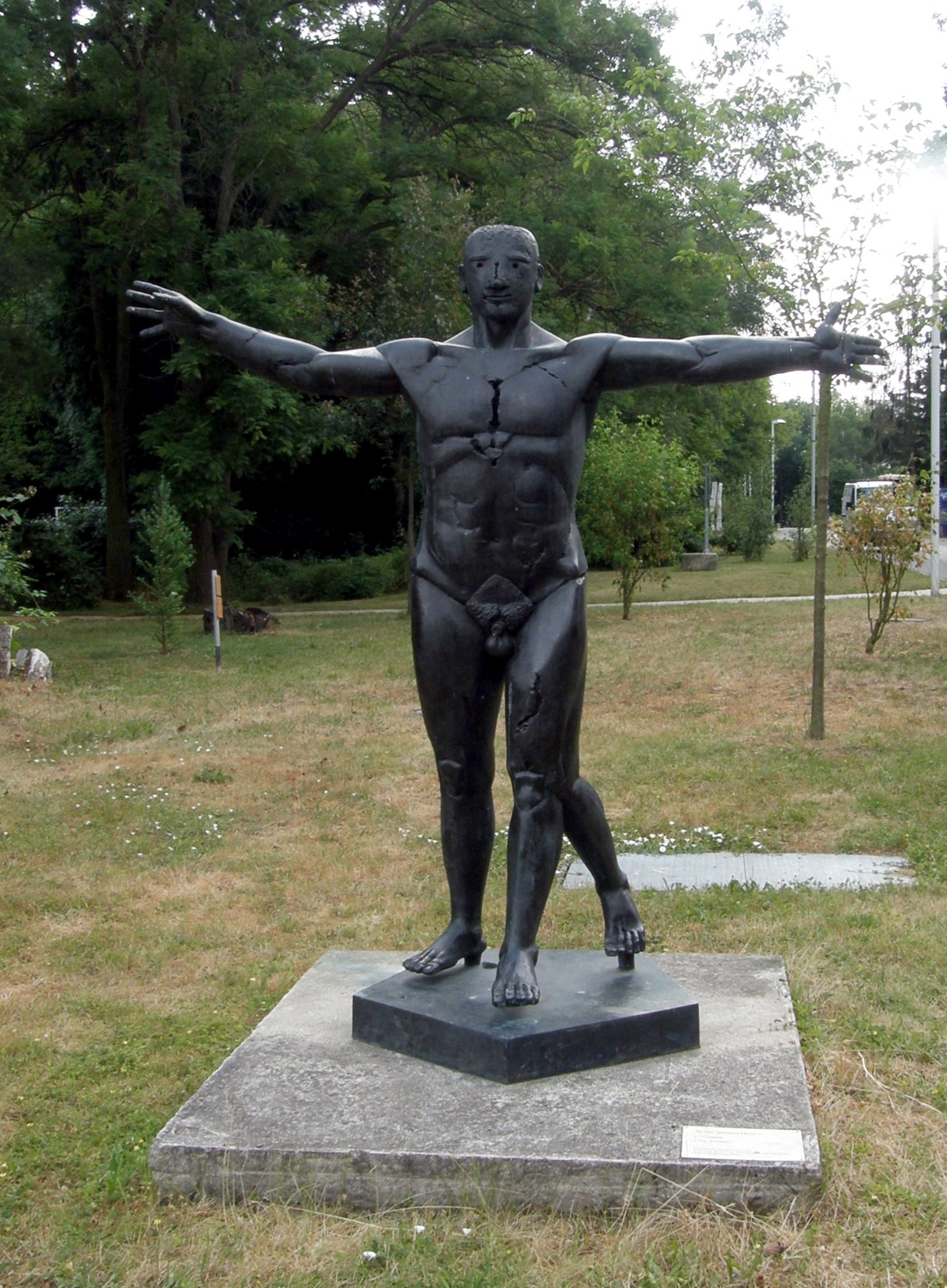
El hombre (1962), de Jean-Robert Ipoustéguy, Campus Berlin-Buch, Berlín

Como reacción a la abstracción informalista surgió un movimiento que recuperó la figuración, con cierta influencia expresionista y con total libertad de composición. Aunque se basaban en la figuración no quiere decir que esta fuese realista, sino que podía ser deformada o esquematizada a gusto del artista. En la génesis de este estilo tuvo decisiva influencia la filosofía existencialista y su visión pesimista del ser humano, y entroncaron con el movimiento beat y los angry young men. Uno de sus principales exponentes fue Francis Bacon, artista de trayectoria personal, solitaria, ajena a las vanguardias —en los años 1930, cuando empezó a pintar, fue rechazado por no ser surrealista o abstracto—. En 1944 destruyó toda su obra anterior, y empezó su estilo más personal con Tres estudios de figuras para la base de una crucifixión, donde empleó un medio tradicional, el tríptico, para exponer unas figuras cuya desnudez es deforme, vulnerable, escarnecida, enmarcadas en espacios irreales, que semejan cajas que encierran las figuras en un ambiente opresivo, angustioso. Sus desnudos, tanto masculinos como femeninos, parecen amasijos de carne amorfa, que se retuerce y libra una lucha desesperada por la existencia. Tienen consistencia aceitosa y una palidez cadavérica, acentuada por la luz artificial, de bombilla, semejando más carne de carnicería que no de ser humano. Gran amante del arte —solía visitar a menudo el Museo del Prado—, realizó versiones de muchas obras de Velázquez o Rembrandt. Otras obras suyas son: Estudio de desnudo agachado (1952), Desnudo (1960), Figura tumbada (1966), etc.
Para Lucian Freud el desnudo fue uno de sus principales temas, que trató de forma realista, descarnada, pormenorizada, sin omitir ningún detalle, desde venas y músculos hasta arrugas y cualquier imperfección de la piel. Son desnudos crudos, epidérmicos, expresivos, íntimos, es el ser humano despojado de cualquier accesorio, puro y libre tal como viene al mundo. Son desnudos algo angustiantes, ya que reflejan la vulnerabilidad de la carne mortal, la soledad de nuestro tránsito mundano, recuerdan lo perecedero de la vida. Sus primeros desnudos tienen un tono académico, todavía idealizado, como su Desnudo dormido (1950), pero poco a poco van cobrando expresividad, con pinceladas sueltas y un cromatismo más intenso, como en Muchacha desnuda riendo (1963), que es una de sus hijas. Entre los años 1960 y 1970 llega a su estilo definitivo, con figuras en posturas íntimas, despreocupadas, en encuadres que recuerdan la fotografía, con un dibujo lineal y contornos marcados, con una luz intensa y un fuerte cromatismo donde destacan los tonos carnales, dispuestos en manchas de colores: Chica desnuda durmiendo (1968), Hombre desnudo con una rata (1977-1978), Rose (1979), Figura sentada (1980-82), Hombre desnudo en una cama (1987), Hombre desnudo visto de espaldas (1992), Dos mujeres (1992), Y el novio (1993), Pintor trabajando, reflejo (1993, autorretrato del artista desnudo), Flora con las uñas de los pies azules (2000-2001), Lucian Freud sorprendido por una admiradora desnuda (2005).
Balthus fue un pintor obsesionado por un tema, el despertar sexual de las jóvenes adolescentes, que solía representar en interiores de aspecto lánguido e intensa iluminación, con un erotismo algo ingenuo, pero que denota cierto aire de perversidad: La lección de guitarra (1934), El cuarto de estar (1941-1943), Chica durmiendo (1943),  El aposento (1947), La habitación (1952), Desnudo ante el espejo (1955), Joven preparándose para el baño (1958), El gato ante el espejo (1977-1980), Desnudo acostado (1983), Latente (1995).
Ivan Albright se enmarcó en el llamado realismo mágico, con un estilo meticulosamente pormenorizado, retratando con rigurosa precisión la decadencia, la corrupción y los despojos de la edad, con gran intensidad emocional (Dios creó al hombre a su imagen, 1929-1930). Otro exponente de la nueva figuración fue Philip Pearlstein, quien pasó del expresionismo abstracto a la representación de la figura humana desnuda, con un estilo preciso y realista, carente de sensualidad (Dos modelos: una en el suelo, otra en un banco de hierro, 1973).
En escultura destacaron: Germaine Richier, que siguió la estela de Giacometti en figuras estilizadas de miembros alargados, que semejaban insectos, con un aspecto lacerado y andrajoso, como en descomposición, otorgando igual relevancia al vacío que a la materia (El pastor de las Landas, 1951); Fernando Botero, autor de figuras de grandes dimensiones, que parecen muñecas hinchadas (Torso de Mujer (La Gorda), 1987; Mujer con espejo, 1987; El rapto de Europa, 1994); Jean-Robert Ipoustéguy, iniciado en la abstracción pero autor posteriormente de esculturas de figuras humanas de cierta influencia surrealista ( La Tierra, 1962; El hombre, 1962); Louise Bourgeois, que pasó de la pintura abstracta a la escultura, con el cuerpo humano como una de sus temáticas más frecuentes (Arco de histeria, 1993; Mujer casa, 1994); y Marino Marini, autor de obras con apariencia arcaica, con especial influencia del arte etrusco, como en El ángel de la ciudad (1948), un jinete sobre un caballo con los brazos abiertos y el pene erecto, consistente en un cilindro desmontable.
Pop-art (1955-1970)
Surgió en Gran Bretaña y Estados Unidos como movimiento de rechazo al expresionismo abstracto, englobando una serie de autores que retornaron a la figuración, con un marcado componente de inspiración popular, tomando imágenes del mundo de la publicidad, la fotografía, el cómic y los medios de comunicación de masas. El pop-art asumió el sexo como algo natural, sin tapujos, en el marco de la liberación sexual de los años 60 propugnada por el movimiento hippy. La primera obra considerada pop fue ¿Qué es lo que hace que las cosas de hoy en día sean tan atractivas y tan agradables? (1956), de Richard Hamilton, que era el cartel anunciador de la exposición This is tomorrow, en la White Chapel Art Gallery de Londres; era un fotomontaje, que exaltaba el consumismo como elemento modernizador, donde los objetos cotidianos se convierten en obras artísticas, y donde aparecían un culturista y una mujer semidesnuda como objetos más de la escena. Otro artista inglés pop fue David Hockney, autor de una serie de cuadros ambientados en piscinas californianas, con desnudos preferentemente masculinos, de cierto aire homoerótico (Baño de sol, 1966).
En Estados Unidos, Tom Wesselmann realizó en la serie Grandes desnudos americanos (años 1960) un conjunto de obras donde el desnudo se muestra como un producto de consumo, con una estética publicitaria y cercana a las revistas eróticas tipo Playboy, acentuada por la planitud de las obras y la simplificación de colores de raíz matissiana, destacando las partes del cuerpo más «objetuales» (labios rojos, dientes blancos, melenas rubias, pechos prominentes), junto a diversos objetos decorativos, frutas o flores. Los cuerpos tienen una consistencia fría, artificial, como muñecas hinchables, y suelen presentar las típicas zonas blancas dejadas por bikinis en contraste con el resto del cuerpo más bronceado. En la serie Cuartos de baño (1963) pasó a la tridimensionalidad, donde sus típicas pinturas de desnudo aparecían con objetos reales como cortinas, toallas, detergentes o lacas de uña, o se veían por una puerta entreabierta, remarcando el efecto voyeurista. En Naturaleza muerta (1963) aparece una mujer desnuda con un cenicero cóncavo —símbolo del sexo femenino— y un cigarrillo —símbolo fálico—, en un ambiente algo kitsch, con colores puros.
Mel Ramos realizó obras de un erotismo más evidente, cercano a la pornografía, con figuras femeninas que parecen pin-ups, como en Miss Corn-Flakes (1964) o Philip Morris. Tobacco Rose (1965). Roy Lichtenstein se especializó en imágenes similares a las de los cómics, destacando incluso el característico punteado de los procesos de impresión. Entre 1993 y 1994 hizo su serie de Desnudos: Desnudo pensando, Dos desnudos, Desnudo con el pelo azul.
Nuevo realismo (1958-1970)
Movimiento francés inspirado en el mundo de la realidad circundante, del consumismo y la sociedad industrial, del que extraen —al contrario que en el pop-art— su aspecto más desagradable, con especial predilección por los materiales detríticos. Uno de sus principales exponentes fue Yves Klein, artista revolucionario que fue precursor del arte conceptual y de acción. Durante su «época azul», en que pintaba cuadros monocromos de un azul ultramar intenso —que bautizó como International Klein Blue (IKB), marca registrada—, realizó diversas esculturas de desnudo inspiradas en las Venus clásicas, pero teñidas de azul, como de igual manera versionó el Esclavo moribundo de Miguel Ángel. También realizó varios vaciados en yeso de amigos suyos, desnudos y pintados todos de azul, como Retrato en relieve de Claude Pascal (1962) y Retrato en relieve de Arman (1962). En 1958 empezó sus «antropometrías», donde una modelo desnuda —que él llamaba sus «pinceles vivientes»—, embadurnada de pintura, se acostaba sobre un lienzo, dejando la huella de su cuerpo pintada en la tela, en diversas improntas que variaban según la posición del cuerpo, o según el movimiento, ya que a veces hacía girar a las modelos sobre la tela. En ocasiones, también realizaba «antropometrías en negativo», es decir, situando la modelo delante de la tela y pulverizando pintura, con lo que quedaba marcada su silueta. Estas experiencias marcan el punto de origen del body-art, al tiempo que preludian los happenings, por la escenificación que Klein confería a estas realizaciones, desarrolladas a menudo en galerías ante el público, en veladas con música y degustando un aperitivo.
Arte de acción (desde 1960)

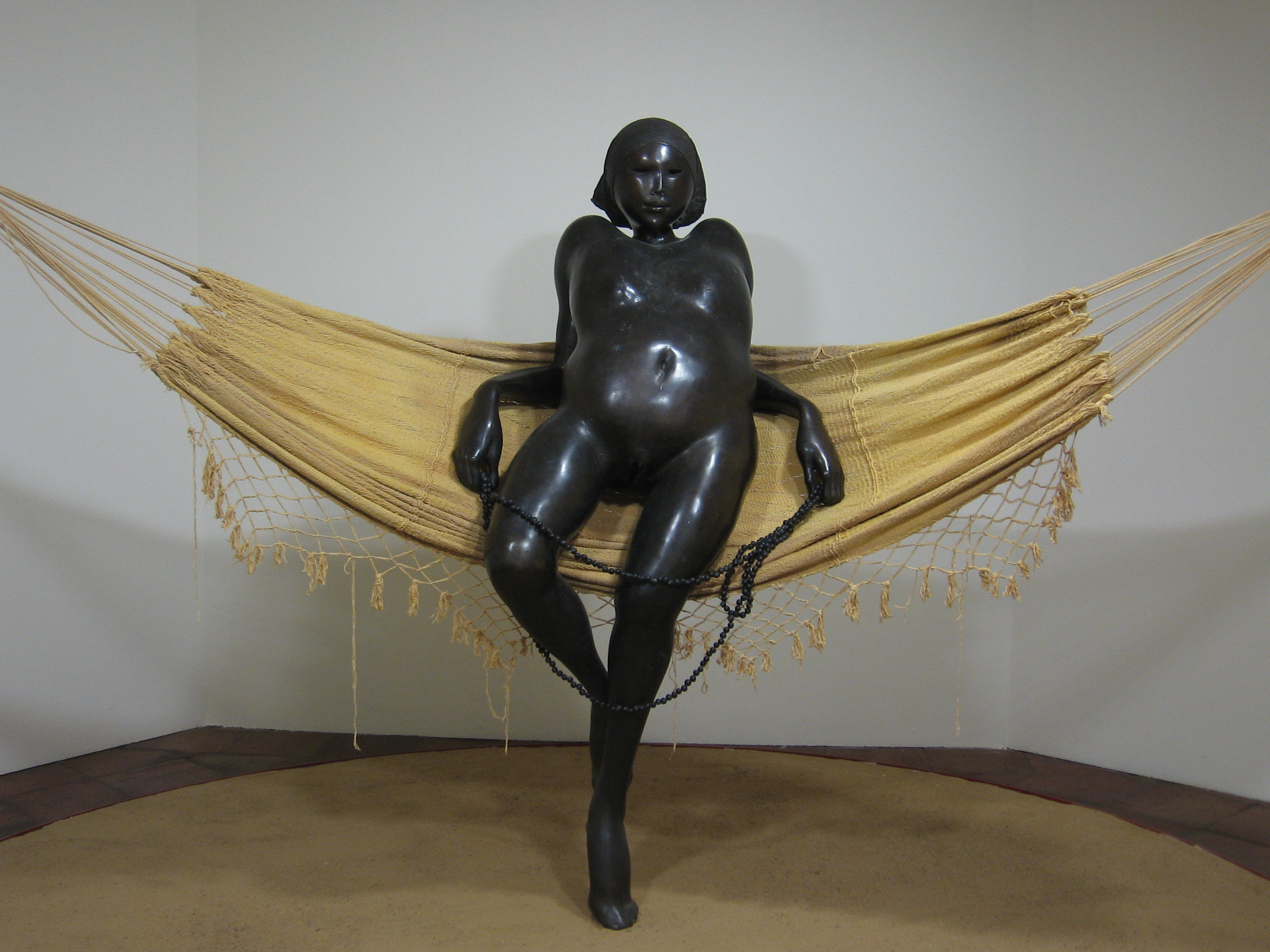
La desconocida (1972), de Cornelis Zitman, en una exposición en la Casa de los Tiros en Granada.

Son diversas tendencias basadas en el acto de la creación artística, donde lo importante no es la obra en sí, sino el proceso creador, en el que además del artista interviene a menudo el público, con un gran componente de improvisación. Engloba diversas manifestaciones artísticas como el happening, la performance, el environment, la instalación, etc. Se podrían considerar como pioneros los miembros del grupo Gutai en Japón: Katsuō Shiraga efectuó en Volver al barro una acción en la que se sumergía desnudo en el barro, como idea de la muerte, del retorno a la materia primigenia —estos artistas estaban muy marcados por la experiencia de la Segunda Guerra Mundial—. En Europa destacó el grupo Fluxus y artistas como Wolf Vostell, que realizó varios happenings donde intervenía el desnudo: en Desastres (Encofrado con cemento de la vagina) (1972) inmovilizó un vagón de tren y una mujer desnuda con hormigón armado durante 24 horas; en Fandango (1975) realizó un «concierto para dos violines, operario y modelo»: mientras él tocaba el violín, el operario con una sierra cortaba puertas de coche, y la modelo desnuda escuchaba con los ojos tapados. Las acciones de Vostell eran de marcado componente político, pretendiendo denunciar la injusticia social, la destrucción de la naturaleza, la carrera armamentística, la discriminación de la mujer y otras causas por el estilo.
La artista sudafricana Jane Alexander se dedicó tanto a la escultura como al fotomontaje y la instalación, con obras reivindicativas que reflejan la realidad sociopolítica de su país, como The Butcher Boys (1985-1986), unas figuras de hombres desnudos de tamaño natural con un aspecto monstruoso, con cuernos, los labios sellados, el pecho cruzado por una gran cicatriz y heridas abiertas en la espalda. Bruce Nauman se dedicó a la performance, así como la escultura, el video y las nuevas tecnologías, generalmente con la figura humana —muchas veces él mismo— como protagonista; en Marching Man (1985), realizada con tubos de neón, muestra un hombre de perfil en sus líneas básicas, simulando el movimiento de andar, mientras que el pene pasa del reposo a la erección alternativamente. Marina Abramović ha tenido una larga trayectoria en el campo de la performance, con el dolor como uno de sus principales motivos de interés, a través de acciones que ponían al límite la resistencia del cuerpo. Entre ellas se encuentra Desnudo con esqueleto (2002-2005), en que aparece la artista desnuda con un esqueleto encima, mostrando la intensa relación entre la vida y la muerte. La artista francesa Orlan también se centró en su propio cuerpo, a través de intervenciones quirúrgicas; en una de sus obras se inspiró en El origen del mundo de Gustave Courbet pero sustituyendo la mujer por un hombre, mostrando un falo en primer plano (El origen de la guerra, 1989). Vanessa Beecroft se dedica también a la performance, generalmente con grupos de gente dispuesta de forma escenográfica, como en VB 50 (2002), presentada en la Bienal de São Paulo, con un grupo de mujeres desnudas que miran de frente al espectador.
Hiperrealismo (desde 1965)
Como reacción al minimalismo de moda en los años 1950 y 1960 surgió esta nueva corriente figurativa, caracterizada por su visión superlativa y exagerada de la realidad, que es plasmada con gran exactitud en todos sus detalles, con un aspecto casi fotográfico. John Kacere pinta fragmentos de cuerpos femeninos, especialmente sexos y nalgas con bragas ajustadas. En escultura, John de Andrea se centró en desnudos de gran realismo, detallando venas, lunares y cicatrices, así como cabellos implantados (Pareja, 1978), algunos con fuerte carga sexual (El artista y su modelo, 1976). Charles Ray es autor igualmente de esculturas de gran realismo, elaboradas con técnicas mixtas (Romance familiar, 1993). Otro escultor hiperrealista es Ron Mueck, autor de figuras de gran realismo, realizadas generalmente con fibra de vidrio, silicona y acrílico, a diversas escalas (Mujer embarazada, 2002).
En España, Antonio López García es autor de obras de factura académica, pero donde la más minuciosa descripción de la realidad se aúna con un vago aspecto irreal cercano al realismo mágico. Algunos de sus desnudos son: Mujer en la bañera (1968), obra de efecto fotográfico, una mujer toma un baño en un ambiente de luz eléctrica que se refleja en los azulejos del baño, creando una composición intensa y vibrante; Hombre y mujer (1968-1990), obra en la que trabajó más de veinte años y dejó inacabada, pretende crear unos prototipos comunes de hombre y mujer, para lo que tomó múltiples apuntes de diversos modelos, sintetizados en unas formas estándar que podrían corresponder a cualquier persona de la calle.
Arte conceptual (1965-1980)
Tras el despojamiento matérico del minimalismo, el arte conceptual renunció al sustrato material para centrarse en el proceso mental de la creación artística, afirmando que el arte está en la idea, no en el objeto. Incluye diversas tendencias, como el arte conceptual lingüístico, el arte povera, el body-art, el land-art, el bio-art, etc. También podrían enmarcarse en esta corriente diversos géneros de reivindicación social como el arte feminista y el arte homoerótico. En relación con el desnudo tiene especial relevancia el body-art, movimiento surgido a finales de los años 1960 y desarrollado en los 1970, que tocó diversos temas relacionados con el cuerpo, en especial en relación con la violencia, el sexo, el exhibicionismo o la resistencia corporal a determinados fenómenos físicos. Se evidencian en este movimiento dos líneas: la estadounidense, más analítica, donde se valora más la acción, el componente vital, instantáneo, valorando más la percepción y la relación con el espectador, y se documentan con videos; y la europea, más dramática, que tiende más a tratar el cuerpo objetualmente y tocar temas como el travestismo, el tatuaje o el dolor, documentando los resultados mediante fotografías, notas o dibujos.
Uno de sus máximos exponentes, Dennis Oppenheim, experimentó con el bronceado, dejando partes del cuerpo en blanco. Piero Manzoni firmó entre 1961 y 1962 una serie de «esculturas vivas», dejando su autógrafo en la piel de diversas personas, algunas de ellas desnudas. Stuart Brisley se hacía manchas en el cuerpo, imitando la sangre. El grupo Accionismo vienés (Günther Brus, Otto Mühl, Hermann Nitsch y Rudolf Schwarzkogler) realizan automutilaciones, incidiendo en su propio cuerpo. Youri Messen-Jaschin se centró en el body painting, recubriendo integralmente cuerpos desnudos con colores psicodélicos y biológicos. Urs Lüthi emplea diversos medios (fotografía, pintura, escultura, video), explorando su propio cuerpo, en autorretratos de estilo kitsch, con una fuerte carga irónica, que constituyen una reflexión sobre el cuerpo, el tiempo y la vida, así como la relación con los otros. En 2001 presentó en la Bienal de Venecia dos instalaciones que son de sus obras más conocidas (Run for your life y Placebos and surrogates), donde el tema central es el culto desmedido al cuerpo.
El arte feminista ha tratado de reivindicar la imagen de la mujer como persona y no como objeto, incidiendo en su esencia tanto material como espiritual, y remarcando aspectos de su condición sexual como la menstruación, la maternidad, etc. Un aspecto esencial es el mensaje, el intento de hacer reflexionar al espectador, si es necesario mediante la provocación, con obras impactantes, que remueven la conciencia. Una de las formas de diluir las diferencias de género ha sido a través de la degradación o mutilación del cuerpo: así, Donna Haraway crea cuerpos neutros, transhumanos, que denomina «cuerpos cyborg». Cindy Sherman hace desnudos femeninos deliberadamente feos, repulsivos, para desmitificar el género. Judy Chicago defiende el valor de la mujer como algo más que un cuerpo bello, en obras como Red Flag (1971). Zoe Leonard muestra el cuerpo en su más cruda realidad, como en su serie Vagina (1990), inspirada en El origen del mundo de Courbet. Kiki Smith hace esculturas frágiles, de cuerpos fragmentados, remarcando los procesos de reproducción, con elementos escatológicos. Joan Semmel realizó obras de contenido erótico o sexual desde una óptica femenina (Intimidad-autonomía, 1974).
En los años 1970, la organización Women Against Rape («Mujeres contra la violación») criticó —entre otros aspectos de la cultura occidental— al desnudo femenino en la pintura, al considerar que la representación del cuerpo desnudo de la mujer es una forma de violación. En los años 1980 el grupo Guerrilla Girls lanzó una campaña bajo el lema «¿Tienen que estar las mujeres desnudas para entrar al Metropolitan Museum?», remarcando el hecho de que menos del 5 % de los artistas contemporáneos en este museo son mujeres, pero el 85 % de los desnudos son femeninos.
Una de las artistas con más éxito en los últimos tiempos ha sido Jenny Saville, que realiza obras de gran tamaño con figuras vistas desde perspectivas poco usuales, donde los cuerpos semejan montañas de carne que parecen llenar todo el espacio, con predilección por mostrar las zonas genitales, o por imperfecciones y heridas de la piel, con colores brillantes, intensos, dispuestos por manchas, predominando los tonos rojos y marrones. Generalmente son cuerpos obesos —frecuentemente se autorretrata a sí misma—, donde la carne forma pliegues y arrugas, con unas formas monumentales que parecen la visión que un niño tiene de un adulto. Inspirada por Courbet y Velázquez, pinta a la mujer real, de hoy día, sin ningún tipo de idealización, sin buscar la belleza, solo la veracidad, realizando —como ella misma denomina— «paisajes del cuerpo».
Arte postmoderno (desde 1975)

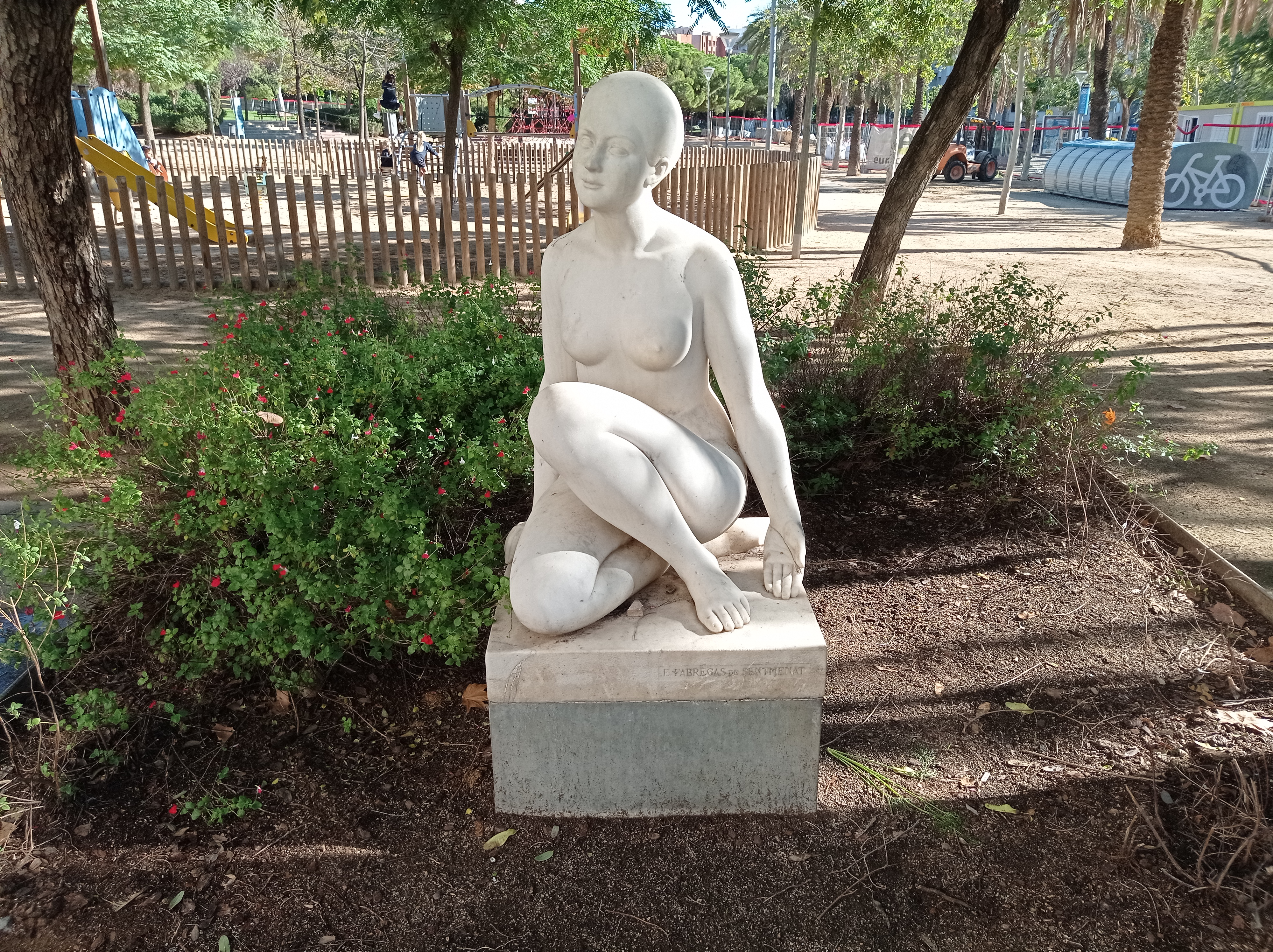
Desnudo de mujer (1985), Eulàlia Fàbregas de Sentmenat, Esplugas de Llobregat

Por oposición al denominado arte moderno, es el arte propio de la posmodernidad. Los artistas posmodernos asumen el fracaso de los movimientos de vanguardia como el fracaso del proyecto moderno: las vanguardias pretendían eliminar la distancia entre el arte y la vida, universalizar el arte; el artista posmoderno, en cambio, es autorreferencial, el arte habla del arte, no pretenden hacer una labor social. Entre los diversos movimientos posmodernos destacan la transvanguardia italiana y el neoexpresionismo alemán, así como el neomanierismo, la figuración libre, etc.
En Italia, Sandro Chia realiza una obra autobiográfica, retratando momentos de su propia existencia, junto a referencias de la historia del arte, especialmente los artistas que más le interesan, como Cézanne, Picasso o Chagall. En El esclavo (1980) hizo una simbiosis del Esclavo moribundo de Miguel Ángel y El nacimiento de Venus de Botticelli, como una forma de desmitificación del arte.

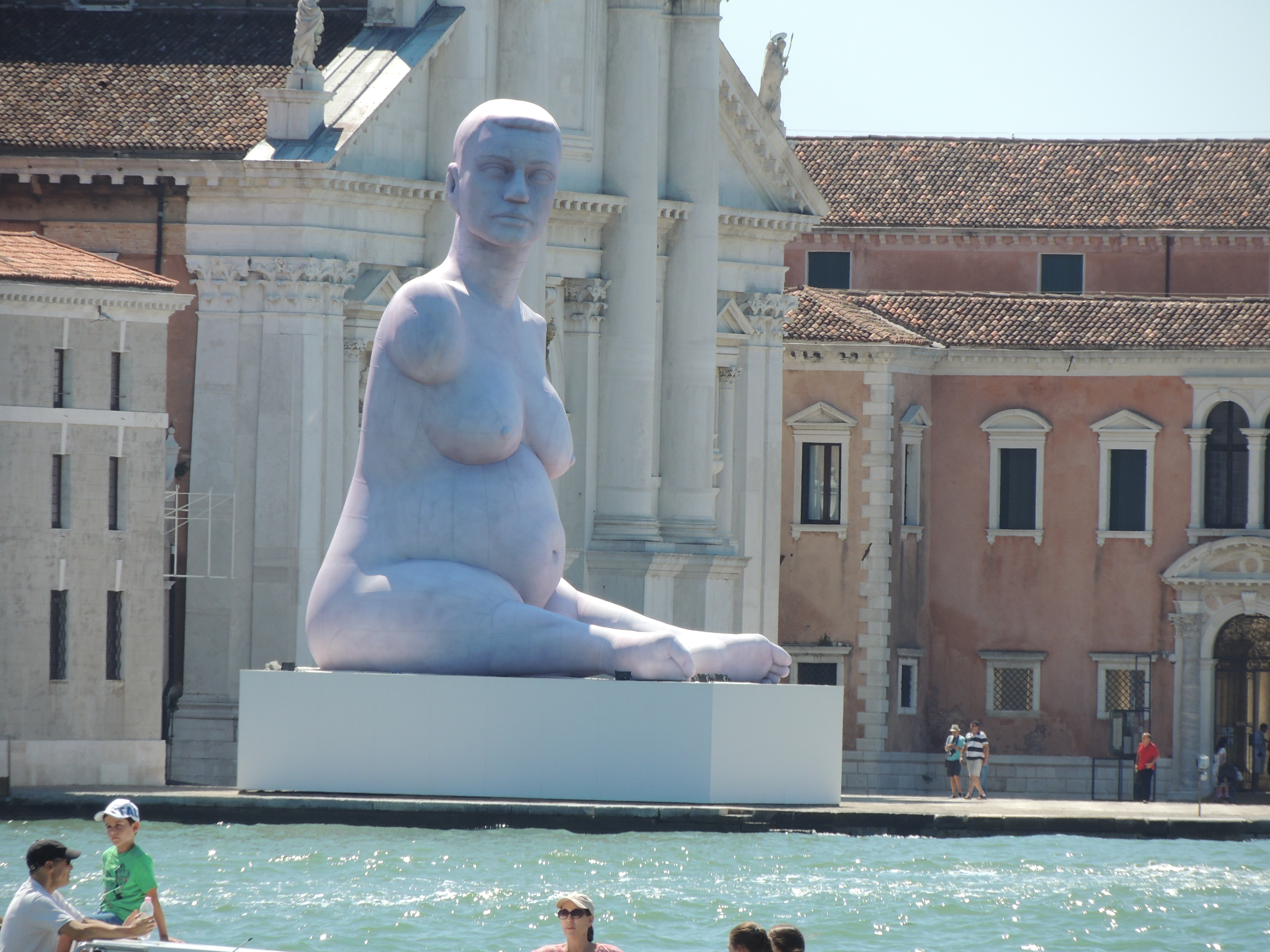
Alison Lapper embarazada (2005), de Marc Quinn

En Alemania, Markus Lüpertz realiza obras fuertemente expresivas, hecho que enfatizan la grandiosidad de sus formatos y el colorido fascinante que impregna sus cuadros. Temáticamente, suele partir de temas figurativos para derivarlos hacia la abstracción, recogiendo diversas influencias del arte del pasado; en especial, se suele inspirar en el paisaje y el cuerpo humano, que reinterpreta de una forma personal y espontánea: San Francisco impide el exterminio de las ratas (1987). Georg Baselitz se caracteriza por sus imágenes con figuras y objetos invertidos, con formas rotundas y pesadas, inspiradas en Rubens: Dormitorio (Elke y Georg) (1975), Desnudo masculino (1975). Rainer Fetting se basa en elementos corporales para reproducir su visión de la realidad, mediante colores vivos, de aspecto ácido e influencia vangoghiana: Dos figuras (1981).
En Estados Unidos, David Salle ha sido adscrito a diversas tendencias posmodernas norteamericanas, como el simulacionismo o el Bad painting. Uno de sus primeros trabajos, en una revista pornográfica, supuso una de sus más recurrentes fuentes de inspiración: el erotismo, imágenes de mujeres desnudas tratadas de forma realista, sin pudor. La característica principal del estilo de Salle es la yuxtaposición de imágenes, una superposición desorganizada e incoherente de imágenes provenientes tanto de la historia del arte como del diseño, la publicidad, los medios de comunicación, el cómic, la cultura popular, etc. Algunas de sus obras son: Zeitgeist Painting Nr. 4 (1982), King Kong (1983), El cuento del molinero (1984). Eric Fischl cultiva un estilo realista inspirado en la tradición pictórica norteamericana (Winslow Homer, Edward Hopper), retratando mujeres desnudas que parecen remitir a la figura de la madre, en imágenes desasosegantes realzadas por las intensas gamas cromáticas: El perro del anciano y el bote del anciano (1982). John Currin desarrolló un estilo realista con cierta apariencia cercana al Renacimiento italiano —especialmente Botticelli—, aunque con cierta tendencia al expresionismo, con elementos de la cultura popular y los medios de comunicación de masas (Desnudo de luna de miel, 1998).
En España, Miquel Barceló denota en su obra la herencia del pasado, desde el barroco español hasta Goya, interpretados de forma libre y personal, con un cierto aire primitivista derivado de sus estancias en Malí: Venus bruta (1980).
Entre los artistas más recientes cabe destacar a: Marc Quinn, miembro de los Young British Artists, autor de la escultura Alison Lapper embarazada (2005), una obra de gran envergadura que muestra una mujer discapacitada —sin brazos y con piernas cortas— en estado de gestación, que fue colocada en una peana de Trafalgar Square de 2005 a 2007. Perteneció al mismo grupo Sarah Lucas, autora de instalaciones, collages y ready-mades en los que muestra el lado oscuro del sexo (Pauline Bunny, 1997). Julian Opie es un artista multidisciplinar que practica tanto la pintura como la escultura, la instalación y las nuevas tecnologías, con influencias tan dispares como el minimalismo y el pop-art (Mujer quitándose una camisa en dos pasos, 2003). La sudafricana Marlene Dumas, cercana al neoexpresionismo, abordó en muchas de sus obras el erotismo y la sexualidad, inspirándose a menudo en fotografías de revistas y periódicos, como en (like a) chambermaid (1999).

## Arte no occidental

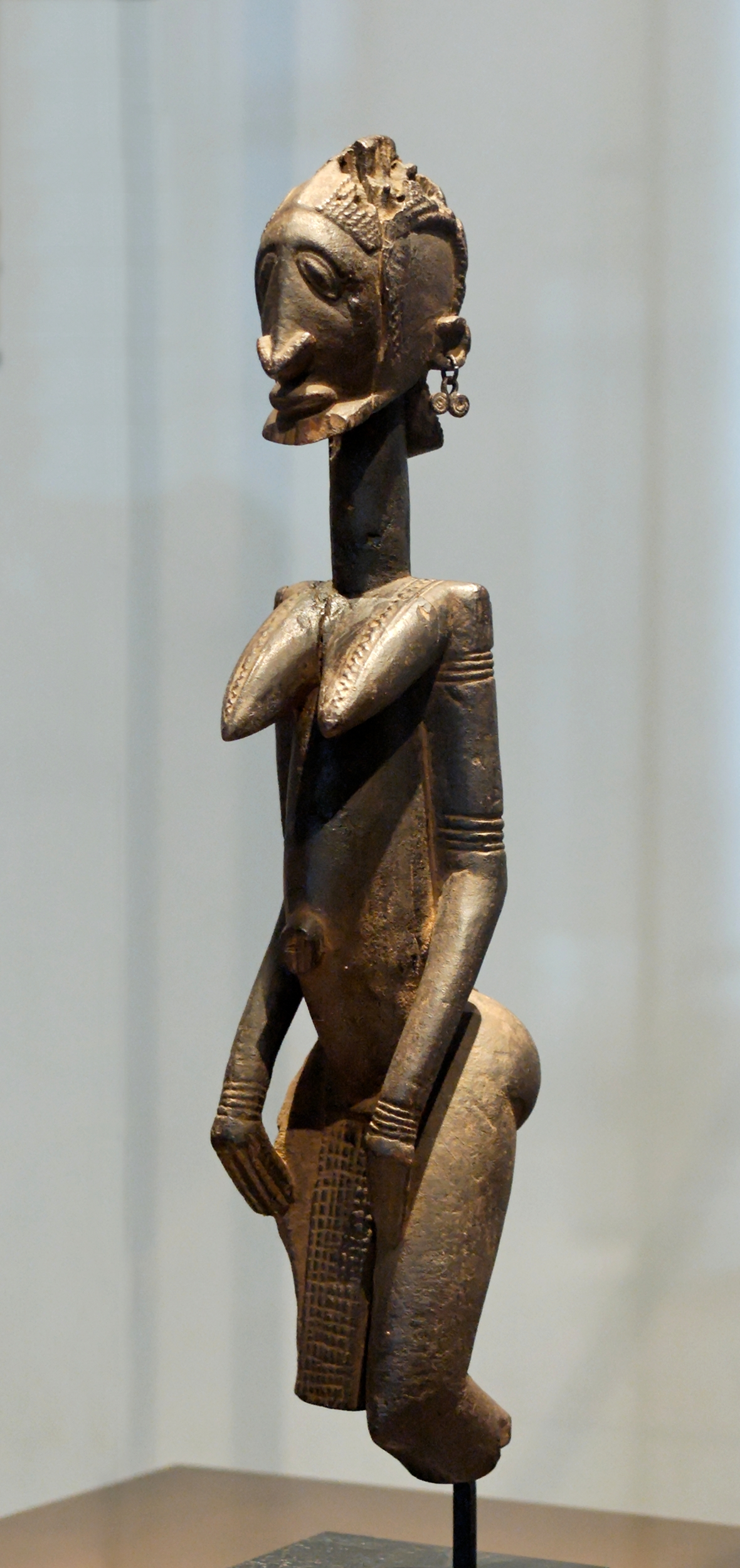
Escultura dogón, Malí, siglos XVII-XVIII.

El desnudo ha tenido en el arte occidental una significación especial, y ha sido un tema frecuente en el arte desde la Antigua Grecia. Sin embargo, no en todas las culturas ha tenido la misma significación, y su importancia ha variado según la región desde la práctica nulidad de su representación hasta darse con mayor intensidad incluso que en Occidente, como es el caso de la India. La consideración social del desnudo varía según la zona geográfica, generalmente acorde con los conceptos religiosos de esa zona, y así como en algunos sitios se contempla de forma natural y sin inhibiciones, en otros es algo prohibido y motivo de vergüenza. En China, por ejemplo, la sexualidad se considera una esfera privada, por lo que el desnudo prácticamente no existe en el arte chino —se puede considerar como una pequeña excepción las estatuillas de marfil para las consultas médicas, como las del Museo de Arte Oriental de Roma—. En el arte precolombino también es prácticamente inexistente, a pesar del frecuente desnudismo social de los pueblos de la zona. En la cultura islámica no solo el cuerpo desnudo, sino también el vestido es objeto de rechazo, ya que según el Islam las obras de arte son intrínsecamente defectuosas en comparación con la obra de Dios, por lo que se cree que el tratar de describir de una forma realista cualquier animal o persona es insolencia a Dios. Aun así, en realidad la representación humana o animal no está totalmente prohibida en el arte islámico: de hecho, la imagen se puede encontrar en todas las culturas islámicas, con distintos grados de aceptación por parte de las autoridades religiosas; es solo la representación humana con fines de culto lo que es considerado de manera uniforme como idolatría y prohibido en la ley de la sharia.

### África
En África, la sexualidad está ritualizada, y se relaciona generalmente con el culto a la fertilidad. El arte africano ha tenido siempre un marcado carácter mágico-religioso, destinado más a ritos y ceremonias de las diversas creencias animistas y politeístas africanas que no a fines estéticos. La mayoría de sus obras son de madera, piedra o marfil, en máscaras y figuras exentas de carácter más o menos antropomórfico, con un típico canon de gran cabeza, tronco recto y miembros cortos. Cabe remarcar que el arte africano influyó poderosamente en las vanguardias artísticas europeas de principios del siglo XX, debido al colonialismo y a la apertura de numerosos museos de etnología en la mayoría de ciudades europeas. En particular, a los jóvenes artistas europeos les interesó vivamente la estilización geométrica de la escultura africana, su carácter expresivo y su aire primitivo, original, espontáneo, subjetivo, producto de una fuerte interrelación entre la naturaleza y el ser humano.

### India

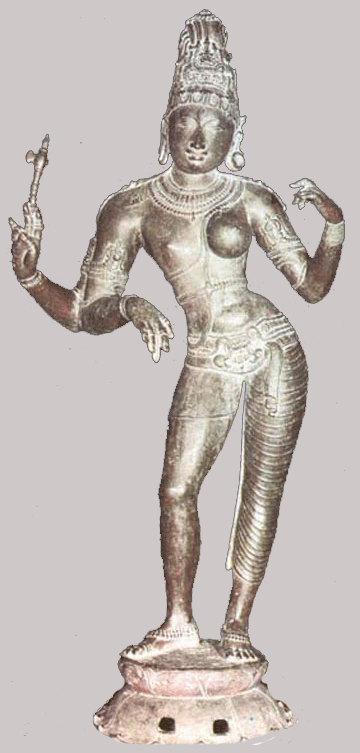
Bronce de la Dinastía Chola: el dios Śiva en la forma de Ardhanarīśvara (mitad Śiva, mitad Pārvatī, su mujer).

El arte indio tiene un carácter principalmente religioso, sirviendo como vehículo de transmisión de las distintas religiones que han jalonado la India: hinduismo, budismo, islamismo, cristianismo, etc. También hay que destacar como rasgo distintivo del arte indio su afán de integración con la naturaleza, como adaptación al orden universal, teniendo en cuenta que la mayor parte de elementos naturales (montañas, ríos, árboles) tienen para los indios un carácter sagrado. Una de las facetas más sorprendentes del arte indio para los occidentales es la representación sin tapujos del erotismo: según la religión hindú, el sexo es una forma de oración, un canal entre lo humano y lo divino, una señal de trascendencia y de espiritualidad. Buena muestra de ello es el culto al liṅgam (símbolo sexual masculino) y el yoni (símbolo sexual femenino), ambos provenientes de antiguos ritos neolíticos de la fertilidad, y que fueron asumidos por el hinduismo. El liṅgam representa la potencia creadora del dios Śiva, y es el principal objeto de veneración en las capillas de los templos dedicados a este dios. Se suele representar mediante un pilar (stambha) terminado en forma de glande (mani), aunque puede variar desde la forma más naturalista hasta una forma abstracta consistente en un cilindro, o diversas manifestaciones como un falo con ojos (ambaka-liṅgam), con un rostro (ekamukha-liṅgam) o cuatro rostros (chatur-mukha-liṅgam). Por su parte, el yoni representa a Śakti (la Diosa Madre), así como a Pārvatī (diosa de la naturaleza y la fertilidad), mujer de Śiva. También se puede representar en forma naturalista como una vagina, o geometrizada en forma de triángulo. El liṅgam aparece a menudo junto al yoni formando un recipiente de forma cóncava del que sobresale el liṅgam. Este símbolo expresa la unidad dentro de la dualidad del universo, la energía creadora, a la vez que la transmutación del impulso sexual en energía mental, la ascensión desde el mundo de los sentidos a la trascendencia espiritual, lograda mediante la meditación del yoga. Estos antiguos ritos se fusionaron con el tantra, filosofía que busca la verdad en la energía que emana del cuerpo, que es un potenciador espiritual, como incluso la energía sexual (kuṇḍalinī). Junto a los cuentos del Kāma Sūtra («Libro del Amor»), estos cultos tuvieron una gran representación en el arte indio, sobre todo en la escultura, donde abundan los mithuna o escenas eróticas, como en los templos de Khajurāho y Koṇārak.
La primera gran civilización india, de signo neolítico, se produjo en torno a 2500-1500 a. C. en la zona del río Indo, en torno a las ciudades de Mohenjo-Dāro (actual Pakistán) y Harappa (Panyab). Se han encontrado diversas figuras de terracota representando a carros, animales y figuras humanas, algunas de ellas desnudas y con símbolos sexuales (el liṅgam masculino y el yoni femenino), relacionadas con el culto a la fertilidad. También se han hallado piezas en bronce como La bailarina de Mohenjo-Dāro, con unas formas anatómicas redondeadas, siendo de remarcar el trabajo tanto anterior como posterior, ofreciendo una imagen global de la figura.
Entre los siglos III-I a. C. se desarrolló el arte maurya, donde surgieron las primeras tipologías iconográficas indias con la representación de las yakṣīs (espíritus de la naturaleza), generalmente en forma de mujeres desnudas adornadas con joyas, como se puede apreciar en la puerta este del stūpa de Sānchī. Estas figuras solían representarse en tribhaṅga («triple flexión»), una postura con un sinuoso movimiento que forma tres curvas, típica de la escultura india desde entonces. Este tipo de representaciones inició el género del arte erótico en la India, con una curiosa síntesis de sensualidad y espiritualidad.
En el arte gupta (siglos IV-VIII) la escultura se caracterizó por la suavidad de las líneas, la perfección de los rostros, que denotan una belleza ideal, pero de un tono algo místico, y un ligero movimiento tipo tribhaṅga, como se vislumbra en el Torso de bodhisattva procedente de Sānchī (siglo V), que junto a la tersura de la piel manifiesta una gran precisión en las joyas y los ropajes.
Los siglos VIII-XIII fueron la edad dorada del arte hindú, con gran profusión de escultura erótica en templos como el de Sūrya en Koṇārak (1240-1258) y el conjunto de Khajurāho (Madhya Pradesh, siglos X-XI), que son de los que más profusamente representaron escenas del erotismo tántrico, con diversos grupos (mithunas) dispuestos en frisos (kāma-bandha) desarrollando diversas posturas eróticas. Este tipo de escultura erótica también se desarrolló fuera de la India, como en Angkor Wat (Camboya), donde la mayor parte de las paredes del templo están decoradas con frisos en bajorrelieve donde destaca la abundancia de figuras femeninas, entre devatas (o diosas femeninas hindúes), de las que contabilizan 1500 en todo el templo, y apsaras (o bailarinas celestiales), contabilizando unas 2000.
El desnudo también tiene una significación especial en el jainismo, donde sus dos sectas principales se diferencian precisamente en que unos van vestidos (shvetambara) y otros desnudos (digambara), ya que consideran que la ropa aprisiona el alma. Así su arte refleja con naturalidad este hecho, siendo habitual la representación de monjes y ascetas desnudos, como la estatua de Gomateśvara (978-993), una imponente figura de 17 metros de altura que representa al gran maestro jainí Bahubali.
|                                                      |
| Torso de bodhisattva procedente de Sānchī (siglo V). |

|                                                                         |
| Estatua de Gomateśvara (978-993), Shravanbelagola, estado de Karnataka. |

|                                                          |
| Figura de yakṣī del templo de Liṅgarāja en Bhubaneśvara. |

|                                                   |
| Mithuna o escena erótica del templo de Khajurāho. |

| |
| Pastoras saliendo del agua (siglo XVIII), miniatura pahari del principado rajput de Kangra (Himachal Pradesh). |

### Japón

Onna yu (baño de mujeres) (hacia 1780-1790), de Torii Kiyonaga.

El arte japonés ha estado marcado por su insularidad, aunque a intervalos ha ido recibiendo la influencia de las civilizaciones continentales, sobre todo de China y Corea. El arte tiene en la cultura japonesa un gran sentido introspectivo y de interrelación entre el hombre y la naturaleza, representada igualmente en los objetos que le envuelven, desde el más ornado y enfático hasta el más simple y cotidiano. Esto se pone de manifiesto en el valor otorgado a la imperfección, al carácter efímero de las cosas, al sentido emocional que el japonés establece con su entorno. En Japón, el arte pretende conseguir la armonía universal, yendo más allá de la materia para encontrar el principio generador de vida. La estética japonesa busca encontrar el sentido de la vida por medio del arte: belleza equivale a armonía, a creatividad; es un impulso poético, un camino sensorial que lleva a la realización de la obra, que no tiene finalidad en sí, sino que va más allá.

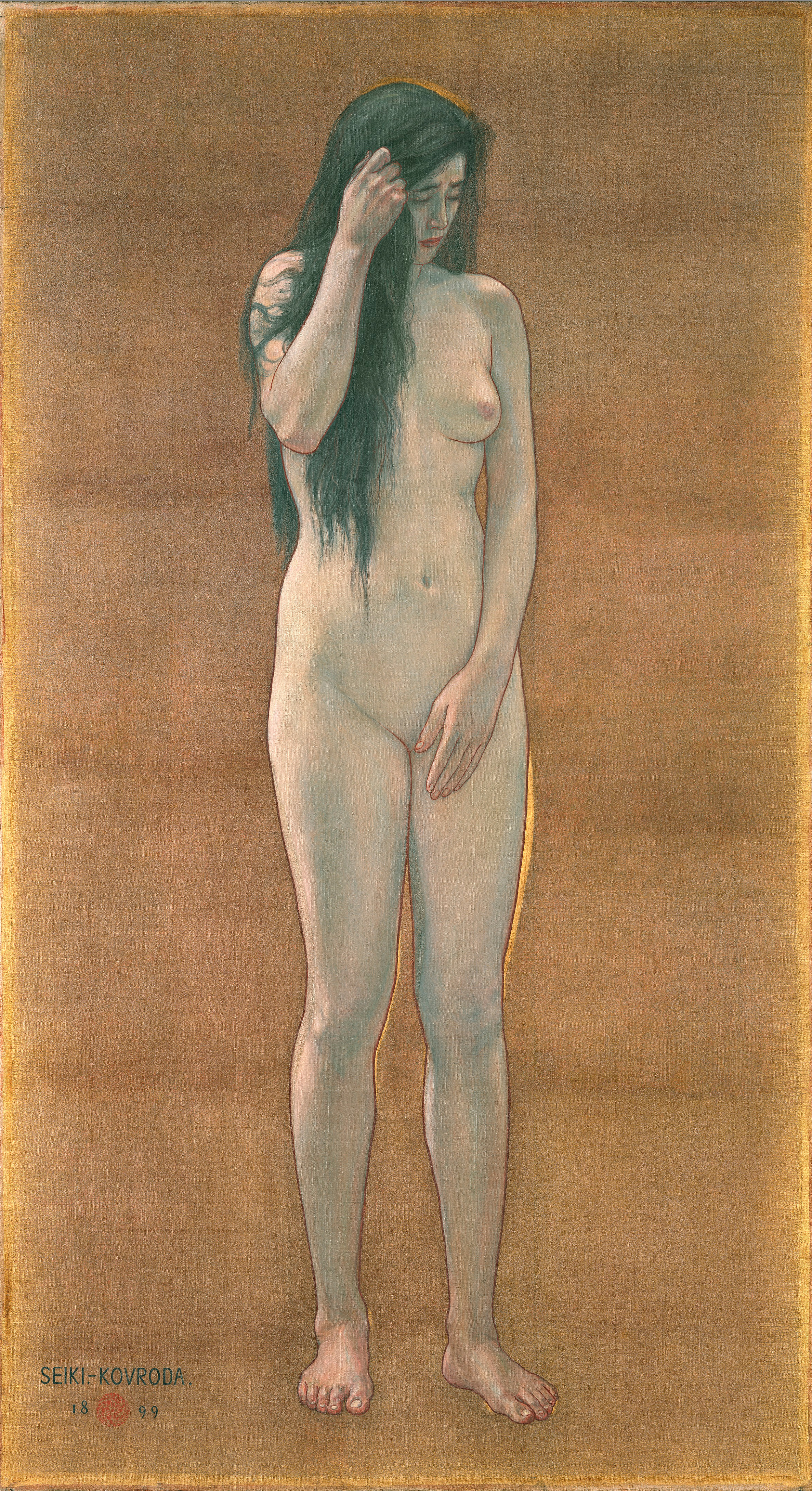
Sentimiento (1900), de Kuroda Seiki, Kuroda Memorial Hall, Tokio.

El desnudo en el arte japonés no tuvo gran representación en medios oficiales, aun siendo algo visto con naturalidad, todo lo referente a la sexualidad se consideraba relacionado con la vida privada. Aunque pudiese aparecer algún cuerpo desnudo en una imagen japonesa, sería en el marco de alguna escena íntima, cotidiana, como unos baños públicos, pero el cuerpo humano en sí no era considerado digno de representación para una obra de arte. Sin embargo, existía un género artístico dedicado especialmente a las imágenes eróticas, denominado shunga (春画 «estampas primaverales»?), ligado generalmente a las estampas japonesas ukiyo-e (浮世絵 «estampas del mundo flotante»?), aunque también se dio con otras tipologías. Estas imágenes estuvieron de moda principalmente durante el período Edo (1603-1867), generalmente en formato de xilografía, siendo practicadas por algunos de los mejores artistas de la época, como Hishikawa Moronobu, Isoda Koryūsai, Kitagawa Utamaro, Keisai Eisen, Torii Kiyonaga, Suzuki Harunobu, Katsushika Hokusai y Utagawa Hiroshige. Las escenas describían relaciones sexuales de todo tipo, incorporando en ellas a los más variados personajes, desde actores y comerciantes hasta samuráis, monjes budistas o incluso seres fantásticos y mitológicos. A pesar de que su producción estuvo marcada por regulaciones y prohibiciones por parte del gobierno, la realización de este tipo de obras continuó prácticamente hasta finales de la era Meiji, con la prohibición de material «obsceno» en el Código Civil del año 1907. Tras la apertura de Japón a Occidente, a mediados del siglo XIX, el arte japonés contribuyó al desarrollo del movimiento conocido como japonismo, y diversos artistas europeos coleccionaron shunga, entre los que destacan Aubrey Beardsley, Edgar Degas, Henri de Toulouse-Lautrec, Gustav Klimt, Auguste Rodin, Vincent van Gogh y Pablo Picasso. Se suele considerar el shunga un antecedente del hentai, la vertiente erótica del cómic manga.

### Desnudo etnográfico

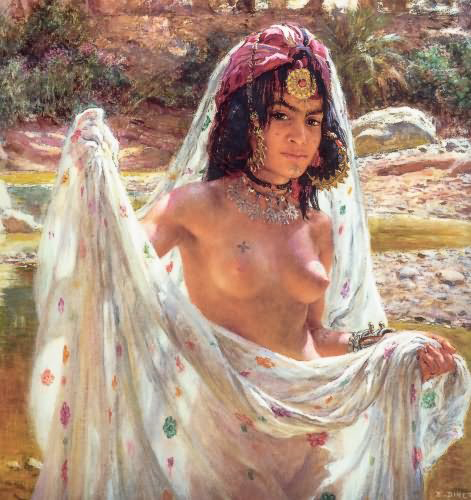
Raoucha (1901), de Étienne Dinet, Musée des Beaux Arts d'Alger, Argel.

Este término se ha utilizado tanto en trabajos de investigación de etnografía como de antropología, así como en documentales y en la revista National Geographic en los Estados Unidos. En algunos casos, los medios de comunicación pueden mostrar el desnudo que ocurre en una situación «natural» o espontánea en documentales o programas de noticias, mientras que difuminan o censuran los desnudos en los trabajos teatralizados. El foco etnográfico proporcionó un excepcional marco para pintores y fotógrafos para mostrar pueblos cuya desnudez era, o todavía lo es, aceptable dentro de las convenciones, o dentro de ciertos encuadres específicos, de su cultura tradicional.
Los detractores del desnudo etnográfico a menudo lo rechazan tachándolo de ser una mera mirada colonialista preservada como imaginería etnográfica. Aun así, los trabajos etnográficos de algunos pintores y fotógrafos, como Irving Penn, Casimir Zagourski, Hugo Bernatzik y Leni Riefenstahl, han sido aclamados en todo el mundo por preservar lo que se percibe como un documento de las costumbres agonizantes de «paraísos» sujetos al ataque de la modernidad mediocre.